# América del Sur
América del Sur, Sudamérica o Suramérica es un subcontinente en América. El término «América» fue utilizado por primera vez por Martin Waldseemüller en 1507 para denominar lo que hoy se conoce como «América del Sur», en reconocimiento a Américo Vespucio. Este hecho fue descubierto por Alexander von Humboldt en 1836. Posteriormente, en 1538, Gerardus Mercator extendió el nombre a todo el continente en sus mapas. En el mundo anglosajón es considerada un continente del supercontinente de América. Está atravesada por la línea ecuatorial en su extremo norte, quedando así con la mayor parte de su territorio comprendida dentro del hemisferio sur.
Se sitúa entre el océano Atlántico y el océano Pacífico, los cuales delimitan los extremos Este y Oeste respectivamente, mientras que el mar Caribe delimita por el norte y el océano Antártico su extremo sur. Está conectada con América del Norte por el estrecho puente territorial que representa América Central. América del Sur es la zona terrestre más próxima a la Antártida, a través del pasaje de Drake al sur. Ocupa una superficie de 18,2 millones de km², lo que representa un 42,9 % del continente americano y un 13,0 % de las tierras emergidas, y está habitada por el 6,5 % de la población mundial.
América del Sur está conformada por un conjunto de trece países soberanos: Argentina, Bolivia, Brasil, Chile, Colombia, Ecuador, Guyana, Paraguay, Perú, Surinam, Trinidad y Tobago, Uruguay, Venezuela, además de Francia con la Guayana Francesa y cinco dependencias de otros estados. Brasil concentra aproximadamente la mitad de la población y la producción económica de la región.
Los países que bordean el mar Caribe son: Colombia, Venezuela (aunque se suele incluir a Trinidad y Tobago por encontrarse sobre la plataforma continental), Guyana, Surinam, también la Guayana Francesa, que es un departamento y región de ultramar de Francia, Aruba, Curazao y la isla de Bonaire pertenecientes al Reino de los Países Bajos; se conocen en conjunto como el Caribe sudamericano, mientras que Argentina, Chile y Uruguay forman el Cono Sur, una región del subcontinente que se caracteriza por los más altos estándares de calidad de vida y desarrollo en relación con el resto de Latinoamérica. Colombia y Venezuela, además de estar en la región Caribe, pertenecen también junto a Bolivia, Argentina, Chile, Ecuador y Perú a la zona andina.
Desde el siglo XVI hasta principios del siglo XIX la mayor parte de América del Sur estaba dividida en colonias gobernadas, mayoritariamente, por España y Portugal, seguidas por una colonia del Reino Unido, una de Francia y otra de los Países Bajos, las cuales se fueron convirtiendo en Repúblicas, con la excepción de la Guayana Francesa convertida en Departamento de Ultramar francés (Región Ultraperiférica Europea) y las Islas Malvinas e islas vecinas.
El límite actual entre América del Sur y América Central se ubica en una línea imaginaria en la selva del Darién, pues a partir de la construcción del canal de Panamá ese país se independizó de Colombia y se le empezó a asociar con América Central en medios anglosajones. Finalmente en 1955, Panamá pasó a formar parte de América Central geográficamente, pero mantiene lazos históricos y culturales con América del Sur.
Esta región subcontinental ubicada en su mayoría en el hemisferio sur, limita al norte con el mar Caribe, al este y al sur con el océano Pacífico y el Atlántico y al oeste con el océano Pacífico también. Se extiende desde el límite entre Panamá y Colombia hasta las islas Diego Ramírez (Chile).
Asimismo, confines relevantes del continente al extremo oeste son el grupo de las islas Desventuradas en Chile y las islas Galápagos (Ecuador), ambos en el Pacífico Sur. Hacia el este, otro punto extremo importante es el grupo de islas de Fernando de Noroña (Brasil). Al sureste encontramos en un extremo de la plataforma sudamericana al grupo de Islas Malvinas, islas Georgias del Sur e islas Sandwich del Sur. Al sur, en dirección hacia la Antártica, el confín más austral es el grupo de islas Diego Ramírez (Chile).

## Historia

### Época precolombina

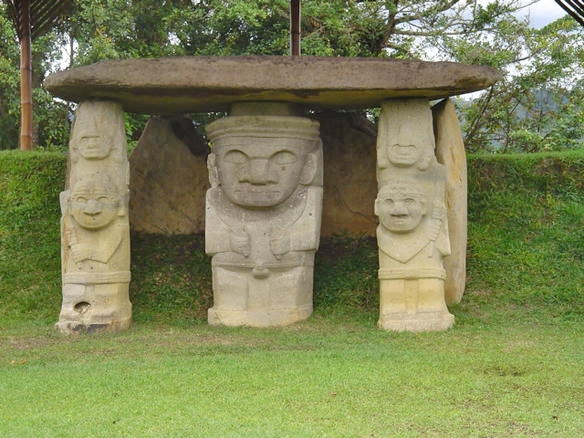
Estatuas en un monumento sepulcral (Colombia). La Cultura San Agustín.
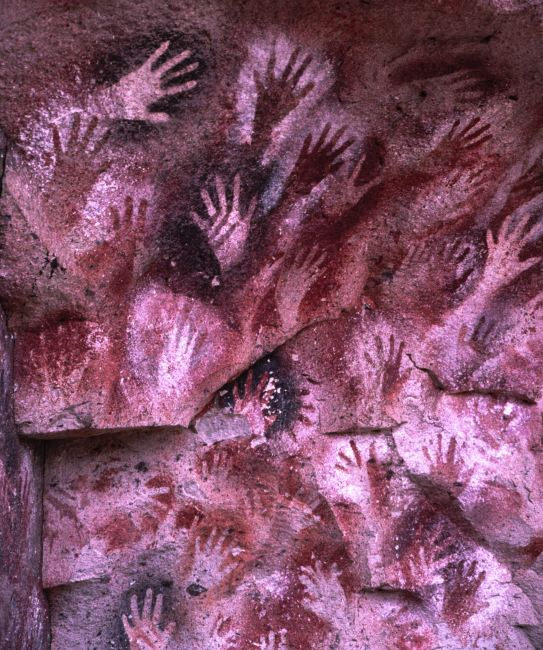
Pintura rupestre en Cueva de las Manos (Argentina), fechadas en el 7350  a. C.
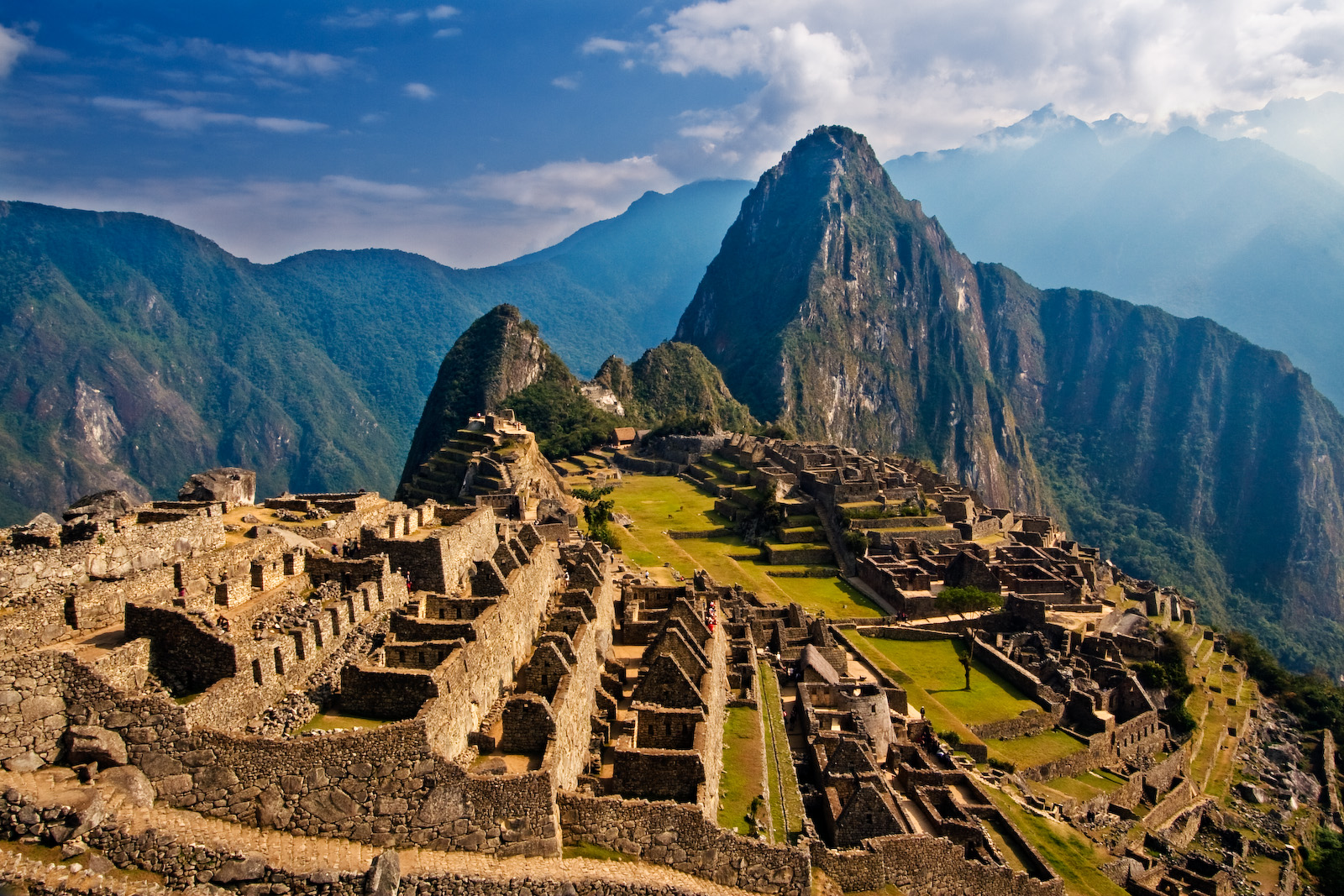
Machu Picchu (Perú), zona arqueológica, ícono de la arquitectura inca.
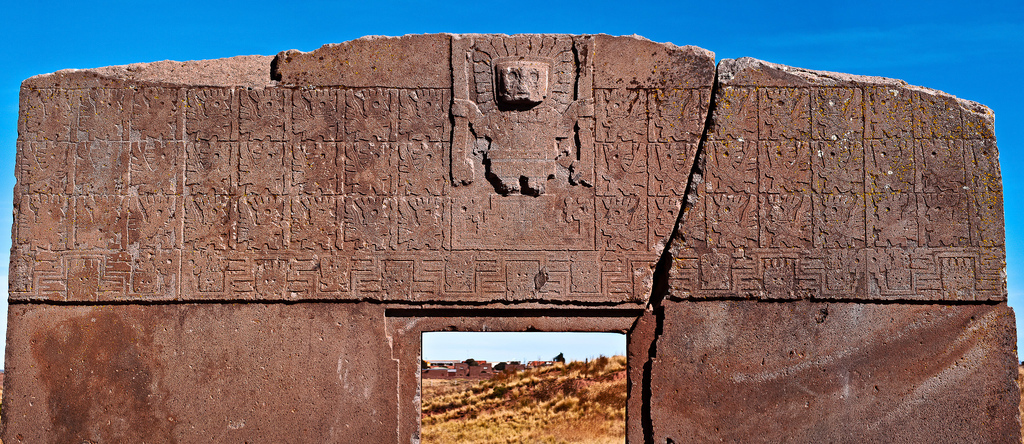
Puerta del Sol, centro ceremonial andino en Tiahuanaco (Bolivia).
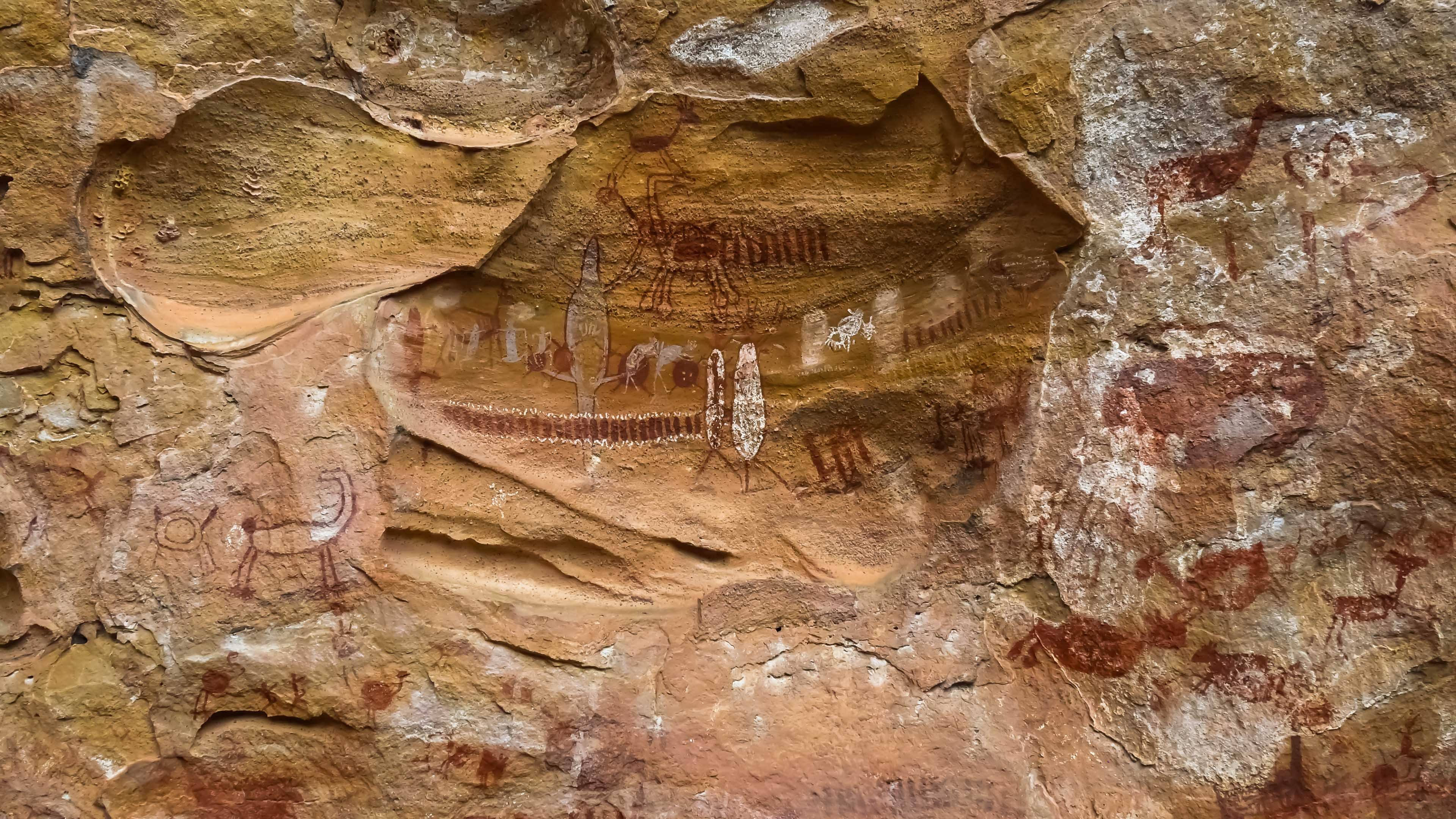
Yacimiento de Pedra Furada (Brasil), con datación de entre 12 000 a 32 000 años de antigüedad.
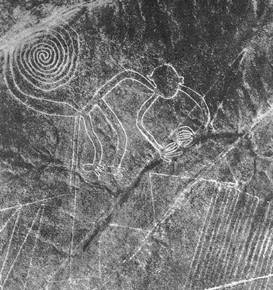
Líneas de Nazca (Perú), extensa red de geoglifos, con una extensión de 800 km².
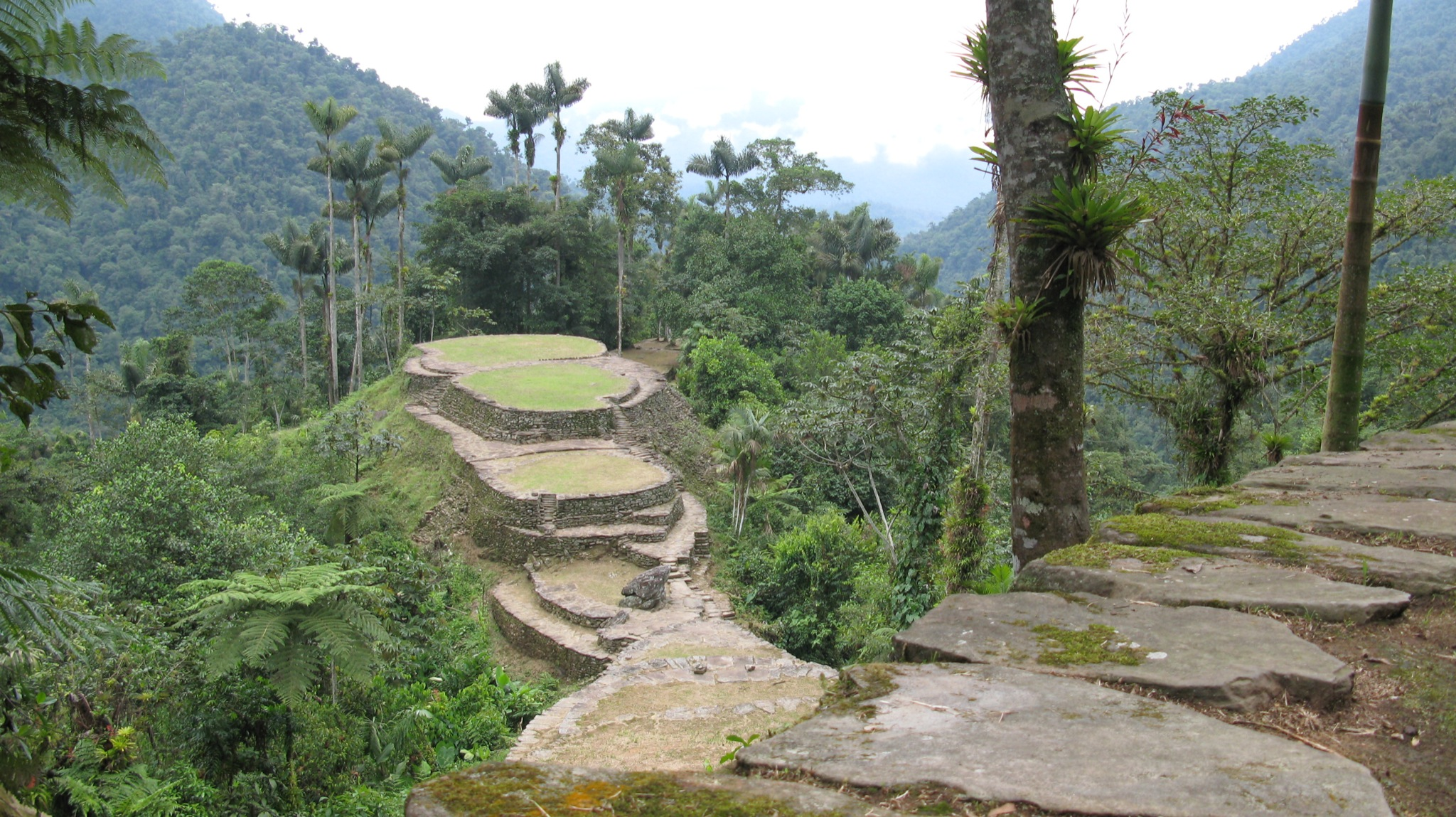
Ciudad Perdida en la Sierra Nevada de Santa Marta (Colombia)

El Complejo Arqueológico Ingapirca ubicado en el sur andino del Ecuador, específicamente en la provincia de Cañar, es un complejo arqueológico de origen inca. Se encuentra localizado a 3160 m s. n. m., a una distancia de 42 km de Azogues, capital de la provincia de Cañar y a 90 km al norte de la ciudad de Cuenca. Ingapirca es el lugar sagrado de la ocupación inca en el Ecuador. Es considerado como el sitio arqueológico precolombino más importante del país y el conjunto arquitectónico inca mejor conservado del Ecuador es una palabra kichwa que significa “muro o pared del Inca”. Esta construcción es una magnífica muestra de lo que fue la cultura cañari-inca. Tiene una extensión de cuatro hectáreas y fue un importante centro religioso, político, científico, militar y administrativo durante la conquista inca.
Los asentamientos posteriores en Tiahuanaco, construido en las riberas del lago Titicaca, y San Agustín, en Colombia, se han convertido en grandes misterios de la arqueología.
La reiteración de sitios arqueológicos de gran antigüedad en América del Sur y la escasa cantidad de los mismos en el norte del subcontinente, sumado a las diferencias de consideración en genes y fenotipos entre los paleoindios suramericanos y norteamericanos, ha causado la adhesión de algunos investigadores a la hipótesis de un poblamiento autónomo de América del Sur, no proveniente del norte.
Esta hipótesis se relaciona con la teoría del ingreso por la Antártida desde Oceanía, y parecen confirmarla los hallazgos de asentamientos de tribus costeras de unos 14 800 años de antigüedad en Monte Verde, Chile.
Durante su migración y especialmente después del descubrimiento de la agricultura, los antiguos pobladores americanos fueron estableciéndose en las áreas y sectores que consideraban más propicias para su desarrollo y modos de vida. En Ayacucho, Perú, ya se domesticaban llamas 5000 años antes de Cristo. En los siglos posteriores, también se desarrollaron en diferentes regiones del subcontinente, áreas para la siembra de arracacha, batata, calabaza, piña, frijoles, papa, casabe, quinua, yuca, y ñame, que son originarios de América del Sur.
En situación de aislamiento durante milenios con respecto a las sociedades del Viejo Mundo, los pueblos suramericanos conformaron culturas autónomas originales hasta el punto de producir dos revoluciones neolíticas separadas, en los Andes que dieron origen a cientos de civilizaciones agrocerámicas, varias de las cuales consideraban a la olla de barro un símbolo de gran valor espiritual ya que representaba el universo de los dioses, el lugar de los entierros, el depósito para fermentar la chicha y el utensilio para preparar alimentos.
En los Andes de Colombia y en la costa del Ecuador, se han encontrado las primeras cerámicas de América, realizadas entre los años 3600 y 3000 a. C. La metalurgia sudamericana precolombina tuvo un desarrollo considerable. Los chibchas en Colombia alcanzaron métodos de fundición, soldadura oxiacetilénica, laminación, filigrana, cera fundida y vaciado simple. La orfebrería de la región se encuentra al origen del mito de El Dorado.
La Cultura Chinchorro, ubicada en la costa norte de Chile (Atacama) y sur de Perú, desarrolló técnicas de momificación casi 2 mil años antes que los egipcios, y sus momias son consideradas las más antiguas del mundo.
Hacia el siglo XII, la influencia inca llegó a articular los actuales territorios del Perú, Bolivia y Ecuador, además del norte de Chile, el norte, noroeste y oeste de Argentina, y la zona sur de Colombia. Desde Cuzco, el Imperio Inca consolidó un estado que logró sintetizar y difundir los múltiples conocimientos artísticos, científicos y tecnológicos de sus antecesores. Dichos conocimientos, sin embargo no incluían la escritura, ya que esta era desconocida en América del Sur antes de la llegada de los europeos. Actualmente, algunas costumbres y tradiciones de la desaparecida civilización inca prevalecen en etnias andinas como los quechuas y aimaras. El territorio de Brasil ha estado habitado desde hace al menos 8000 años.

#### Culturas indígenas más importantes previas al contacto europeo
- Civilización Caral, también conocida como Caral-Supe o Norte Chico, fue una antigua civilización del Perú, una compleja sociedad preincaica que incluye cerca de treinta grandes asentamientos humanos. 3200 a. C.-1600 a. C.
- Cultura Vicus es una cultura arqueológica del Antiguo Perú que se desarrolló en entre los años 500 a. C. y 500 d. C. en la zona costera norte del Perú, en el curso inferior del río Piura, a 7 km del distrito de Chulucanas, en la provincia de Morropón, departamento de Piura.
- Tiahuanaco fue el centro de la civilización tiahuanacota, una cultura preincaica que basaba su economía en la agricultura y la ganadería, y que abarcó centralmente los territorios de la meseta del Collao (entre el occidente de Bolivia y el sur del Perú) en los Andes, expandiéndose hacia la costa (sur del Perú y norte de Chile) y hasta el norte de Argentina y que irradió su influencia tecnológica y religiosa hacia otras civilizaciones contemporáneas a ella.
- Imperio Inca, Imperio incaico o Tahuantinsuyo fue un estado precolombino situado en América del Sur. Floreció en la zona andina del subcontinente entre los siglos XV y XVI, como consecuencia del apogeo de la civilización incaica.
- Muiscas, la confederación muisca fue la unidad política de los cacicazgos muiscas, como el cacicazgo de Zipaquirá, liderados por el zipa de Bacatá, el zaque de Hunza, el iraca de Sugamuxi y el tundama de Duitama. Subsistió hasta 1541, fecha en que se consolidó la conquista española en el centro de Colombia.
- Cultura Chimú, o Chimor es una cultura del Antiguo Perú surgida en la costa norte tras el decaimiento del Imperio wari entre los años 1000 y 1200 d. C. Ocuparon los territorios que antes habitaron los mochicas, llegando a expandir sus dominios, en su etapa de mayor desarrollo, por toda una extensa franja del norte del Perú, desde Tumbes hasta el valle de Huarmey.
- Cultura Chavín fue una de las grandes civilizaciones americanas que se desarrolló entre los ríos Mosna y Huachecsa,[28][29] en la provincia de Huari, departamento de Áncash en el Perú. Se desarrolló entre 1200 a. C.-200 a. C.
- Guaraníes o avá (hombre) fue un pueblo nativo sudamericano, originario de la región amazónica; los mismos se establecieron en distintas regiones del continente, especialmente en lo que hoy es Paraguay, Argentina, el sur de Brasil, el sureste de Bolivia y el noreste de Uruguay. Previo al contacto europeo., eran conocidos por su cultura de cazadores, recolectores, cultivadores y pescadores.
- Cultura Nazca es una cultura arqueológica del Antiguo Perú que surgió en la provincia de Nazca (departamento de Ica) alrededor del siglo I y entra en decadencia en el siglo VI.
- Cultura Paracas, o cultura de Paracas es una cultura arqueológica del Antiguo Perú originada a finales del periodo formativo superior, alrededor del 500 a. C. alrededor de la península de Paracas. La península en cuestión se sitúa entre los ríos Ica y Pisco en el actual departamento de Ica. Desde aquel punto de partida, los paracas lograron dominar aproximadamente desde el río Cañete, al norte hasta Yauca, al sur, teniendo como centro a la ciudad de Ica.
- Cultura Mochica, también llamada Moche, es una cultura arqueológica del Antiguo Perú que se desarrolló entre el 100 a. C. y el 800 d. C. en el valle Moche teniendo como capital al territorio que actualmente se denomina Huacas del Sol y de la Luna en la región La Libertad, esta cultura se extendió hacia los valles de la costa norte del actual Perú.
- Charrúas fueron un conjunto de pueblos amerindios que habitaban en los territorios del actual Uruguay, y también en el Estado brasileño de Río Grande del Sur. Las lenguas charrúas son un grupo lingüístico único y separado de otras lenguas indígenas. Con los únicos grupos lingüísticos que tiene algunas características similares es con las lenguas del Chaco y con las lenguas macro-yê del Brasil.
- La Cultura mollo fue una civilización preincaica que habitó la zona occidental de la cordillera Real en el actual departamento de La Paz en Bolivia. Esta civilización apareció aproximadamente en el año 700 d. C. y se extiende hasta el 1300 o 1400 d. C. Su decaimiento se confunde con el arribo de los Incas a la zona, por lo cual se cree que estos absorbieron a los mollo aprendiendo algunas técnicas constructivas de ellos.
- El Pueblo kali'na son una etnia amerindia del norte de Sudamérica, se dividen en diferentes tribus o grupos independientes que comparte la lengua y ciertas tradiciones. Se ubican específicamente las Guyanas, Venezuela y Brasil.
- El complejo cultural mapuche se extendía entre el Pacífico y el Atlántico en las actuales zonas centro sur de Argentina y Chile, con la cordillera de Los Andes como área de tránsito.

### Era colonial

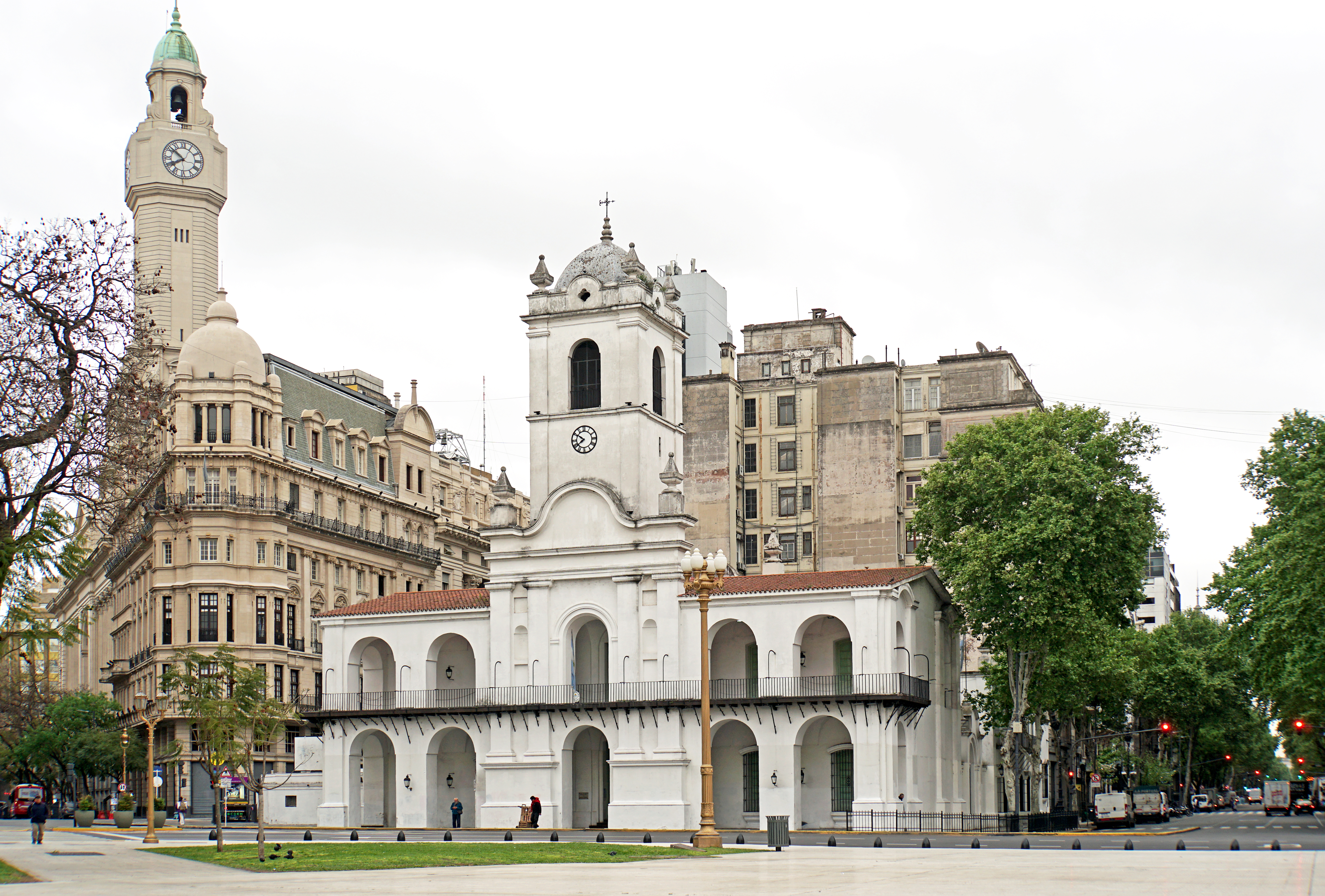
El Cabildo de Buenos Aires, construido en 1752 (Argentina)
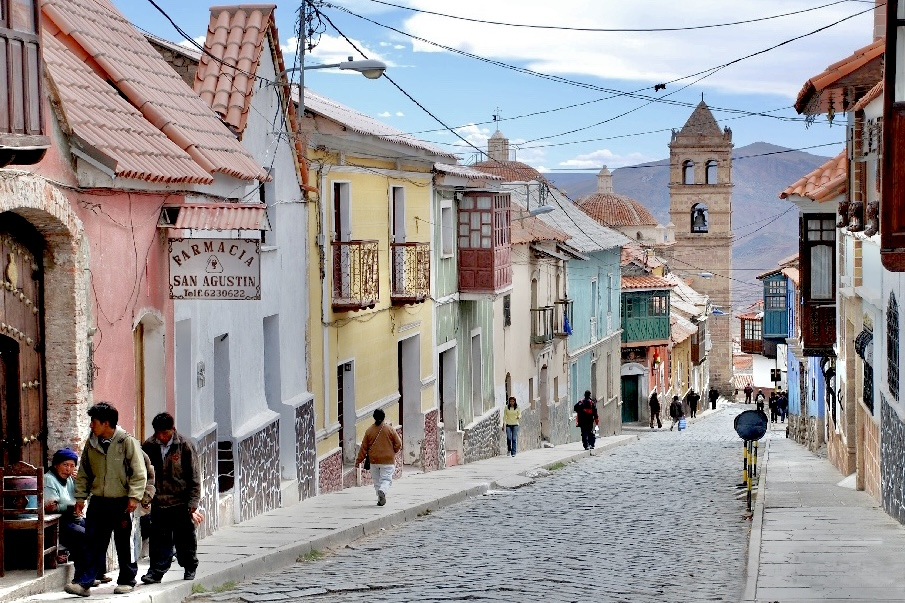
Calles coloniales españolas en Potosí (Bolivia)
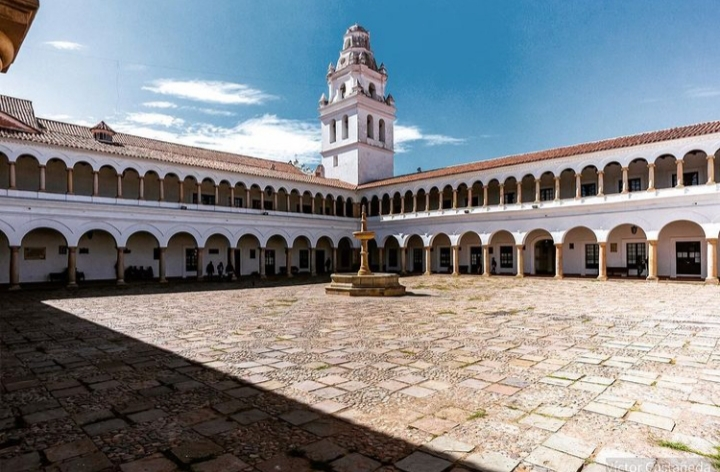
La Universidad Mayor Real de San Francisco Xavier en Sucre, fundada en 1624 (Bolivia)
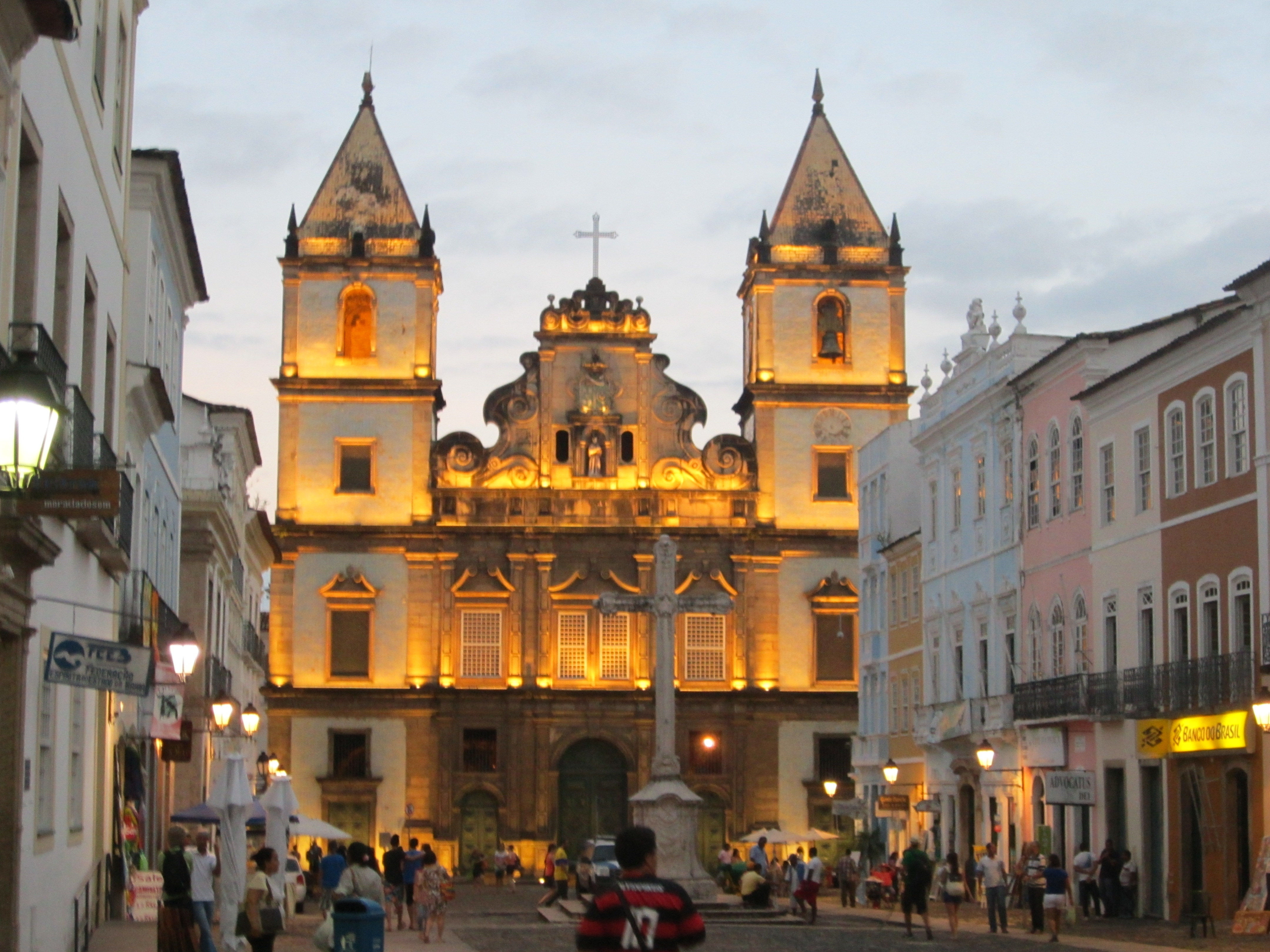
El centro histórico de Salvador de Bahía, uno de los mejor preservados (Brasil)
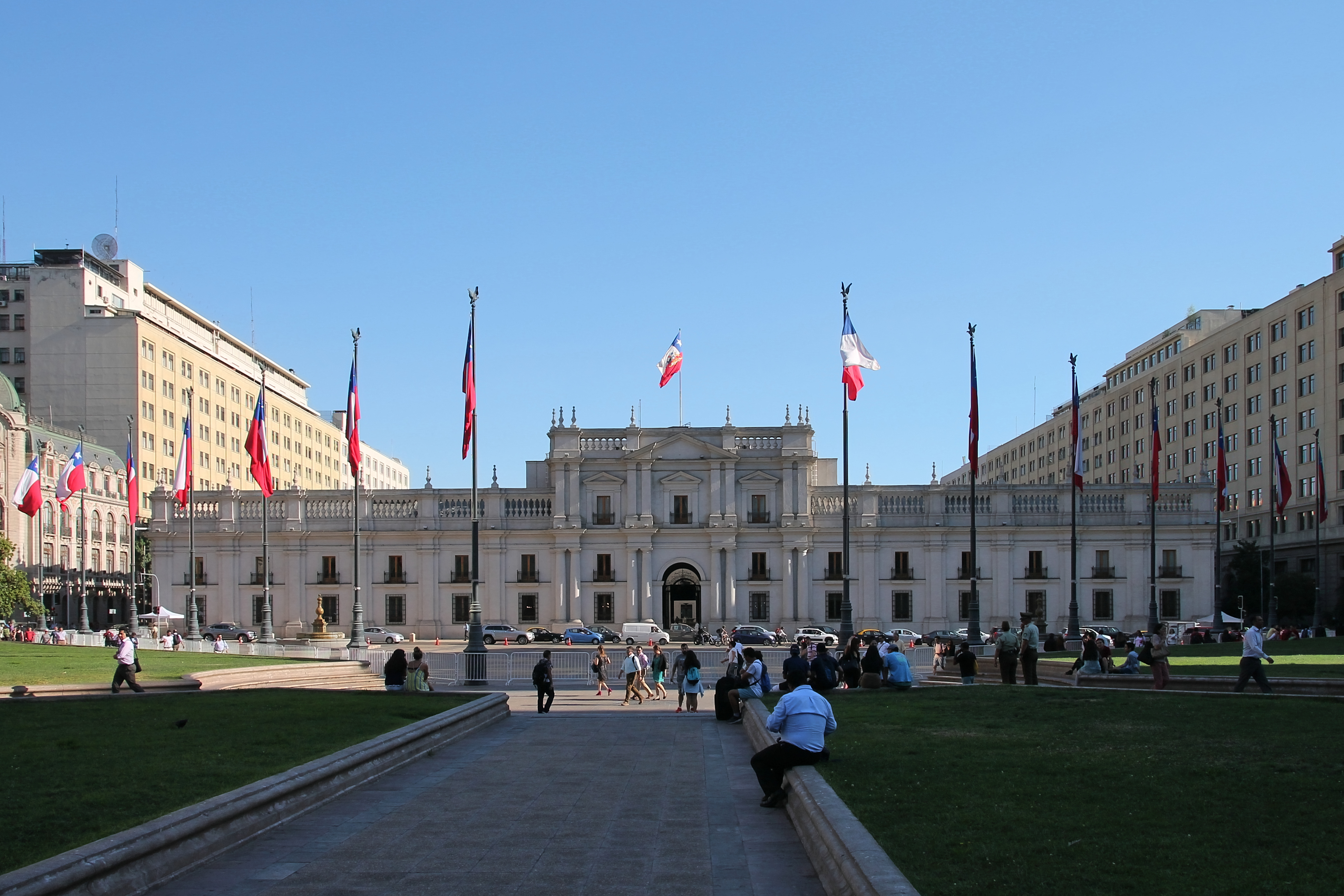
Antigua Casa de Moneda de Santiago, centro de acuñación de plata extraída en la Capitanía General de Chile, actual palacio presidencial chileno.
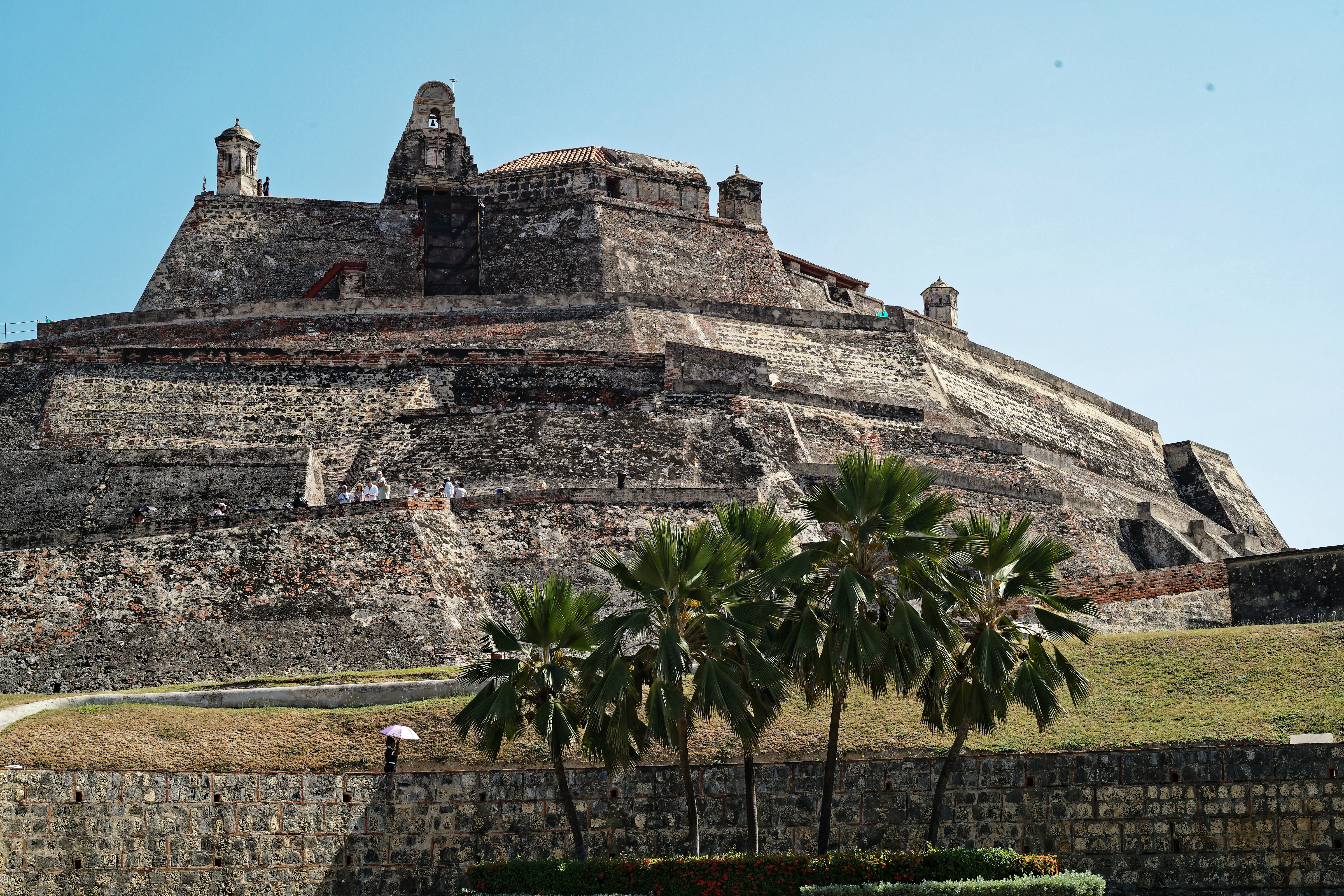
El Castillo San Felipe de Barajas en Cartagena de Indias (Colombia)
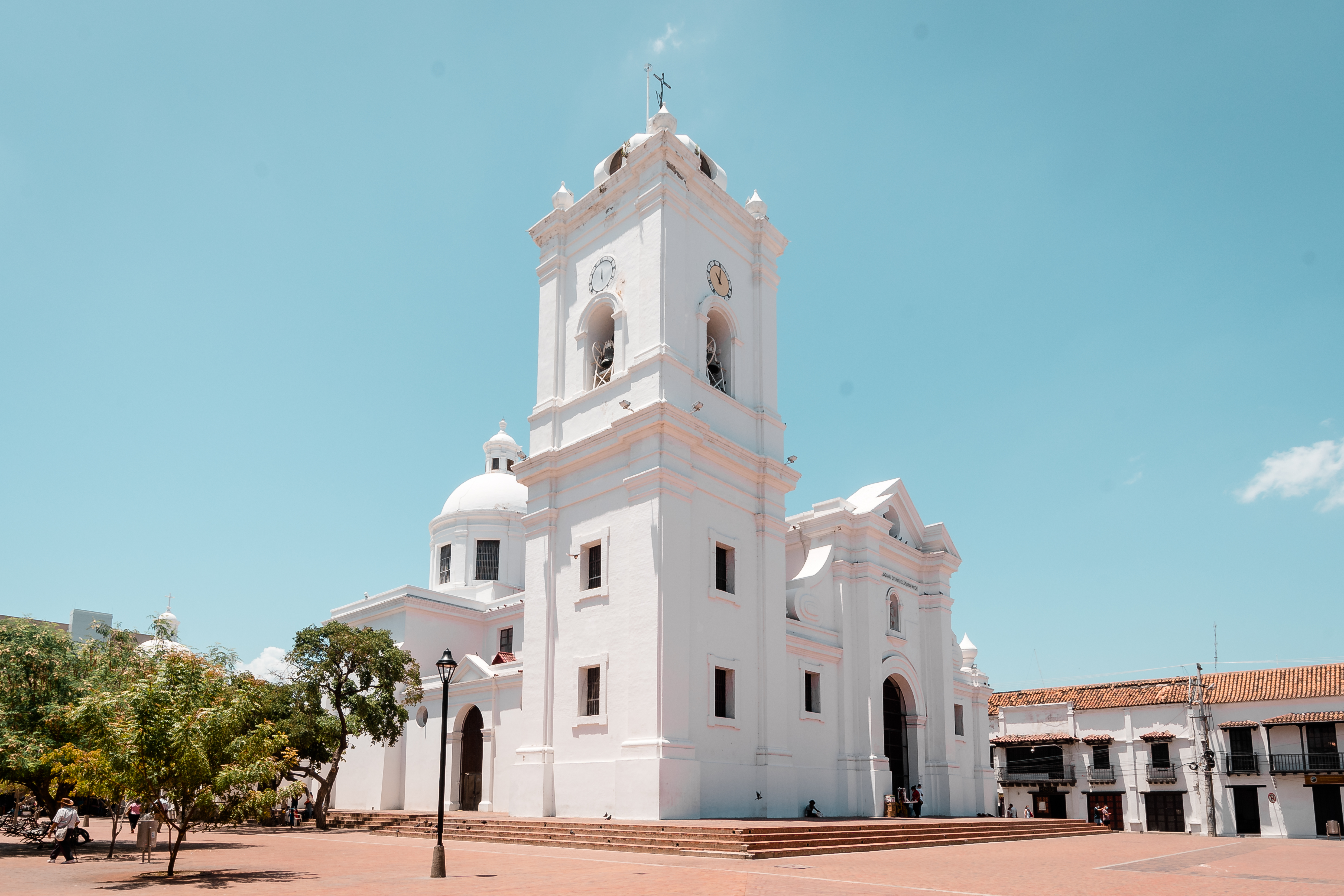
La ciudad de Santa Marta, considerada la ciudad de fundación española más antigua en América del Sur (Colombia).
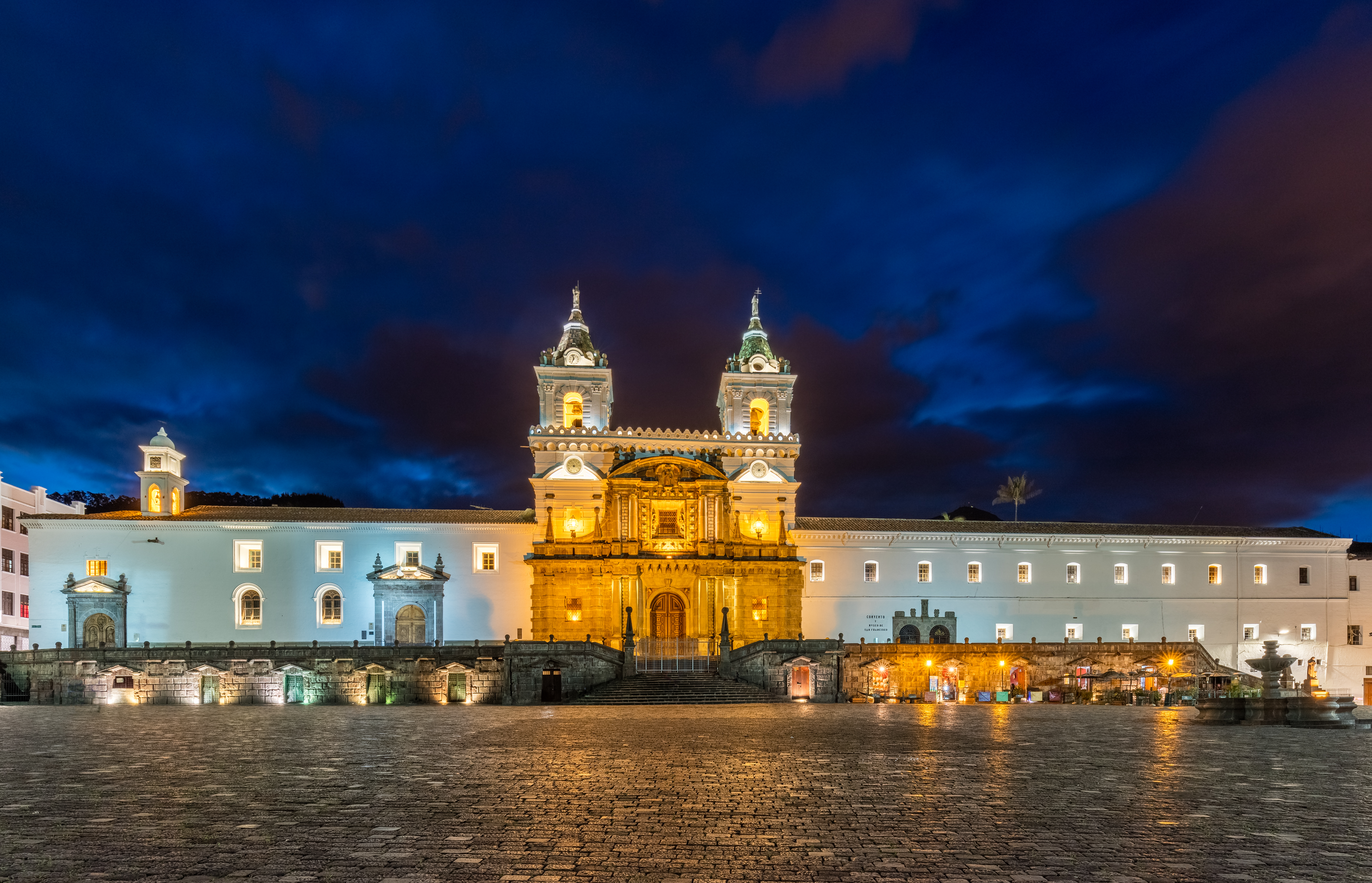
La Iglesia de San Francisco, en Quito es parte del conjunto histórico mejor preservado en América del Sur.
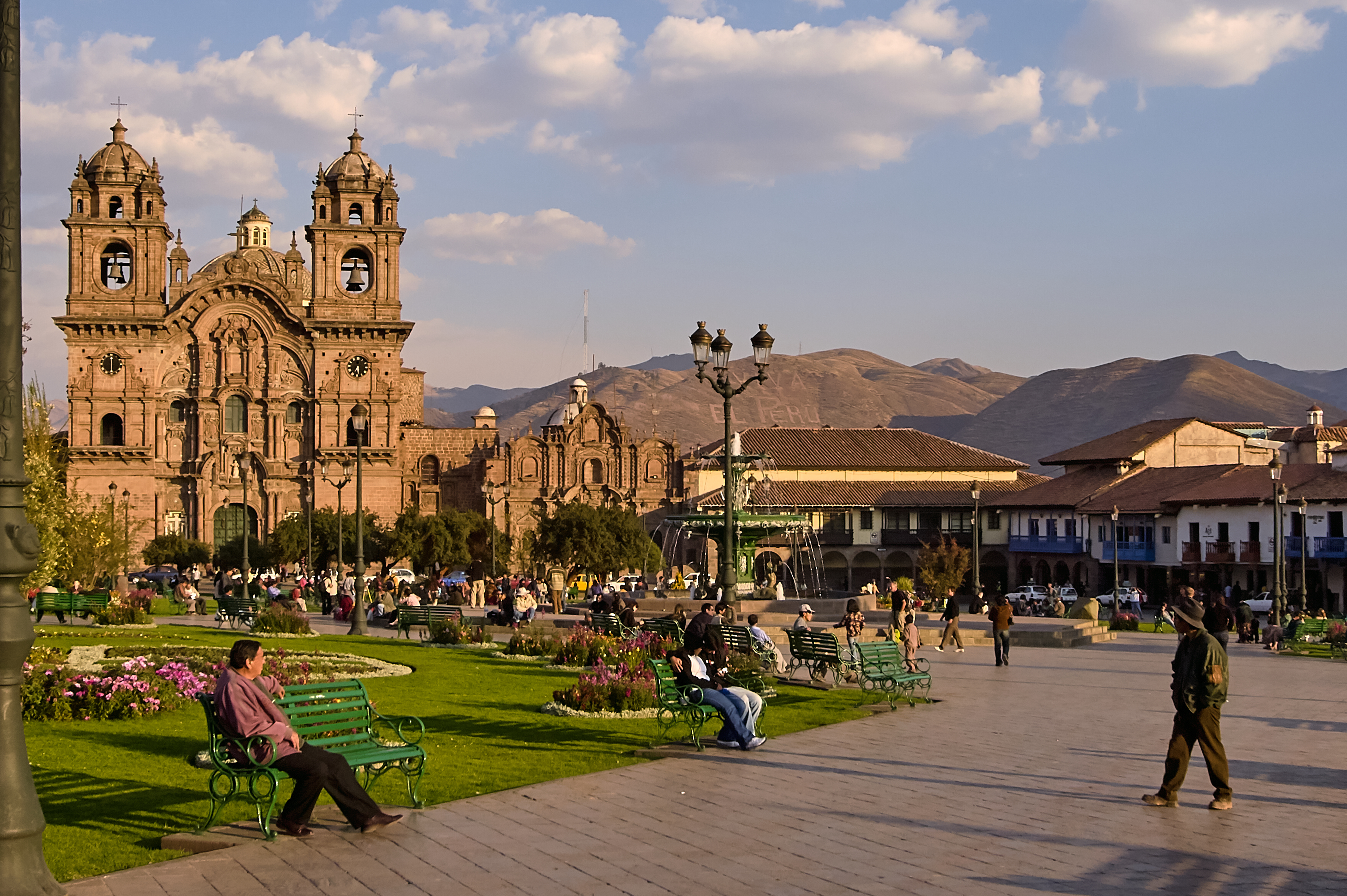
La Plaza de Armas en el centro histórico del Cuzco (Perú).
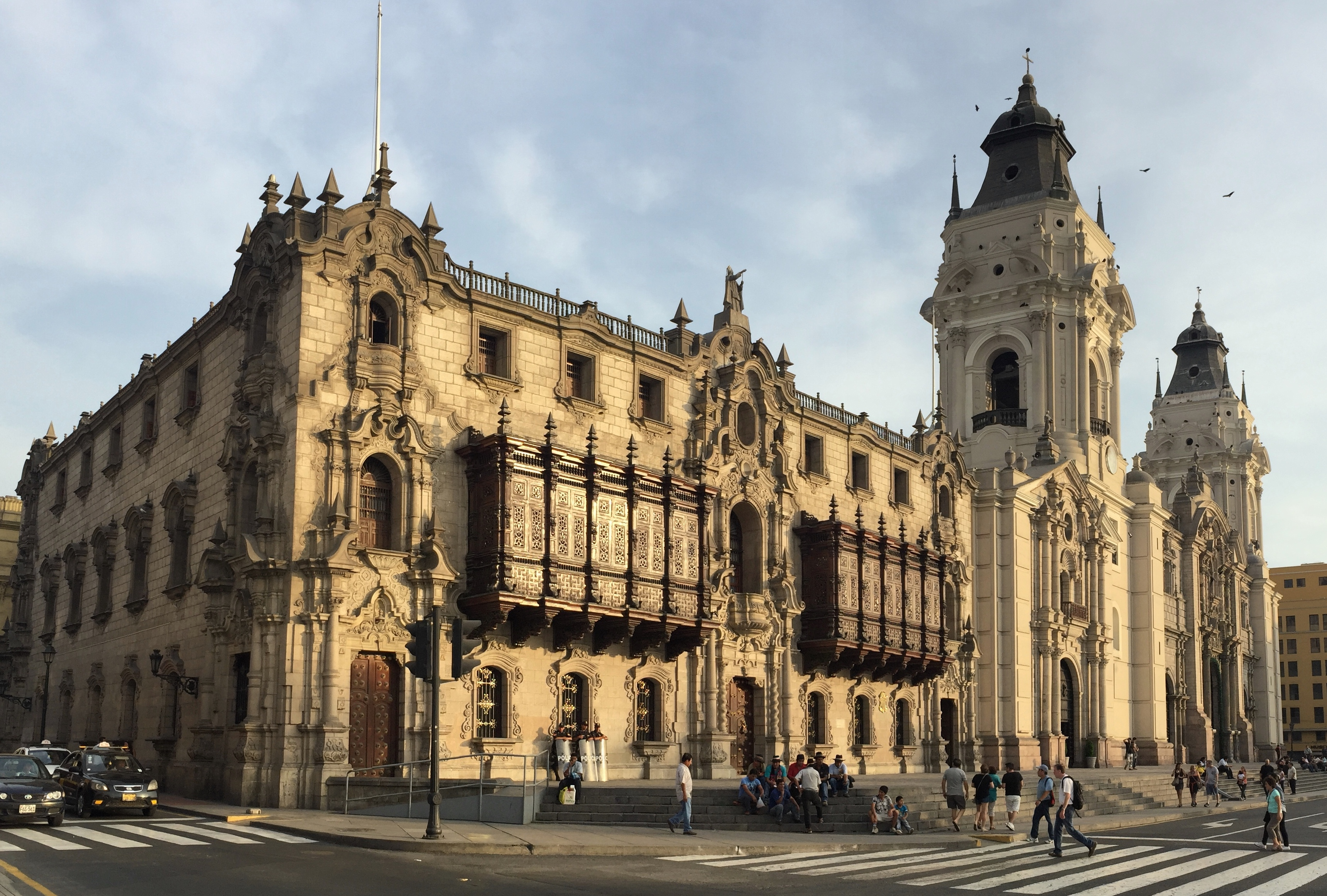
El Palacio arzobispal junto a la Catedral de Lima (Perú).
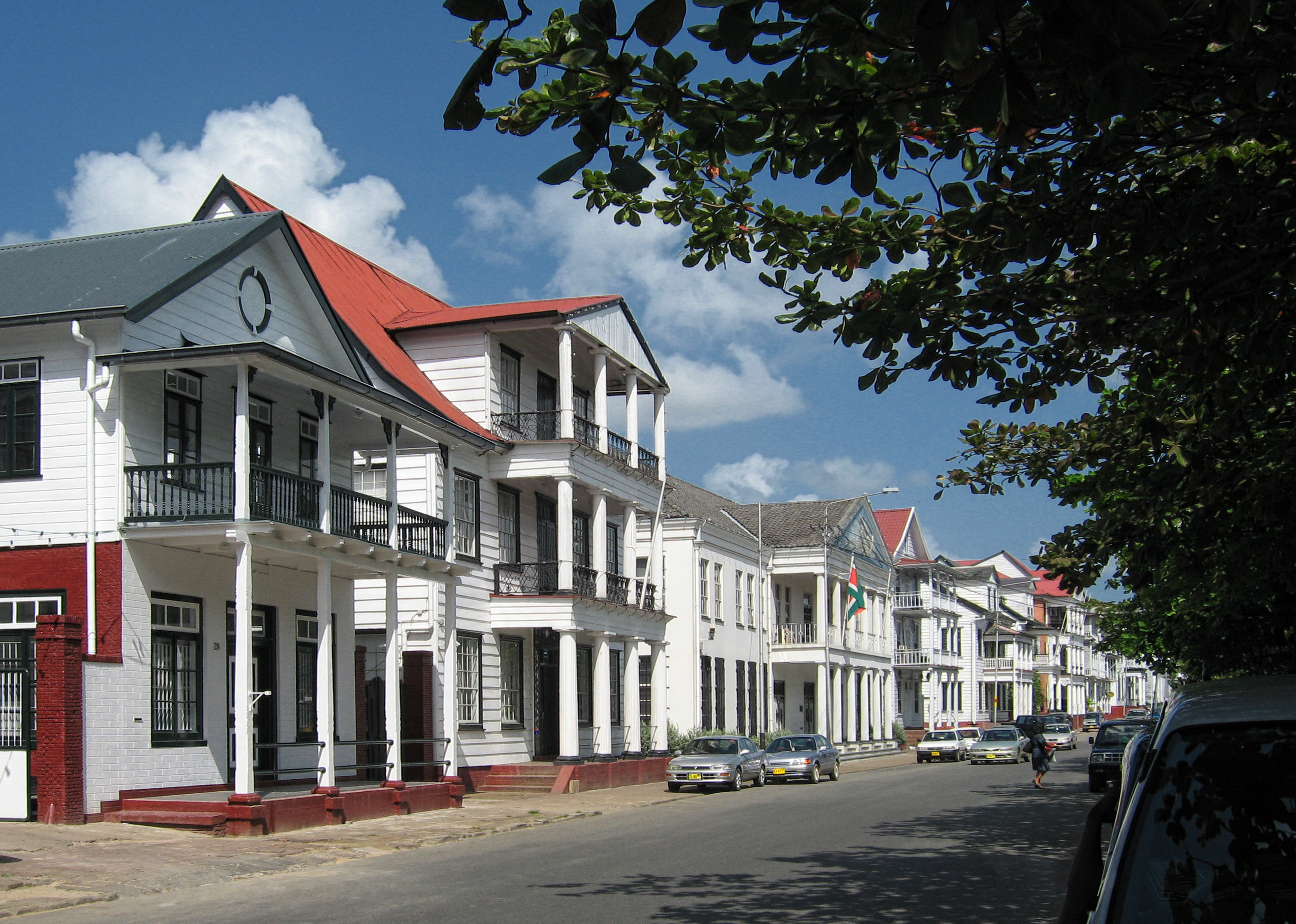
Casas coloniales neerlandesas conocidas como Waterkant ubicadas en Paramaribo (Surinam)

El Imperio español y el Imperio portugués fueron los primeros en realizar la conquista, y se asentaron principalmente en el sur de Norteamérica, Centroamérica y en el área andina de Sudamérica (imperios azteca, maya e inca, respectivamente). España fue la potencia que mayor presencia colonial impuso en América. En el Caribe, dominó sobre todo Cuba, La Española, Puerto Rico, Jamaica, incluyendo a la península de Florida dentro de sus posesiones caribeñas. Desde los asentamientos antillanos, tomó posesión por la fuerza de los grandes estados existentes en América en ese momento: en América del Norte llegó a apropiarse del Imperio azteca, en el actual México, estableciéndose en sus ciudades, además de dominar a tlaxcaltecas, tarascos, mixtecas y zapotecas. A partir de ahí controló una gran parte de América Central, dominando a las poblaciones de lengua maya, a los pipiles, los niquiranos y los pueblos de habla guaimí de Veragua (Panamá).
Desde Panamá se emprendió la conquista de la zona andina de América del Sur hasta la zona central de la actual Chile, controlada por el Imperio incaico en el actual Perú. Al mismo tiempo, en busca de la Sierra de la Plata y las tierras del Rey Blanco, se fundaron ciudades en el estuario del Plata y sobre las márgenes de los ríos Paraná y Paraguay, siendo la más importante de ellas; Asunción.
El Tratado de Tordesillas suscrito en 1494 entre los reyes de Castilla y Aragón, y Juan II rey de Portugal, estableció un reparto de las zonas de anexión del Nuevo Mundo. La parte oriental de América del Sur, el extremo este de Brasil, quedaba adscrito al área de acción de Portugal, lo que posibilitó el sometimiento a su soberanía cuando en 1500 Pedro Álvares Cabral arribó a costas brasileras.
El 5 de agosto de 1498 se verificó el primer desembarco europeo en América del Sur. A partir del 13 de agosto, Cristóbal Colón navegó por la costa oriental de la actual Venezuela hasta la península de Paria, Isla de Margarita y Cubagua antes de regresar a La Española. En la isla de Cubagua se fundó el primer asentamiento europeo en Sudamérica: Nueva Cádiz (1500). Mientras que en Cumaná (actual Venezuela) se fundó el primer asentamiento en tierra firme (1515).
El conquistador español Francisco Pizarro llegó a Cajamarca en 1532, tomando prisionero al monarca inca, Atahualpa. Posteriormente dio orden de ejecutarlo y se alió con la nobleza del Cuzco, lo cual le permitió completar la conquista del Imperio incaico.
Portugal se apropió de la mayor parte de la franja costera atlántica de la parte norte de América del Sur, que más tarde originaría el Estado de Brasil.
Inglaterra estableció trece colonias en la franja costera atlántica norteamericana, además de en algunas islas caribeñas.
Francia ocupó la actual Guayana Francesa en Sudamérica (aún bajo su dominio), Luisiana en el Golfo de México (desde los Grandes Lagos), algunas islas del Caribe, y la región canadiense de Quebec.
Países Bajos estableció colonias en Norteamérica (Nueva Ámsterdam que luego sería Nueva York), norte de América del Sur (Guyana neerlandesa hoy Surinam) y algunos asentamientos en islas caribeñas (Antillas Neerlandesas y Aruba).

### Emancipación

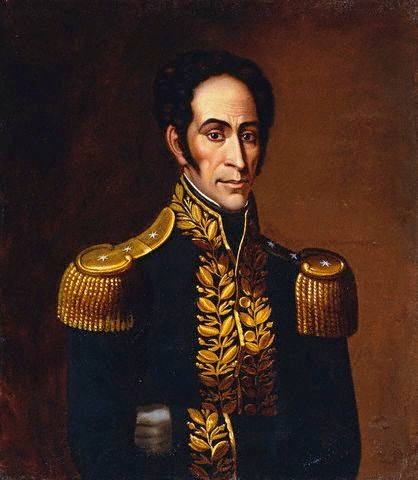
Simón Bolívar, líder de la emancipación en el norte sudamericano.
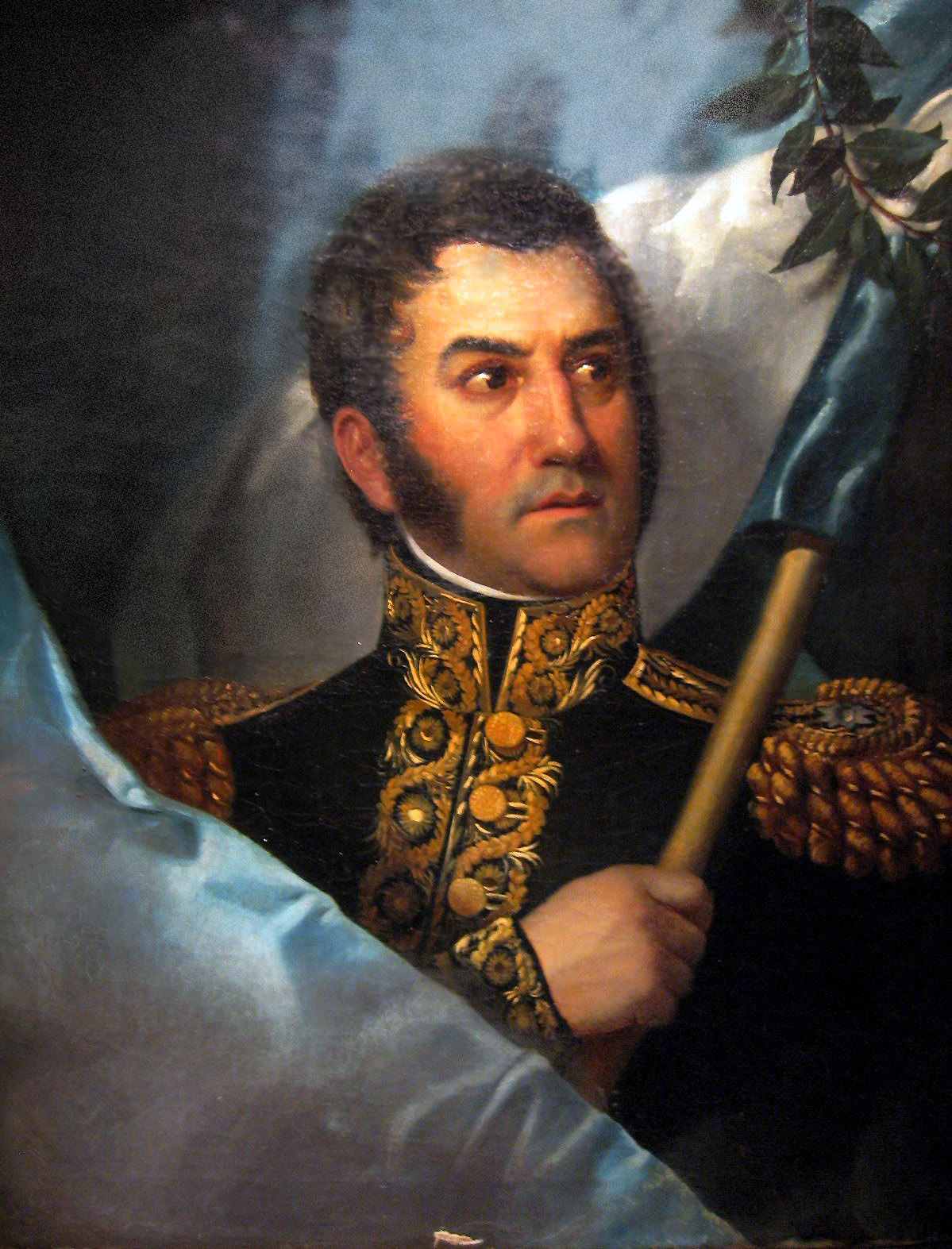
José de San Martín, líder de la emancipación en el sur sudamericano.
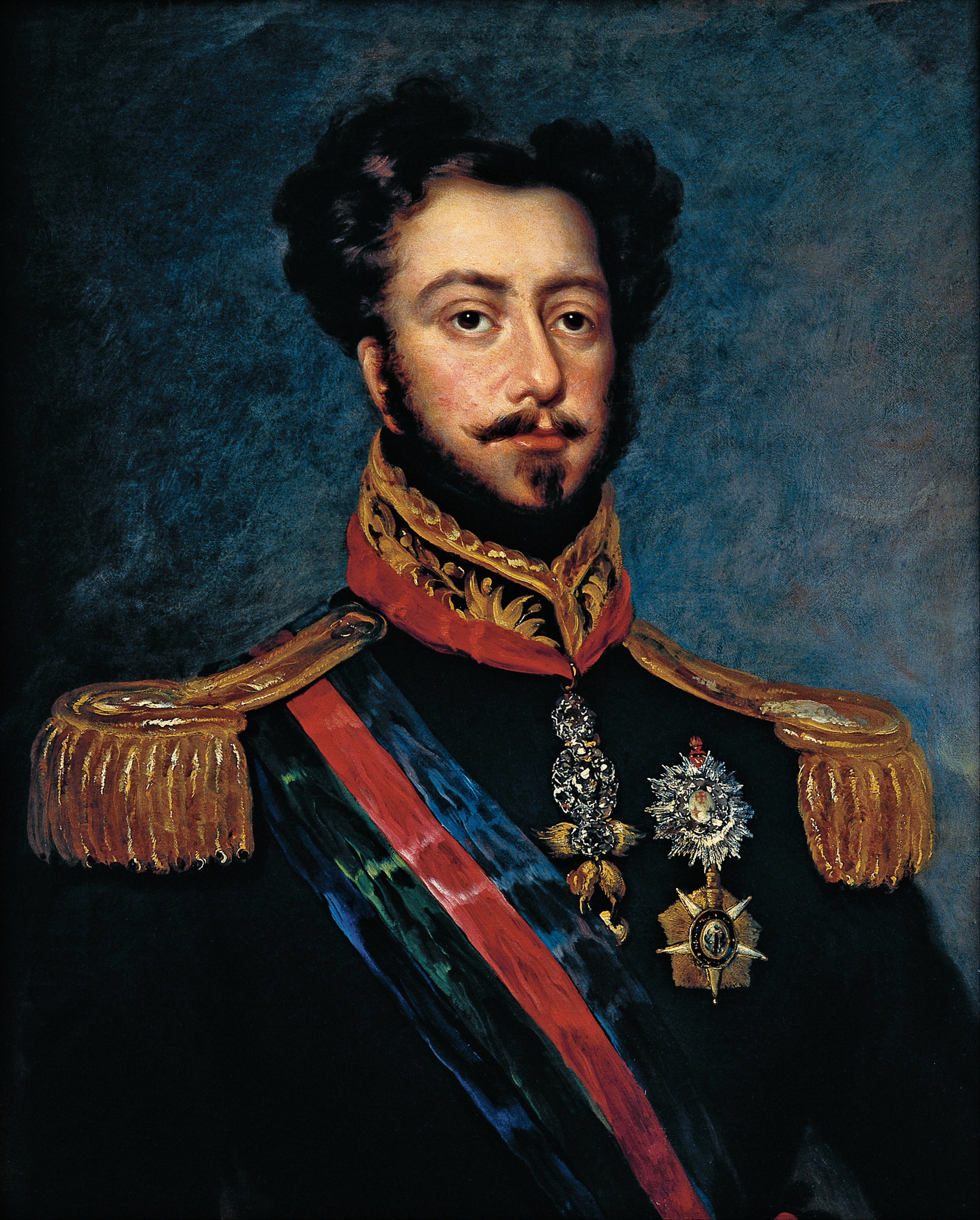
Pedro I de Brasil, proclamó la independencia brasileña en 1822.
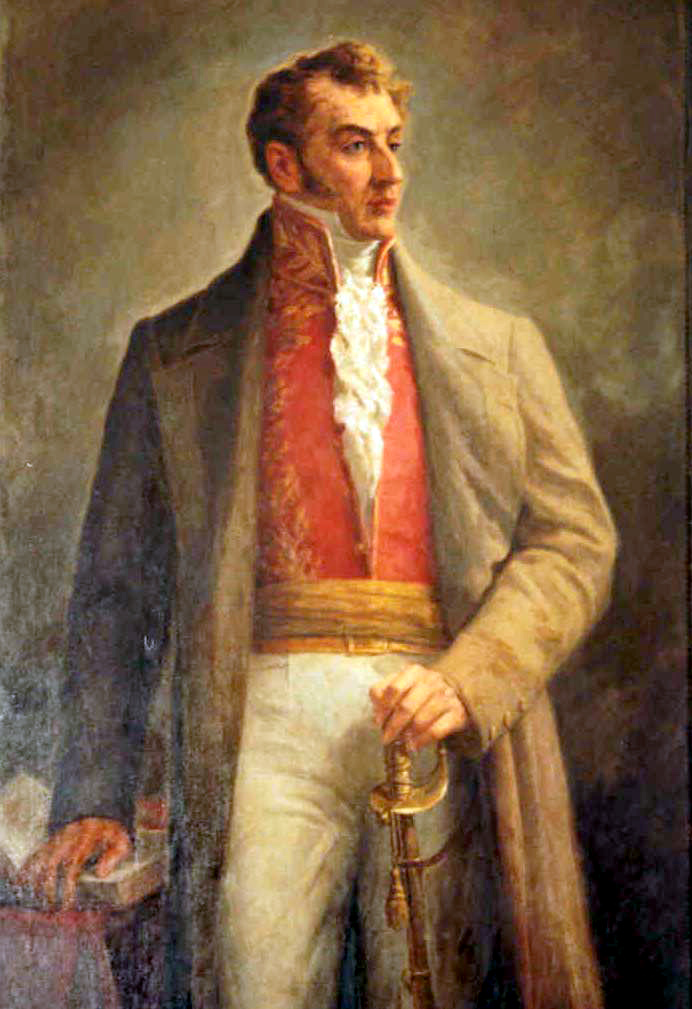
Antonio Nariño, publicó la Declaración de los Derechos del Hombre y del Ciudadano en América del Sur.
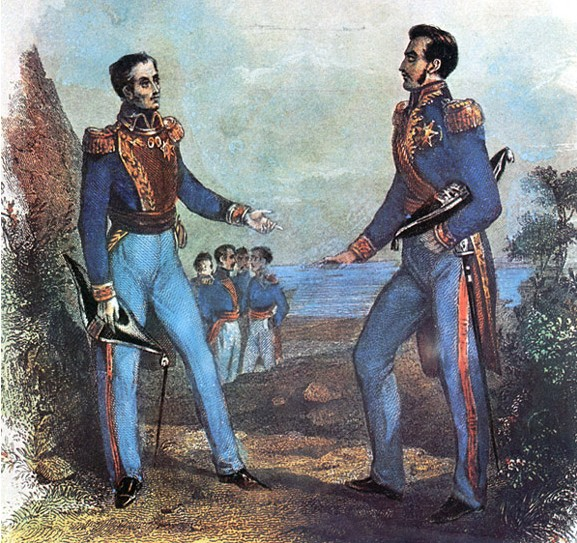
Entrevista de Guayaquil entre José de San Martín y Simón Bolívar.
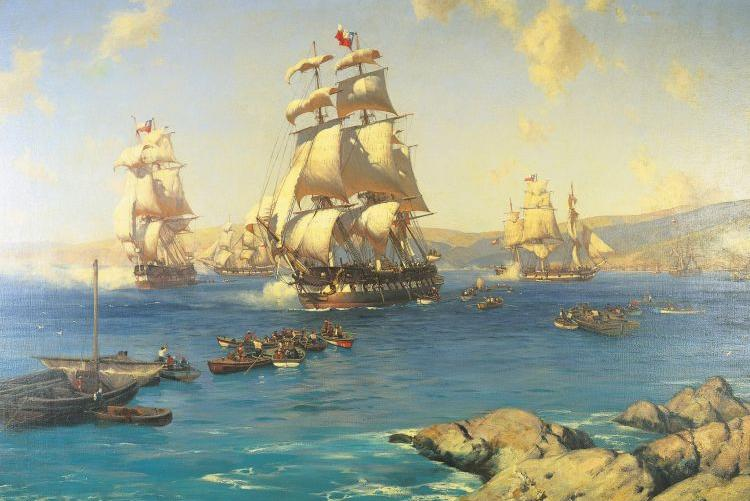
Zarpe de la Expedición Libertadora del Perú desde Valparaíso.
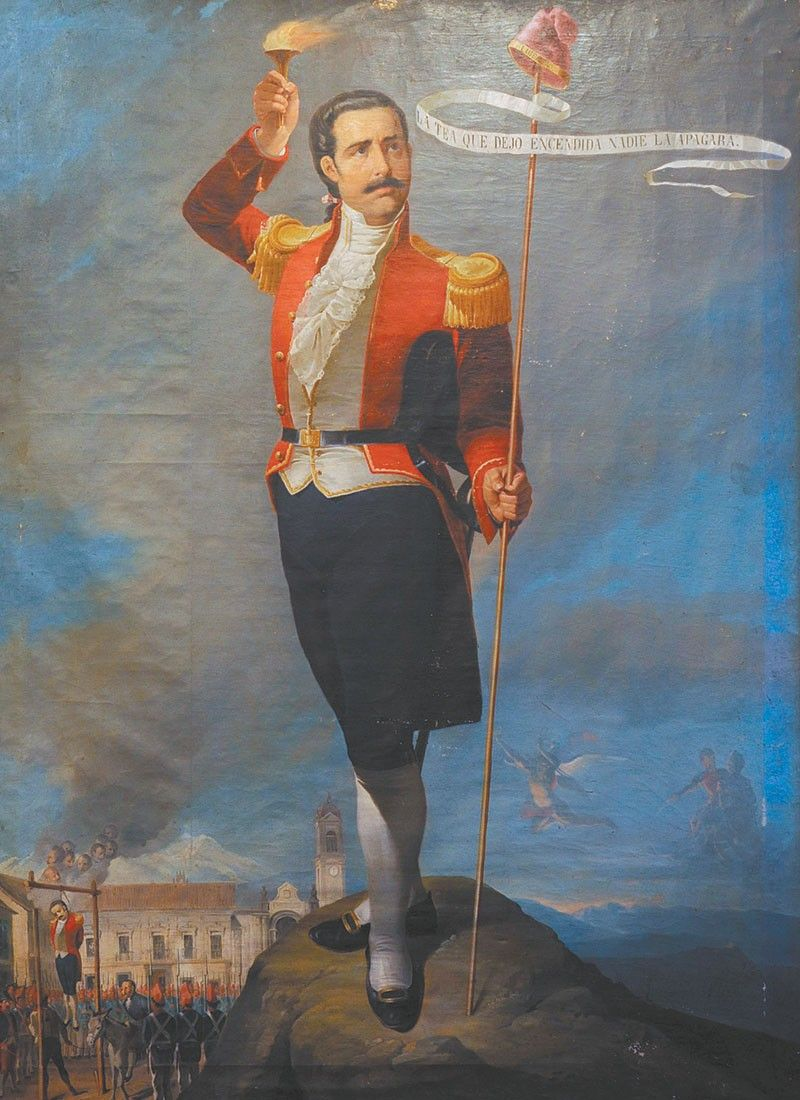
Alegoría de la ejecución de Pedro Domingo Murillo, líder de la Revolución de La Paz.
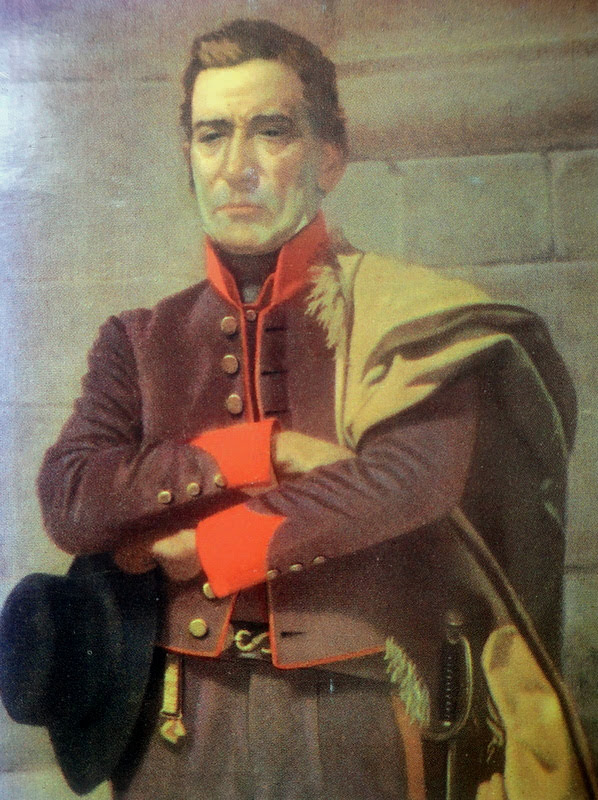
Artigas, líder de la independencia de la Banda Oriental.
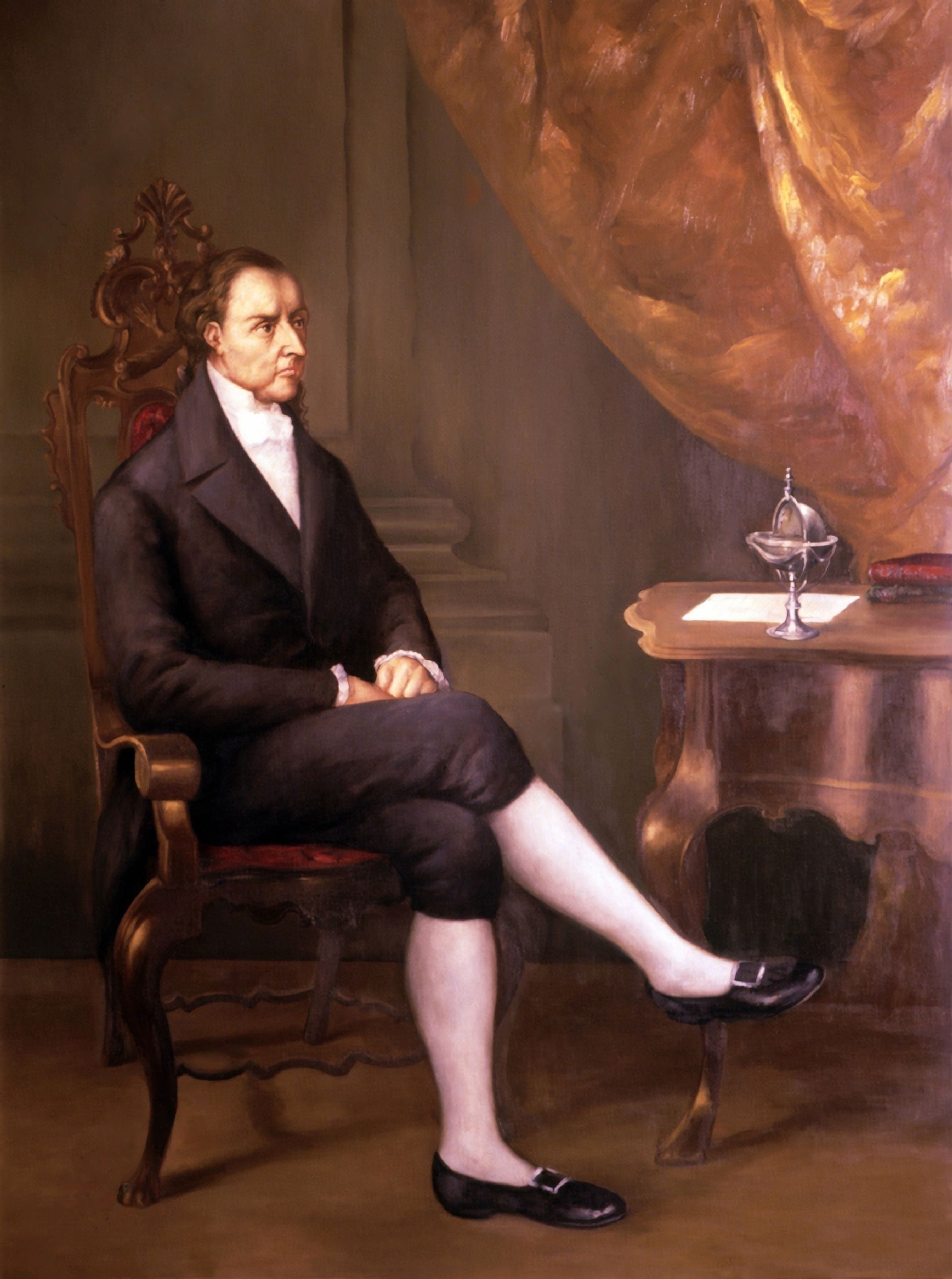
José Gaspar Rodríguez de Francia, primer caudillo del Paraguay independiente.
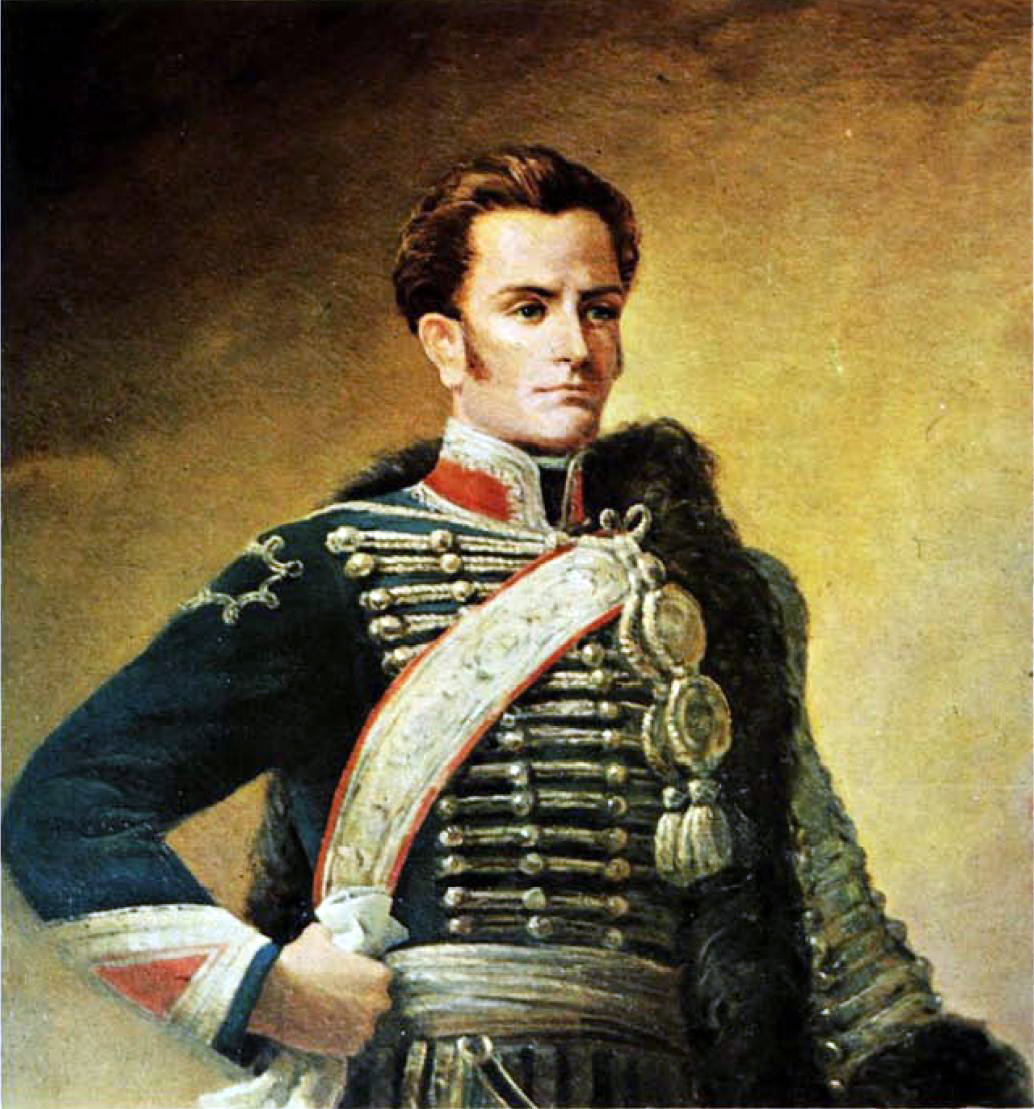
José Miguel Carrera, primer líder independentista de Chile.
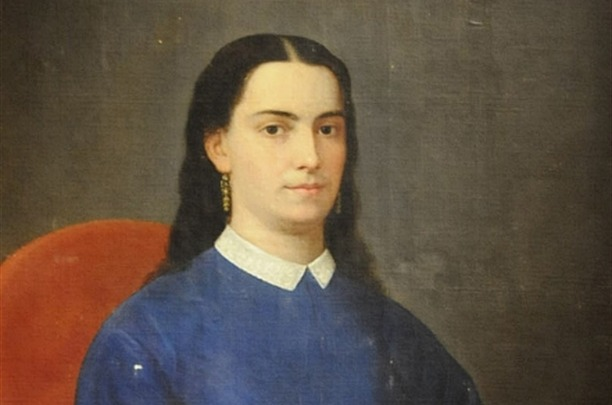
Manuela Cañizares, precursora de la independencia de Ecuador que conspiró para la instalación de la junta de Quito de 1809.

A lo largo de 1808, las presiones del Emperador Francés Napoleón I desencadenaron una serie de acontecimientos que empeoraron aún más la ya comprometida situación española. El rey Carlos IV de España abdicó el trono a favor de su hijo Fernando VII el 19 de marzo de 1808 después de los sucesos del Motín de Aranjuez, y más tarde, el 5 de mayo de 1808 se terminó de consumar el desastre para España cuando Carlos IV y su hijo fueron obligados a ceder el trono a Napoleón para designar a su hermano, José I, como nuevo Rey de España. Esto provocó una reacción popular en España que desencadenó lo que hoy se conoce como la Guerra de la Independencia Española y tanto en América como en España, se formaron juntas regionales que fomentaron la lucha contra los invasores franceses para restablecer en el trono al monarca legítimo.
Sin embargo, en las juntas americanas solo se hablaba con entusiasmo de la Junta popular de Cádiz y muchas de ellas eran vistas con recelo por las autoridades españolas, que las suponían sospechosas de ser favorables a los franceses y que no se habían olvidado de acciones como la de Antonio Nariño en Bogotá, que había publicado la Declaración de los Derechos del Hombre y del Ciudadano, el movimiento de Juan Picornell, la Conspiración de Manuel Gual y José María España, o de las fracasadas expediciones militares de Francisco de Miranda en Venezuela.
El proceso de las Guerras de Independencia Hispanoamericanas se inició con la Revolución de Chuquisaca (actual Sucre) el 25 de mayo de 1809 en el Alto Perú y culminó con la ocupación de las fortalezas del Callao en 1826. En el año 1817, el general libertador José de San Martín realiza el Cruce de los Andes y, en conjunto con el ejército de Bernardo O'Higgins, derrota a los realistas en Chile.
Finalmente se dirige a Lima con el fin de impactar en el centro del poder español.
La altitud promedio de 3000 m s. n. m. (metros sobre el nivel del mar) y los picos de 4800 m s. n. m. provocaron el mal de montaña en el ejército. El camino promediaba los 30 cm de ancho y era irregular. La temperatura descendía entre −15 y −20 °C (grados centígrados) durante la noche. De los 5400 hombres que componían el ejército, 300 murieron en el camino. Solo llegaron 5000 mulas de las 9200 que partieron y 500 caballos de los 1500 iniciales. Al mismo tiempo, San Martín dirigía las 6 columnas que cruzaban la cordillera por distintos puntos, con el objetivo de confundir y dispersar las fuerzas realistas que los esperaban para enfrentarlos. Al arribar a Chile, el ejército patriota al mando de San Martín, logra un triunfo clave en la batalla de Chacabuco.
La historia de la emancipación suramericana comenzaba a escribirse. Luego, se complementaría con las acciones militares iniciadas por el libertador Simón Bolívar al norte del subcontinente, dando su primer gran golpe en la Batalla de Boyacá, donde consigue una decisiva victoria patriota.

### Período poscolonial

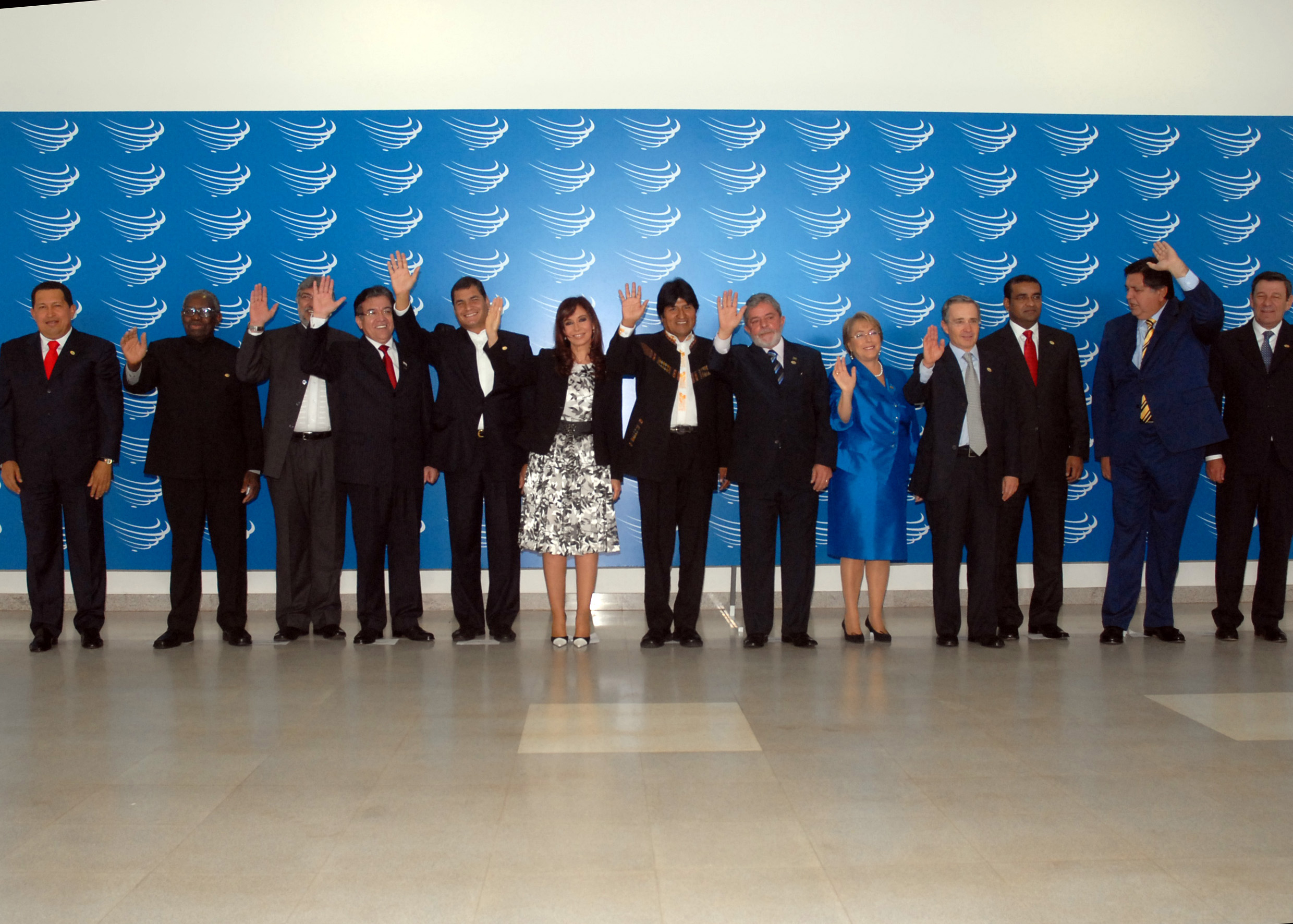
El Consejo de jefes de Estado y de Gobierno de Unasur que incluye a todos los países de América del Sur excepto al territorio francés de la Guayana Francesa que pertenece a la Unión Europea.

Un hecho crucial para el surgimiento del Brasil como Estado nación fue el traslado, a raíz de las guerras napoleónicas, de la capital portuguesa desde Lisboa a Río de Janeiro implicándose con ello la asignación de la categoría de reino al Brasil, un reino dentro del Reino Unido de Portugal, Brasil y Algarve (1807-1821), al disolverse pacíficamente tal reino surgió el Imperio de Brasil. La independencia fue proclamada en 1822 por el hijo del rey de Portugal. Pedro I estableció una monarquía constitucional que reino hasta la Proclamación de la República en 1889.
Tras su independencia, América del Sur sufrió en algunos de sus países diversos tipos de dictaduras y hombres fuertes. Sin embargo a finales del siglo XX la mayor parte del subcontinente logró hacerse de gobernantes elegidos democráticamente, aunque no en todas las circunstancias se han establecido instituciones duraderas.
El desarrollo económico de Argentina y Uruguay desde principios de siglo haría de que se transformasen en la meca de la inmigración, sobre todo desde Europa y Asia. Durante la Primera y Segunda Guerra Mundial, el subcontinente se mantuvo a salvo de la ola destructiva que arrasó Europa, Asia y África y se volvió una vez más receptor natural de miles de refugiados. No obstante entre 1941 y 1942 se desarrolló la guerra peruano-ecuatoriana.
En la década de 1960 se inició una serie de regímenes dictatoriales favorecidos por las aristocracias locales con apoyo de los Estados Unidos —mediante la doctrina de seguridad nacional— con el objetivo de neutralizar a gobiernos de tendencia socialista en diversos países de América del Sur: Brasil, Argentina, Uruguay, Paraguay, Chile y Bolivia.

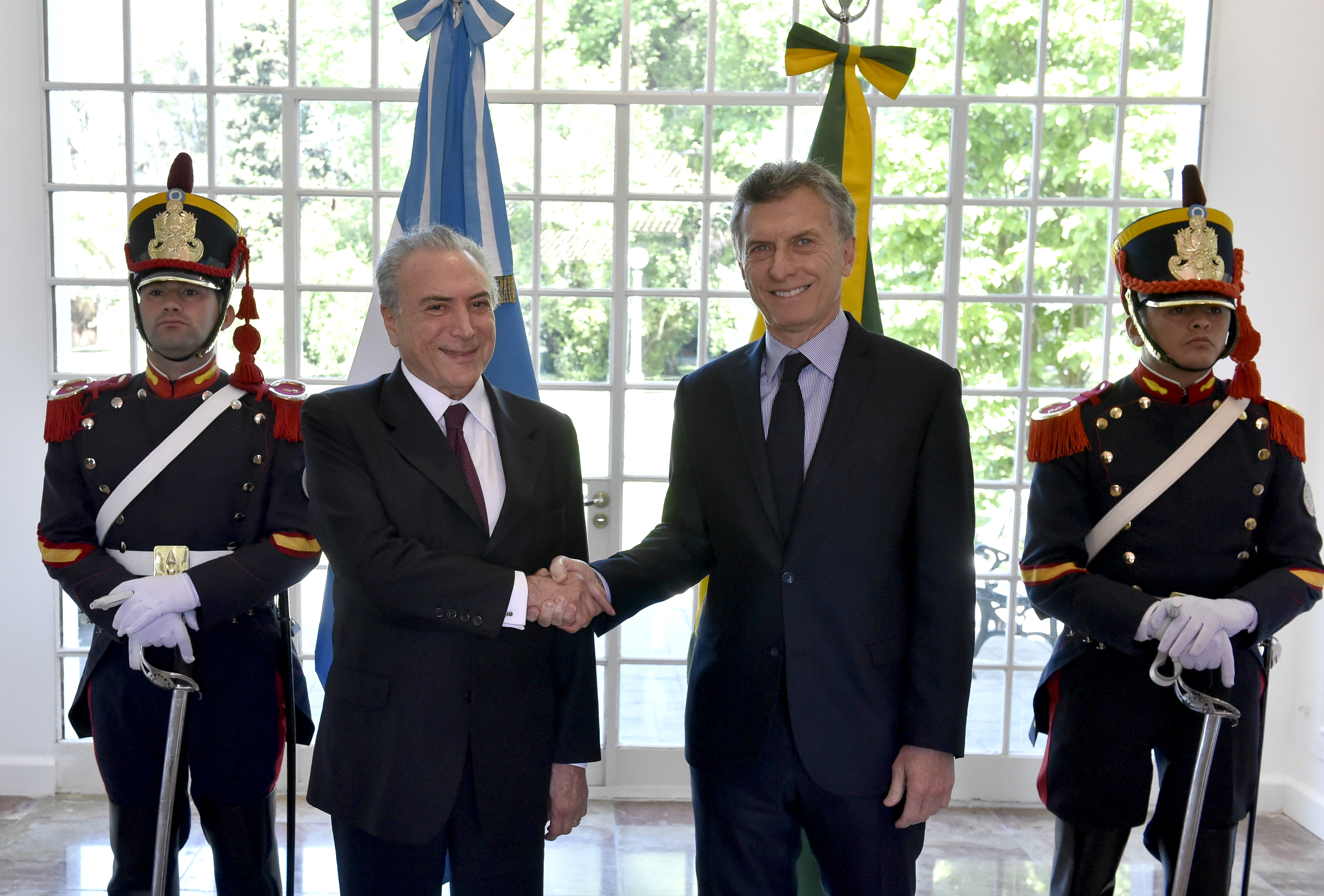
Michel Temer y Mauricio Macri, representantes de las dos economías más grandes de Sudamérica, reunidos en la Quinta presidencial de Olivos.

Desde 1999, excepto Colombia, varios países de América del Sur han elegido gobiernos de centroizquierda como Argentina, Brasil, Chile, Uruguay, Paraguay y recientemente Perú, o de izquierda como Bolivia, Ecuador y Venezuela, aunque la mayoría de estos gobiernos abrazan el libre mercado. Sin embargo, a partir de 2015 esta tendencia comenzó a modificarse con la elección de un gobierno de centroderecha en Argentina y la derrota del partido oficialista de izquierda en Venezuela en las elecciones legislativas de ese país.
En 2008 se da la creación de la Unión de Naciones Suramericanas (Unasur) y el Banco del Sur que busca políticas de integración económica, políticas y culturales entre los países miembros, también busca defender las democracias de la región de los golpes de estado. Un ejemplo de esto es la reacción de países sudamericanos y especialmente del Unasur en la Crisis política en Ecuador de 2010, o en la crisis política en Bolivia de 2008.
En cuanto al orden público, el conflicto armado en Colombia ha llevado a que otros estados del subcontinente se impliquen en el desarrollo del mismo. El llamado Acuerdo humanitario ha contado con la participación activa de varios gobiernos suramericanos, en especial la participación de la administración de Hugo Chávez. La situación dio lugar a la Crisis diplomática de Colombia con Ecuador y Venezuela de 2008 que finalizó en la XX Reunión Cumbre del Grupo de Río, en 2010 se produjo una nueva crisis diplomática entre Colombia y Venezuela que finalizaría con la mediación del Unasur.

## Geografía
El territorio de América del Sur tiene una superficie de 18 200 000 km². Sus costas tienen una longitud de unos 39 910 km (unos 25 870 km las de la masa continental).

### Geología y relieve
Topográficamente, América del Sur se divide en tres secciones: la cordillera, las tierras bajas del interior, y el escudo continental. La cordillera de los Andes destaca por ser la cadena montañosa más larga y joven del mundo, así como la más alta después de los Himalayas. Naciendo en las profundidades oceánicas, se yergue desde el sudeste del archipiélago de Tierra del Fuego, siguiendo un trazo paralelo a la costa del Pacífico, para diversificarse en el norte, abriéndose en dos brazos, uno hacia el istmo de Panamá y otro bordeando la costa caribeña.
El origen de la cordillera es el resultado de la subducción de la placa de Nazca bajo la placa suramericana a una velocidad cercana a los 9 cm/año. Pasa por Argentina, Chile, Bolivia, Perú, Ecuador, Colombia y Venezuela. Varios de sus picos más altos superan los 6000 m s. n. m. (metros sobre el nivel del mar), como el Aconcagua (6961 m s. n. m.), el Nevado Ojos del Salado (6893 m s. n. m.), el Nevado Huascarán (6768 m s. n. m.), el Nevado Sajama (6542 m s. n. m.) o el Volcán Chimborazo (6310 m s. n. m.).
No obstante, en Colombia, el otro extremo del subcontinente, aún es posible registrar alturas mayores a los 5300 m s. n. m. en la Sierra Nevada del Cocuy, o en el Nevado del Ruiz. A lo largo de su recorrido, se ramifica en diversos ramales o cordilleras que encierran valles como la Depresión intermedia y el Valle del Cauca, en Colombia, y altiplanos como el Altiplano andino, una meseta de aproximadamente 3000 m s. n. m. que cubre una región seca entre el noroeste argentino, Bolivia, Perú y Chile.
Los países ubicados en el llamado "Cinturón de Fuego del Pacífico" presentan uno de los mayores niveles de sismicidad y vulcanismo del mundo, fenómenos relacionados entre sí, y efectos secundarios de la subducción de la Placa de Nazca bajo la placa Continental. Chile tiene la mayor cadena de volcanes del mundo después de Indonesia, con unos 2000 volcanes identificados, 500 potencialmente activos, y varias erupciones recientes.
Las tierras bajas se suelen clasificar en tres sistemas: los llanos del Orinoco, la llanura del Amazonas y la llanura Chacopampeana o del Plata, formadas por la sedimentación producida por los ríos que las atraviesan y el depósito de partículas producidas por la erosión eólica. Se encuentran además, pequeñas llanuras costeras a lo largo del océano Pacífico en Colombia, Ecuador y Perú y sobre el Atlántico en Guyana, Surinam, Guayana Francesa y Brasil. La mayor depresión del subcontinente se encuentra a 105 m bajo el nivel del mar en la Laguna del Carbón, Argentina.
El escudo continental se separa en tres secciones desiguales: el Macizo de Brasilia, el Macizo Guayanés, y el Macizo Patagónico, los dos primeros entre los más antiguos del planeta. La dureza de las rocas cristalinas que los conforman les otorga gran estabilidad y es la razón de que no se produzcan terremotos en las enormes regiones que ocupan, así como los puntos de contacto entre estas (las regiones sedimentarias de la Amazonia y la llanura chaco-pampeana). El Macizo de Brasilia ocupa el este, centro y sur de Brasil, gran parte de Uruguay, el este de Paraguay y el noreste de Argentina. El Macizo Guayanés comprende una gran parte de Guyana, Surinam y la Guayana Francesa; el sur de Venezuela, una parte del norte de Brasil y del oriente colombiano. El Macizo Patagónico abarca casi toda la Patagonia argentina y el extremo sur de la parte chilena.
También se encuentran otros sistemas orográficos importantes rejuvenecidos por el plegamiento andino, dispersos entre las regiones llanas del subcontinente, como las sierras Macarena y Chiribiquete en Colombia, la serranía de Santiago en Bolivia, la Sierra del Divisor en Brasil y Perú, y las sierras Pampeanas, Ventania y Tandilia en Argentina.
En el zócalo continental de América del Sur están situadas varias islas, siendo las mayores Tierra del Fuego (Argentina y Chile), Marajó (Brasil), la Isla Grande de Chiloé (Chile), las islas Malvinas (Territorio Británico de Ultramar), Trinidad (Trinidad y Tobago), Puná (Ecuador) e isla Margarita (Venezuela). El sur del subcontinente muestra su característica de exglaciar con los numerosos fiordos e islas en el sur de Chile. Hay algunos grupos de islas fuera del zócalo continental, pero próximas a las costas sudamericanas: las Islas Galápagos (Ecuador), la Isla de Pascua (Chile), Isla de Aves (Venezuela), Isla Sala y Gómez (Chile), Malpelo, Gorgona (Colombia), y los archipiélagos de las Georgias del Sur y las Sándwich del Sur (en disputa entre Argentina y el Reino Unido, siendo actualmente un Territorio Británico de Ultramar. Ver nota 16).
| Posición | Posición mundial | País                       | Punto más alto                       | Altitud         | Sistema                      |
| -------- | ---------------- | -------------------------- | ------------------------------------ | --------------- | ---------------------------- |
| 1        | 10               | Argentina                  | Cerro Aconcagua                      | 6961 m s. n. m. | Cordillera de los Andes      |
| 2        | 11               | Argentina y Chile          | Nevado Ojos del Salado               | 6891 m s. n. m. | Cordillera de los Andes      |
| 3        | 12               | Perú                       | Nevado Huascarán                     | 6768 m s. n. m. | Cordillera de los Andes      |
| 4        | 13               | Bolivia                    | Nevado Sajama                        | 6542 m s. n. m. | Cordillera de los Andes      |
| 5        | 14               | Ecuador                    | Monte Chimborazo                     | 6263 m s. n. m. | Cordillera de los Andes      |
| 6        | 19               | Colombia                   | Pico Cristóbal Colón & Simón Bolívar | 5775 m s. n. m. | Sierra Nevada de Santa Marta |
| 7        | 28               | Venezuela                  | Pico Bolívar                         | 4978 m s. n. m. | Cordillera de los Andes      |
| 8        | 72               | Brasil                     | Pico da Neblina                      | 2995 m s. n. m. | Escudo guayanés              |
| 9        | 89               | Brasil, Guyana y Venezuela | Tepuy Roraima                        | 2810 m s. n. m. | Sierra de Pacaraima          |
| 10       | 158              | Surinam                    | Juliana Top                          | 1280 m s. n. m. | Montañas Wilhelmina          |
| 11       | 175              | Trinidad y Tobago          | Cerro del Aripo                      | 940 m s. n. m.  | Cordillera del Norte         |
| 12       | 181              | Guayana Francesa           | Monte Bellevue                       | 851 m s. n. m.  | Escudo Guayanés              |
| 13       | 182              | Paraguay                   | Cerro Tres Kandú                     | 842 m s. n. m.  | Cordillera de Ybytyruzú      |
| 14       | 198              | Uruguay                    | Cerro Catedral                       | 514 m s. n. m.  | Cuchilla Grande              |

### Clima

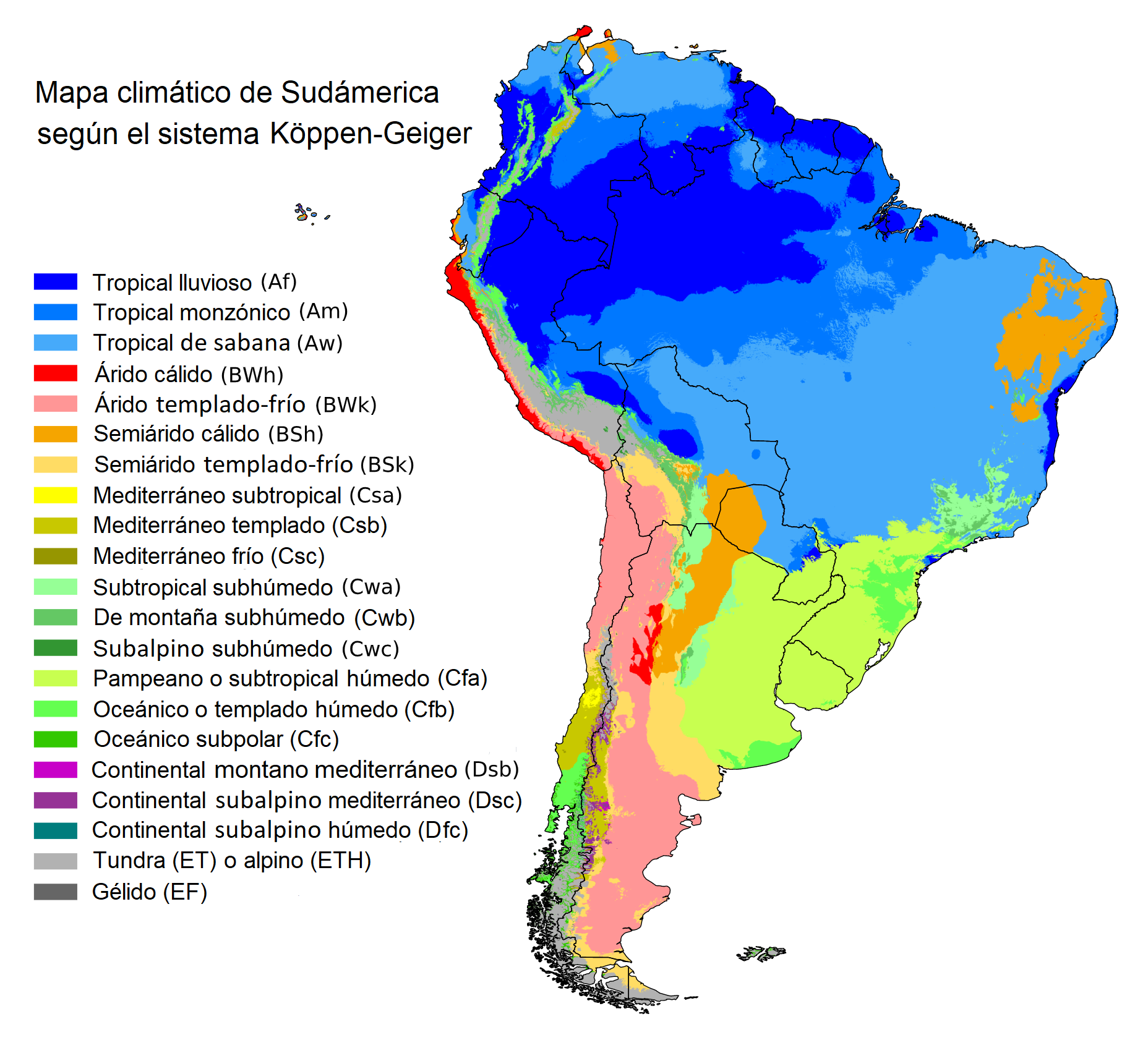
Mapa climático de Sudamérica, de acuerdo con el sistema de Köppen-Geiger.

América del Sur alberga una gran variedad de climas: la humedad cálida de la Selva Amazónica, el frío seco de la Patagonia, la aridez del Desierto de Atacama, los vientos helados de la isla de Tierra del Fuego. La explicación reside en:
- La amplitud de latitudes que ocupa el subcontinente. La mayor parte del subcontinente se encuentra dentro de las zonas tropicales, el ecuador terrestre lo atraviesa por la parte norte, el trópico de Capricornio pasa cerca de su latitud media. Por debajo de este predomina el clima templado en Uruguay, el centro de Argentina, el sur de Brasil y en el sur de Chile, y el clima mediterráneo en el centro de Chile. Finalmente en la Patagonia se encuentran climas fríos (húmedo en la zona cordillerana y la zona occidental, y seco en la zona oriental). El extremo sur penetra en la zona subantártica.
- La diferencia de temperaturas entre los océanos colindantes. Generalmente el lado atlántico es más cálido y el pacífico es más frío por la presencia de la corriente de Humboldt, procedente del antártico.
- La presencia de los Andes, que presenta grandes diferencias térmicas según la altitud (cuenta con hielos eternos incluso en la zona ecuatorial), y que actúa como biombo climático.

En la región occidental, entre los Andes y el océano Pacífico, se encuentran las zonas más húmedas del planeta: El Chocó (Colombia, Ecuador, Perú, Panamá), también las más secas del globo, en el Desierto de Atacama (Chile), que en algunas áreas no tiene registros de precipitaciones desde hace más de 100 años.

### Hidrografía
El 26 % del agua dulce de la Tierra se encuentra en América del Sur, donde destacan por su enorme extensión las cuencas de los ríos Amazonas (la mayor del planeta), Orinoco y Paraná. Debido a la presencia paralela al océano Pacífico de la cordillera de los Andes, los ríos de mayor cauce y cuenca son aquellos que vierten sus aguas en el océano Atlántico.
Por su estructura geológica, presenta dos grandes tipos de ríos:
- Los que desembocan en el océano Atlántico, que son largos, caudalosos y torrenciales.
- Los que desembocan en el océano Pacífico. que son cortos y torrenciales, debido a que en su recorrido desde la cordillera de los Andes hasta el océano deben salvar un gran desnivel.

Interesante resulta la semejanza entre los ríos que desembocan en el océano Pacífico y los que lo hacen en el mar Caribe, por sus caudales y torrentes.
También se destaca el acuífero Guaraní, como el más grande del mundo, capaz de abastecer a la población mundial por 200 años. Este es compartido por Argentina, Brasil, Paraguay y Uruguay.
En los Andes patagónicos se encuentra el campo de hielo patagónico norte y el campo de hielo patagónico sur; este último es la tercera mayor extensión glaciar en el mundo después de la Antártida y Groenlandia.
El lago de Maracaibo en Venezuela es el más grande del subcontinente con 13 000 km².

### Vegetación
Las plantas crecen con profusión en el terreno fértil. América del Sur es el hogar del espinoso pino araucano, el árbol del caucho y la patata. Otras muchas plantas domésticas comunes son de origen sudamericano.
América del Sur abarca gran variedad de regiones biogeográficas, la mayor extensión de selvas y bosques lluviosos del mundo, debido a que dos terceras partes de su superficie se hallan entre los trópicos. Alcanza su máxima anchura cerca del ecuador, donde reina la Selva amazónica o Amazonia en los territorios de Ecuador, Bolivia, Perú, Colombia, Venezuela, Brasil y Guyana.
En los pantanos litorales de las regiones de baja latitud crecen mangles. En las llanuras del Amazonas, situada en las cercanías del Ecuador, el calor intenso y las lluvias copiosas dan lugar a la selva, o bosque húmedo tropical. Las selvas del Amazonas son las más extensas del mundo.
Las sabanas se presentan en el Mato Grosso, los Llanos de Colombia y Venezuela. El desierto casi absoluto, el más árido del mundo se presenta en Atacama, costa del Pacífico entre los 21 y 27 grados de latitud.
Sobre la cordillera de los Andes la vegetación va variando según la altitud y la latitud, predominando la vegetación de páramo sobre los 3000 m s. n. m. (metros sobre el nivel del mar) en las bajas latitudes, como en el altiplano. A partir del paralelo 35 aproximadamente la ladera occidental está cubierta de bosques templados. Al sur del paralelo 38 ambas laderas presentan tupidos bosques templados y subantárticos.
La zona templada incluye las pampas, donde predominan las gramíneas; matorrales y bosque esclerófilo en el centro norte de Chile, a partir del centro sur de Chile predominan los bosques templados.

### Fauna
América del Sur posee la fauna y flora más variadas del mundo. Únicamente en la cuenca del Amazonas, hay más de 44 000 clases de plantas diferentes, 2500 tipos de peces fluviales y 1500 especies de aves. En la selva tropical hay grandes arañas comedoras de aves y mamíferos como los armadillos, jaguares y perezosos.
En los ríos hay manatíes, delfines de agua dulce, siluros gigantes y anguilas. Quedan aún por identificar y estudiar muchos de los miles de insectos forestales existentes.
Los Andes son el hogar de la alpaca y la vicuña, parientes lejanos del camello. Su lana es muy preciada, al igual que la de la chinchilla de montaña, un animal parecido al conejo. El ñandú, vive en la pradera de las pampas. En las regiones más frías del extremo sur hay pingüinos y focas. Frente a la costa del Ecuador, las islas Galápagos cuentan con formas de vida espectaculares como la famosa tortuga gigante. En otras regiones hay animales únicos, como el lagarto azul de gorgona, un reptil con una coloración azul, la rana dorada venenosa, el vertebrado más venenoso, y el pudu, un venado de tamaño pequeño, entre otros.
En la actualidad muchos hábitats y especies están amenazados en América del Sur. A medida que se aclaran los bosques tropicales para crear minas, carreteras y tierras de cultivo, desaparecen los hábitats naturales de muchos animales, haciendo imposible su supervivencia. Se están perdiendo plantas de valor incalculable, ya que los científicos apenas han comenzado a descubrir las sustancias medicinales que contienen.

### Geografía política
| Países                                                       | Superficie en km² | Población | IDH   |  | jefe de Estado                             | Mapa político de América del Sur · Diagrama de organizaciones internacionales sudamericanas. |
| ------------------------------------------------------------ | ----------------- | --------- | ----- |  | ------------------------------------------ | -------------------------------------------------------------------------------------------- |
| Brasil                                                       | 8 515 767         | 208 (24)  | 0,765 |  | Luiz Inácio Lula da Silva                  | Mapa político de América del Sur · Diagrama de organizaciones internacionales sudamericanas. |
| Argentina                                                    | 2 780 400         | 44,5 (16) | 0,845 |  | Javier Milei                               | Mapa político de América del Sur · Diagrama de organizaciones internacionales sudamericanas. |
| Perú                                                         | 1 286 216         | 32,2 (25) | 0,777 |  | Dina Boluarte                              | Mapa político de América del Sur · Diagrama de organizaciones internacionales sudamericanas. |
| Colombia                                                     | 1 141 748         | 50 (44)   | 0,767 |  | Gustavo Petro                              | Mapa político de América del Sur · Diagrama de organizaciones internacionales sudamericanas. |
| Bolivia                                                      | 1 098 581         | 11,2 (10) | 0,718 |  | Luis Arce                                  | Mapa político de América del Sur · Diagrama de organizaciones internacionales sudamericanas. |
| Venezuela                                                    | 916 445           | 31,8 (35) | 0,711 |  | Nicolás Maduro (Ejerce el poder ejecutivo) | Mapa político de América del Sur · Diagrama de organizaciones internacionales sudamericanas. |
| Chile                                                        | 756 102           | 17,8 (24) | 0,851 |  | Gabriel Boric                              | Mapa político de América del Sur · Diagrama de organizaciones internacionales sudamericanas. |
| Paraguay                                                     | 406 752           | 7,1 (17)  | 0,728 |  | Santiago Peña                              | Mapa político de América del Sur · Diagrama de organizaciones internacionales sudamericanas. |
| Ecuador                                                      | 256 370           | 16,9 (66) | 0,759 |  | Daniel Noboa                               | Mapa político de América del Sur · Diagrama de organizaciones internacionales sudamericanas. |
| Guyana                                                       | 214 970           | 0,8 (4)   | 0,682 |  | Irfaan Ali                                 | Mapa político de América del Sur · Diagrama de organizaciones internacionales sudamericanas. |
| Uruguay                                                      | 176 215           | 3,5 (20)  | 0,817 |  | Yamandú Orsi                               | Mapa político de América del Sur · Diagrama de organizaciones internacionales sudamericanas. |
| Surinam                                                      | 163 820           | 0,5 (3)   | 0,738 |  | Jennifer Simons                            | Mapa político de América del Sur · Diagrama de organizaciones internacionales sudamericanas. |
| Francia (Guayana Francesa)                                   | 83 846            | 0,3 (3)   | 0,901 |  | Emmanuel Macron                            | Mapa político de América del Sur · Diagrama de organizaciones internacionales sudamericanas. |
| Trinidad y Tobago                                            | 5128              | 1,3 (269) | 0,796 |  | Christine Kangaloo                         | Mapa político de América del Sur · Diagrama de organizaciones internacionales sudamericanas. |
|                                                              |                   |           |       |  |                                            | Mapa político de América del Sur · Diagrama de organizaciones internacionales sudamericanas. |
| Municipio especial en América del sur                        |                   |           |       |  |                                            | Mapa político de América del Sur · Diagrama de organizaciones internacionales sudamericanas. |
| Bonaire                                                      | 288               | 0,002     | 0,944 |  | Dick Schoof                                | Mapa político de América del Sur · Diagrama de organizaciones internacionales sudamericanas. |
| Territorio Autónomo en América del sur                       |                   |           |       |  |                                            | Mapa político de América del Sur · Diagrama de organizaciones internacionales sudamericanas. |
| Aruba                                                        | 180               | 0,1       | 0,944 |  | Evelyn Wever-Croes                         | Mapa político de América del Sur · Diagrama de organizaciones internacionales sudamericanas. |
| Curazao                                                      | 444               | 0,2       | 0,944 |  | Daniel Hodge                               | Mapa político de América del Sur · Diagrama de organizaciones internacionales sudamericanas. |
| Territorios pendientes de descolonización en América del sur |                   |           |       |  |                                            |                                                                                              |
| Islas Malvinas                                               | 12 173            | 0,003     | 0,932 |  | Alison Blake                               |                                                                                              |
| Total                                                        | 18 200 000        |           |       |  |                                            |                                                                                              |
| 1. 2. 3. 4. 5. 6. 7. 8. 9. 10. 11. 12. 13. 14. 15. 16.       |                   |           |       |  |                                            |                                                                                              |

## Economía
| >50,000 35,000–50,000 20,000–35,000 10,000–20,000 | 5,000–10,000 2,000–5,000 <2,000 Sin datos |

América del Sur marca una notoria diversidad no solo el aspecto social, cultural y demográfico, además, también en lo que se refiere a las políticas económicas existentes, y así mismo es una región históricamente inestable, por el continuo cambio de enfoque en lo que se refiere a políticas monetarias en los países de la región, lo cual ha generado constantes conflictos internos como externos con distintos desenlaces en América del Sur.
A pesar de esto, en los últimos años varios países de América del Sur ha logrado un progreso considerable, prueba de ello, son las cifras que algunos países logran en temas como PIB per cápita PPA, Índice de desarrollo humano, competitividad, inversión extranjera entre otros.
Las mayores economías de América del Sur en términos de PIB PPA (poder paridad adquisitivo) están encabezadas por Brasil con casi 3 248 000 millones de dólares, seguido por Argentina con 922 000 millones y Colombia con 712 000 millones, mientras que las economías más desarrolladas en términos de PIB per cápita PPA, el líder es Chile con (24.600US$), seguido por Uruguay con (22 400US$) y Argentina con (20 900US$) mientras que los países con mejor IDH según la PNUD ONU en su último informe de índice de desarrollo humano son Chile (0,819), Argentina (0,811) y Uruguay (0,792)

### Diversidad económica

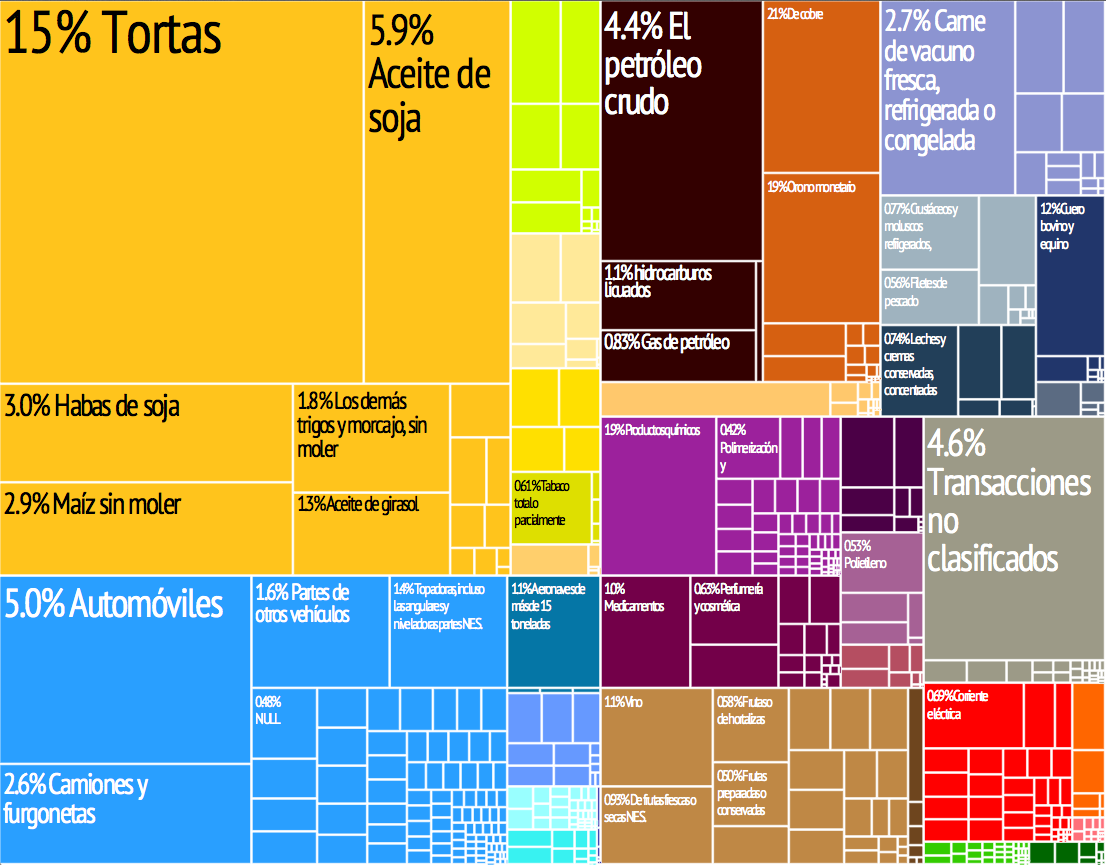
Exportaciones de Argentina.
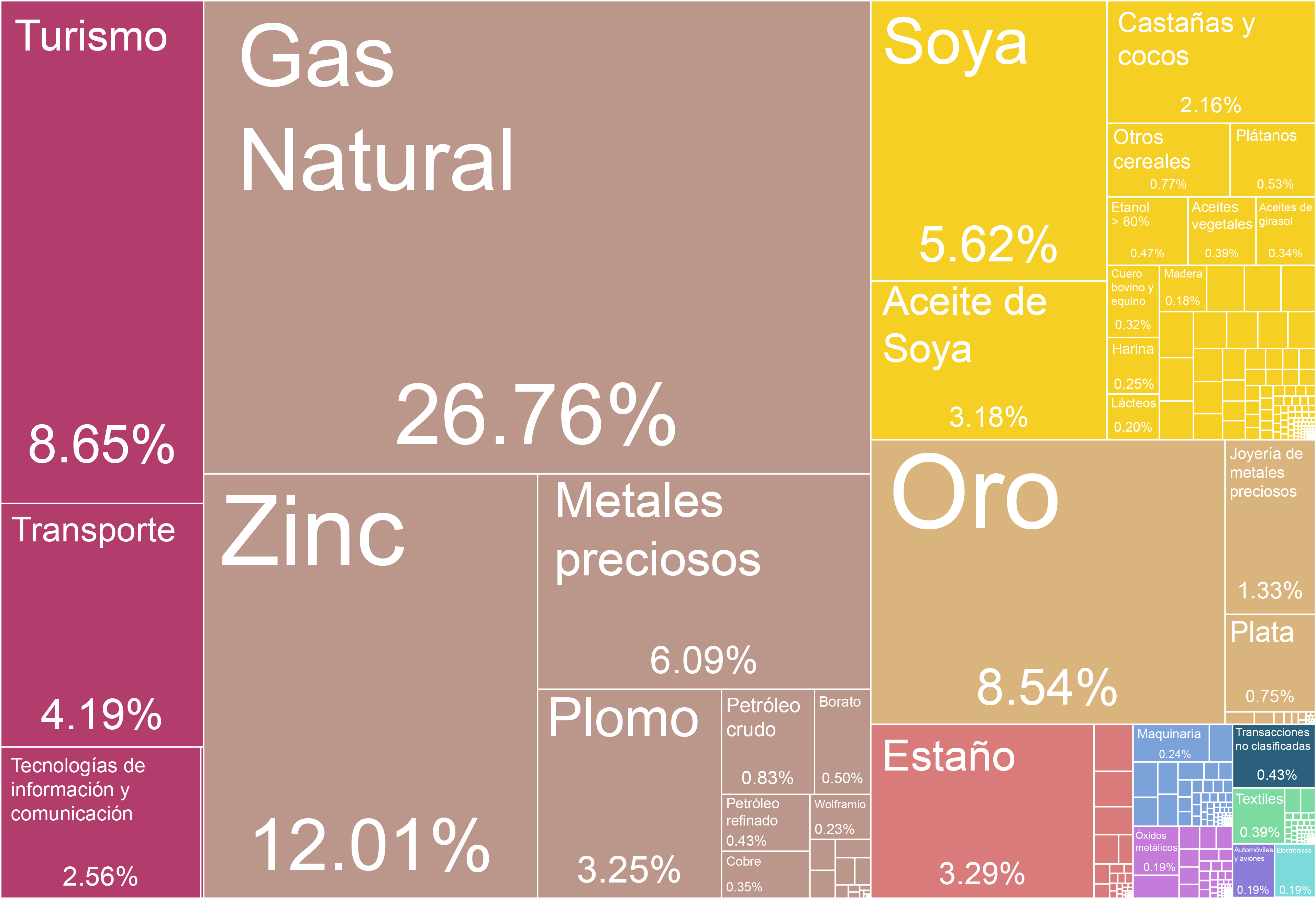
Exportaciones de Bolivia.
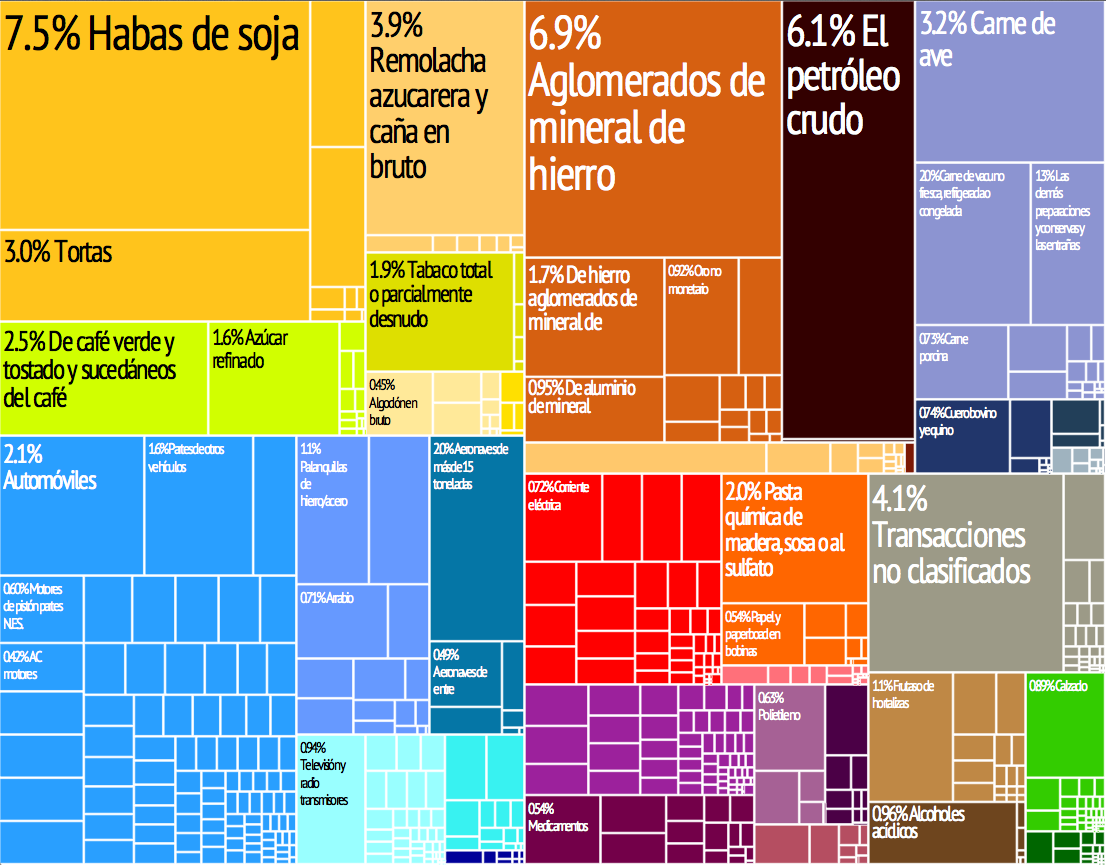
Exportaciones de Brasil.
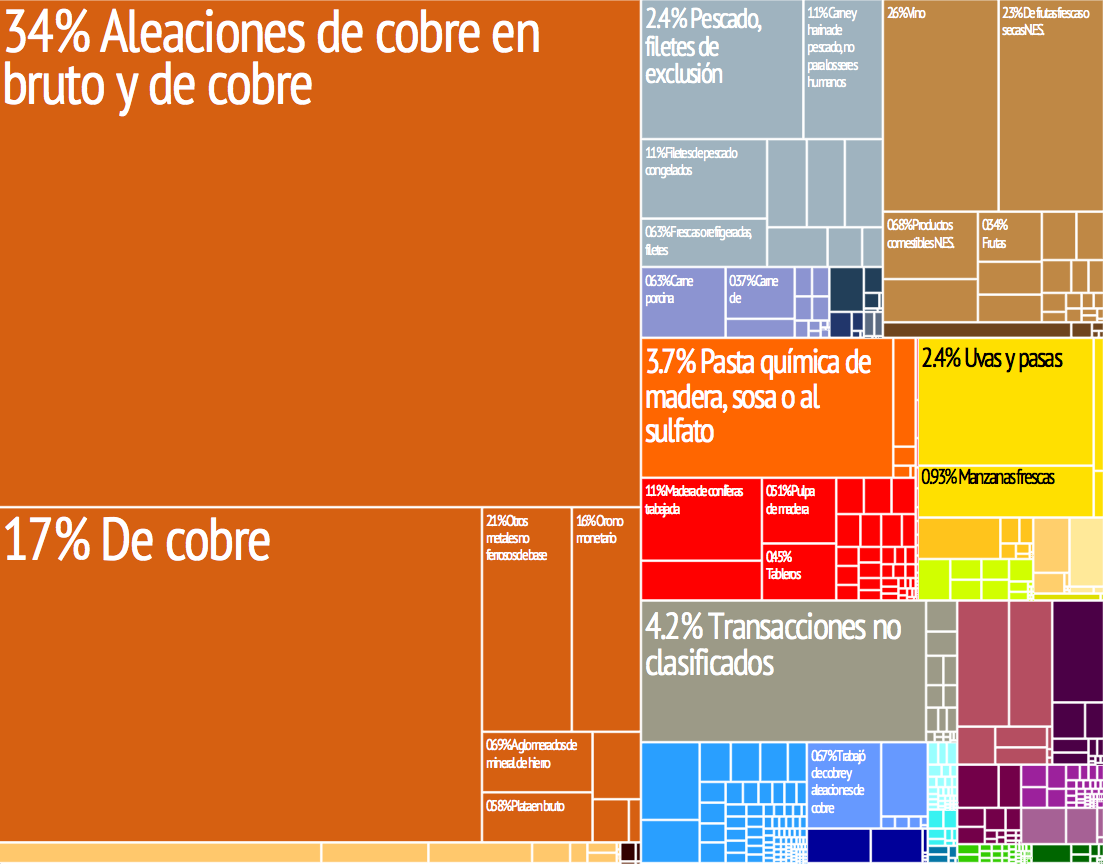
Exportaciones de Chile.
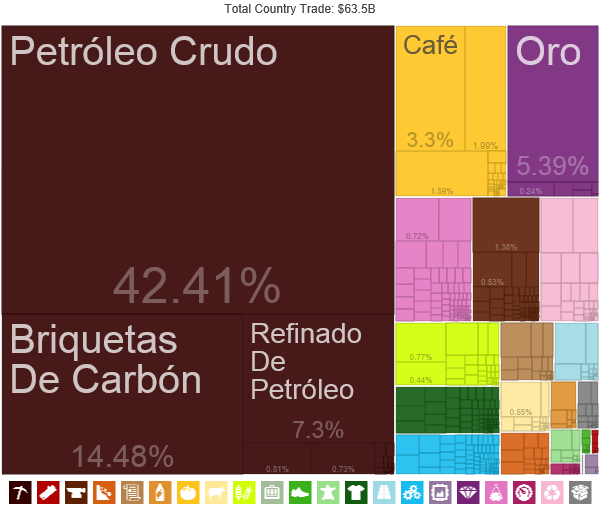
Exportaciones de Colombia.
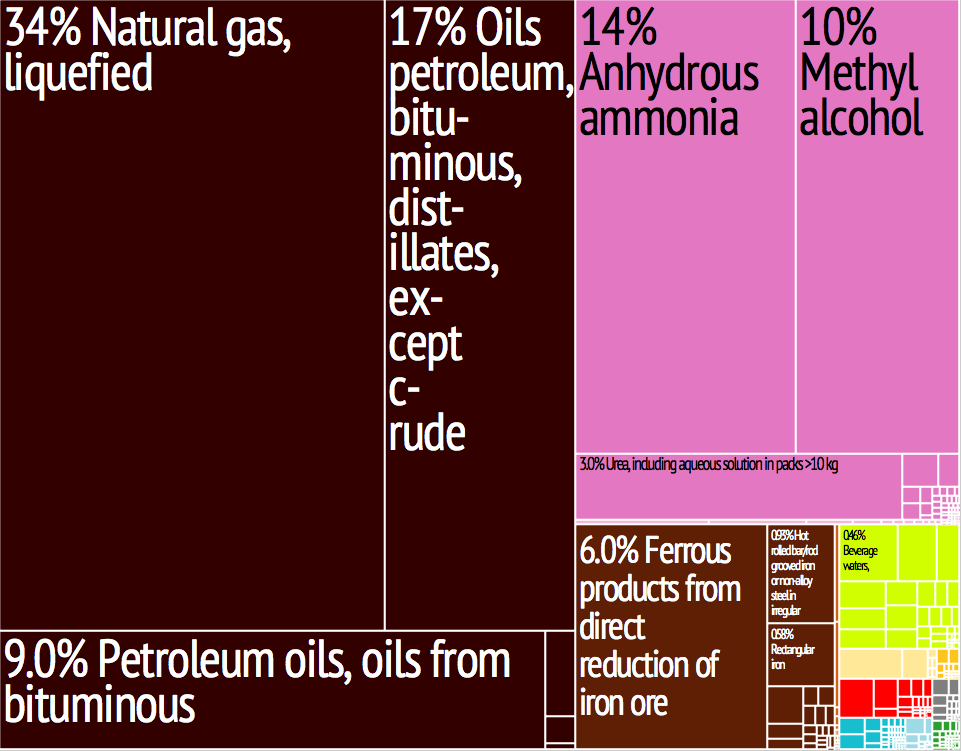
Exportaciones de Trinidad y Tobago

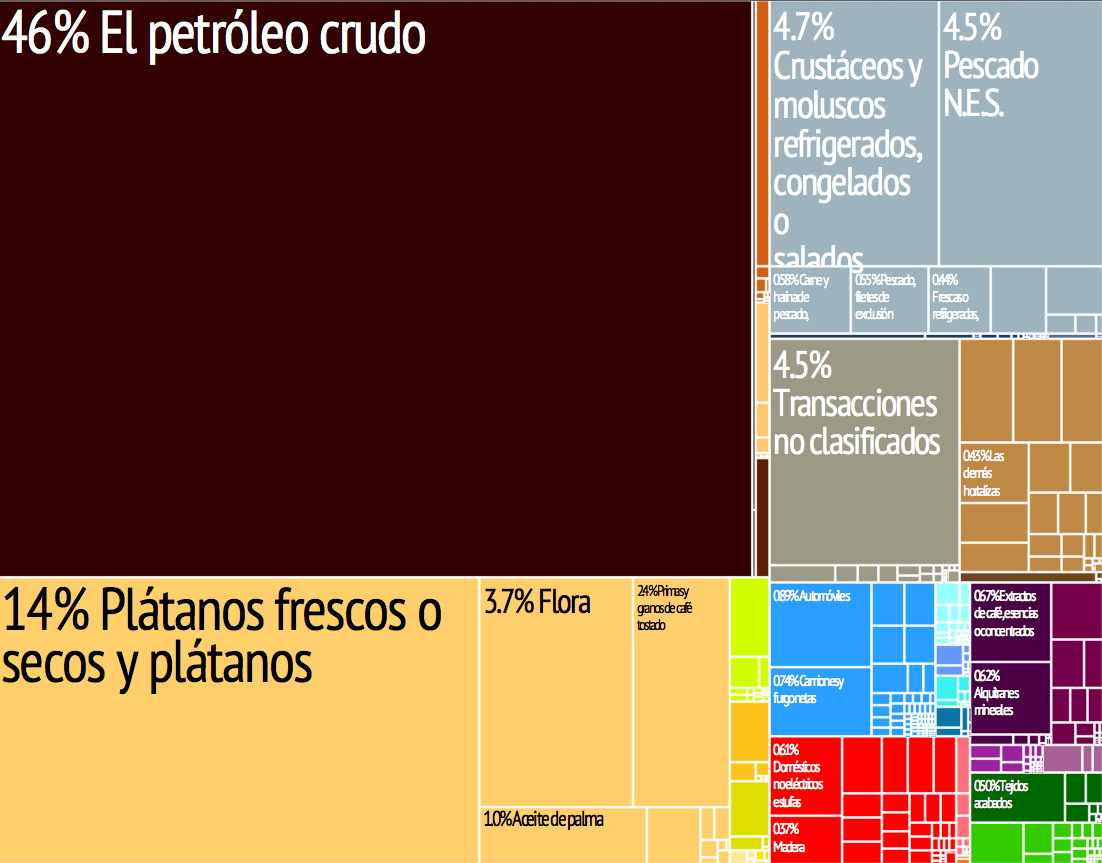
Exportaciones de Ecuador.
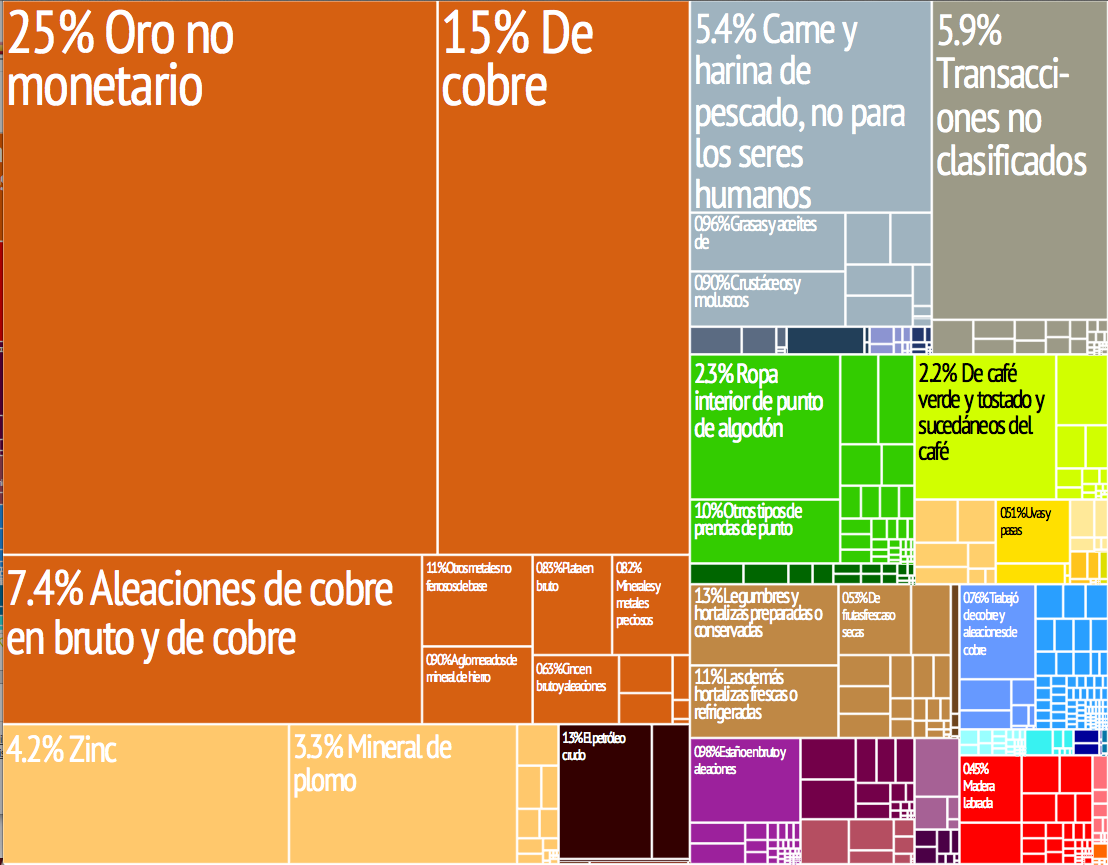
Exportaciones de Perú.
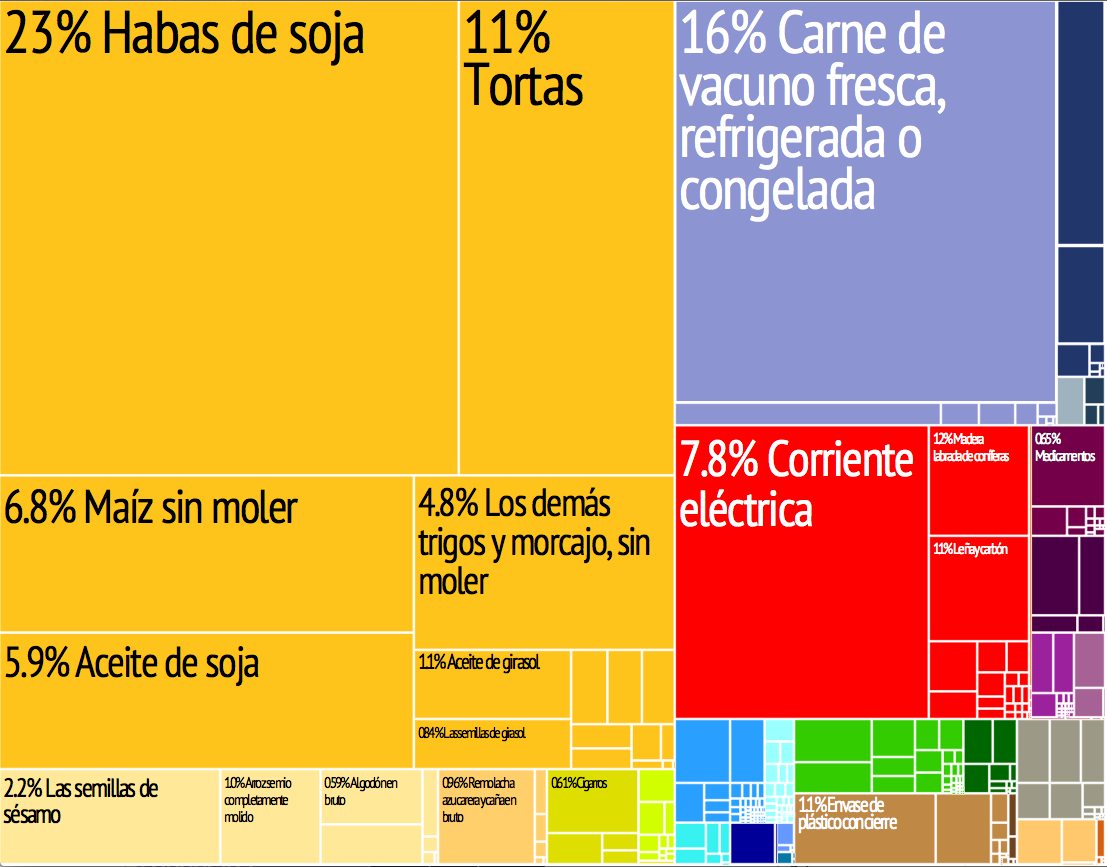
Exportaciones de Paraguay.
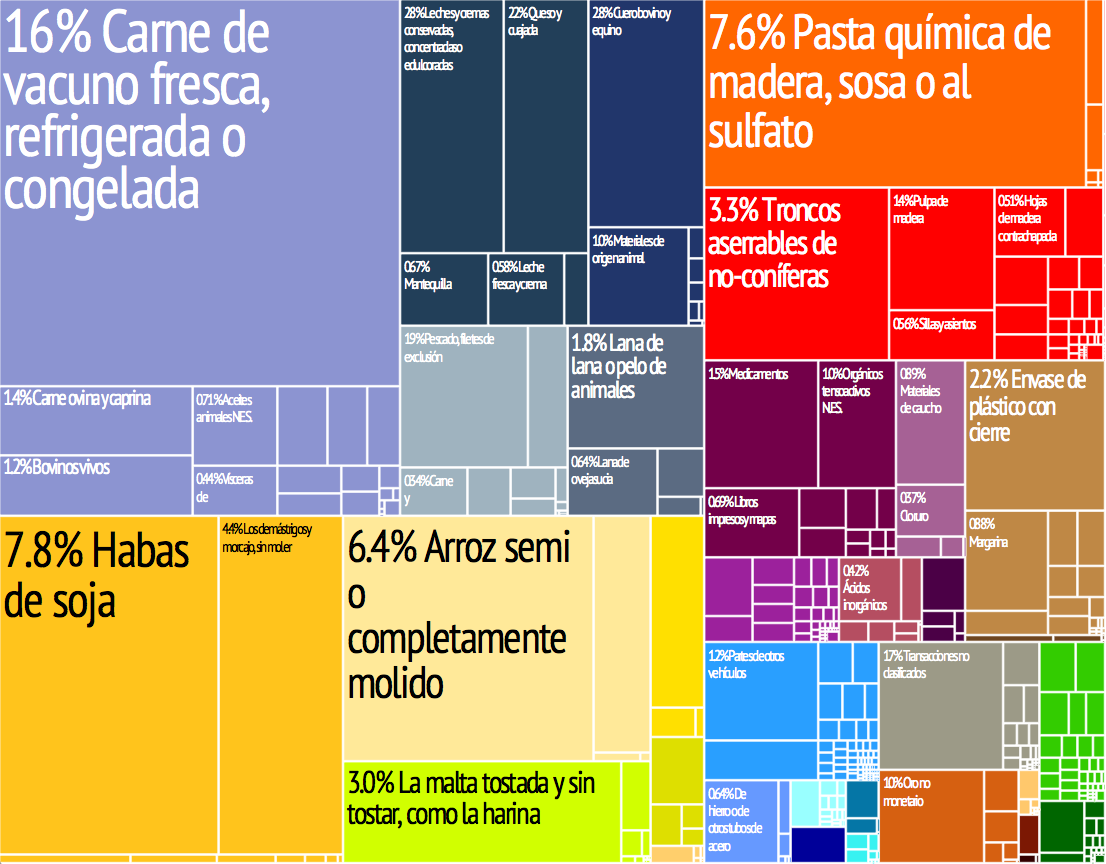
Exportaciones de Uruguay.
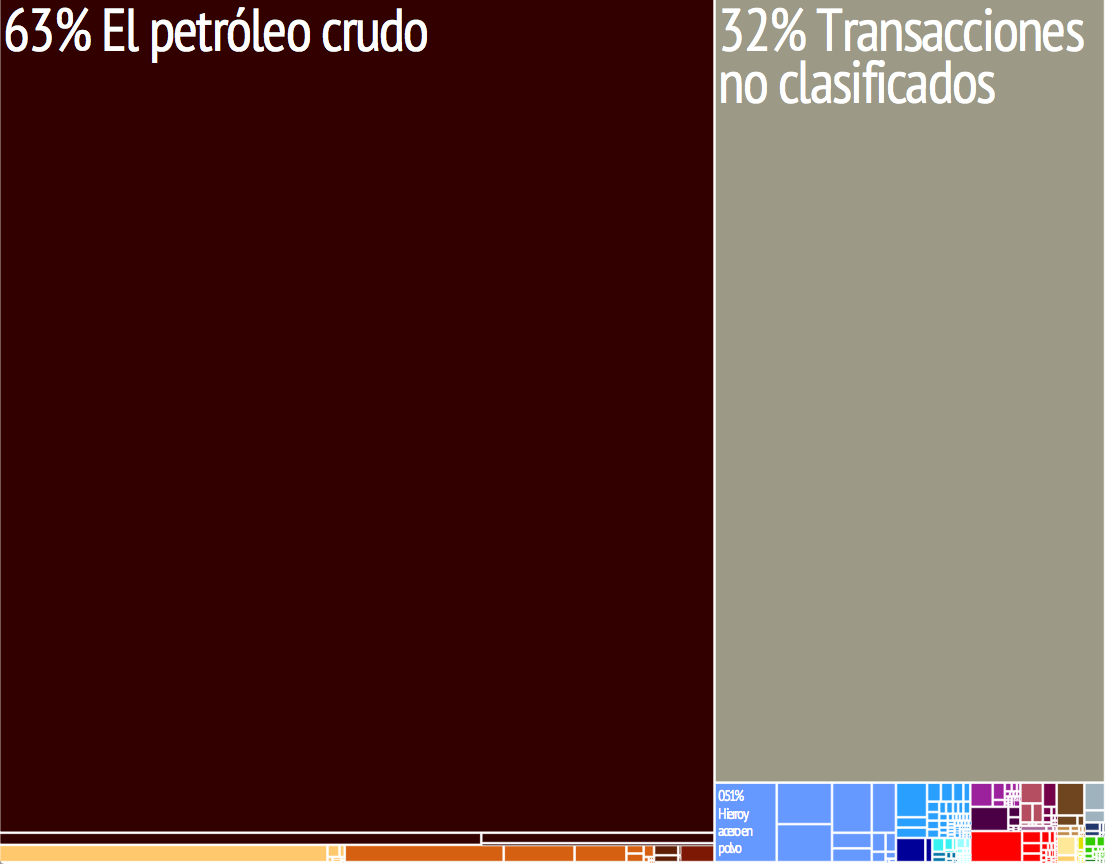
Exportaciones de Venezuela.

En la actualidad, podemos reconocer 3 tipos de sistemas económicos en América del Sur, que si bien pueden compartir aspectos similares y generales, sus economías siguen una línea predeterminada, en esto reconocemos los netamente capitalistas, economías abiertas, los cuales se basan en el modelo del libre mercado, países como Chile, Colombia, y en menor medida Perú, que han adoptado los modelos económicos de Estados Unidos, aunque con un grado menor de economía mixta, sin ser claramente distinguible.
Por otro lado existen los países que si bien, sostienen una estructura de apertura al mundo, mantienen modelos más orientados a la Economía social de mercado o de economías mixtas en diferentes magnitudes, el caso de Argentina, Uruguay, Brasil, Ecuador, Bolivia, Paraguay que ejercen un control y normativa con el fin de regular el libre mercado, finalmente existen aquellos países que sostienen economías semicerradas con un espectro más radicalizado que los anteriores, o con muy poca relación de libre mercado, manteniendo relaciones económicas con países exclusivos de sus bloques, países como Venezuela que a pesar de sostener modelos económicos semicerrados, mantienen relaciones comerciales con las potencias del capitalismo Estados Unidos y Europa.

### Principales industrias

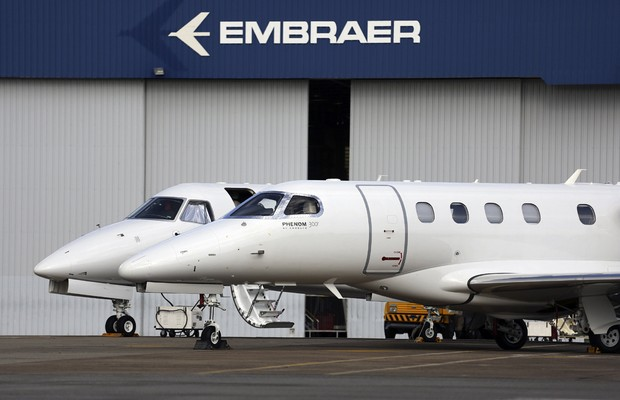
Embraer, empresa industrial de fabricación aeronáutica brasileña.
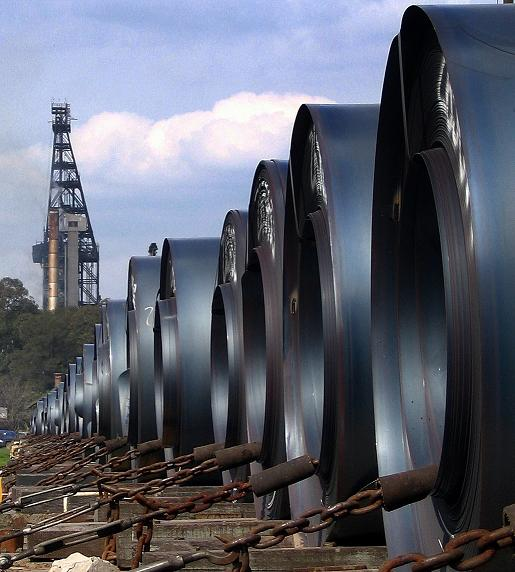
Láminas de acero fabricadas por Techint (Argentina).
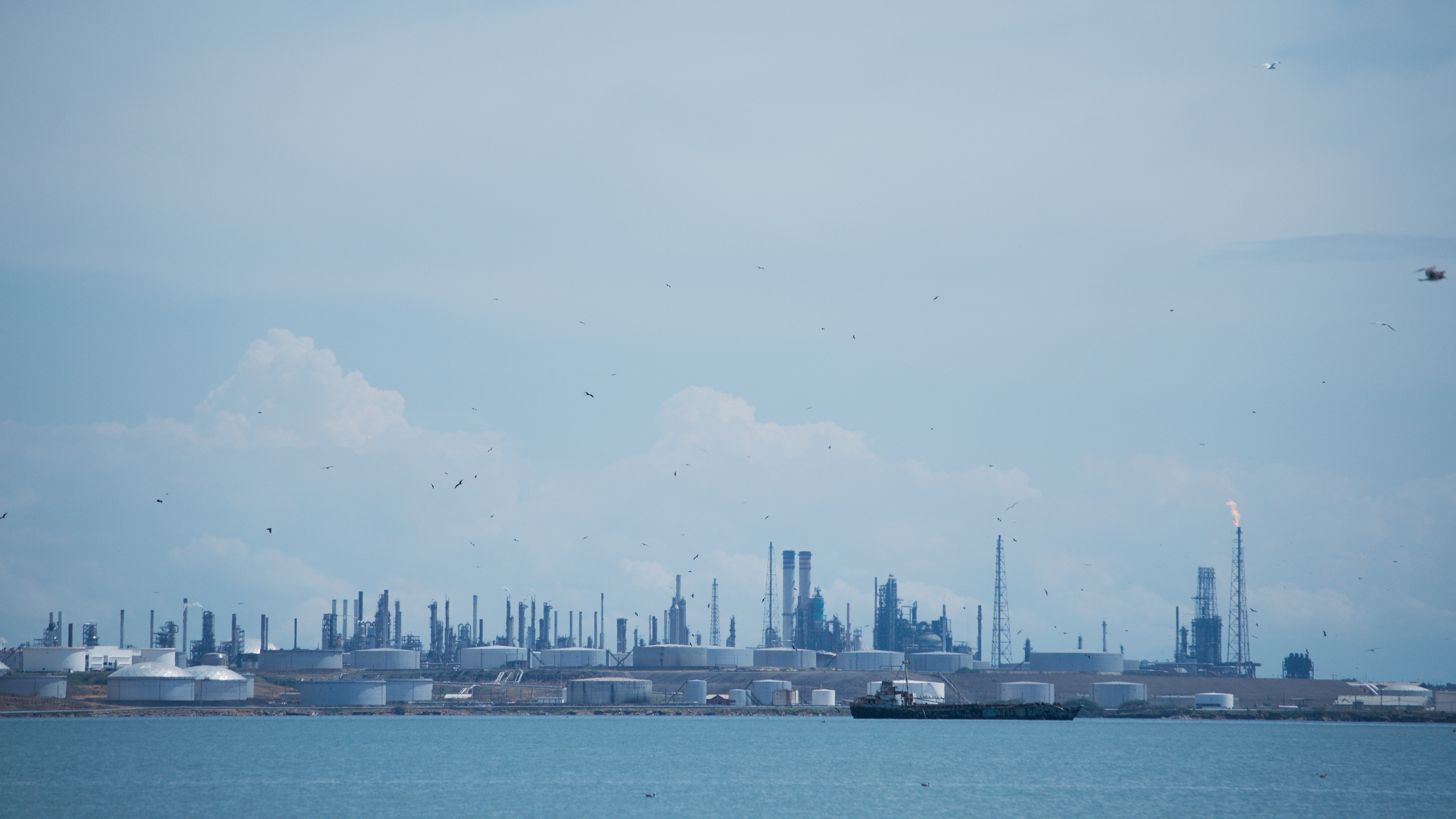
Refinería de petróleo en Amuay (Venezuela).
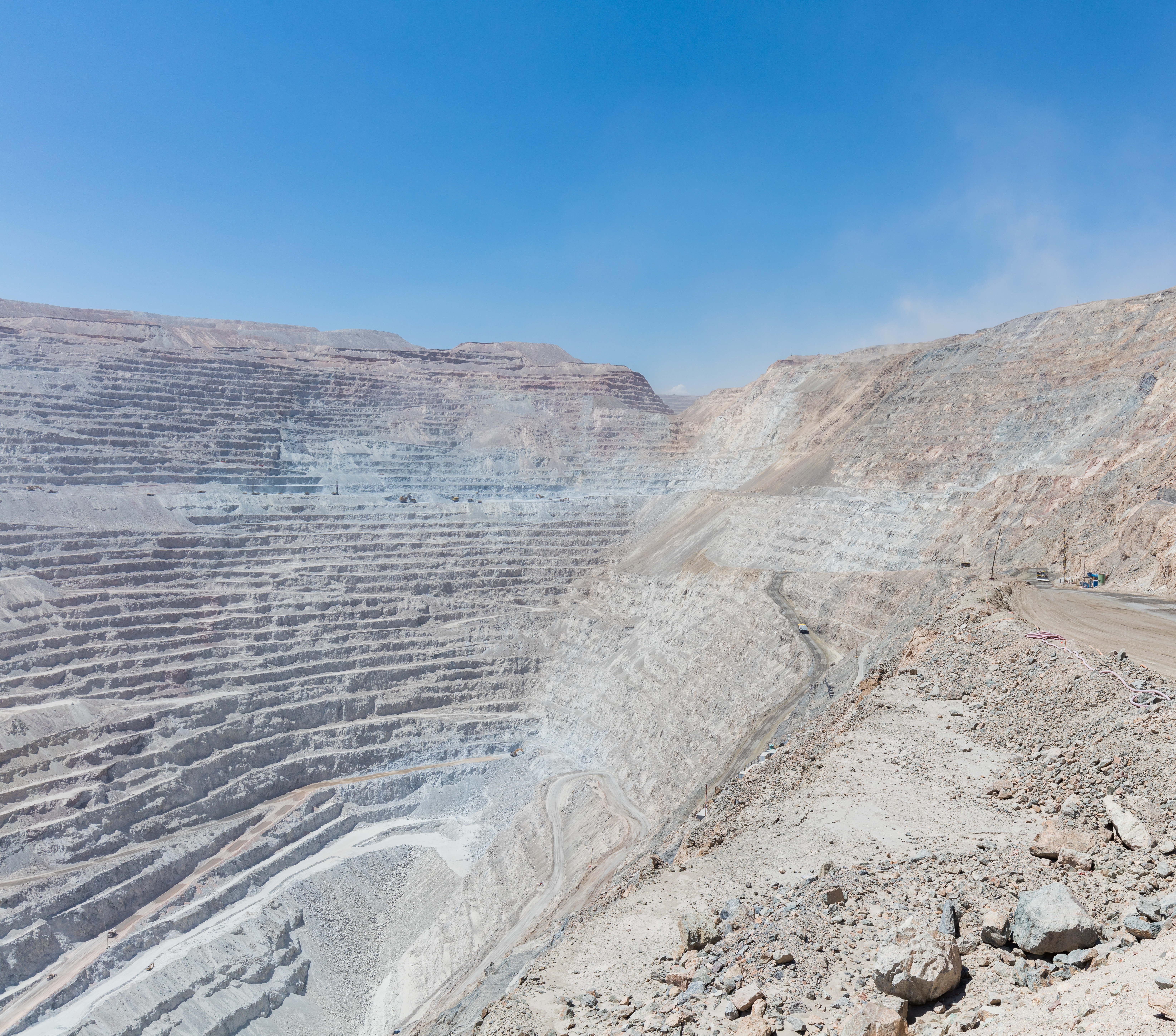
Industria minera en Chuquicamata (Chile), la mina a tajo abierto más grande del mundo.
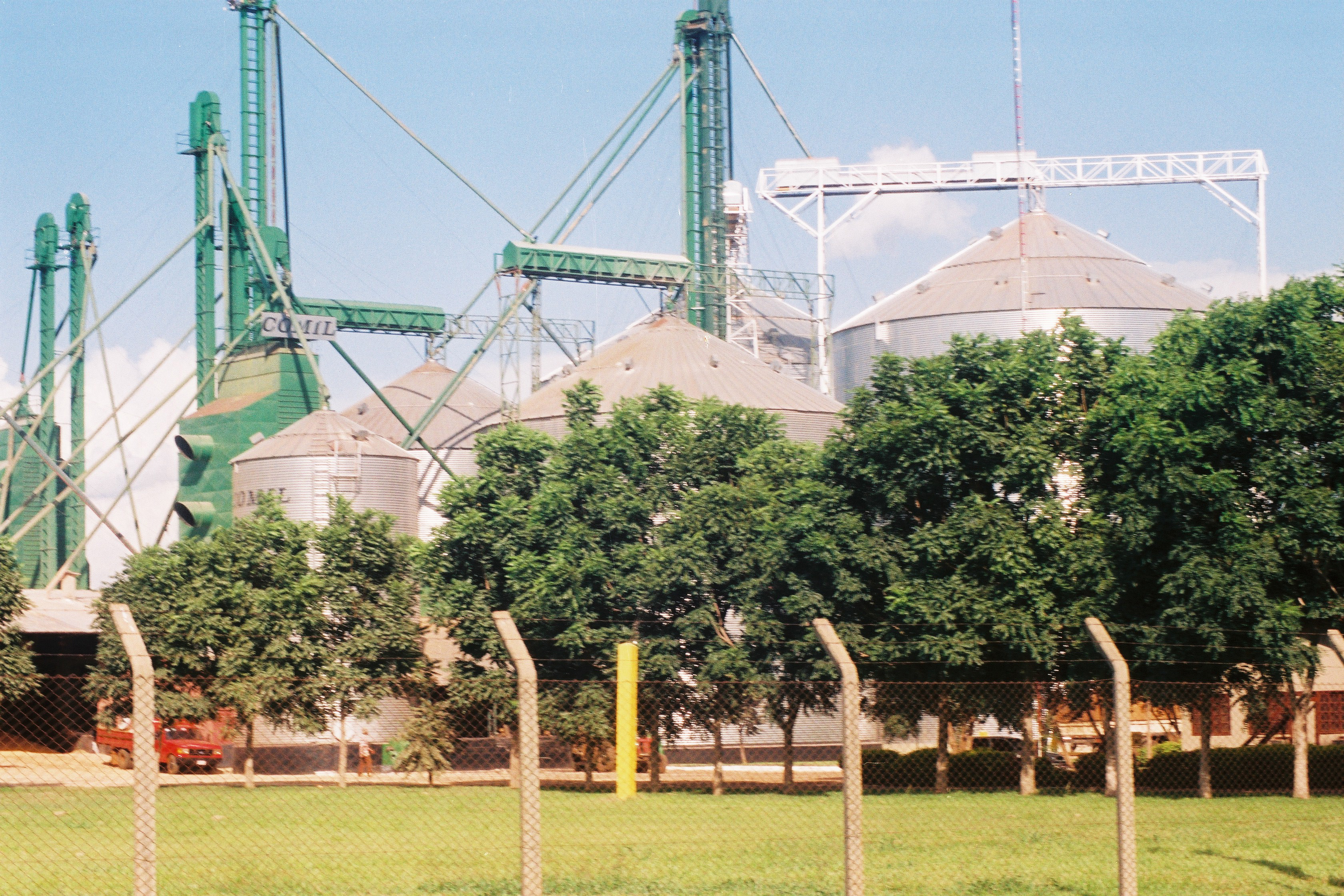
Industria agrícola de soja en Paraguay.

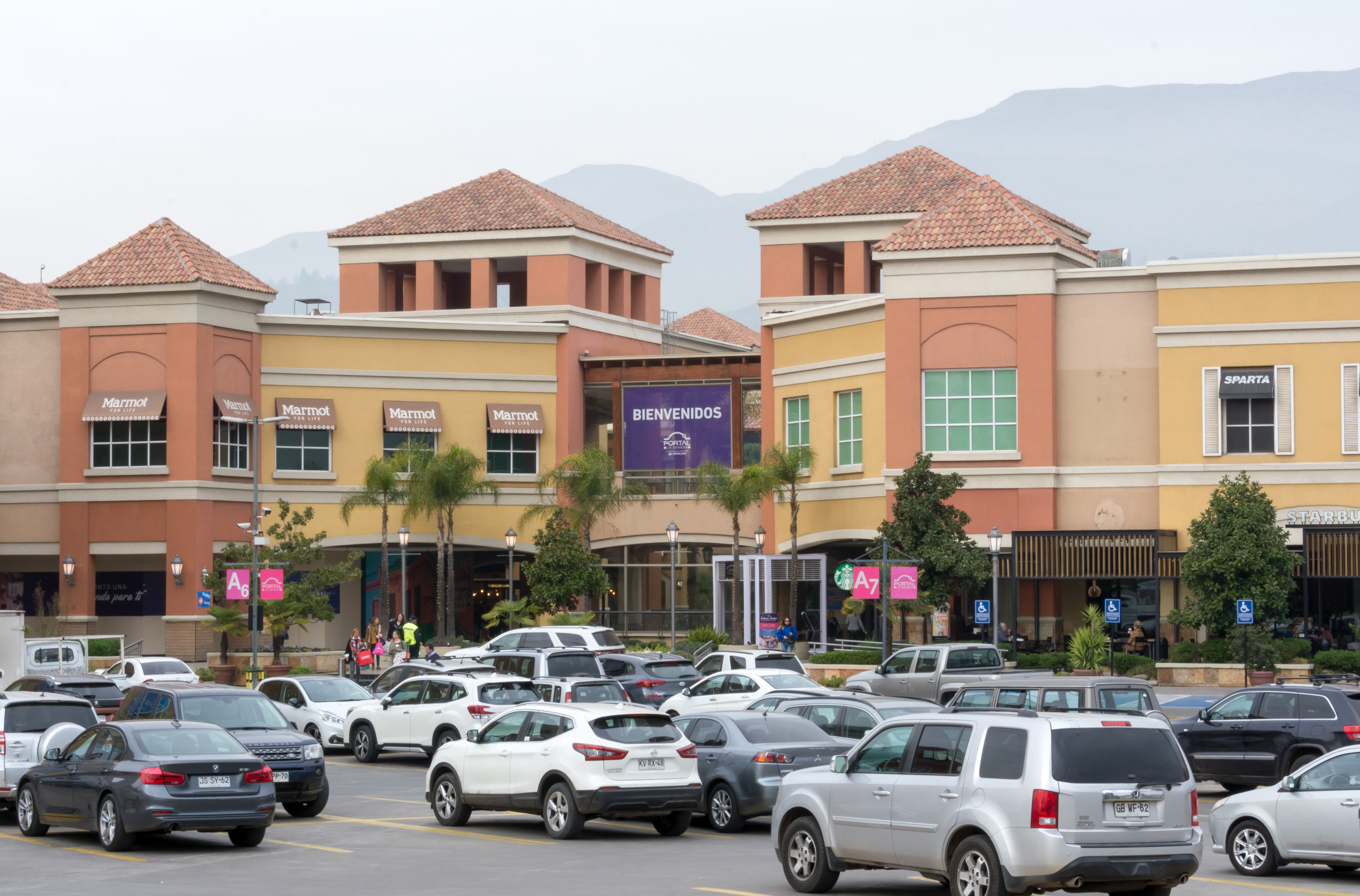
Mall Portal La Dehesa, perteneciente a Cencosud (Chile), empresa transnacional de retail, comercio y servicios.
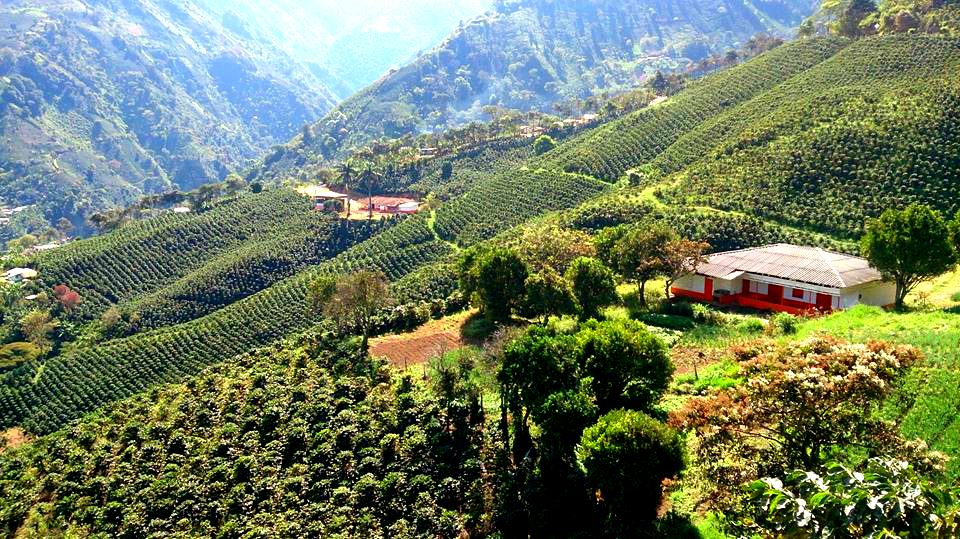
Plantaciones de café en Bolívar (Colombia).
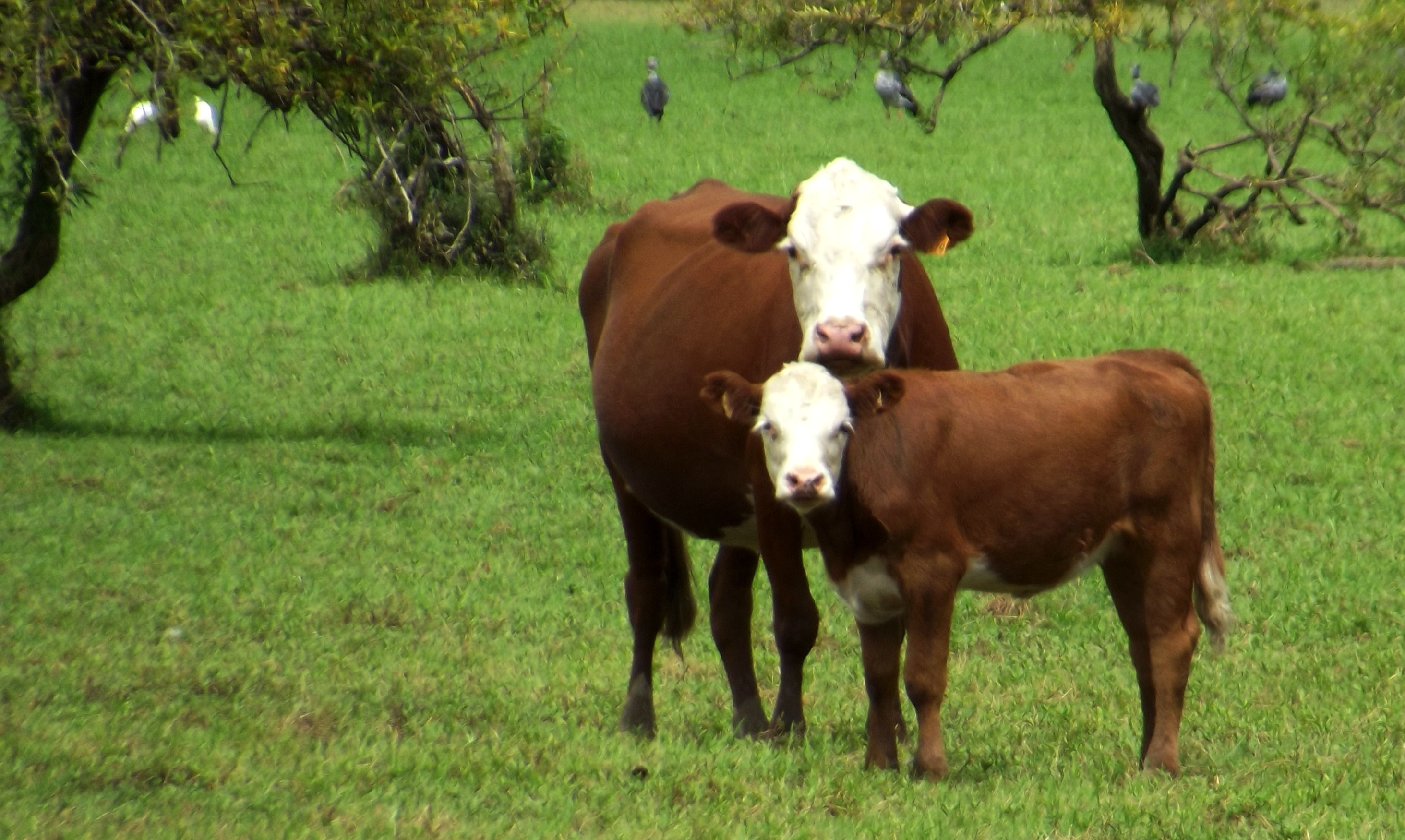
Ganadería de vacunos en Uruguay.
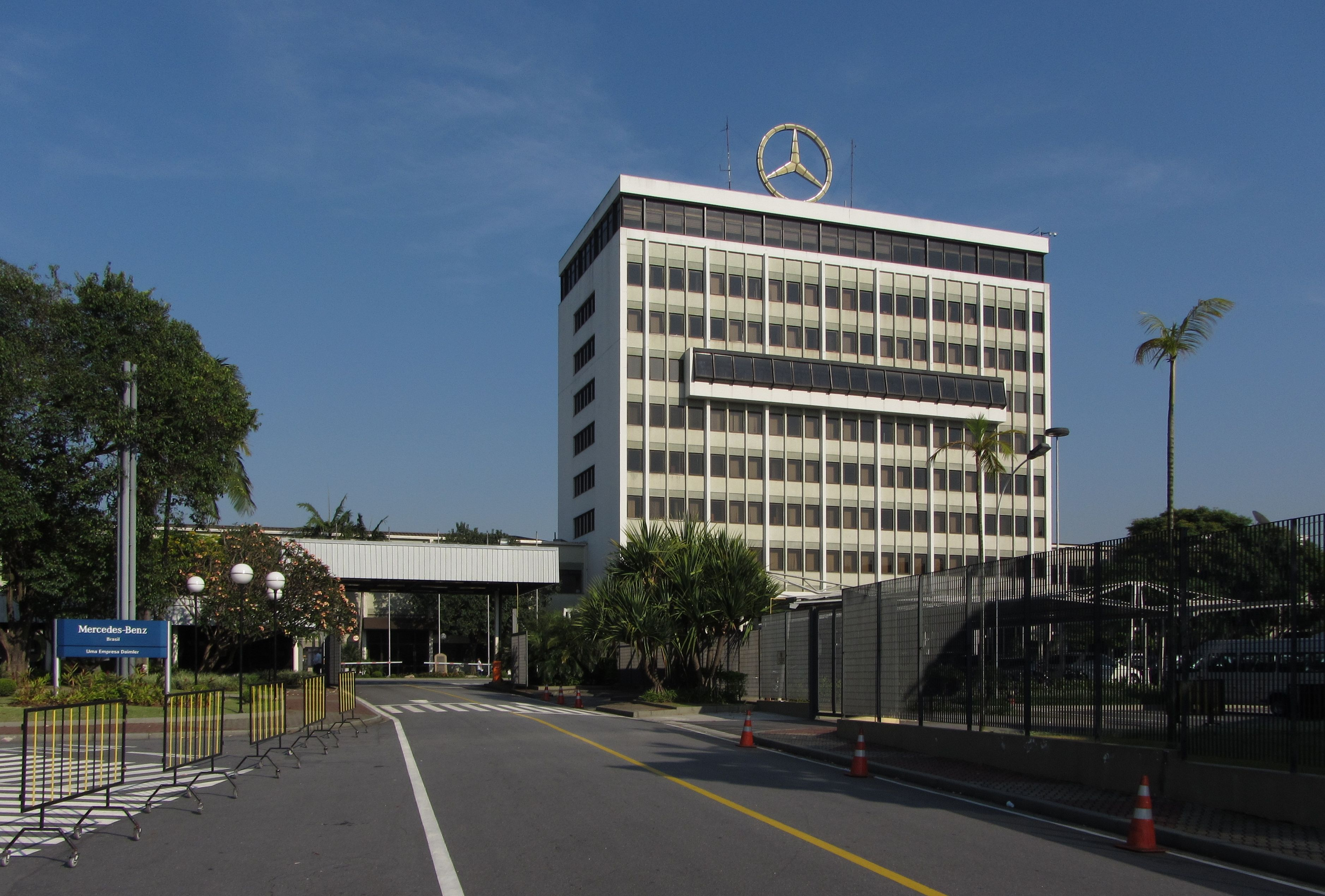
Fábrica de Mercedes-Benz en São Paulo. Brasil se encuentra entre los 10 mayores productores de vehículos del mundo y Argentina entre los 30 más grandes.
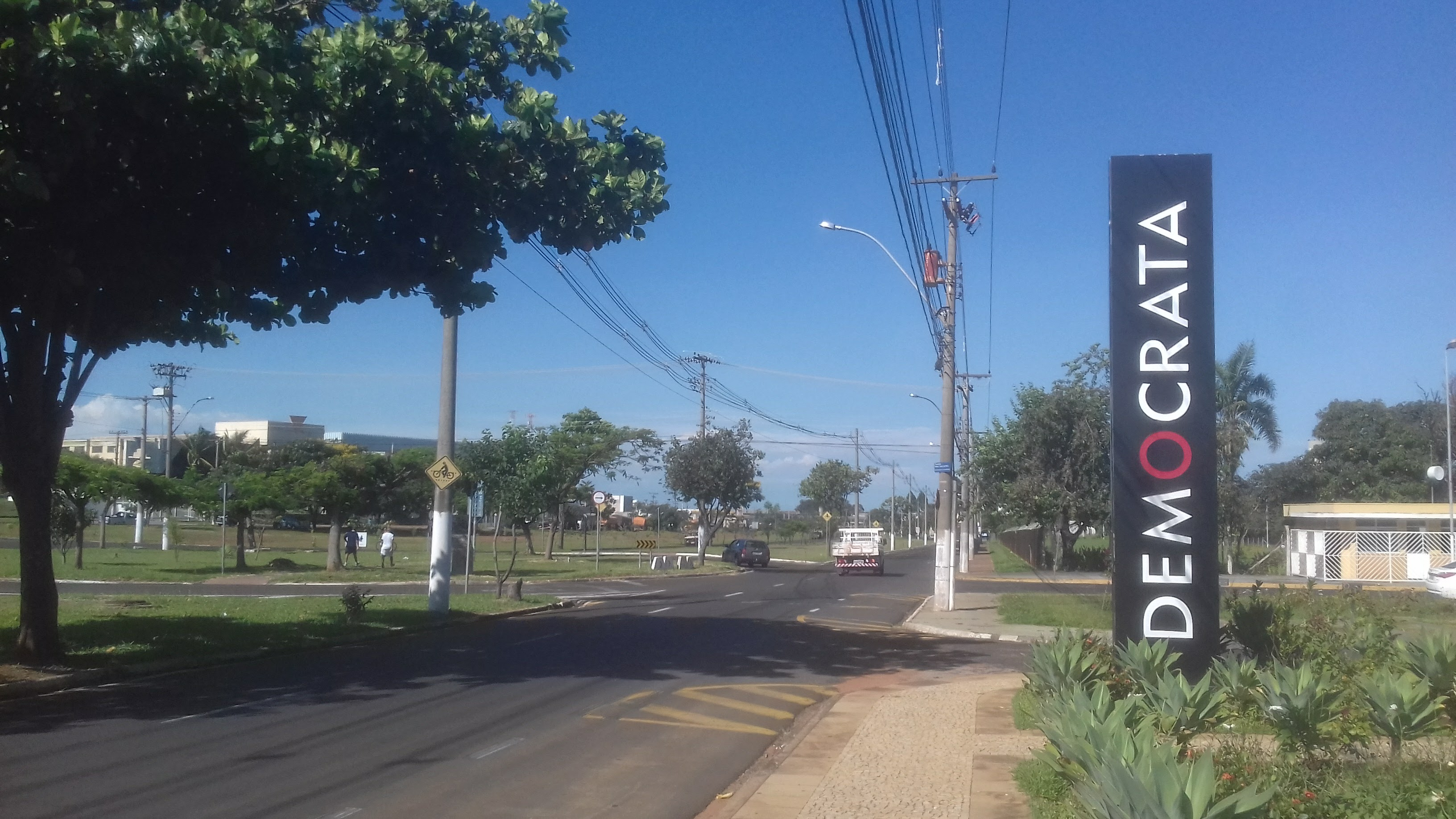
Pórtico de la fábrica de calzado para hombres Democrata, en Franca. Brasil es el cuarto productor de calzado más grande del mundo.

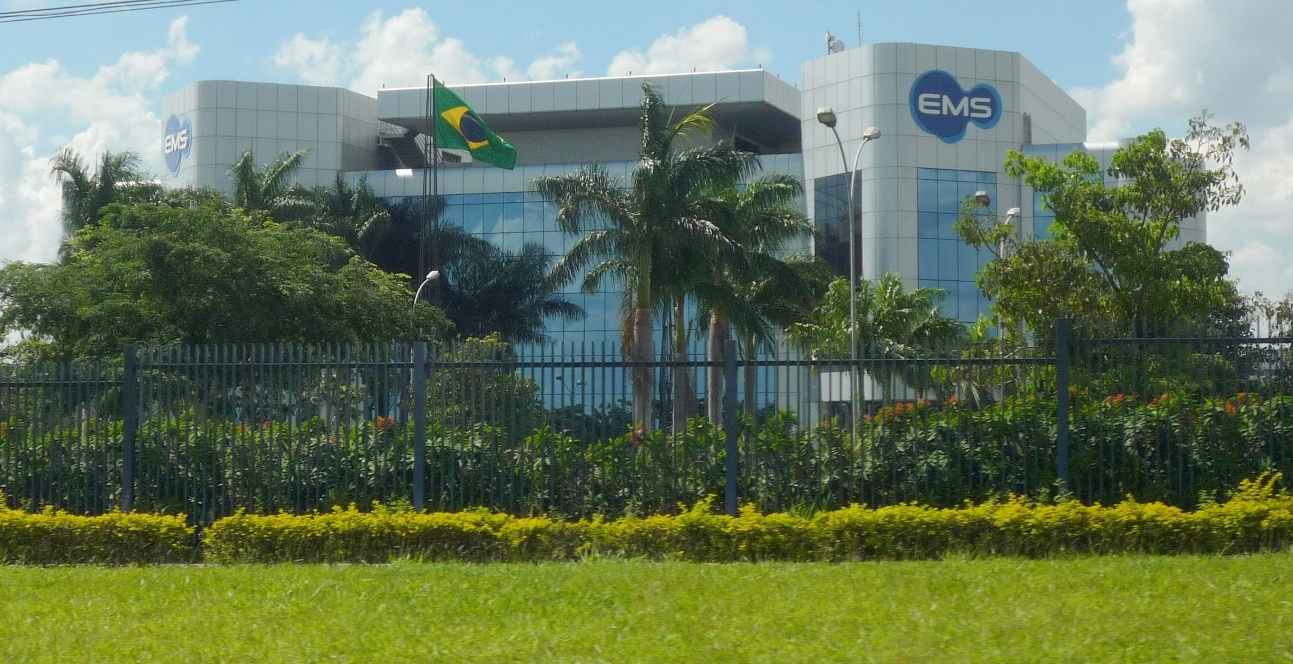
EMS, la mayor industria farmacéutica brasileña

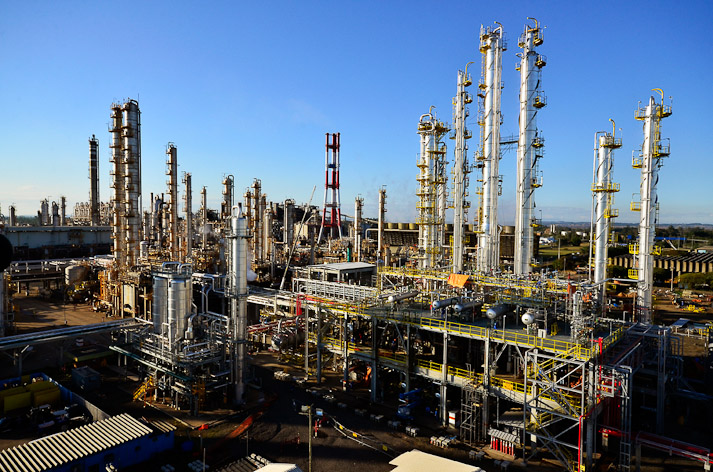
Braskem, la mayor industria química brasileña

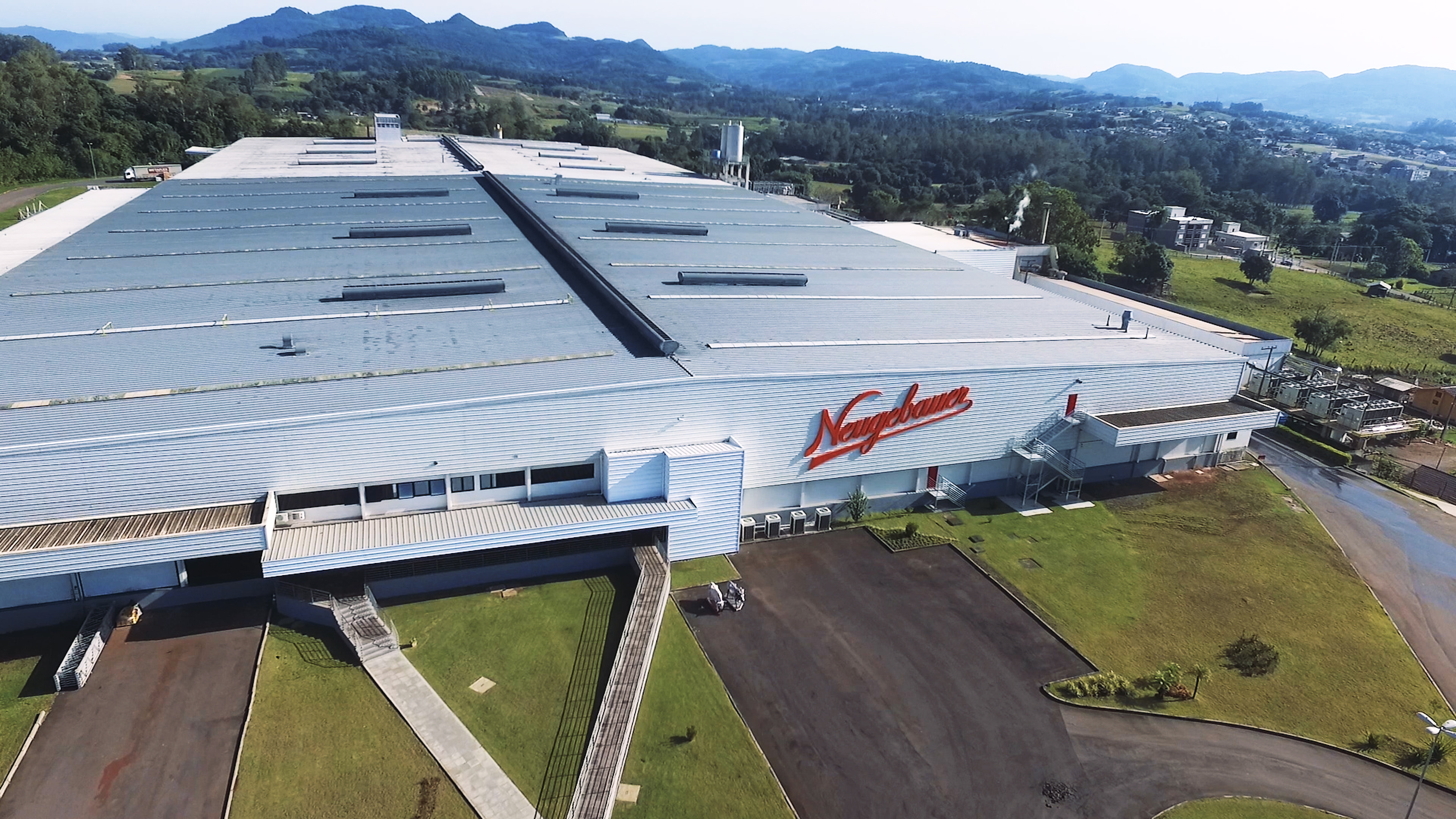
Fábrica de chocolate Neugebauer en Arroio do Meio. América del Sur se especializa en el procesamiento de alimentos

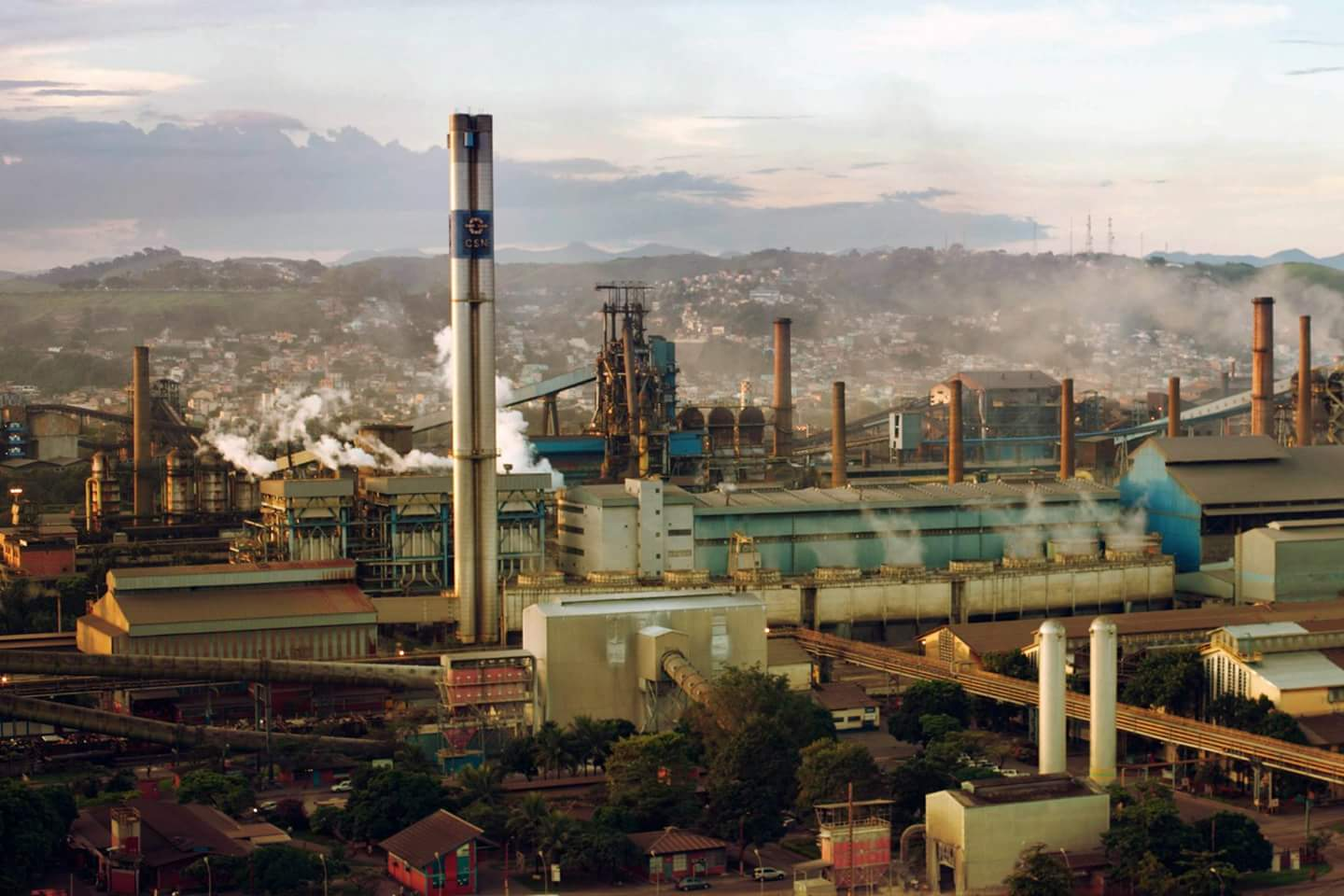
Siderúrgica CSN, en Volta Redonda. Brasil es uno de los 10 mayores productores de acero del mundo y Argentina, uno de los 30 más grandes

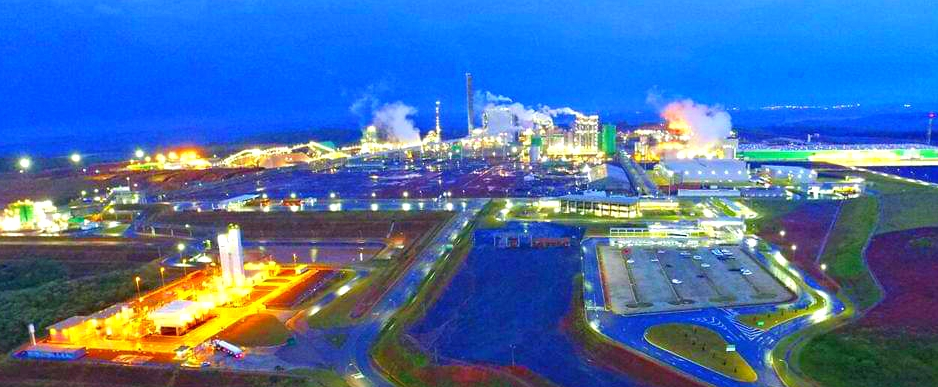
Complejo industrial Klabin, en Ortigueira. Brasil es el segundo productor de celulosa y el octavo productor de papel del mundo

El Banco Mundial hace anualmente una lista de los principales países fabricantes por el valor total de la fabricación. Según la lista de 2019, Brasil tiene la decimotercera industria más valiosa del mundo (U $ 173.6 mil millones), Venezuela la trigésima más grande (U $ 58.200 millones, sin embargo, que dependen del petróleo para obtener este valor), Argentina el 31 más grande (U $ 57,7 mil millones), Colombia el 46 más grande (U $ 35,4 mil millones), Perú el 50 más grande (U $ 28,7 mil millones) y Chile el 51 más grande (U $ 28,3 mil millones).
Las características generales de la composición industrial y productiva de las economías exportadoras de América del Sur son la extracción de recursos naturales, mayoritariamente las industrias mineras y petrolíferas, manufactura y agrícola.
Los países en donde la industria agrícola es el principal rubro son Brasil (20 %) siendo el mayor productor mundial de caña de azúcar, soja, naranja, café, guaraná, açaí y castaña de pará, Argentina (27 %) siendo uno de los 5 mayores productores mundiales de yerba mate, soja, maíz, limones, pera y semilla de girasol, y Paraguay (55 %), mientras que en Uruguay es el ganadero con un (19 %) seguido del agrícola con (16 %); con respecto a la industria petrolífera, esta es la principal en Venezuela con (63 %) de sus exportaciones, Ecuador (46 %), Colombia (40 %) y Bolivia con su exportación de gas y de petróleo con un (37 %), los países en donde la industria minera es la principal son Chile (51 %) siendo el mayor productor mundial de cobre, litio y yodo, y Perú (58 %) siendo el segundo productor mundial de plata.
En términos de exportaciones, al año de 2019 las mayores economías son Brasil con USD 217 000 millones, Chile con USD 69 000 millones, Argentina con USD 58 000 millones y Perú con USD 45 000 millones. En importaciones, las economías con mayores movimientos son Brasil con USD 153 000 millones, Argentina con USD 64 000 millones, Chile con USD 61 000 millones y Colombia con USD 44 000 millones en 2019.

#### Reseñas

##### Brasil

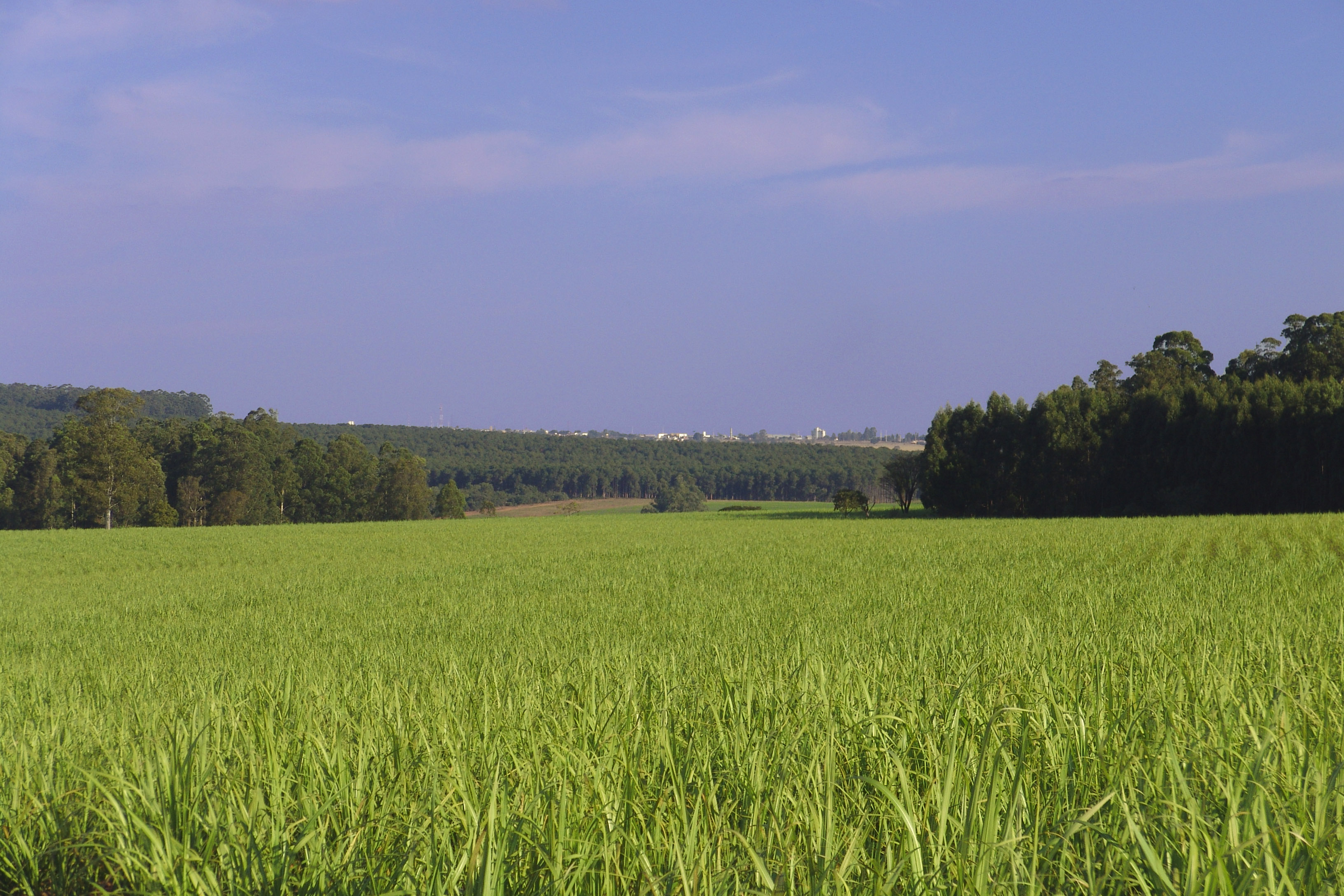
Plantación de caña de azúcar en São Paulo. En 2018, Brasil fue el mayor productor mundial, con 746 millones de toneladas. América del Sur produce la mitad de la caña de azúcar del mundo.

Brasil es el mayor productor mundial de caña de azúcar, soja, café, naranja, guaraná, açaí y nuez de Brasil; es uno de los 5 mayores productores de maíz, papaya, tabaco, piña, banana, algodón, frijoles, coco, sandía y limón; y es uno de los 10 productores más grandes del mundo de cacao, anacardo, aguacate, caqui, mango, guayaba, arroz, sorgo y tomate. En la producción de proteínas animales, Brasil es el mayor exportador mundial de carne de pollo. También es el segundo mayor productor de carne vacuna, el tercer mayor productor mundial de leche, el cuarto mayor productor mundial de carne de cerdo y el séptimo mayor productor de huevo del mundo.
Brasil es el segundo exportador mundial de mineral de hierro y uno de los 5 mayores productores del mundo de bauxita, manganeso y estaño, además de poseer el 98 % de las reservas mundiales de niobio, además de tener la más grande producción de etanol.[cita requerida] Las exportaciones brasileñas (201.9 millones de dólares) se encuentran entre las veinte más grandes del mundo. Es el mayor productor de café mundial y el primer productor de equipos militares, televisores, semiconductores, celulares, computadoras, automóviles y aviones en Sudamérica.[cita requerida] Brasil es el segundo exportador mundial de alimentos procesados; el 2.º productor de celulosa del mundo y el 8.º productor de papel; el cuarto mayor productor de zapatos; el octavo productor de vehículos y el noveno productor de acero del mundo; y tiene la octava industria química más grande del mundo, además de tener la quinta industria textil más grande del mundo. En la industria de la aviación, Brasil tiene a Embraer, el tercer mayor fabricante de aviones del mundo, solo por detrás de Boeing y Airbus. La Bovespa en São Paulo es la décima segunda mayor bolsa de valores (en valores de mercado) del mundo.

#### Economía

##### Argentina

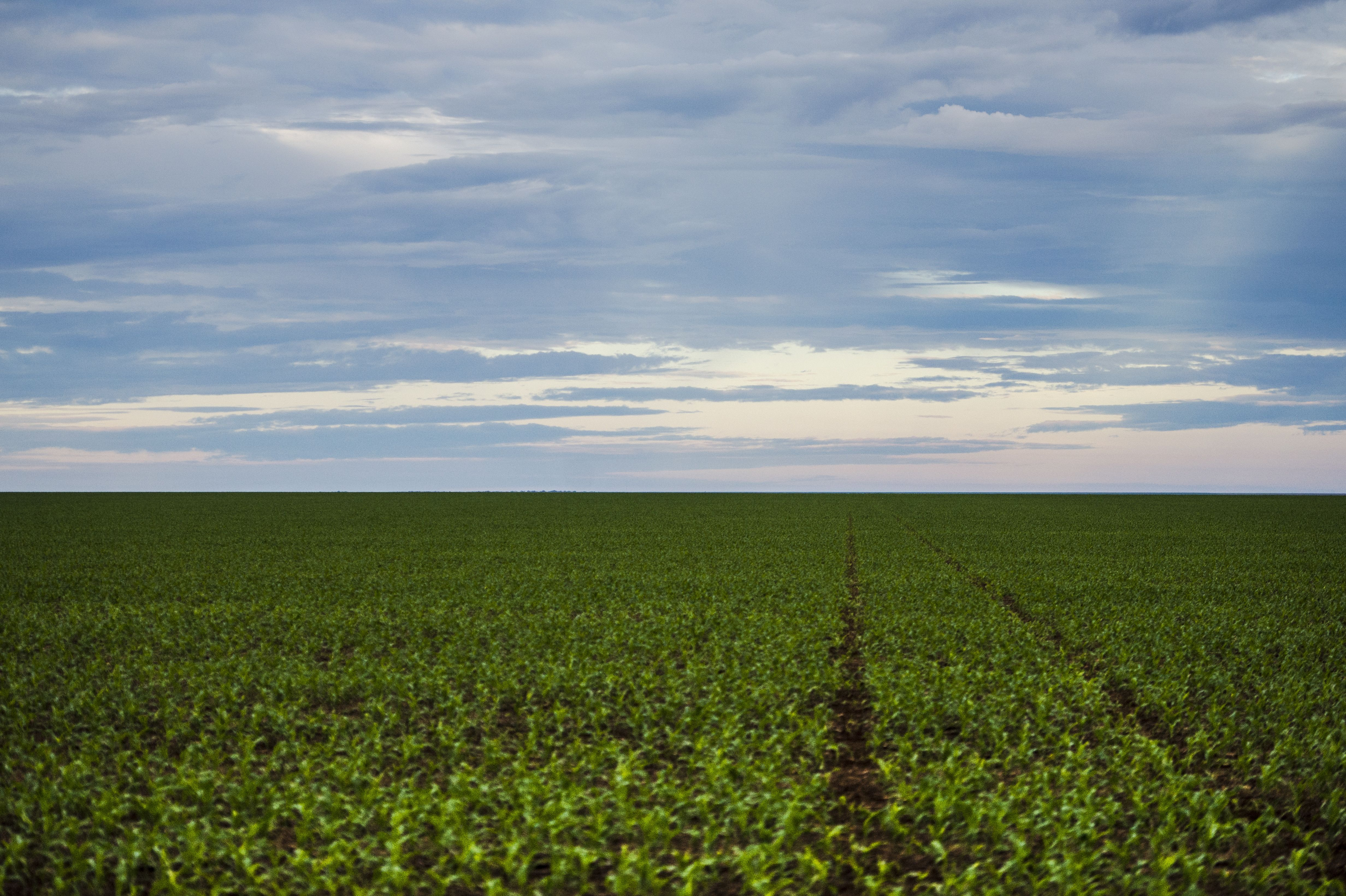
Plantación de soja en Mato Grosso. En 2020, Brasil fue el mayor productor mundial, con 130 millones de toneladas. América del Sur produce la mitad de la soja del mundo.

Argentina es uno de los países con la industria ganadera y agrícola más grandes, es la economía 20 del mundo. Es el primer productor mundial de yerba mate, es uno de los 5 mayores productores del mundo de soja, maíz, limones, pera y semilla de girasol, uno de los 10 mayores productores del mundo de uva, cebada, alcachofa, tabaco y algodón, y uno de los 15 mayores productores del mundo de trigo, caña de azúcar, sorgo y pomelo. También es el tercer productor más grande de miel en el mundo y el cuarto productor más grande de carne vacuna; el más grande productor de trigo y lana en Latinoamérica, entre otros cultivos.. Es el mayor productor de vino en América Latina con 6 % de la producción mundial, quinto en el mundo, y el principal productor de biodiésel a nivel global. La producción de gas natural y petróleo son importantes también aunque no principales. El Yacimiento Aguilar, en la provincia de Jujuy, es la mayor concentración de minerales de plomo y cinc de Sudamérica, y el Bajo de la Alumbrera en la provincia de Catamarca, es uno de los yacimientos para la extracción más grandes de oro y cobre en América Latina, siendo la Argentina el decimotercer mayor productor de oro del mundo. Posee la tercera reserva de gas más grande del planeta. Argentina es el más importante productor de software de la región y ocupa el segundo puesto en Sudamérica en cuanto a fabricación de autopartes, después de Brasil, siendo además el vigésimo mayor fabricante de automóviles en el mundo.
El Banco Mundial hace anualmente una lista de los principales países fabricantes por el valor total de la fabricación. Según la lista de 2019, Argentina tendría la 31.ª industria más valiosa del mundo (U $ 57,7 mil millones). En la lista de destinos turísticos mundiales, en 2018, Argentina fue el 47.º país más visitado del mundo, con 6,9 millones de turistas internacionales (e ingresos de U $ 5.5 mil millones).

#### Bolivia
Bolivia es la octava de América del Sur en términos de PIB Nominal, según datos del Fondo Monetario Internacional.

##### Chile

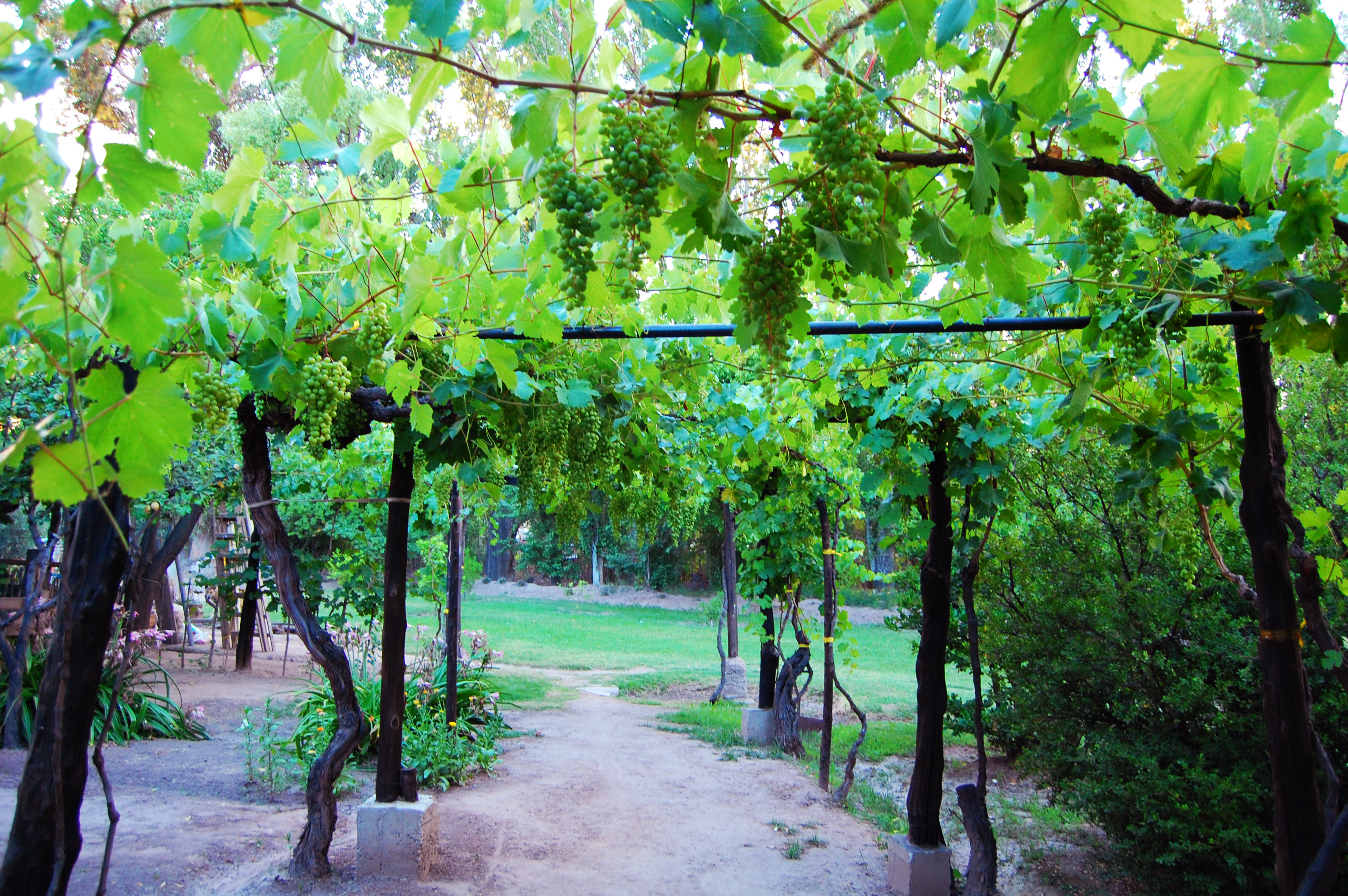
Plantación de uva en Argentina. Argentina y Chile se encuentran entre los 10 mayores productores de uva y vino del mundo, y Brasil entre los 20 mayores.

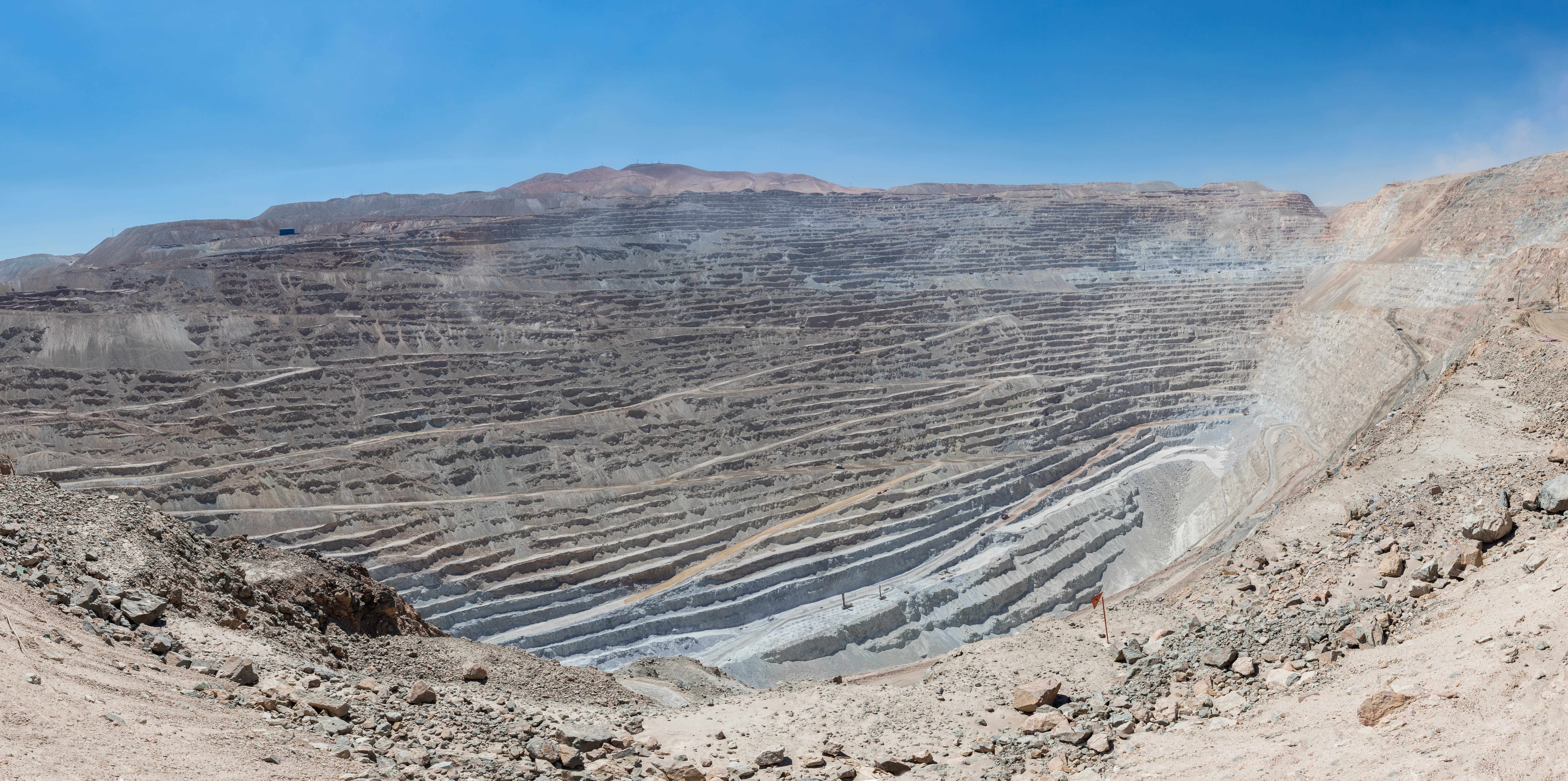
Mina de cobre en Chile. América del Sur produce la mitad del cobre del mundo

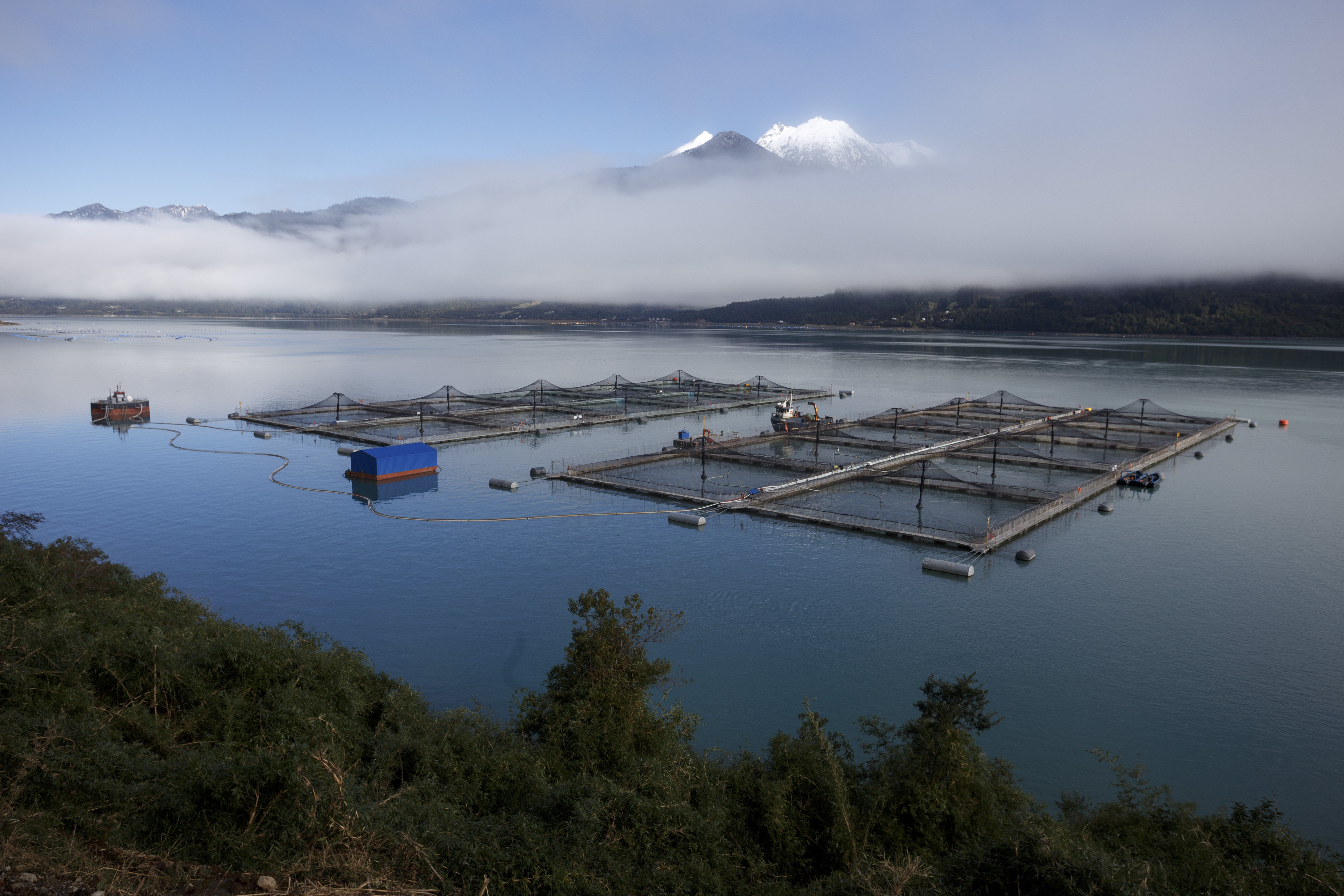
Cultivo de salmón en Chile. Un tercio de todo el salmón vendido en el mundo proviene del país.

Chile es el país con los ingresos más altos de América Latina, con 27 059 PIB por cápita PPA y 16 277 PIB per cápita nominal. El Banco Mundial integró a Chile y Uruguay a la categoría de países de ingresos altos, siendo los únicos países de América Latina en obtener ese estatus. Chile, al año 2022 es la cuarta economía de Sudamérica, con un PIB Nominal de US$352.664 millones.
Chile es miembro de la OCDE, grupo que solo integran Canadá, Estados Unidos y México en el continente americano. También pertenece al Acuerdo Estratégico Trans-Pacífico de Asociación Económica y a la APEC.
Además, la economía de Chile lidera y ostenta índices destacables en cuanto a competitividad, Libertad económica, Crecimiento Económico Archivado el 26 de diciembre de 2018 en Wayback Machine., además de gozar con la clasificación de la deuda externa más favorable del subcontinente, mientras que en cuanto a inversión extranjera, Chile acapara casi el 75 % de las inversiones en el Cono Sur y 28 % en toda Latinoamérica con 30 323 millones el 2012, mientras que en términos de inversión hacia el exterior de empresas nacionales, este acapara casi el 50 % con 21 090 millones el 2012 en América Latina, transformándose como una de las economías más dinámicas y desarrolladas del subcontinente.
Chile es el mayor productor mundial de cobre, litio y yodo, y cuenta con el 38 % de las reservas mundiales de cobre. La empresa estatal Codelco explota, entre otros, los yacimientos de Chuquicamata y El Teniente, la mina a cielo abierto y la mina de cobre subterránea más grandes del mundo, respectivamente. Además, Chile posee el 39 % de las reservas de litio en Sudamérica, seguido por la Argentina con 32 %, y Bolivia con 28 %. En 2010, el 42 % de la producción mundial de este mineral se concentraba en Chile y el 17 %, en Argentina.
Además de explotar sus propios recursos domésticos, Chile participa en numerosos proyectos mineros extranjeros, ya sea como inversionista o como proveedor de ingeniería y servicios, en países como Australia, Pakistán y Perú, entre otros. Desde mayo de 2010, Chile pasó a integrar la OCDE. Chile posee el primer mayor índice de desarrollo humano de Latinoamérica, adelante de Argentina.
Además de la industria minera, Chile también es el 9.º mayor productor mundial de uva, acaparando el 21,7 % de los envíos globales, y en 2012 se encontraba entre los principales exportadores de arándanos frescos, ciruelasy manzanas deshidratadas, salmón, truchas y carbonato de litio. Chile es uno de los 5 mayores productores mundiales de cereza dulce y arándano y uno de los 10 mayores productores mundiales de uva, manzana, kiwi, melocotón, ciruela y avellana europea, con su agricultura enfocada a la exportación de frutas de alto valor.

##### Colombia

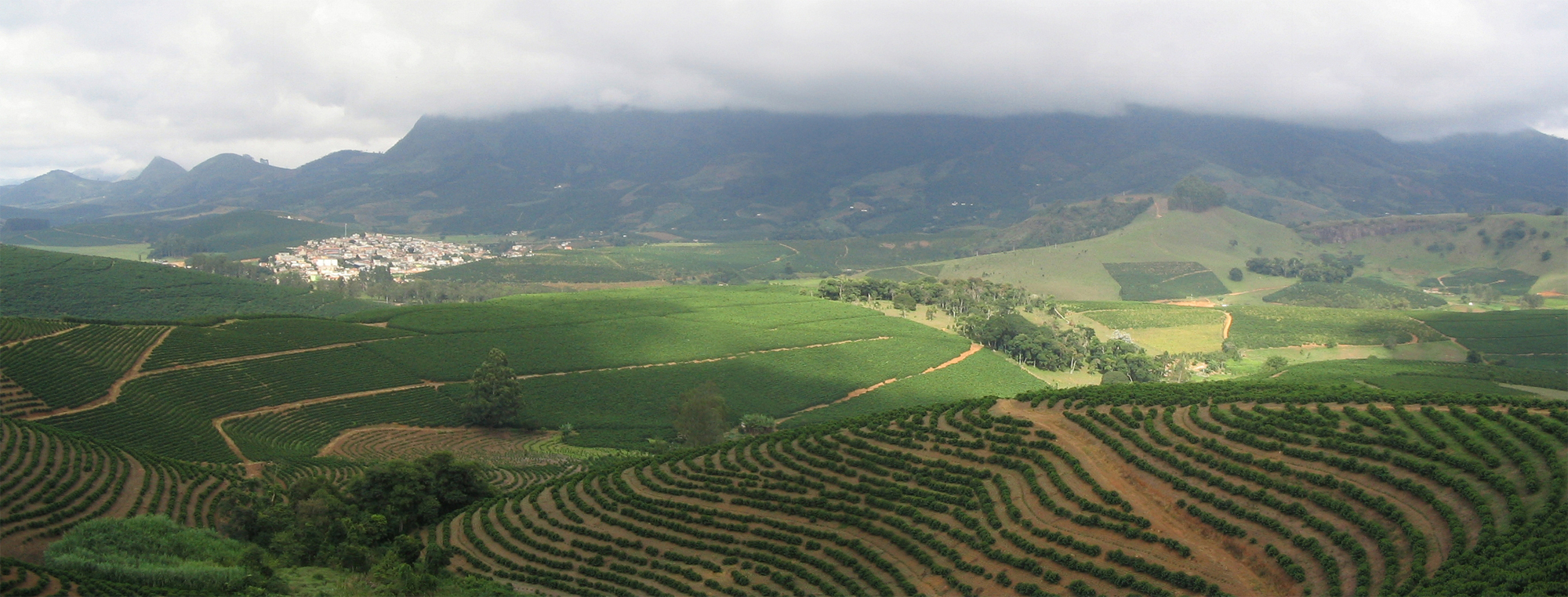
Café en Minas Gerais. En 2018, Brasil fue el mayor productor mundial, con 3,5 millones de toneladas. América del Sur produce la mitad del café del mundo.

Colombia, al año 2022, es la tercera mayor economía sudamericana, después de Brasil y Argentina y se encuentra entre las primeras 42 del mundo.
Por contar con una población joven, una economía dinámica y pólizas que salvaguardan la economía, Colombia fue incluida en los CIVETS, un grupo de países que son considerados como los “nuevos BRICS”. Aparte de ser miembro de los CIVETS, Colombia también forma parte de la Alianza del Pacífico, la Organización Mundial del Comercio y la Comunidad Andina de Naciones, y a partir del 2018 se integró como el tercer miembro de Latinoamérica en la OCDE, tras ser formalmente invitada por esta organización.
Colombia es uno de los 5 mayores productores del mundo de café, aguacate y aceite de palma, y uno de los 10 mayores productores del mundo de caña de azúcar, banana, piña y cacao. Además, es el segundo mayor productor de flores. En la producción de carne vacuna y carne de pollo, Colombia se encuentra entre los 20 mayores productores del mundo. En la producción de petróleo, Colombia fue el 22.º productor de petróleo más grande del mundo en 2019, con 886 mil barriles / día. En la producción de gas natural, en 2018, Colombia produjo 379 bcf (miles de millones de pies cúbicos). El Banco Mundial hace anualmente una lista de los principales países fabricantes por el valor total de la fabricación. Según la lista de 2019, Colombia tendría la 46.º industria más valiosa del mundo (U $ 35,4 mil millones). En la lista de destinos turísticos mundiales, en 2018, Colombia fue el 65.º país más visitado del mundo, con 3.8 millones de turistas internacionales (e ingresos de U $ 5.5 mil millones).
Algunas compañías destacadas de Colombia son Grupo Nutresa, Quala, Alpina, Harinera del Valle, Colombina, Ecopetrol, Postobón, Cementos Argos; Grupo Sura, Bancolombia, Federación Nacional de Cafeteros de Colombia, etc.

##### Perú
Perú es la quinta economía de América del Sur y una de las economías con mayor crecimiento en América con 3,9 % al 2018. La economía de Perú ha crecido en los últimos años gracias a su apertura económica, los tratados de libre comercio firmados con países europeos, asiáticos y americanos y el megaproyecto que está en negociación Acuerdo Estratégico Trans-Pacífico de Asociación Económica. Perú es parte de la Comunidad Andina de Naciones y la Alianza del Pacífico.
El Perú se situaba en 2011, en agroindustria, como el primer productor mundial de harina de pescado, segundo productor mundial de espárragos, quinto productor mundial de maíz, cuarto productor mundial de alcachofas, sexto productor mundial de café; en minería como el tercer productor mundial de plata, de cobre y de zinc, cuarto productor mundial de plomo, sexto productor mundial de oro, además de contar con grandes yacimientos de hierro, estaño, manganeso; además de petróleo y gas natural.
Es además, el primer productor mundial de lana de alpaca, y el más importante exportador de prendas textiles de algodón en América Latina y por su riqueza natural es un excelente lugar para el desarrollo de la industria de los polímeros a nivel mundial. El país se encuentra en una etapa de crecimiento económico y se espera a la luz de los acuerdos y tratados firmados en áreas de libre comercio, se constituya como una de las naciones de Sudamérica más atractivas para desarrollar negocios.
En 2018, Perú fue uno de los 5 mayores productores del mundo de aguacate, arándano azul, alcachofa y espárrago, uno de los 10 mayores productores del mundo de café y cacao, uno de los 15 mayores productores del mundo de patata y piña, y también tiene una producción considerable de uva, caña de azúcar, arroz, banano, maíz y mandioca; su agricultura está considerablemente diversificada. En la producción de carne de pollo, Perú se encuentra entre los 20 mayores productores del mundo. En 2018, Perú fue el segundo productor mundial de plata y cobre y el sexto productor de oro (los 3 metales que generan más valor), además de ser el tercer productor mundial de zinc y estaño y el cuarto de plomo. El Banco Mundial hace anualmente una lista de los principales países fabricantes por el valor total de la fabricación. Según la lista de 2019, Perú tendría la 50.º industria más valiosa del mundo (U $ 28,7 mil millones). En la lista de destinos turísticos mundiales, en 2018, Perú fue el 60.º país más visitado del mundo, con 4.4 millones de turistas internacionales (e ingresos de U $ 3.9 mil millones).
Perú también es el cuarto país de Sudamérica con mayor recepción de inversión extranjera directa, con 6769 millones de dólares en el año 2017, superando a países como Chile, Ecuador o Paraguay.

##### Venezuela

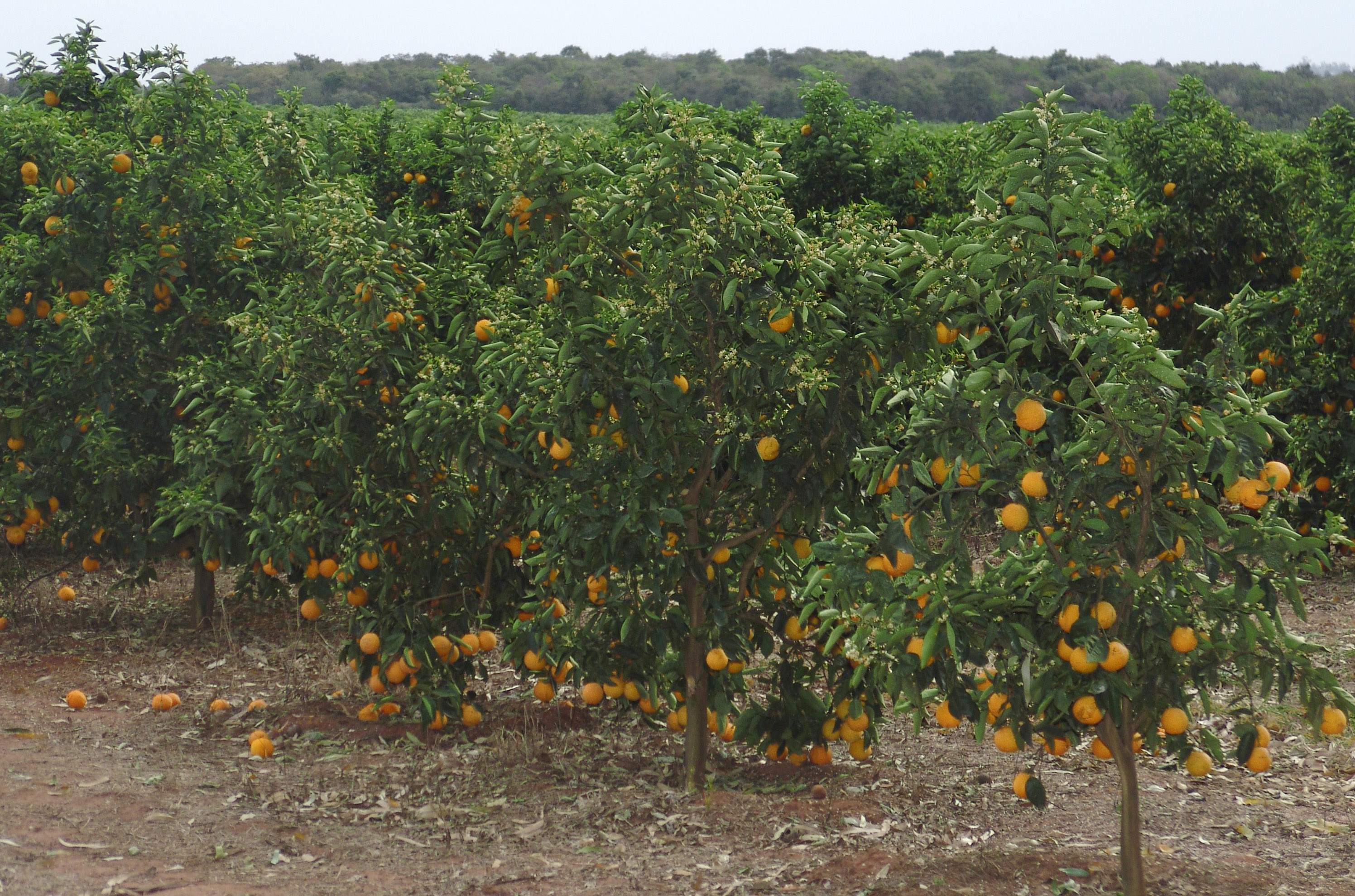
Naranja en São Paulo. En 2018, Brasil fue el mayor productor mundial, con 17 millones de toneladas. América del Sur produce el 25 % de la naranja del mundo.

Venezuela, de acuerdo con el Fondo Monetario Internacional, ha perdido su otrora poderío económico sudamericano, en términos de PIB Nominal, y en el año 2022 es la 91.ª economía a nivel mundial. El país es miembro fundador de la OPEP, tiene una economía basada en la extracción y refinación del petróleo, además de poseer las reservadas probadas de petróleo más grandes del mundo, que se creen superan los 300 mil millones de barriles. Las reservas de hierro de Venezuela son unas de las más importantes en el mundo, con empresas potentes como SIDOR. Venezuela forma parte del Mercosur.
Además Venezuela posee enormes reservas de oro, diamantes y coltán en el denominado Arco Minero del Orinoco sin embargo no son aprovechadas [cita requerida], también posee millones de hectáreas de tierras fértiles de las cuales la mayoría no son explotadas [cita requerida].
Las sanciones de Estados Unidos y la Unión Europea han propiciado que muchos países no negocien con Venezuela. La deficiente política económica ha provocado una hiperinflación que ha debilitado a su moneda nacional, el bolívar.

##### Otros
Por otro lado, Venezuela y Ecuador forman parte de la OPEP, gracias a sus abundantes reservas de petróleo.[cita requerida]

## Ganadería

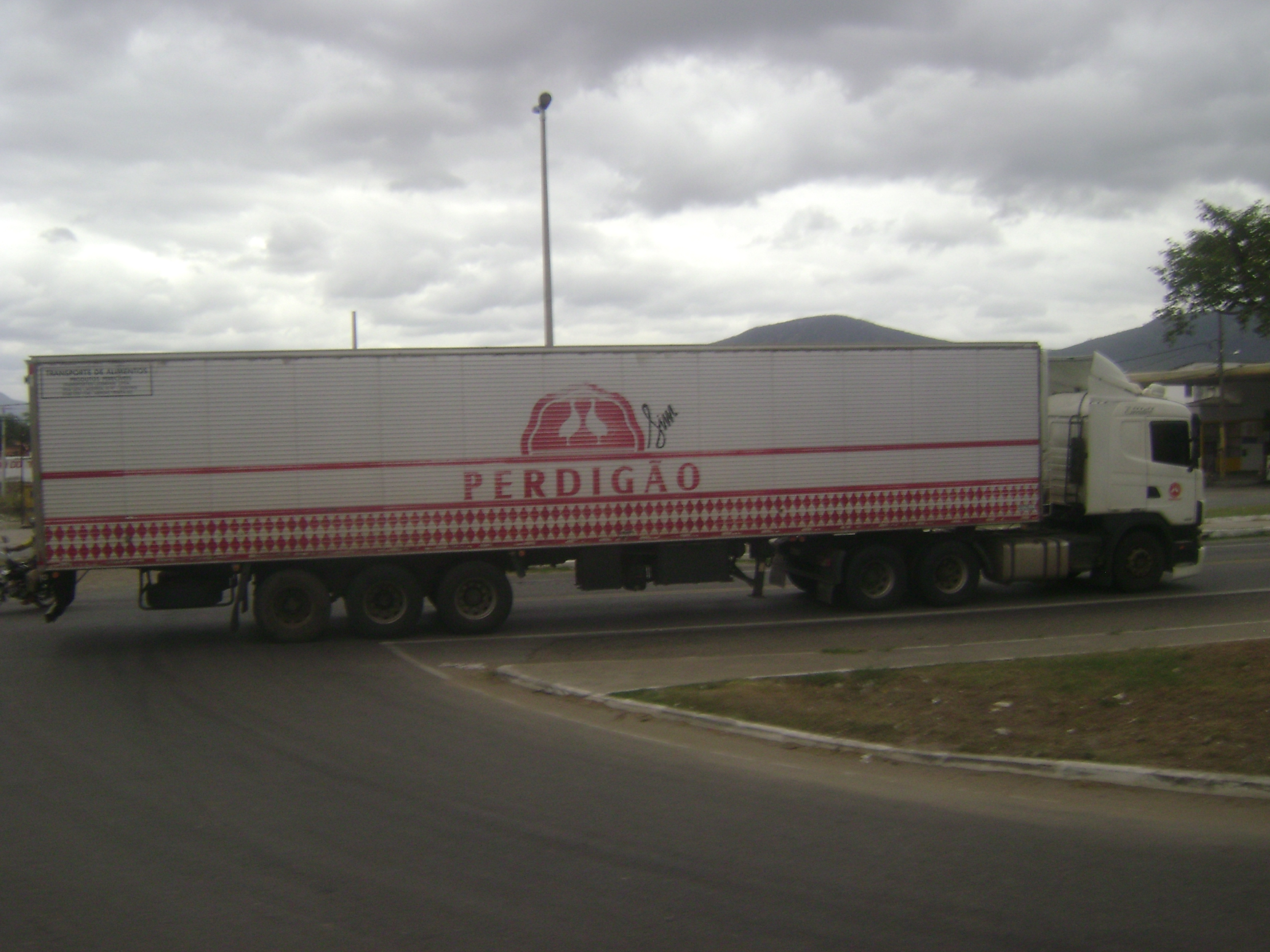
Camión de una empresa cárnica en Brasil. América del Sur produce el 20 % de la carne de res y pollo del mundo.

Brasil es el mayor exportador mundial de carne de pollo: 3,77 millones de toneladas en 2019. El país es el poseedor del segundo rebaño de ganado más grande del mundo, el 22,2 % del rebaño mundial. El país fue el segundo mayor productor de carne de res en 2019, responsable del 15,4 % de la producción mundial. También fue el tercer mayor productor de leche del mundo en 2018. Este año, el país produjo 35,1 mil millones de litros. En 2019, Brasil fue el 4.º productor de carne de cerdo del mundo, con casi 4 millones de toneladas.
En 2018, Argentina fue el cuarto productor mundial de carne de vacuno, con una producción de 3 millones de toneladas (solo por detrás de Estados Unidos, Brasil y China). Uruguay también es un importante productor de carne. En 2018, produjo 589 mil toneladas de carne vacuna.
En la producción de carne de pollo, Argentina se encuentra entre los 15 mayores productores del mundo, y Perú y Colombia entre los 20 más grandes. En la producción de carne de res, Colombia es uno de los 20 mayores productores del mundo. En la producción de miel, Argentina se encuentra entre los 5 mayores productores del mundo, y Brasil entre los 15 más grandes. En términos de producción de leche de vaca, Argentina se encuentra entre los 20 mayores productores del mundo.

## Minería

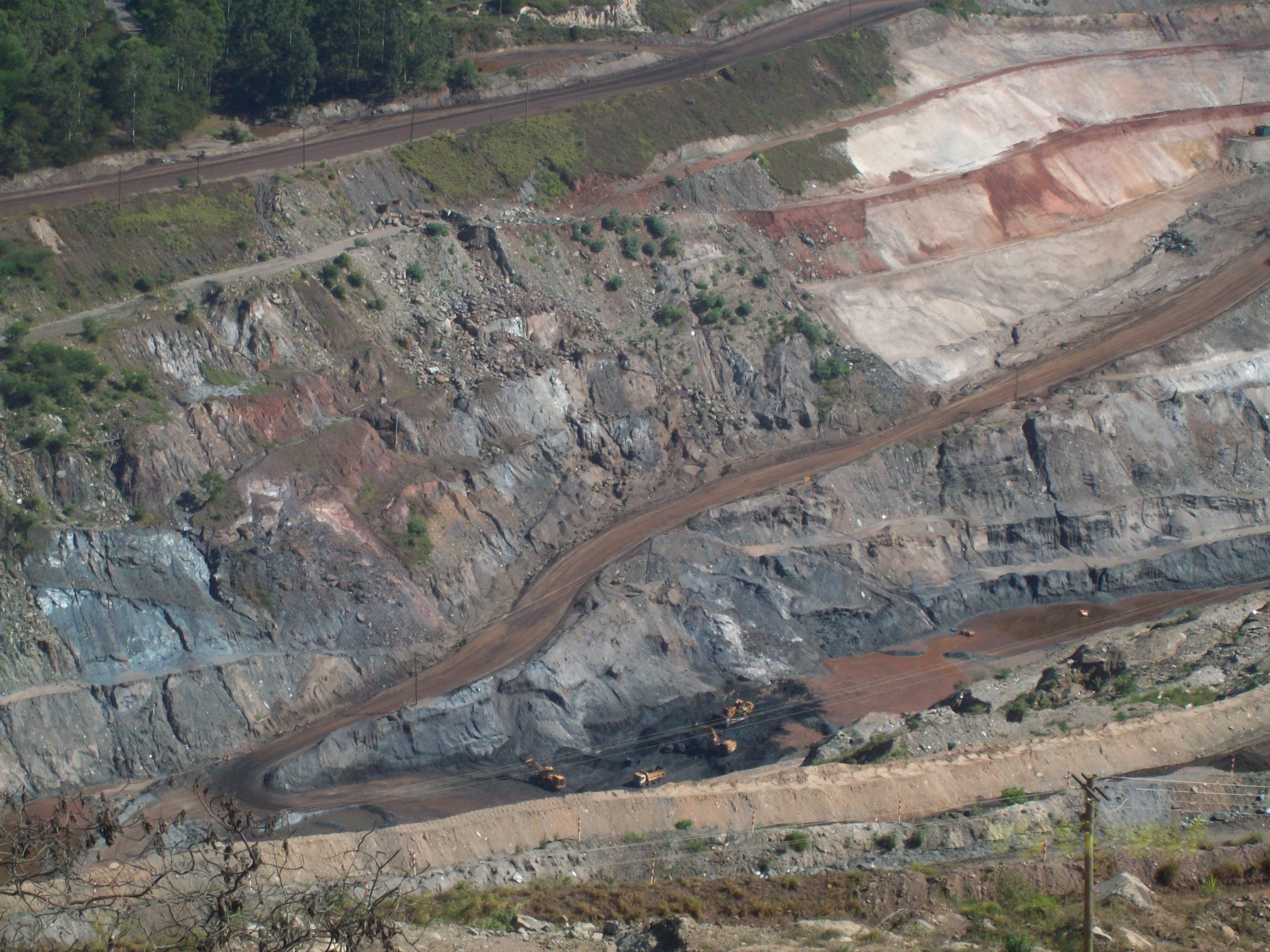
Mina de hierro en Minas Gerais. Brasil es el segundo exportador de mineral de hierro del mundo.

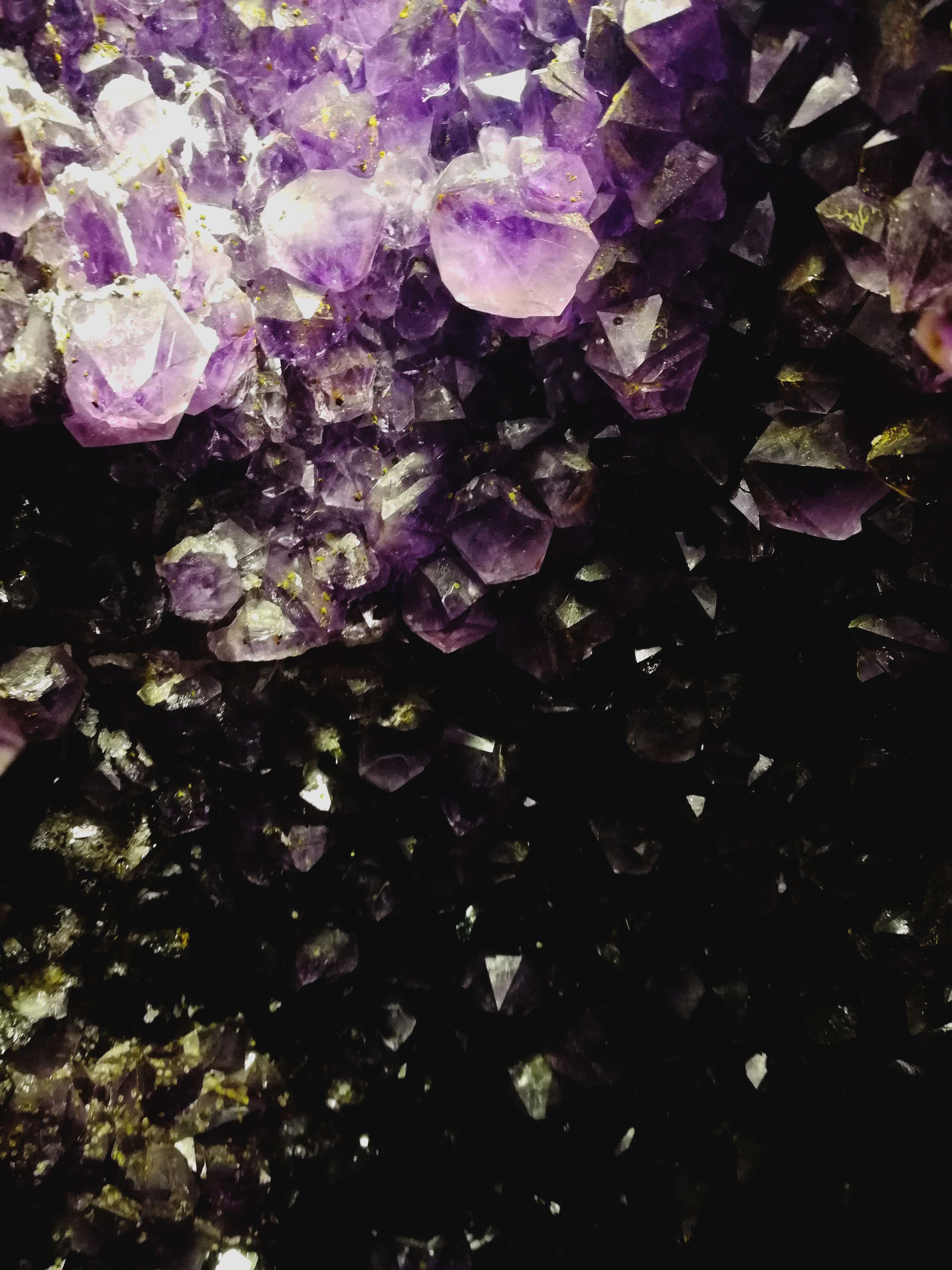
Mina de amatista en Ametista do Sul. América del Sur es un importante productor de gemas como amatista, topacio, esmeralda, aguamarina y turmalina.

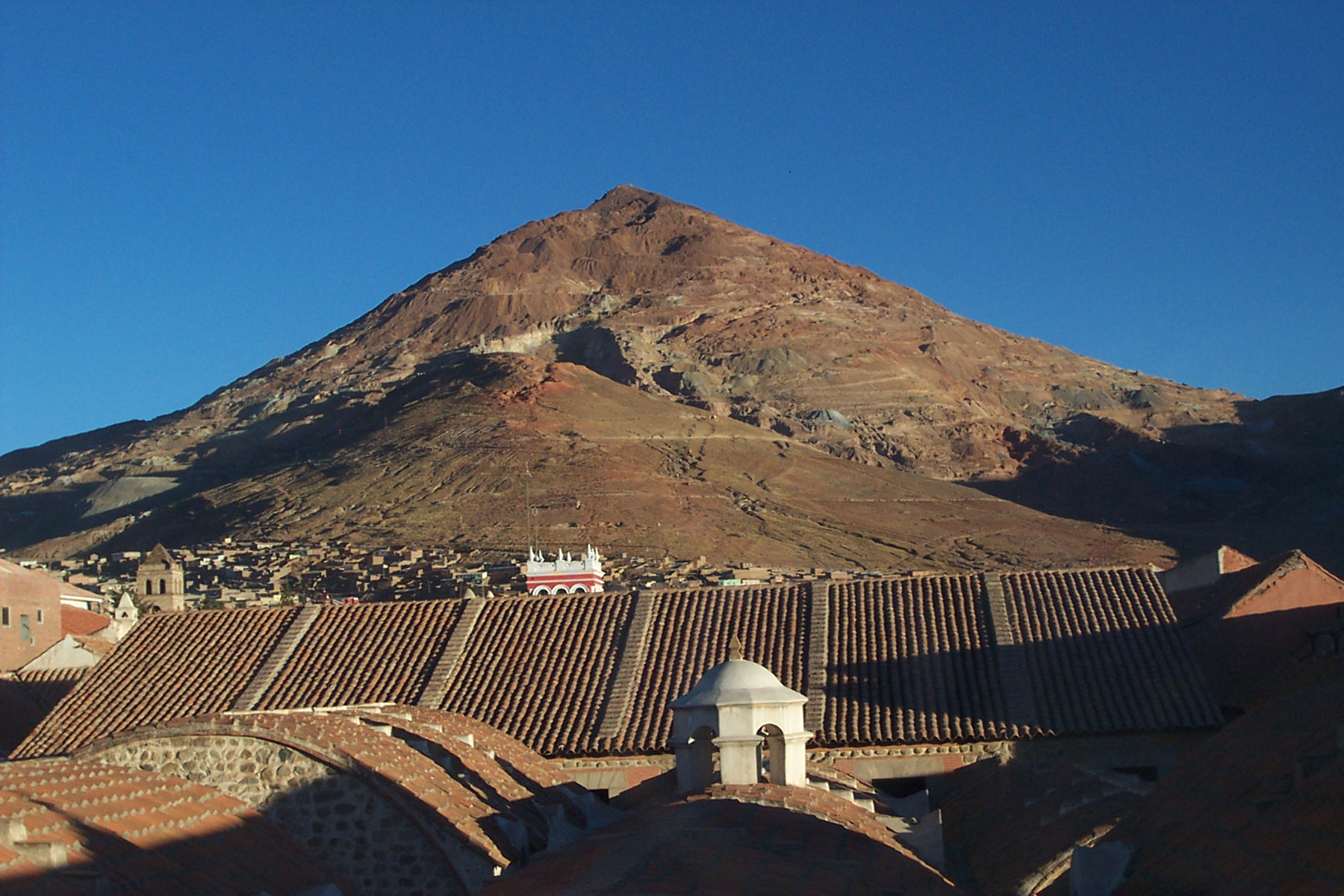
Mina de plata en Bolivia

Brasil es el segundo exportador mundial de mineral de hierro, tiene el 98 % de las reservas conocidas de niobio en el mundo y es uno de los 5 mayores productores mundiales de bauxita, manganeso y estaño.
En cuanto a las piedras preciosas, Brasil es el mayor productor mundial de amatista, topacio, ágata y uno de los principales productores de turmalina, esmeralda, aguamarina, granate y ópalo. También hay producción de amatista en Uruguay y Bolivia. En la producción de esmeralda, Colombia es el mayor productor mundial. Guyana es un productor considerable de diamante.
Chile fue, en 2019, el mayor productor mundial de cobre, yodo y renio, el segundo mayor productor de litio y molibdeno, el sexto mayor productor de plata, el séptimo mayor productor de sal, el octavo mayor productor de potasa, el decimotercer productor de azufre y el decimotercer productor de mineral de hierro del mundo. En la producción de oro, entre 2006 y 2017, el país produjo cantidades anuales entre 35,9 toneladas en 2017 a 51,3 toneladas en 2013.
Perú fue, en 2019, el segundo productor mundial de cobre, plata y zinc, octavo productor mundial de oro, tercer productor mundial de plomo, el cuarto productor mundial de estaño, el quinto mayor productor de boro y el cuarto mayor productor de molibdeno del mundo.
Bolivia fue, en 2019, el 8.º productor mundial de plata; 4.º productor mundial de boro; 5.º productor mundial de antimonio; 5.º productor mundial de estaño; 6.º productor mundial de tungsteno; 7.º productor mundial de zinc, y el 8.º productor mundial de plomo. En la producción de oro, hasta 2012 el país producía un promedio anual de entre 7 y 10 toneladas por año. Posteriormente, la minería aumentó, alcanzando un pico de producción en 2014 de 25 toneladas. En 2017 el país produjo 24,8 toneladas.
Argentina fue, en 2019, el cuarto productor mundial de litio, el noveno productor mundial de plata, el decimoséptimo productor mundial de oro y el séptimo productor mundial de boro.
Colombia es el mayor productor mundial de esmeralda. En la producción de oro, entre 2006 y 2017, el país produjo 15 toneladas por año hasta 2007, cuando su producción aumentó significativamente, batiendo un récord de 66,1 toneladas extraídas en 2012. En 2017, extrajo 52,2 toneladas. El país se encuentra entre los 25 mayores productores de oro del mundo. En la producción de plata, en 2017 el país extrajo 15,5 toneladas.

## Petróleo y gas
En la producción de petróleo, Brasil fue el décimo productor de petróleo más grande del mundo en 2019, con 2.8 millones de barriles / día. Venezuela fue el vigésimo primer lugar, con 877 mil barriles / día, Colombia en el puesto 22 con 886 mil barriles / día, Ecuador en el 28 con 531 mil barriles / día y Argentina. 29 con 507 mil barriles / día. Como Venezuela y Ecuador consumen poco petróleo y exportan la mayor parte de su producción, forman parte de OPEP. Venezuela tuvo una gran caída en la producción después de 2015 (donde produjo 2,5 millones de barriles / día), cayendo en 2016 a 2,2 millones, en 2017 a 2 millones, en 2018 a 1,4 millones y en 2019 a 877 mil, por falta de inversiones.
En la producción de gas natural, en 2018, Argentina produjo 1524 bcf (miles de millones de pies cúbicos), Venezuela 946, Brasil 877, Bolivia 617, Perú 451, Colombia 379.

## Turismo

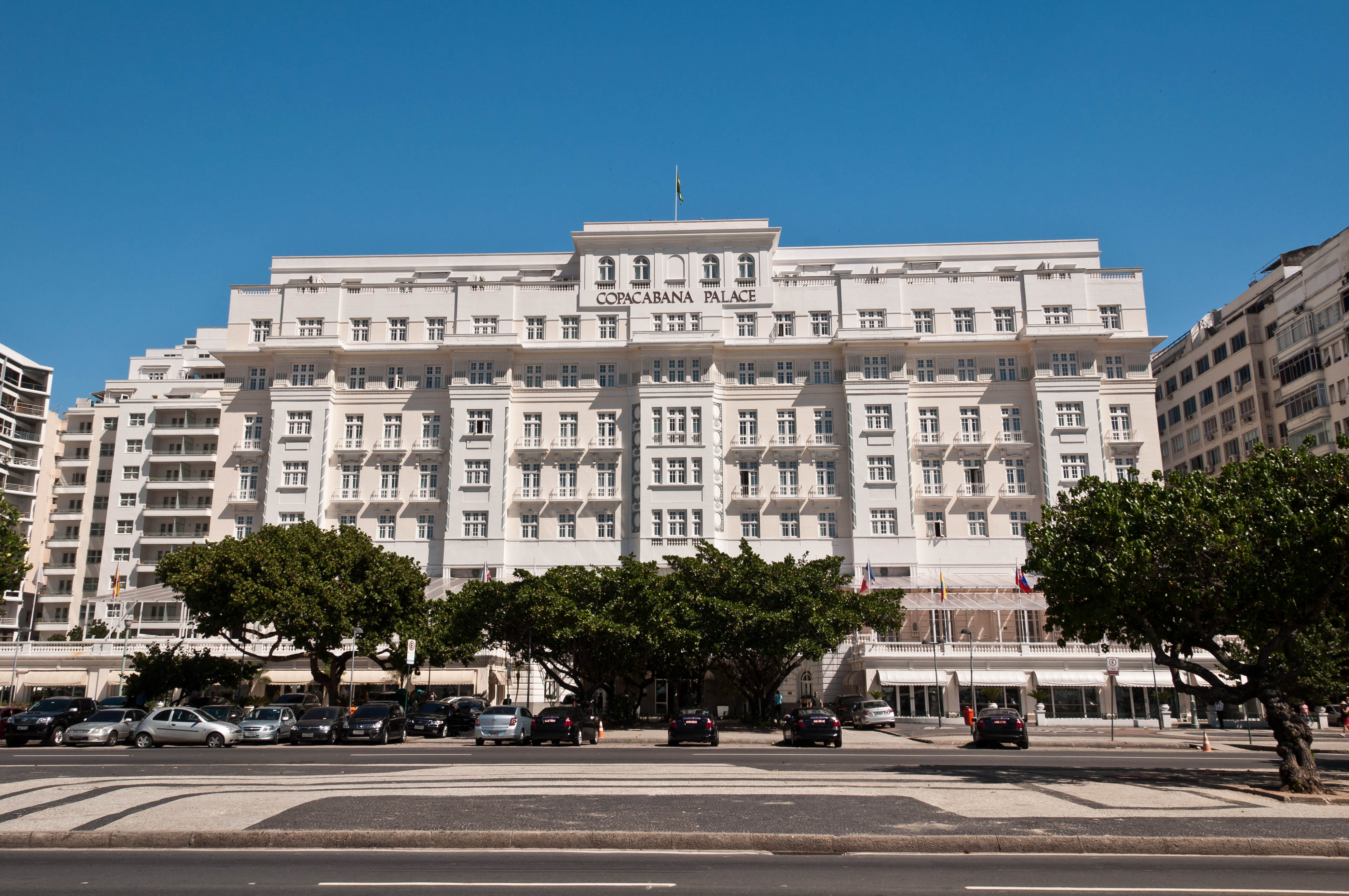
Copacabana Palace, el mejor hotel de América del Sur, en Río de Janeiro

En la lista de destinos turísticos mundiales, en 2018, Argentina fue el 47.º país más visitado, con 6,9 millones de turistas internacionales (e ingresos de U $ 5.5 mil millones); Brasil fue el 48.º más visitado con 6,6 millones de turistas (e ingresos de U $ 5.9 mil millones); Chile en el puesto 53 con 5,7 millones de turistas (e ingresos de U $ 2.9 mil millones); Perú en el puesto 60 con 4,4 millones de turistas (e ingresos de U $ 3.9 mil millones); Colombia 65.º con 3,8 millones de turistas (e ingresos de U $ 5.5 mil millones); Uruguay 69.º con 3,4 millones de turistas (e ingresos de U $ 2.3 mil millones). Tenga en cuenta que la cantidad de turistas no siempre refleja la cantidad monetaria que obtiene el país del turismo. Algunos países realizan turismo de nivel superior, obteniendo más beneficios. El turismo en América del Sur aún está poco evolucionado: en Europa, por ejemplo, los países obtienen valores turísticos anuales como U $ 73,7 mil millones (España), recibiendo 82,7 millones de turistas, o U $ 67,3 mil millones (Francia) recibiendo 89,4 millones de turistas. Mientras que Europa recibió 710 millones de turistas en 2018, Asia 347 millones y América del Norte 142,2 millones, América del Sur recibió solo 37 millones, Centroamérica 10,8 millones y el Caribe 25,7 millones.

## Transporte

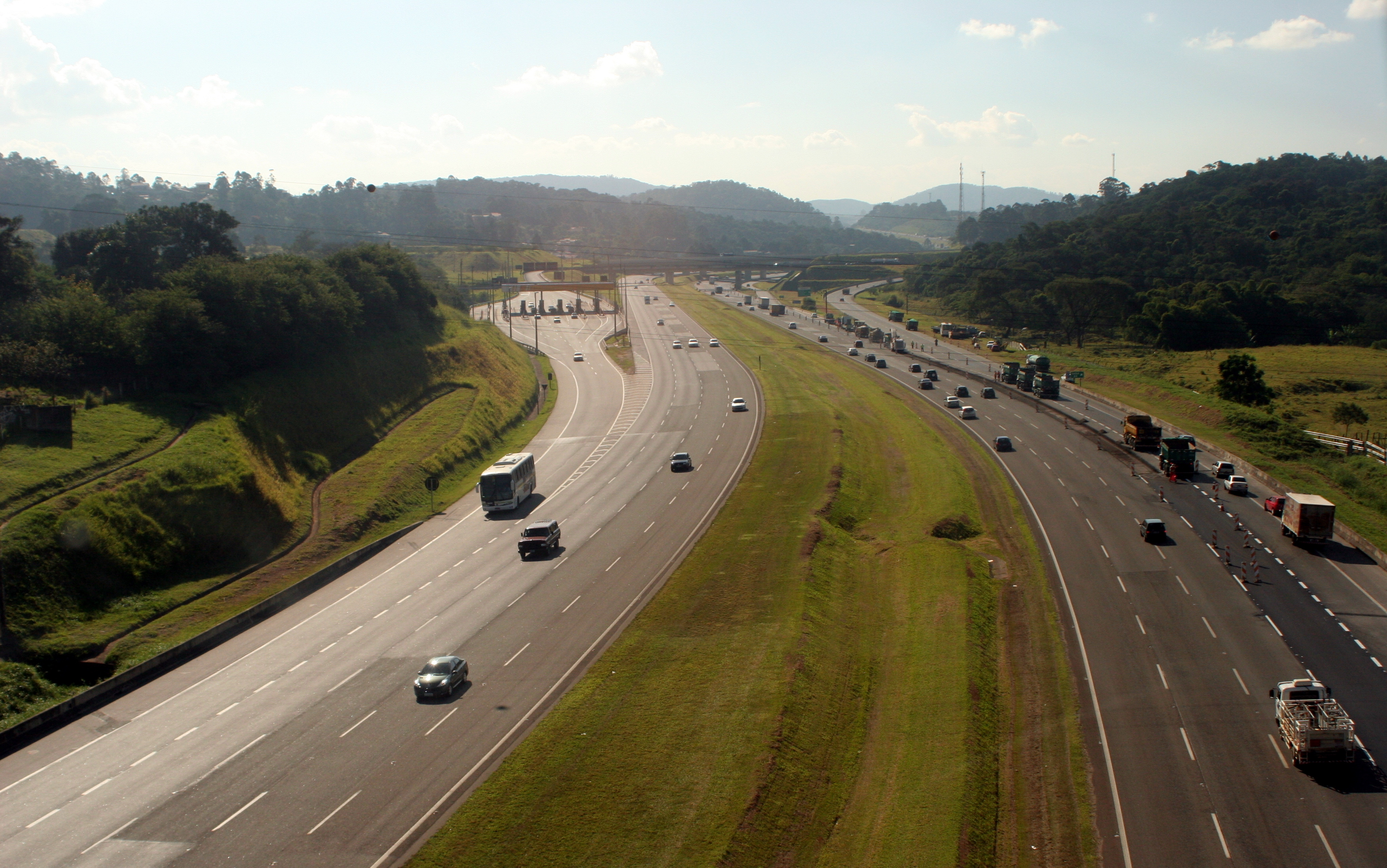
Rodovia dos Bandeirantes, Brasil

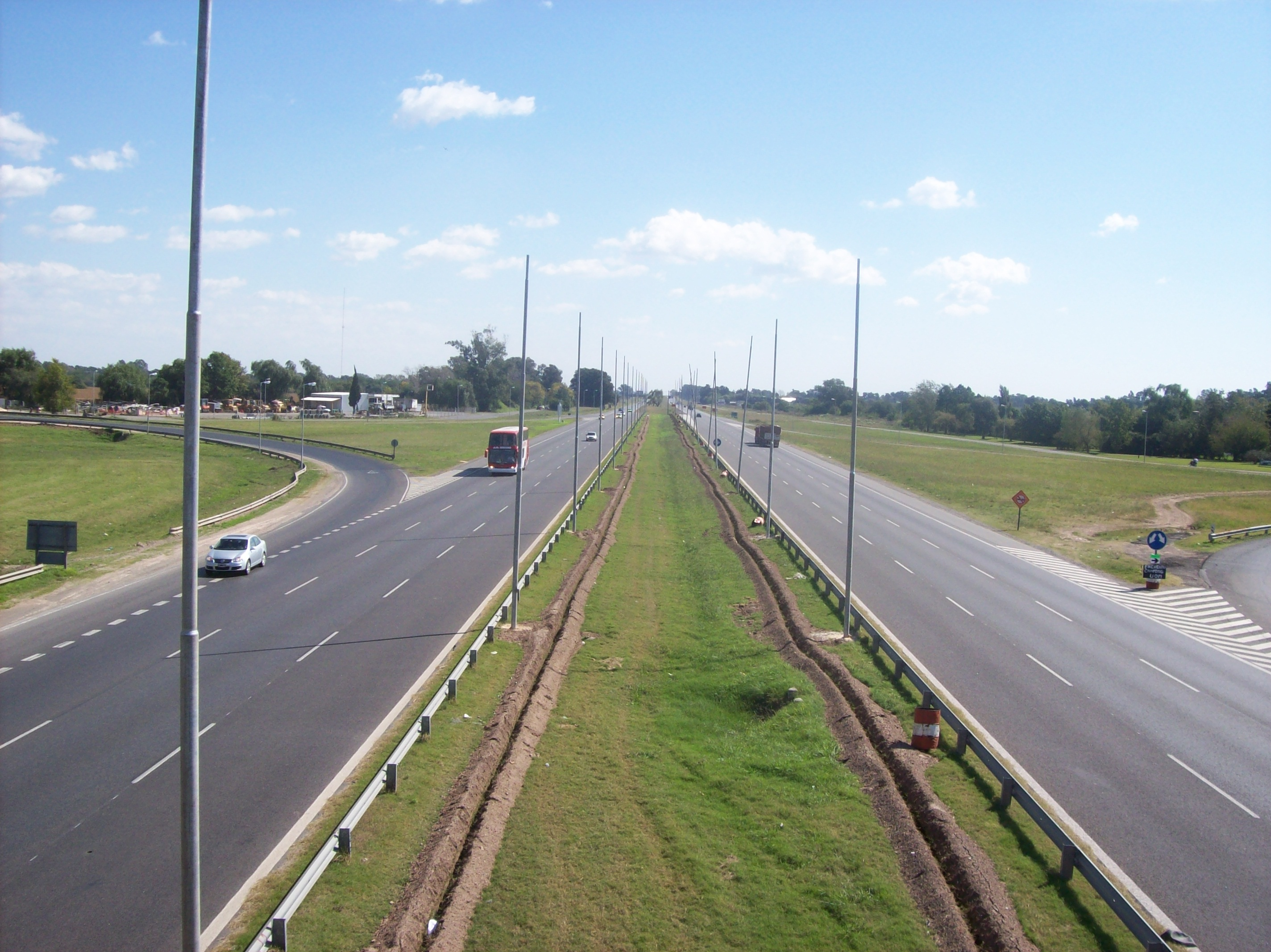
Ruta 9 / 14, en Zarate, Argentina

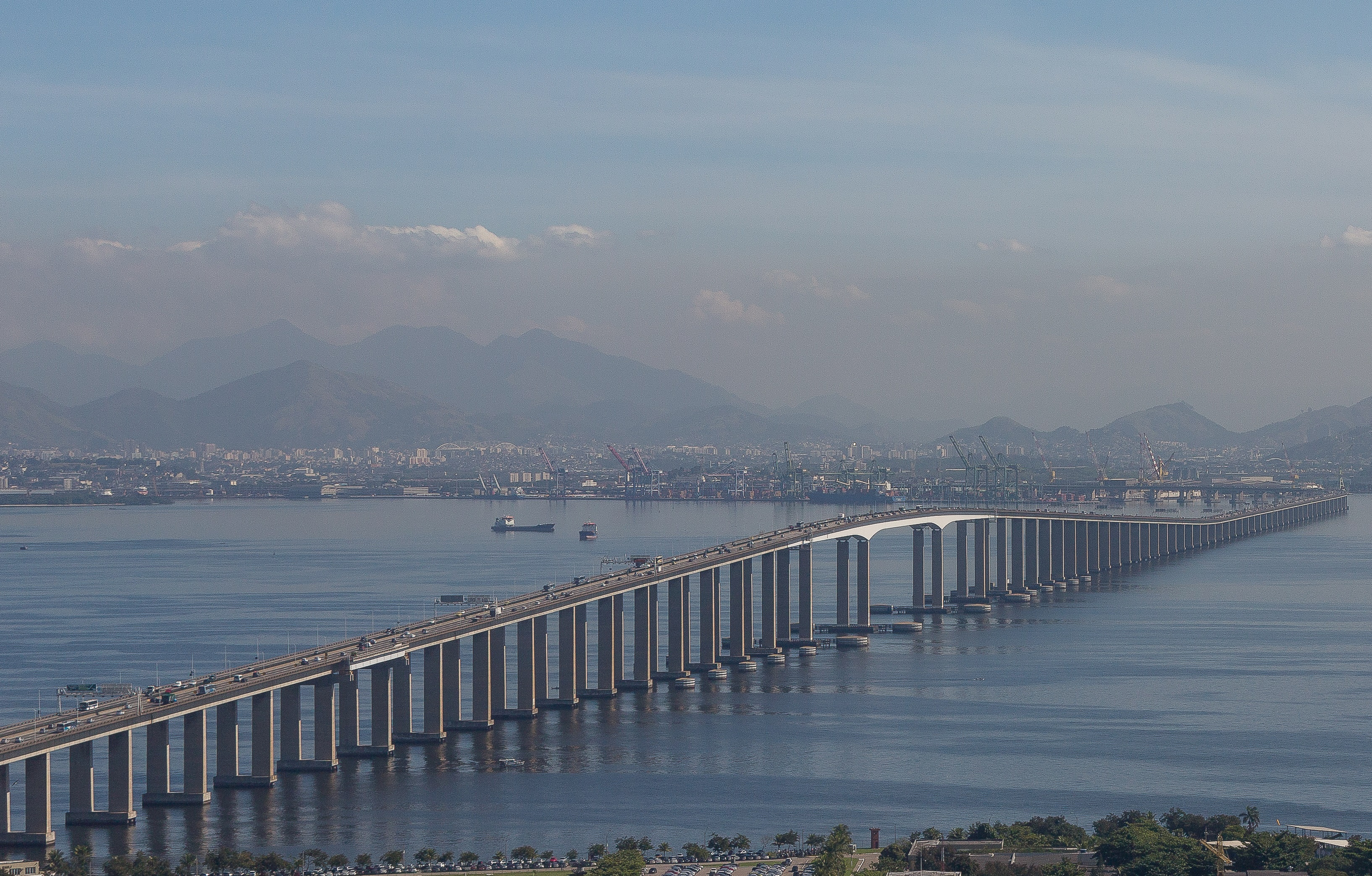
Puente Río-Niterói

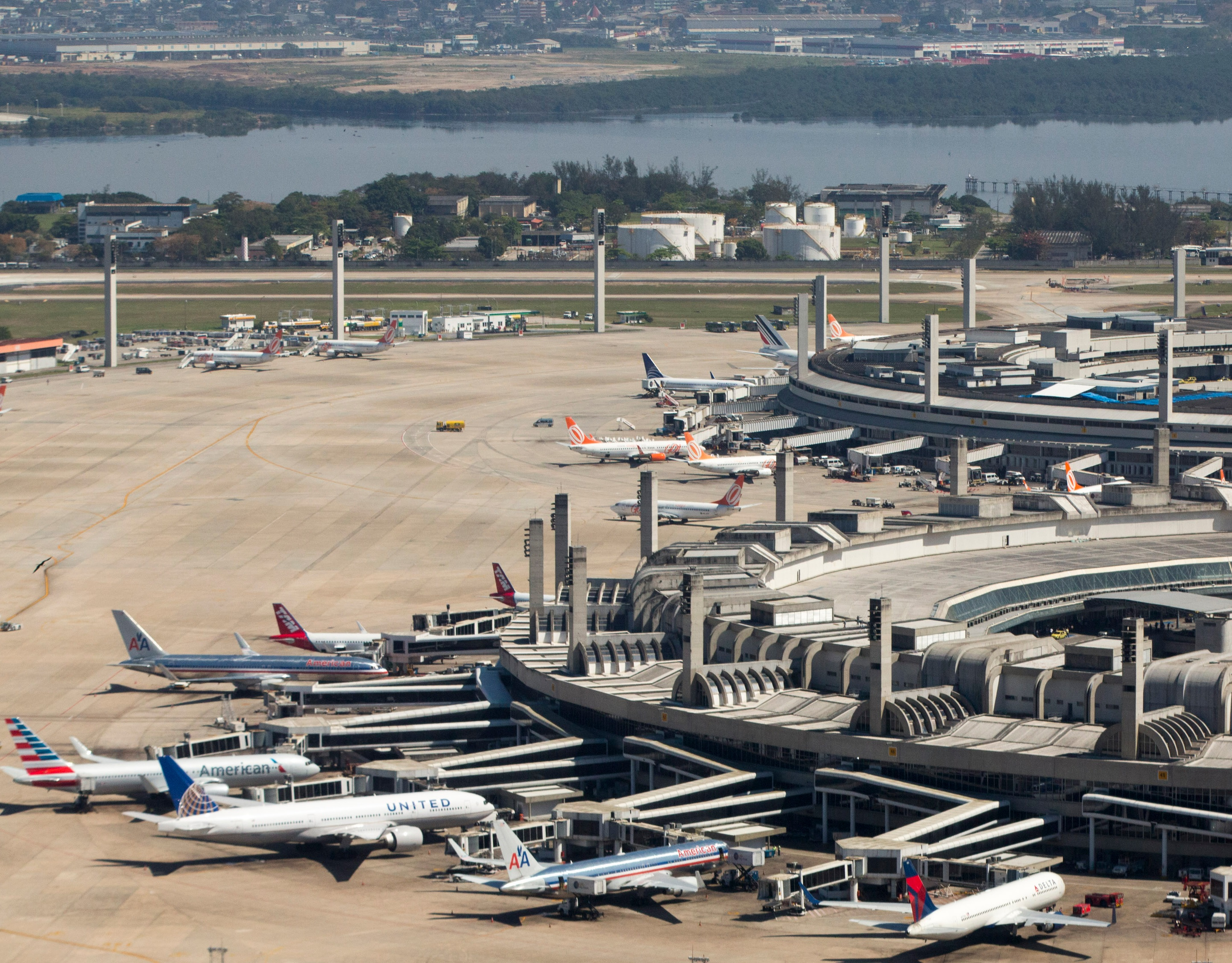
Aeropuerto Internacional de Río de Janeiro

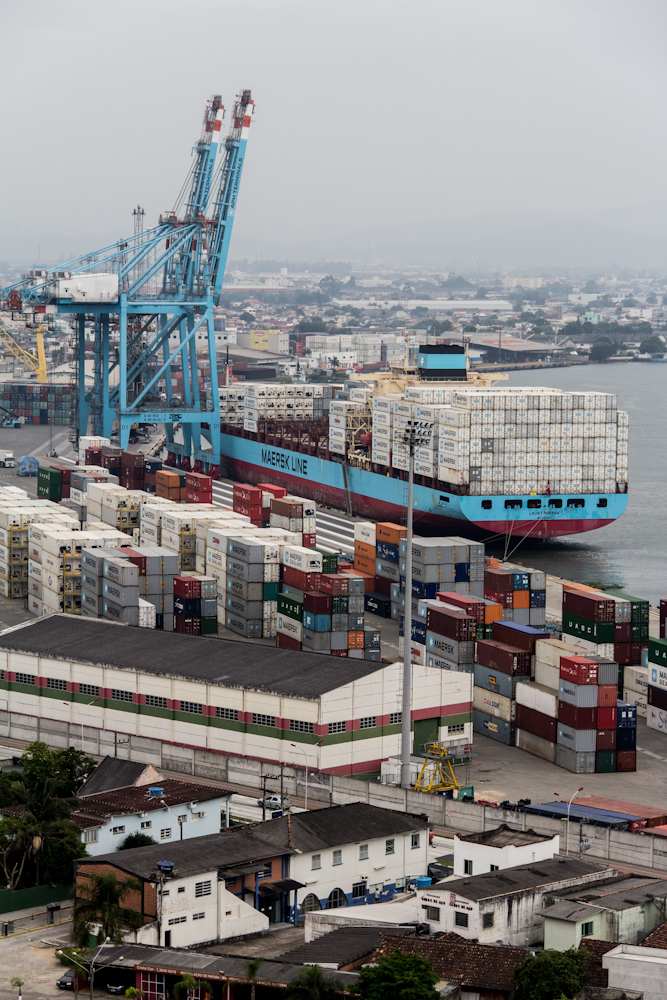
Puerto de Itajaí, Santa Catarina, Brasil

El transporte en América del Sur se realiza básicamente en la modalidad carretera, la más desarrollada de la región. También hay una infraestructura considerable de puertos y aeropuertos. El sector ferroviario y fluvial, aunque tiene potencial, suele ser tratado de forma secundaria.
Brasil tiene más de 1,7 millones de kilómetros de carreteras, de los cuales 215.000 km están pavimentados, y unos 14 000 km son carreteras divididas. Las dos carreteras más importantes del país son BR-101 y BR-116. Argentina tiene más de 600.000 km de carreteras, de los cuales unos 70.000 km están pavimentados y unos 2500 km son carreteras divididas. Las tres carreteras más importantes del país son Ruta 9, Ruta 7 y Ruta 14. Colombia tiene alrededor de 210.000 km de carreteras y unos 2300 km son carreteras divididas. Chile tiene cerca de 82.000 km de carreteras, 20 000 de las cuales están pavimentadas, y aproximadamente 2000 km son carreteras divididas. La carretera más importante del país es la Ruta 5 (Carretera Panamericana) Estos 4 países son los que cuentan con la mejor infraestructura vial y con el mayor número de carreteras de doble carril.
Debido a la Cordillera de los Andes, Río Amazonas y Selva Amazónica, siempre ha habido dificultades para implementar carreteras transcontinentales o bioceánicas. Prácticamente la única ruta que existía era la que conectaba Brasil con Buenos Aires, en Argentina y luego con Santiago, en Chile. Sin embargo, en los últimos años, con el esfuerzo conjunto de los países, han comenzado a surgir nuevas rutas, como Brasil-Perú (Carretera Interoceánica), y una nueva carretera entre Brasil, Paraguay, norte de Argentina y norte de Chile (Corredor Bioceánico).
Hay más de 2000 aeropuertos en Brasil. El país tiene el segundo mayor número de aeropuertos del mundo, solo detrás de Estados Unidos. El Aeropuerto Internacional de São Paulo, ubicado en la Región Metropolitana de São Paulo, es el más grande y concurrido del país - el aeropuerto conecta São Paulo con prácticamente todas las principales ciudades del mundo. Brasil tiene 44 aeropuertos internacionales, como los de Río de Janeiro, Brasilia, Belo Horizonte, Porto Alegre, Florianópolis, Cuiabá, Salvador, Recife, Fortaleza, Belém y Manaos, entre otros. Argentina cuenta con importantes aeropuertos internacionales como Buenos Aires, Córdoba, Bariloche, Mendoza, Salta, Puerto Iguazú, Neuquén y Ushuaia, entre otros. Chile cuenta con importantes aeropuertos internacionales como Santiago, Antofagasta, Puerto Montt, Punta Arenas e Iquique, entre otros. Colombia cuenta con importantes aeropuertos internacionales como Bogotá, Medellín, Cartagena, Cali y Barranquilla, entre otros. Perú cuenta con importantes aeropuertos internacionales como Lima, Cuzco y Arequipa. Otros aeropuertos importantes son los de las capitales de Uruguay (Montevideo), Paraguay (Asunción), Bolivia (La Paz) y Ecuador (Quito). Los 10 aeropuertos más transitados de América del Sur en 2017 fueron: São Paulo-Guarulhos (Brasil), Bogotá (Colombia), São Paulo-Congonhas (Brasil), Santiago (Chile), Lima (Perú), Brasilia (Brasil), Río de Janeiro. (Brasil), Buenos Aires-Aeroparque (Argentina), Buenos Aires-Ezeiza (Argentina) y Minas Gerais (Brasil).
Acerca de puertos, Brasil tiene algunos de los puertos más activos de América del Sur, como Puerto de Santos, Puerto de Río de Janeiro, Puerto de Paranaguá, Puerto de Itajaí, Puerto de Río Grande y Puerto de Suape. Argentina tiene puertos como Puerto de Buenos Aires y Puerto de Rosario. Chile tiene importantes puertos en Valparaíso, Caldera, Mejillones, Antofagasta, Iquique, Arica y Puerto Montt. Colombia cuenta con importantes puertos como Buenaventura, Tumaco y Cartagena, Barranquilla, Santa Marta. Perú tiene puertos importantes en Callao, Ilo y Matarani. Los 15 puertos más activos de América del Sur son: Puerto de Santos (Brasil), Puerto de Bahía de Cartagena (Colombia), Callao (Perú), Guayaquil (Ecuador), Buenos Aires (Argentina), San Antonio (Chile), Buenaventura (Colombia), Itajaí (Brasil), Valparaíso (Chile), Montevideo (Uruguay), Paranaguá (Brasil), Río Grande (Brasil), São Francisco do Sul (Brasil), Manaos (Brasil) y Coronel (Chile).
La red ferroviaria brasileña tiene una extensión de unos 30 000 kilómetros. Se utiliza básicamente para transportar minerales. El ferrocarril argentino La red, con 47.000 km de vías, fue una de las más grandes del mundo y sigue siendo la más extensa de Latinoamérica. Llegó a tener unos 100 000 km de raíles, pero el levantamiento de vías y el énfasis puesto en el transporte motorizado lo redujeron gradualmente. Tiene cuatro senderos diferentes y conexiones internacionales con Paraguay, Bolivia, Chile, Brasil y Uruguay. Chile tiene casi 7000 km de vías férreas, con conexiones a Argentina, Bolivia y Perú. Colombia tiene solo unos 3500 km de vías férreas.
Entre las principales vías navegables brasileñas destacan dos: Hidrovía Paraná-Tieté (que tiene una longitud de 2400 km, 1600 en el río Paraná y 800 km en el río Tietê, drenando la producción agrícola de los estados de Mato Grosso, Mato Grosso do Sul, Goiás y parte de Rondônia, Tocantins y Minas Gerais) e Hidrovia do Solimões-Amazonas (tiene dos tramos: Solimões, que se extiende desde Tabatinga hasta Manaos, con aproximadamente 1600 km, y Amazonas, que se extiende desde Manaos a Belém, con 1650 km. Casi en su totalidad el transporte de pasajeros desde la llanura amazónica se realiza por esta vía fluvial, además de prácticamente todo el transporte de carga que se dirige a los principales centros regionales de Belém y Manaos). En Brasil, este transporte todavía está infrautilizado: los tramos de vías navegables más importantes, desde el punto de vista económico, se encuentran en el sureste y sur del país. Su pleno aprovechamiento aún depende de la construcción de esclusas, grandes obras de dragado y principalmente de puertos que permitan la integración intermodal. En Argentina, la red de vías navegables está conformada por los ríos La Plata, Paraná, Paraguay y Uruguay. Los principales puertos fluviales son Zárate y Campana. El puerto de Buenos Aires es históricamente el primero en importancia individual, pero el área conocida como Up-River, que se extiende a lo largo de 67 km de la porción Santa Fe del río Paraná, aglutina 17 puertos que concentran el 50 % de las exportaciones totales del país.

## Energía
Petróleo
Algunos países sudamericanos están entre los mayores productores de petróleo, Brasil es el décimo productor mundial, Venezuela el décimo sexto y Colombia el vigésimo segundo. En la siguiente tabla se muestran los países con producción superior a 100 000 barriles por día.
|   | País              | Producción de petróleo 2020 (bbl/día) |
| - | ----------------- | ------------------------------------- |
| 1 | Brasil            | 2 587 000                             |
| 2 | Venezuela         | 1 484 000                             |
| 3 | Colombia          | 863 000                               |
| 4 | Ecuador           | 517 000                               |
| 5 | Argentina         | 489 000                               |
| 6 | Trinidad y Tobago | 60 290                                |

Producción eléctrica
Entre los 50 mayores productores de electricidad mundial se encuentran algunos países de América del Sur, siendo Brasil el octavo productor, Argentina el trigésimo, Chile el treinta y ocho, Venezuela trigésimo noveno y Colombia el cuadragésimo mayor. En la región los mayores productores se resumen en la tabla siguiente.
|    | País      | Producción de electricidad 2020 (millones kWh) |
| -- | --------- | ---------------------------------------------- |
| 1  | Brasil    | 568 000                                        |
| 2  | Argentina | 132 000                                        |
| 3  | Venezuela | 109 000                                        |
| 4  | Chile     | 76 000                                         |
| 5  | Colombia  | 75 000                                         |
| 6  | Paraguay  | 63 000                                         |
| 7  | Perú      | 50 000                                         |
| 8  | Ecuador   | 27 000                                         |
| 9  | Uruguay   | 13 000                                         |
| 10 | Bolivia   | 9 000                                          |

### Brasil

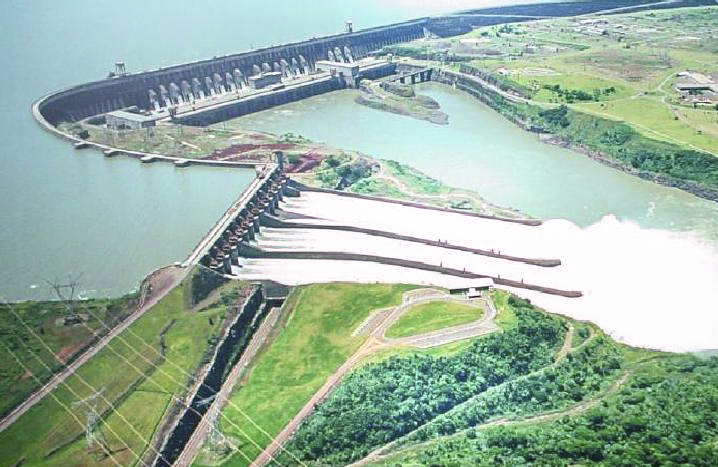
Represa de Itaipu en Paraná.

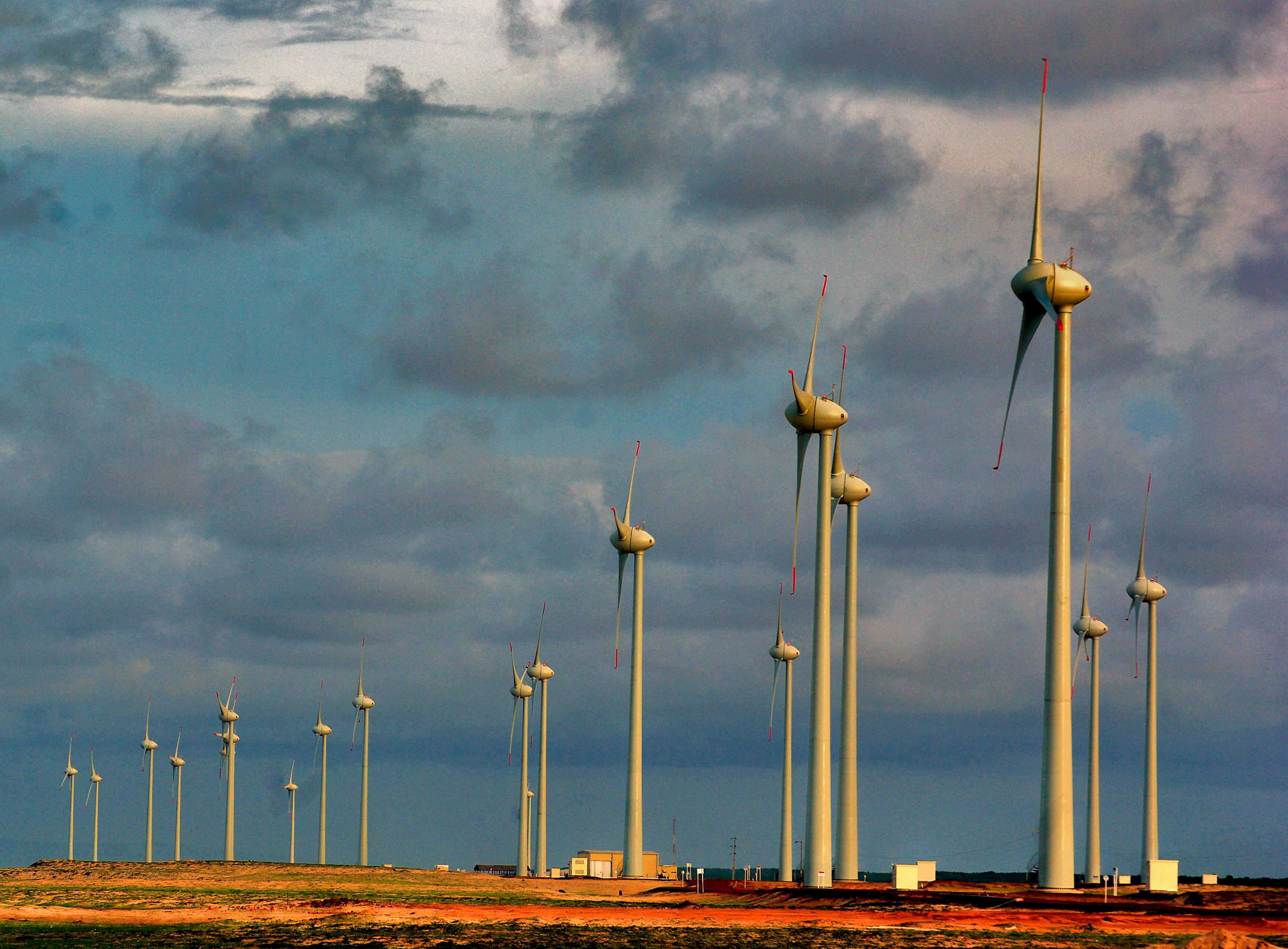
Energía eólica en Parnaíba.

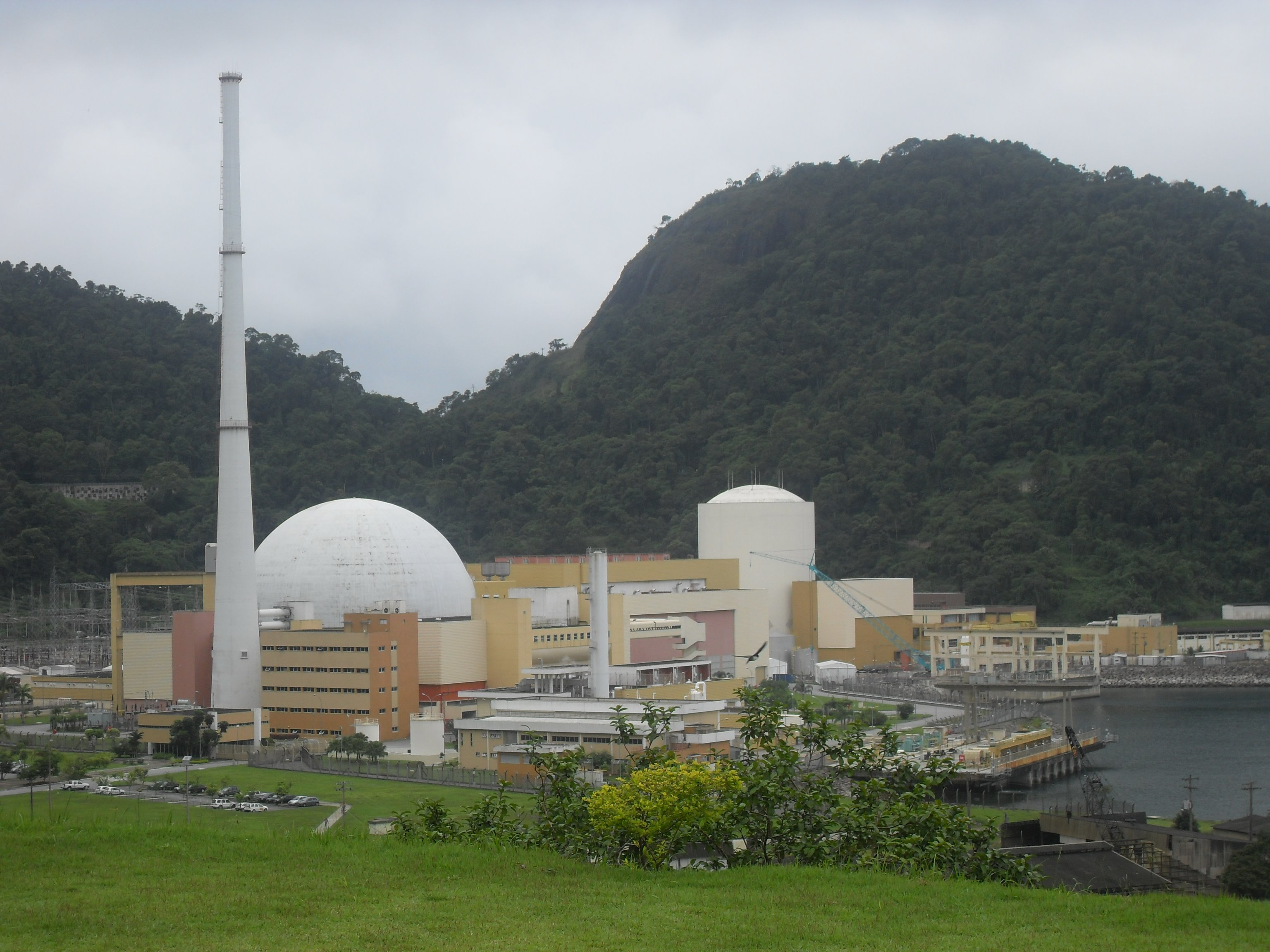
Central nuclear Almirante Álvaro Alberto en Angra dos Reis, Río de Janeiro

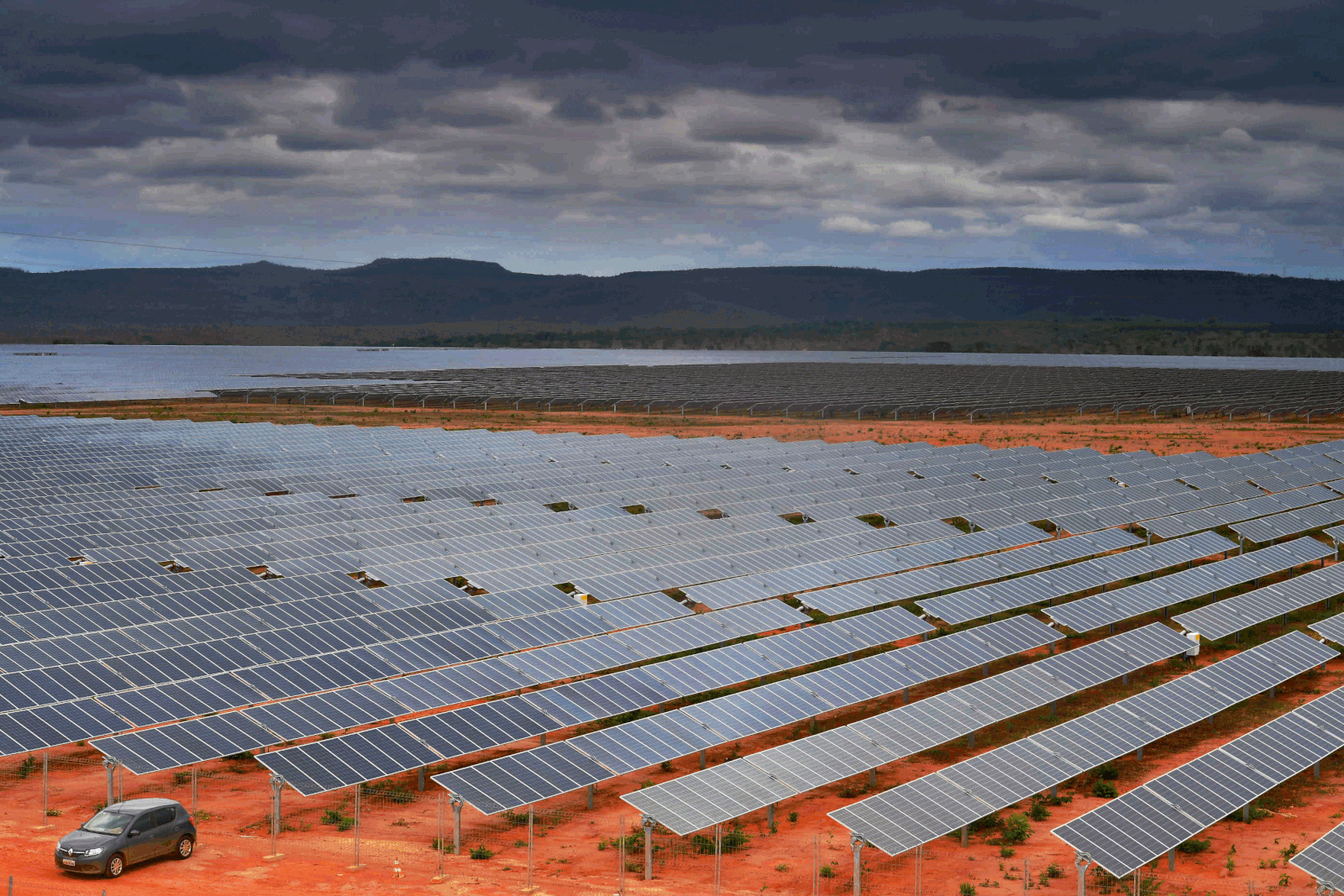
Complejo solar Pirapora, el más grande de Brasil y Latinoamérica con 321 MW.

El gobierno brasileño ha emprendido un ambicioso programa para reducir la dependencia del petróleo importado. Las importaciones anteriormente representaban más del 70 % de las necesidades de petróleo del país, pero Brasil se volvió autosuficiente en petróleo en 2006–2007. Brasil fue el décimo mayor productor de petróleo del mundo en 2019, con 2,8 millones de barriles/día. La producción logra abastecer la demanda del país. A principios de 2020, en la producción de petróleo y gas natural, el país superó por primera vez los 4 millones de barriles de petróleo equivalente por día. En enero de este año se extrajeron 3,168 millones de barriles de petróleo por día y 138,753 millones de metros cúbicos de gas natural.
Hidroelectricidad
Brasil es el segundo mayor productor mundial de energía hidroeléctrica. En 2019, Brasil tenía 217 centrales hidroeléctricas en operación, con una capacidad instalada de 98.581 MW, el 60,16 % de la generación energética del país. En la generación total de electricidad, en 2019 Brasil alcanzó los 170.000 MW de capacidad instalada, más del 75 % de fuentes renovables (la mayoría, hidroeléctricas). A fines de 2021, Brasil era el segundo país del mundo en términos de potencia hidroeléctrica instalada (109,4 GW).
En 2013, la Región Sudeste utilizó alrededor del 50 % de la carga del Sistema Integrado Nacional (SIN), siendo la principal región consumidora de energía del país. La capacidad instalada de generación de electricidad de la región totalizó casi 42.500 MW, lo que representó alrededor de un tercio de la capacidad de generación de Brasil. La generación hidroeléctrica representó el 58 % de la capacidad instalada de la región, correspondiendo el 42 % restante básicamente a la generación termoeléctrica. São Paulo representó el 40 % de esta capacidad; Minas Gerais en aproximadamente un 25 %; Río de Janeiro en 13,3 %; y Espírito Santo representó el resto. La Región Sur es propietaria de la Represa de Itaipu, que fue la mayor central hidroeléctrica del mundo durante varios años, hasta la inauguración de la Represa de las Tres Gargantas en China. Sigue siendo la segunda hidroeléctrica en funcionamiento más grande del mundo. Brasil es copropietario de la Planta de Itaipu con Paraguay: la presa está ubicada en el Río Paraná, ubicado en la frontera entre países. Tiene una capacidad de generación instalada de 14 GW para 20 unidades generadoras de 700 MW cada uno. Región Norte tiene grandes centrales hidroeléctricas, como Represa de Belo Monte y Represa de Tucuruí, que producen gran parte de la energía nacional. El potencial hidroeléctrico de Brasil aún no se ha explotado por completo, por lo que el país aún tiene la capacidad para construir varias plantas de energía renovable en su territorio.
Energía eólica
En 2020 Brasil fue el octavo país del mundo en términos de potencia eólica instalada (17,2 GW).
En 2019, se estimó que el país tenía un potencial de generación estimado energía eólica de alrededor de 522 GW (esto, solo en tierra), energía suficiente para satisfacer tres veces la demanda actual del país. A julio de 2022, según ONS, la capacidad instalada total fue de 22 GW, con un factor de capacidad promedio del 58 %. Si bien el factor de capacidad de producción eólica promedio mundial es del 24,7 %, hay áreas en el norte de Brasil, especialmente en el estado de Bahía, donde algunos parques eólicos registran un factor de capacidad promedio superior al 60 %; el factor de capacidad promedio en la Región Nordeste es de 45 % en la costa y 49 % en el interior. En 2019, la energía eólica representó el 9 % de la energía generada en el país.
Energía nuclear
En 2020 Brasil fue el vigésimo segundo país del mundo en términos de potencia nuclear instalada (1,89 GW), la energía nuclear representa alrededor del 4 % de la electricidad de Brasil. El monopolio de la generación de energía nuclear es propiedad de Eletronuclear (Eletrobrás Eletronuclear S / A), una subsidiaria de propiedad total de Eletrobrás. La energía nuclear es producida por dos reactores en Angra. Está ubicado en la Central Nuclear Almirante Álvaro Alberto (CNAAA) en la Praia de Itaorna en Angra dos Reis, Río de Janeiro. Consta de dos reactores de agua a presión, Angra I, con una capacidad de 657 MW, conectado a la red eléctrica en 1982, y Angra II, con una capacidad de 1350 MW, conectado en 2000. Un tercer reactor, Angra III, con un se espera que sea de 1350 MW, debería estar terminado.
Energía solar
En 2020, Brasil fue el decimocuarto país del mundo en términos de energía solar instalada (7,8 GW). A agosto de 2022, según ONS, la capacidad instalada total de energía solar fotovoltaica era de 17 GW, con un factor de capacidad promedio del 23 %. Algunos de los estados brasileños más irradiados son MG (Minas Gerais), BA (Bahía) y GO (Goiás), que en realidad tienen récords mundiales de irradiación. En 2019, la energía solar representó el 1,27 % de la energía generada en el país.
Biomasa
En 2020, Brasil fue el segundo país más grande del mundo en la producción de energía a través de biomasa (producción de energía a partir de biocombustibles sólidos y residuos renovables), con 15,2 GW instalados.

## Inversión extranjera
Las mayores economías receptoras de inversiones en el período entre 2015 y 2020 fueron Brasil, Colombia, Argentina y Perú.
| Países    | 2015   | 2016   | 2017   | 2018   | 2019   | 2020 ¹ |
| --------- | ------ | ------ | ------ | ------ | ------ | ------ |
| Argentina | 10 884 | 1 474  | 10 361 | 9 991  | 5 124  | 2 725  |
| Bolivia   | 556    | 246    | 633    | 387    | -265   | -996   |
| Brasil    | 61 604 | 59 601 | 47 545 | 76 138 | 46 355 | 48 129 |
| Chile     | 4 948  | 5 334  | 993    | 6 450  | 3 247  | -3 197 |
| Colombia  | 7 506  | 9 330  | 10 147 | 6 409  | 11 160 | 6 355  |
| Ecuador   | 1 331  | 756    | 625    | 1 388  | 974    | 1 190  |
| Paraguay  | 308    | 425    | 576    | 458    | 522    | 568    |
| Perú      | 8 125  | 5 583  | 6 360  | 6 831  | 7 115  | 478    |
| Uruguay   | 775    | -1 828 | -2 079 | -500   | 1 248  | 2 685  |
| Venezuela | 370    | 27     | -2 302 | 225    | ...    | ...    |

¹ cifras preliminares 
La siguiente tabla contempla el total del inventario acumulado en IED por países receptores.
| N.º | País      | Existencias de IED | Fecha                          |
| --- | --------- | ------------------ | ------------------------------ |
| 1   | Brasil    | 615 000            | 31 de diciembre de 2015 - est. |
| 2   | Chile     | 176 800 000        | 31 de diciembre de 2015 - est. |
| 3   | Colombia  | 149 700 000        | 31 de diciembre de 2015 - est. |
| 4   | Argentina | 94 190 000         | 31 de diciembre de 2015 - est. |
| 5   | Perú      | 86 110 000         | 31 de diciembre de 2015 - est. |
| 6   | Venezuela | 32 180 000         | 31 de diciembre de 2015 - est. |
| 7   | Uruguay   | 21 650 000         | 31 de diciembre de 2015 - est. |
| 8   | Ecuador   | 15 630 000         | 31 de diciembre de 2015 - est. |
| 9   | Bolivia   | 10 560 000         | 31 de diciembre de 2013        |
| 10  | Paraguay  | 6 410 000          | 31 de diciembre de 2015 - est. |

### Inversión de empresas de América del Sur
En términos de la inversión directa de las economías de América del Sur en el exterior creció un 17 % en 2012. Los flujos de IED desde la región se han mantenido en niveles altos durante los tres últimos años. Estas inversiones provinieron principalmente del Brasil y Chile, si bien en 2012 se concentraron casi exclusivamente en Chile.
Las empresas trans-latinoamericanas se han beneficiado durante estos tres últimos años de un buen nivel de crecimiento económico y de la confianza de los inversores en la región, lo que ha favorecido su acceso al crédito. En 2012, en un contexto de contracción de la IED mundial, las empresas trans-latinoamericanas se expandieron, en algunos casos, a partir de oportunidades de negocios generadas por el repliegue de firmas europeas. En efecto, siete de las diez mayores adquisiciones realizadas por las trans-latinoamericanas en 2012 correspondieron a compra de activos a empresas europeas.
Las empresas chilenas invirtieron 21 090 millones de dólares en el extranjero en 2012, lo que representó un nuevo récord, y concentraron su expansión en América del Sur, principalmente en el comercio minorista, la industria forestal y el transporte. Por su parte, las empresas brasileñas continuaron su expansión en el exterior y realizaron 7 de las 20 mayores adquisiciones efectuadas por trans-latinoamericanas en 2012. Más allá de los flujos anuales de IED.
Empresas de Venezuela y de Argentina también originaron IED, aunque de menor magnitud, mientras que los montos del resto de las economías de la región fueron modestos.
De hecho, la mayoría de las economías pequeñas como Bolivia, Uruguay, Paraguay, Ecuador más los países del Caribe, no informan datos de IED hacia el exterior o lo hacen de un modo imperfecto.
Si bien existe evidencia anecdótica de inversiones extranjeras por parte de empresas de otros países como Guatemala (en el sector de la caña de azúcar) o Trinidad y Tobago (servicios financieros), los montos oficiales son todavía muy incompletos. Un caso especial es el de Panamá, país en el que algunas empresas extranjeras establecen su base para las operaciones en Centroamérica y otros países de la región, y que, por tanto, recibe y envía flujos de IED en tránsito. Panamá no presenta datos oficiales de IED en el exterior, pero el Fondo Monetario Internacional (FMI) estima que el monto de los dos últimos años asciende a 400 millones de dólares.
| Países    | 2007 | 2008   | 2009    | 2010   | 2011   | 2012   |
| --------- | ---- | ------ | ------- | ------ | ------ | ------ |
| Argentina | 1504 | 1391   | 712     | 965    | 1488   | 1089   |
| Bolivia   | 3    | 4      | 5       | −3     | −29    | 0,30   |
| Brasil    | 7067 | 20 457 | −10 084 | 11 588 | −1029  | −2821  |
| Chile     | 4852 | 9151   | 7233    | 9461   | 20 373 | 21 090 |
| Colombia  | 913  | 2486   | 3348    | 6842   | 8280   | −248   |
| Ecuador   | -    | -      | -       | -      | -      | -      |
| Paraguay  | 7    | 7      | 8       | 8      | 7      | 7      |
| Perú      | 66   | 736    | 411     | 266    | 113    | −57    |
| Uruguay   | 89   | −11    | 16      | −60    | −7     | 2      |
| Venezuela | 33   | 1150   | 1838    | 2671   | −1141  | 2460   |

La siguiente tabla contempla el total del inventario acumulado en IED por países emisores.
| N.º | País      | Existencias de IED | Fecha                          |
| --- | --------- | ------------------ | ------------------------------ |
| 1   | Brasil    | 288 500 000        | 31 de diciembre de 2015 - est. |
| 2   | Chile     | 72 810 000         | 31 de diciembre de 2015 - est. |
| 3   | Colombia  | 47 300 000         | 31 de diciembre de 2015 - est. |
| 4   | Argentina | 37 030 000         | 31 de diciembre de 2015 - est. |
| 5   | Venezuela | 30 040 000         | 31 de diciembre de 2015 - est. |
| 6   | Ecuador   | 6 330 000          | 31 de diciembre de 2012 - est. |
| 7   | Perú      | 2 815 000          | 31 de diciembre de 2015 - est. |
| 8   | Paraguay  | 259 000            | 31 de diciembre de 2015 - est. |
| 9   | Uruguay   | 153 500 000        | 31 de diciembre de 2015 - est. |

### Mayores adquisiciones de empresas Multinacionales Latinas
| N.º | Empresas         | País comprador       | Activos comprados                | País vendedor  | Sector     | Monto |
| --- | ---------------- | -------------------- | -------------------------------- | -------------- | ---------- | ----- |
| 1   | LATAM            | y                    | Fusión de ambas empresas         | Chile y Brasil | Transporte | 6502  |
| 2   | Camargo Correa   | Bandera de Brasil    | Cimpor Cimentos (40 %)           | Portugal       | Cemento    | 4097  |
| 3   | Techint          | Bandera de Argentina | Usiminas (15 %)                  | Brasil         | Acero      | 2823  |
| 4   | Cencosud         | Bandera de Chile     | Carrefour Colombia               | Francia        | Comercio   | 2614  |
| 5   | Grupo Safra      | Bandera de Brasil    | Bank Sarasin & Cie               | Países Bajos   | Finanzas   | 2087  |
| 6   | Iochpe-Maxion    | Bandera de Brasil    | Hayes Lemmerz International      | Estados Unidos | Automotor  | 1317  |
| 7   | Corpbanca        | Bandera de Chile     | Banco Santander Colombia         | España         | Finanzas   | 1225  |
| 8   | Banco Davivienda | Bandera de Colombia  | Activos de HSBC en Centroamérica | Reino Unido    | Finanzas   | 801   |
| 9   | Cielo SA         | Bandera de Brasil    | Merchant e-Solutions             | Estados Unidos | Finanzas   | 670   |
| 10  | CSN              | Bandera de Brasil    | Stahlwerk Thüringen              | España         | Siderurgia | 632   |
| 11  | BTG Pactual      | Bandera de Brasil    | Celfin Capital                   | Chile          | Finanzas   | 600   |
| 12  | Techint          | Bandera de Argentina | Confab Industrial (56 %)         | Brasil         | Siderurgia | 567   |
| 13  | CFR              | Bandera de Chile     | Lafrancol                        | Colombia       | Farmacia   | 562   |
| 14  | Cencosud         | Bandera de Chile     | Prezunic                         | Brasil         | Comercio   | 495   |
| 15  | Cencosud         | Bandera de Chile     | Jumbo Retail Argentina (39 %)    | Argentina      | Comercio   | 484   |
| 16  | Tupy SA          | Bandera de Brasil    | Cifunsa Diésel y Technocast      | México         | Siderurgia | 439   |
| 17  | Molymet          | Bandera de Chile     | Molycorp Inc. (15 %)             | Estados Unidos | Minería    | 390   |

### Integración económica

Países Miembros de Mercosur.
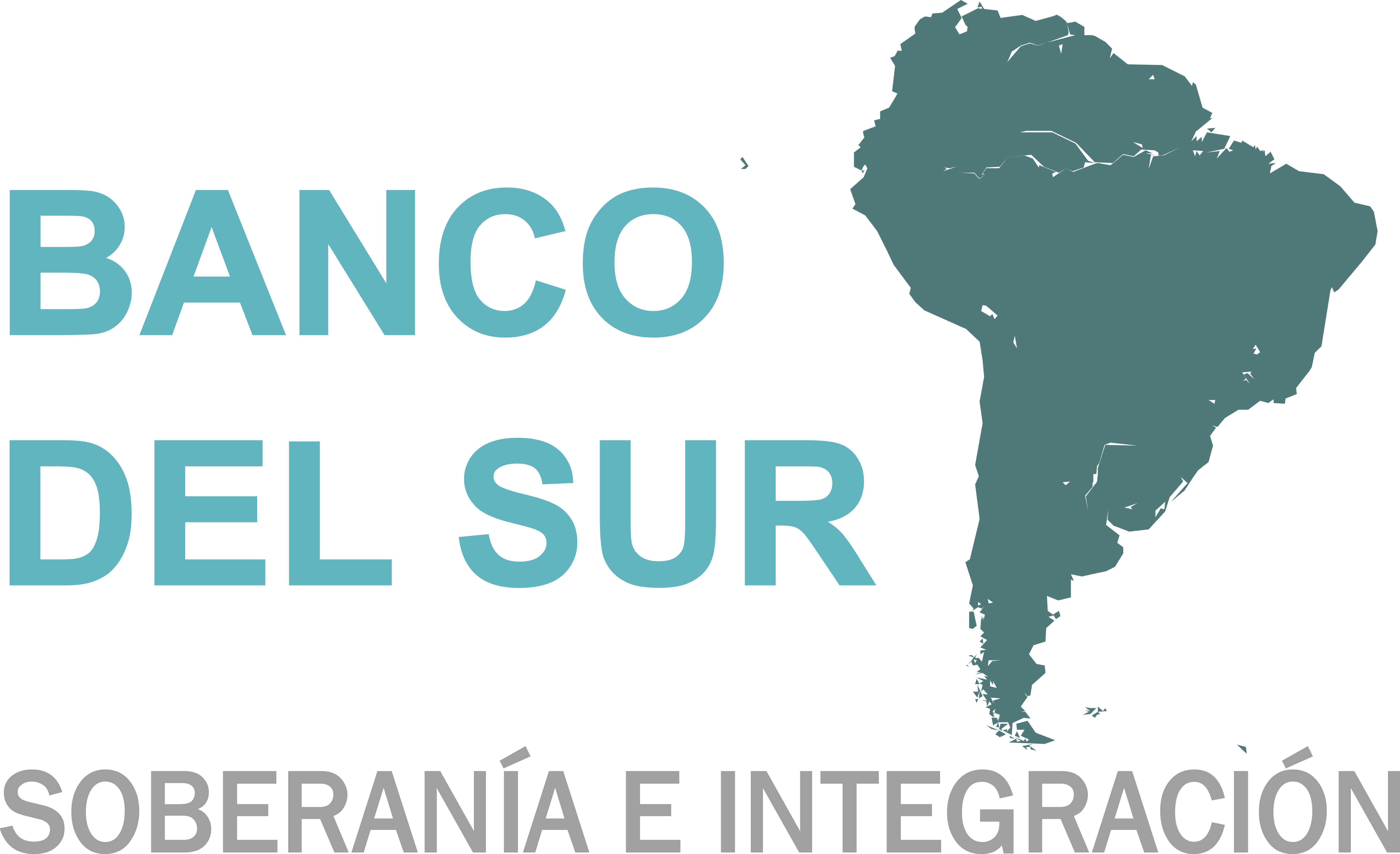
Banco del Sur.
Países miembros de la Alianza del Pacífico.
Miembros del Foro de Cooperación Económica Asia-Pacífico.

El mayor acuerdo o bloque comercial de la región es el UNASUR conformado por el Mercosur y el CAN, se intenta la integración económica a nivel continental a través de la Aladi y el SELA. También Bolivia, Cuba, Nicaragua y Venezuela tienen su propio bloque, llamado en este caso la Alternativa Bolivariana para América Latina y el Caribe. En América del Sur existe el Mercosur, integrado por Argentina, Brasil, Paraguay, Uruguay, y Venezuela. La Comunidad Andina de Naciones, formada por Bolivia, Colombia, Ecuador y Perú. La Alianza del Pacífico formada por Perú, Chile, Colombia y México que busca primero una integración económica que buscará conquistar el mercado asiático.
Fuera del ámbito continental, Argentina y Brasil son los únicos países sudamericanos que forman parte del Grupo de los 20 (países industrializados y emergentes), el grupo de los 20 países más poderosos e influyentes del mundo. Por otro lado, Chile y Perú forman parte de una alianza económica internacional, APEC (Foro de Cooperación Económica Asia-Pacífico). Finalmente, Colombia y Chile son los únicos países que forman parte de la OCDE.

#### Indicadores económicos
| Rango | País      | MM USD    |
| ----- | --------- | --------- |
| 1     | Brasil    | 1 810 612 |
| 2     | Argentina | 483 9765  |
| 3     | Chile     | 352 664   |
| 4     | Colombia  | 319 290   |
| 5     | Perú      | 231 691   |

| Rango | País      | MM USD    |
| ----- | --------- | --------- |
| 1     | Brasil    | 4 020 381 |
| 2     | Argentina | 1 274 807 |
| 3     | Colombia  | 1 014 978 |
| 4     | Chile     | 595 599   |
| 5     | Perú      | 556 680   |

| Rango | País      | USD    |
| ----- | --------- | ------ |
| 1     | Uruguay   | 20 018 |
| 2     | Chile     | 15 604 |
| 3     | Argentina | 13 622 |
| 4     | Brasil    | 8 857  |
| 5     | Perú      | 7 055  |

| Rango | País      | USD    |
| ----- | --------- | ------ |
| 1     | Chile     | 30 208 |
| 2     | Uruguay   | 28 842 |
| 3     | Argentina | 26 504 |
| 4     | Brasil    | 17 821 |
| 5     | Colombia  | 20 287 |

| Rango | País      | MM USD  |
| ----- | --------- | ------- |
| 1     | Brasil    | 189 700 |
| 2     | Chile     | 56 487  |
| 3     | Argentina | 52 320  |
| 4     | Perú      | 38 090  |
| 5     | Colombia  | 33 640  |

| Rango | País      | MM USD  |
| ----- | --------- | ------- |
| 1     | Brasil    | 143 900 |
| 2     | Chile     | 57 230  |
| 3     | Argentina | 56 860  |
| 4     | Colombia  | 47 150  |
| 5     | Perú      | 38 350  |

| Rango | País     | Deuda (MM €) | Calif.           |
| ----- | -------- | ------------ | ---------------- |
| 1     | Chile    | 37 973       | A2; A; A-        |
| 2     | Perú     | 41 509       | Baa1; BBB; BBB   |
| 3     | Colombia | 133 115      | Baa2; BBB; BBB   |
| 4     | Uruguay  | 26 448       | Baa2; BBB+; BBB- |
| 5     | Paraguay | 6042         | Ba1; BB; BB+     |

#### Otros indicadores
| Rango | País      | IDH        |
| ----- | --------- | ---------- |
| 1     | Chile     | 0,855 (MA) |
| 2     | Argentina | 0,842 (MA) |
| 3     | Uruguay   | 0,809 (MA) |
| 4     | Perú      | 0,762 (A)  |
| 5     | Colombia  | 0,752 (A)  |

| Rango | País      | IDHD  |
| ----- | --------- | ----- |
| 1     | Chile     | 0,722 |
| 2     | Argentina | 0,720 |
| 3     | Uruguay   | 0,710 |
| 4     | Perú      | 0,635 |
| 5     | Ecuador   | 0,604 |

| - G-20 1. Argentina 2. Brasil | - BRICS 1. Brasil - OCDE 1. Chile 2. Colombia - OPEP 1. Venezuela 2. Ecuador - CIVETS 1. Colombia | - APEC 1. Chile 2. Perú - AP 1. Chile 2. Colombia 3. Perú | - Mercosur 1. Argentina 2. Brasil 3. Paraguay 4. Uruguay 5. Venezuela (suspendido) |

| Rango | País     | Puntaje general |
| ----- | -------- | --------------- |
| 1     | Chile    | 4,6             |
| 2     | Colombia | 4,3             |
| 3     | Perú     | 4,2             |
| 4     | Uruguay  | 4,2             |
| 5     | Brasil   | 4,1             |

| Rango | País      | Coef. Gini |
| ----- | --------- | ---------- |
| 1     | Uruguay   | 39,7       |
| 2     | Perú      | 41,5       |
| 3     | Bolivia   | 41,6       |
| 2     | Argentina | 42,3       |
| 5     | Chile     | 44,4       |

| Rango | País      | Porcentaje |
| ----- | --------- | ---------- |
| 1     | Chile     | 98,7       |
| 2     | Uruguay   | 98,4       |
| 3     | Argentina | 98,1       |
| 4     | Bolivia   | 95,7       |
| 5     | Surinam   | 95,6       |

| Rango | País      | MM de turistas |
| ----- | --------- | -------------- |
| 1     | Argentina | 6,9            |
| 2     | Brasil    | 6,6            |
| 3     | Chile     | 5,7            |
| 4     | Perú      | 4,6            |
| 5     | Colombia  | 3,6            |

| País              | Moneda actual        | Código ISO |
| ----------------- | -------------------- | ---------- |
| Argentina         | Peso argentino       | ARS        |
| Bolivia           | Boliviano            | BOB        |
| Brasil            | Real brasileño       | BRL        |
| Chile             | Peso chileno         | CLP        |
| Colombia          | Peso colombiano      | COP        |
| Ecuador           | Dólar estadounidense | USD        |
| Guayana Francesa  | Euro                 | EUR        |
| Guyana            | Dólar guyanés        | GYD        |
| Paraguay          | Guaraní paraguayo    | PYG        |
| Perú              | Sol                  | PEN        |
| Surinam           | Dólar surinamés      | SRD        |
| Trinidad y Tobago | Dólar trinitense     | TTD        |
| Uruguay           | Peso uruguayo        | UYU        |
| Venezuela         | Bolívar              | VES        |

- - Salario promedio 2023; se excluye a Ecuador, Venezuela por ser dolarizados; sea oficial o de facto.

| Países de Sudamérica según su salario medio mensual (PPA) en 2023 | Países de Sudamérica según su salario medio mensual (PPA) en 2023 | Países de Sudamérica según su salario medio mensual (PPA) en 2023 | Países de Sudamérica según su salario medio mensual (PPA) en 2023 |
| Puesto                                                            | País                                                              | Salario medio (en dólares)                                        | Salario medio (en moneda local)                                   |
| ----------------------------------------------------------------- | ----------------------------------------------------------------- | ----------------------------------------------------------------- | ----------------------------------------------------------------- |
| 1                                                                 | Uruguay                                                           | 1091                                                              | 41.300 pesos uruguayos                                            |
| 2                                                                 | Chile                                                             | 837                                                               | 681.039 pesos chilenos                                            |
| 3                                                                 | Brasil                                                            | 424                                                               | 2100 reales                                                       |
| 4                                                                 | Argentina                                                         | 423.05                                                            | 148.100 pesos argentinos                                          |
| 5                                                                 | Perú                                                              | 404                                                               | 1500 soles                                                        |
| 6                                                                 | Bolivia                                                           | 389                                                               | 2700 bolivianos                                                   |
| 7                                                                 | Colombia                                                          | 336                                                               | 1 380 000 pesos colombianos                                       |
| 8                                                                 | Paraguay                                                          | 325                                                               | 2 375 000 guaraníes                                               |
| Promedio región                                                   | 528.63 dólares americanos (USD)                                   | 528.63 dólares americanos (USD)                                   | 528.63 dólares americanos (USD)                                   |

### Ciencia y tecnología

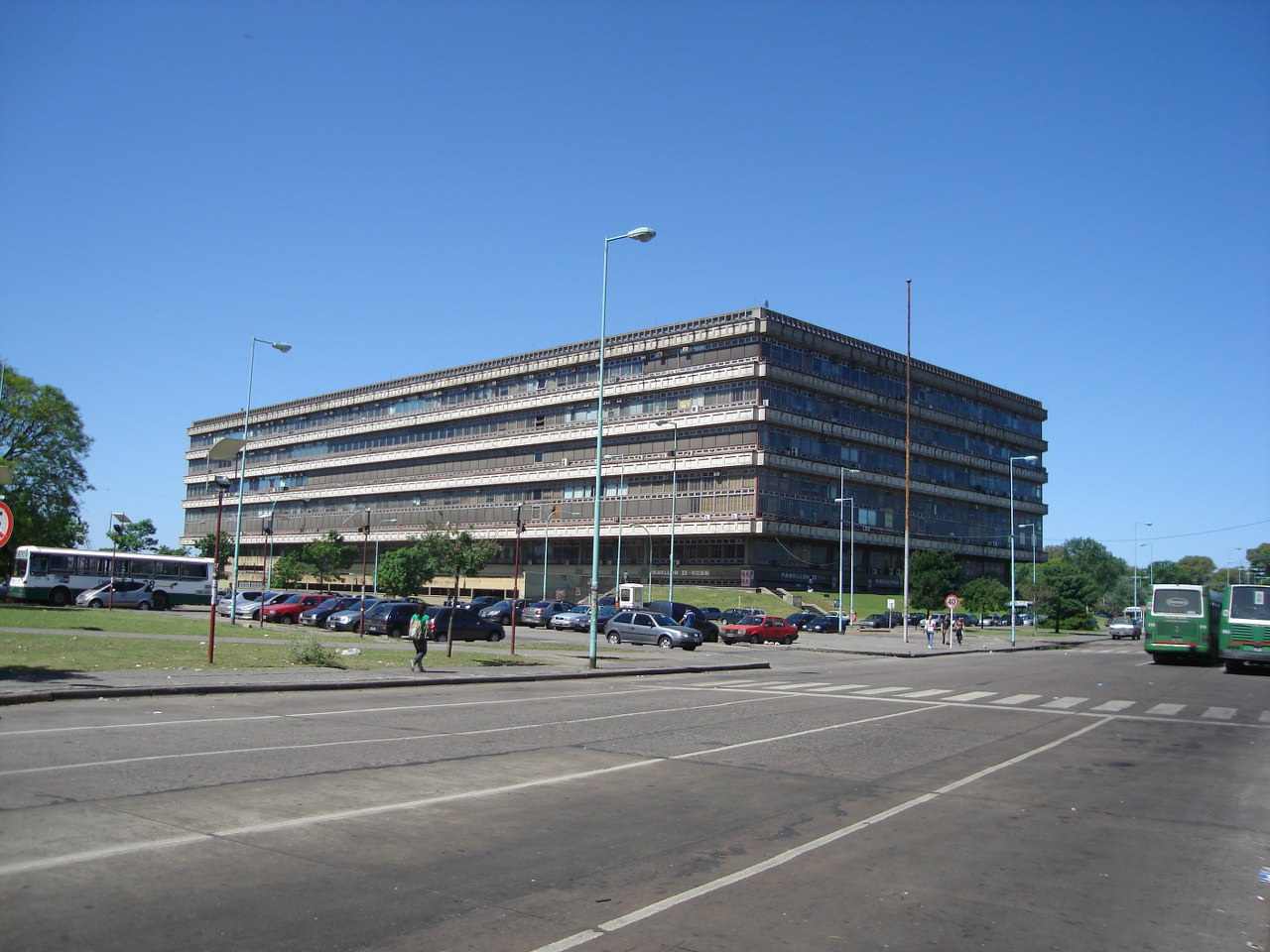
Universidad de Buenos Aires, Argentina.
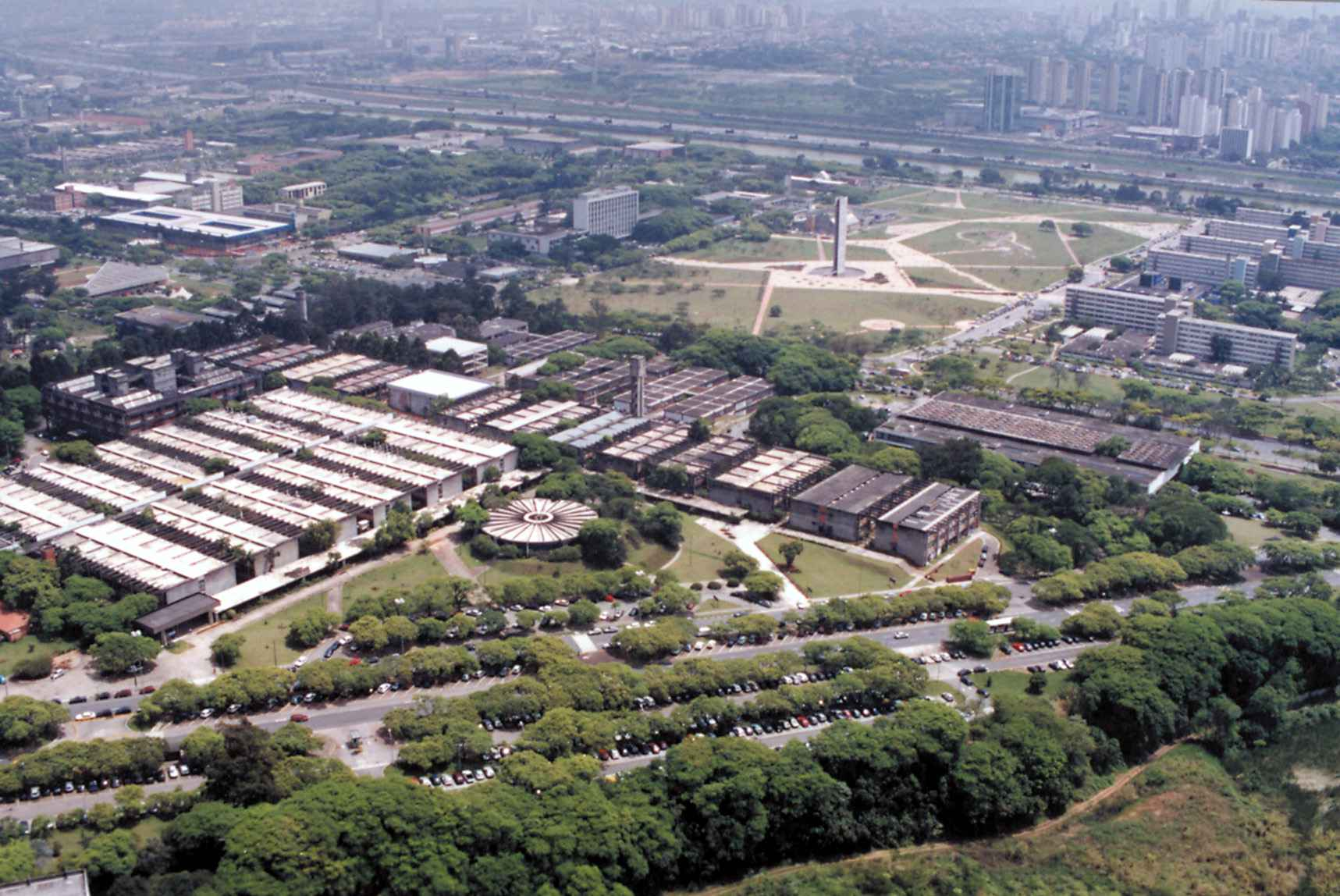
Universidad de São Paulo, Brasil.
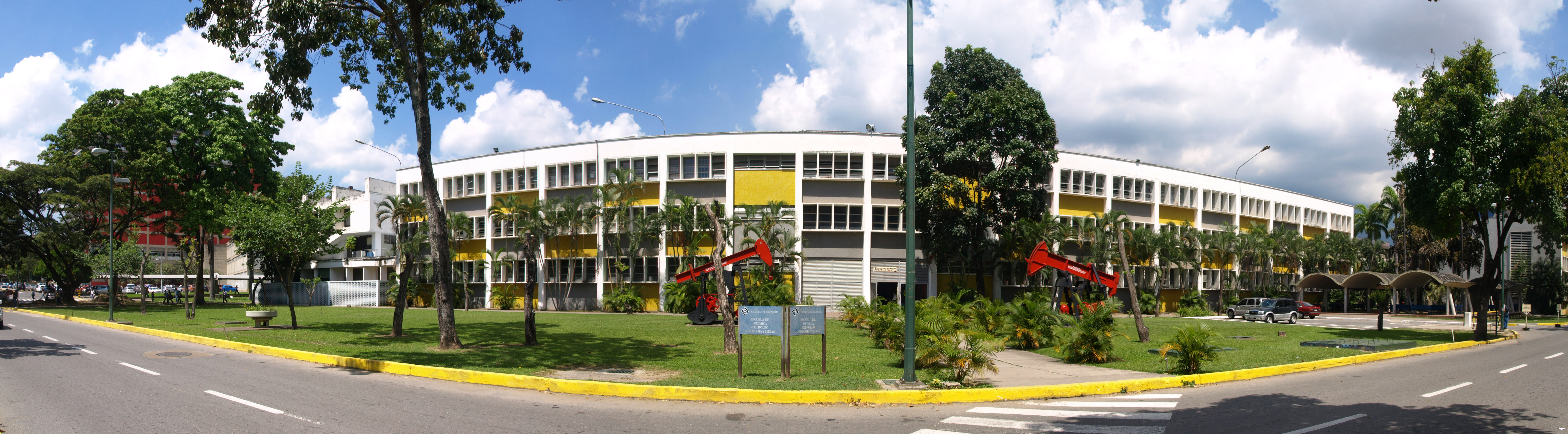
Universidad Central de Venezuela.
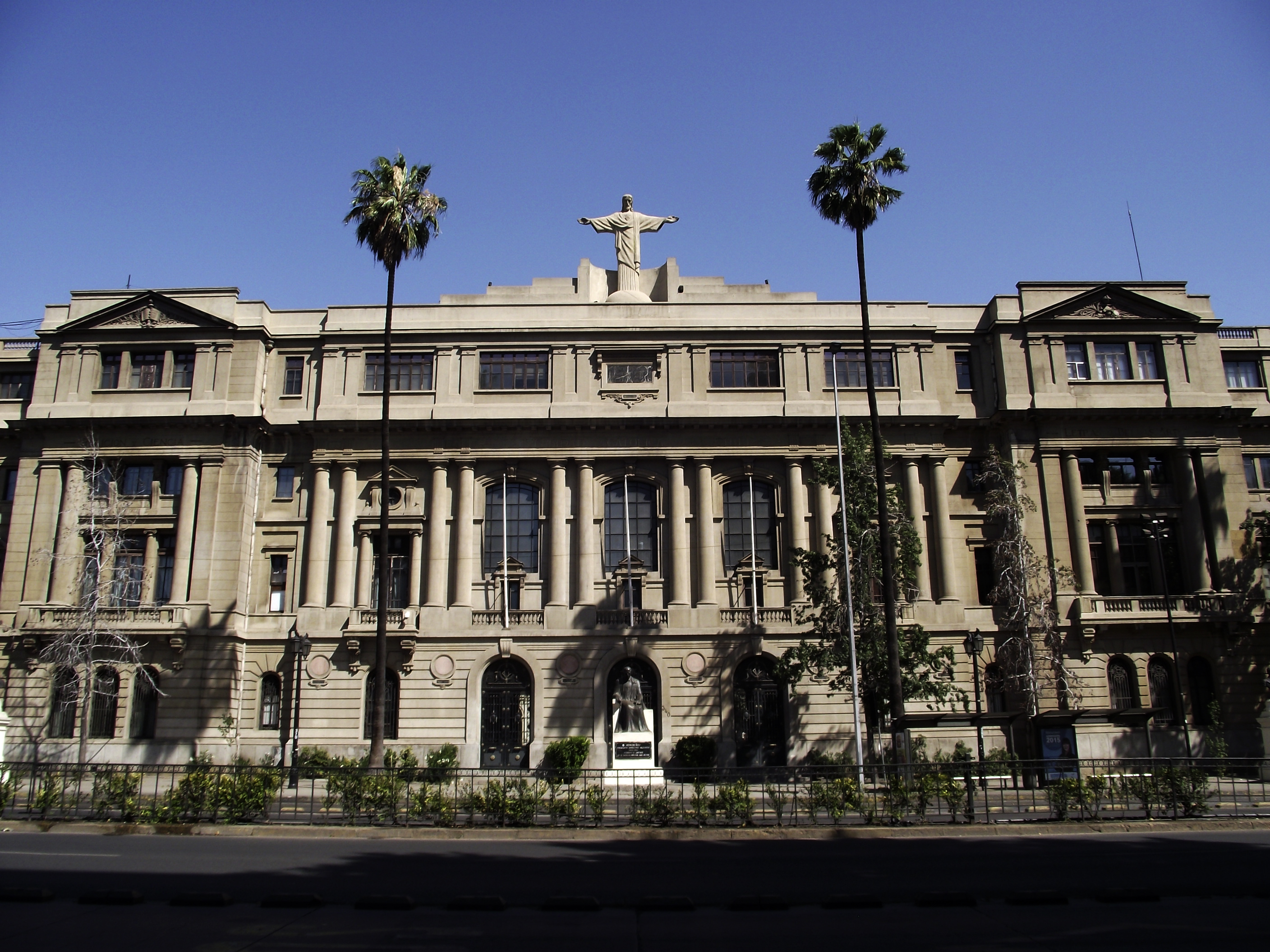
Pontificia Universidad Católica de Chile.
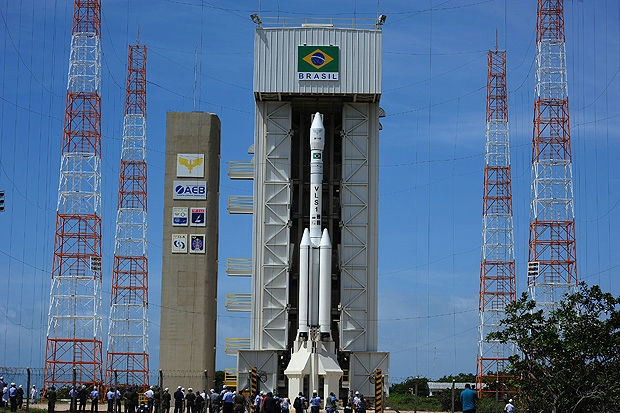
VLS-1 en el Centro de Lanzamiento de Alcântara, Brasil.
Acelerador de partículas Sirius LNLS en Campinas, Brasil.
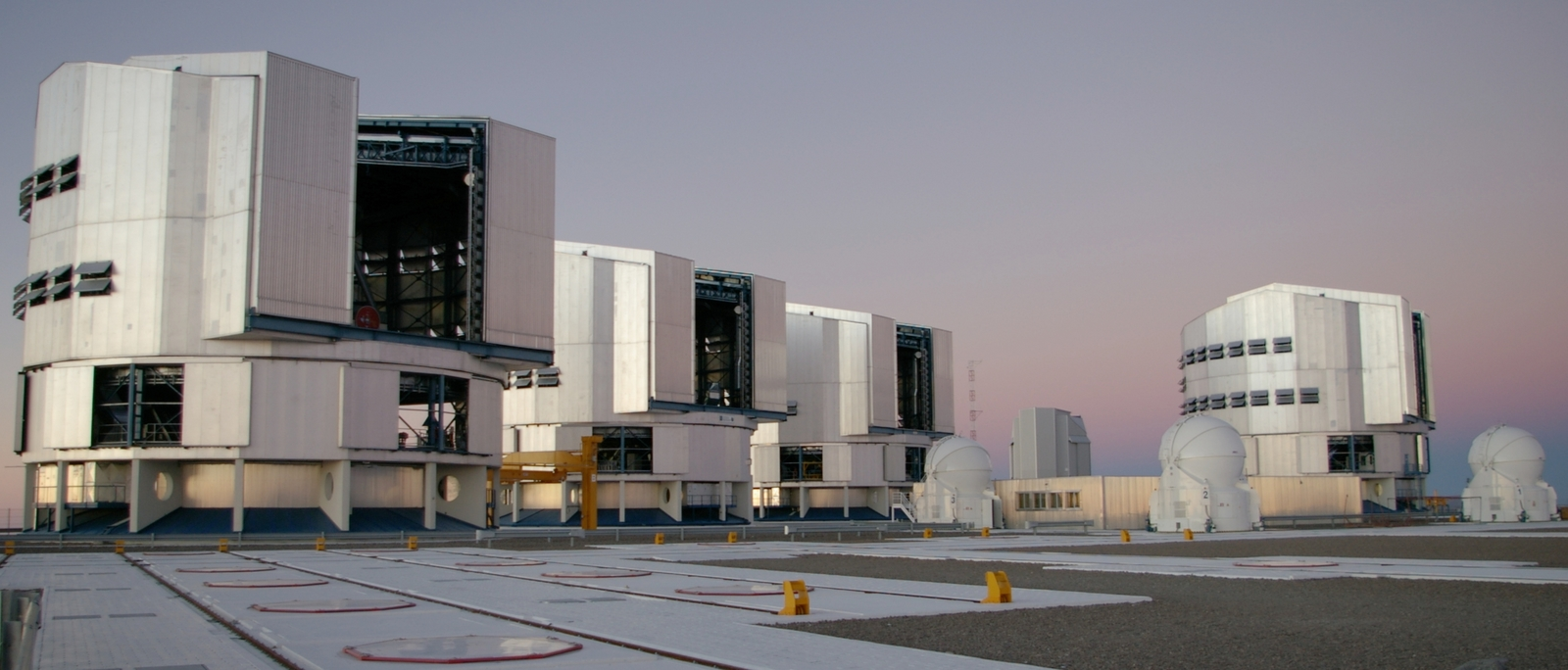
Observatorio Paranal, en el cerro Paranal, Chile, donde se encuentra el Very Large Telescope.
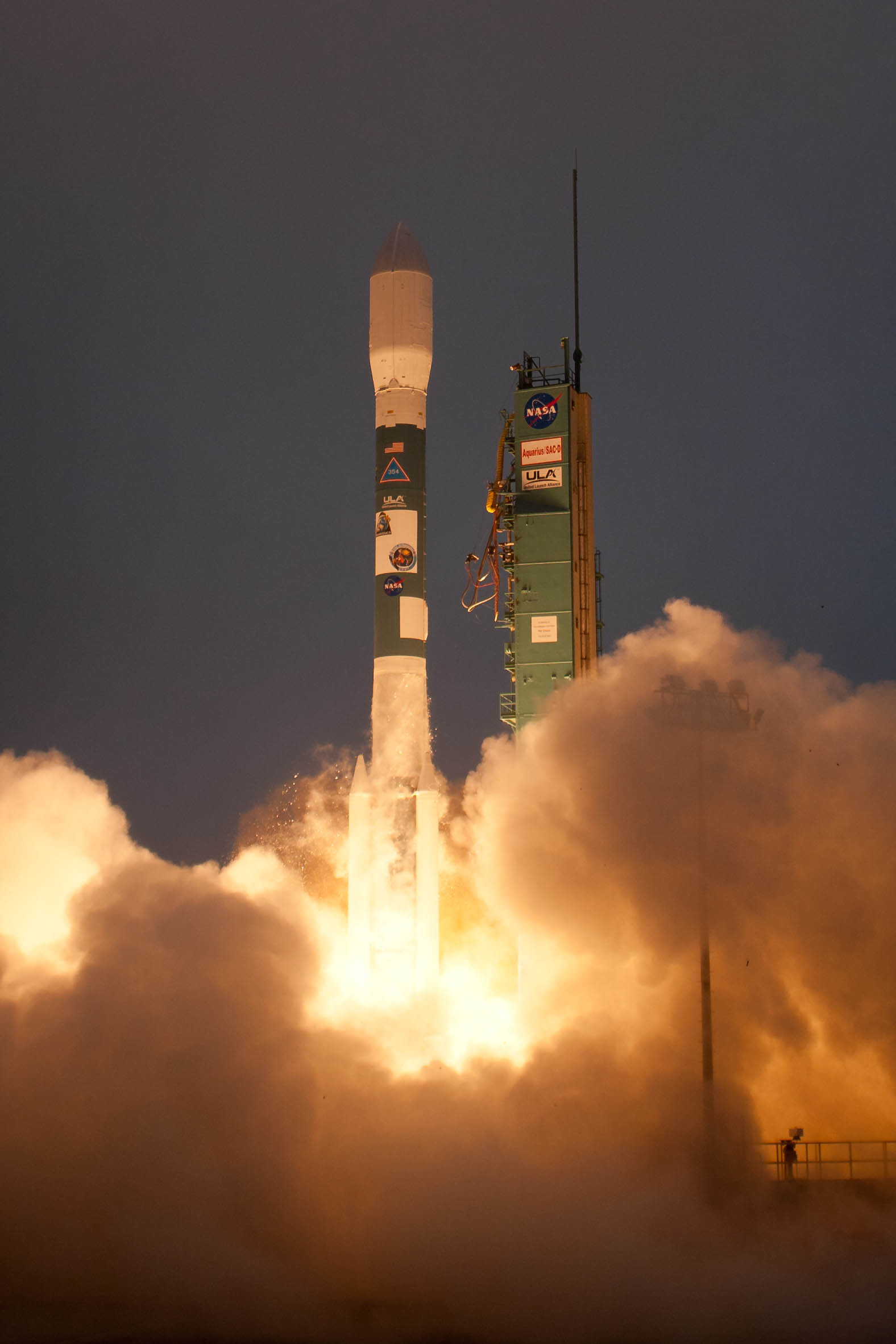
Lanzamiento del Delta II, con el SAC-D/Aquarius, satélite argentino de observación climática y oceanográfica.
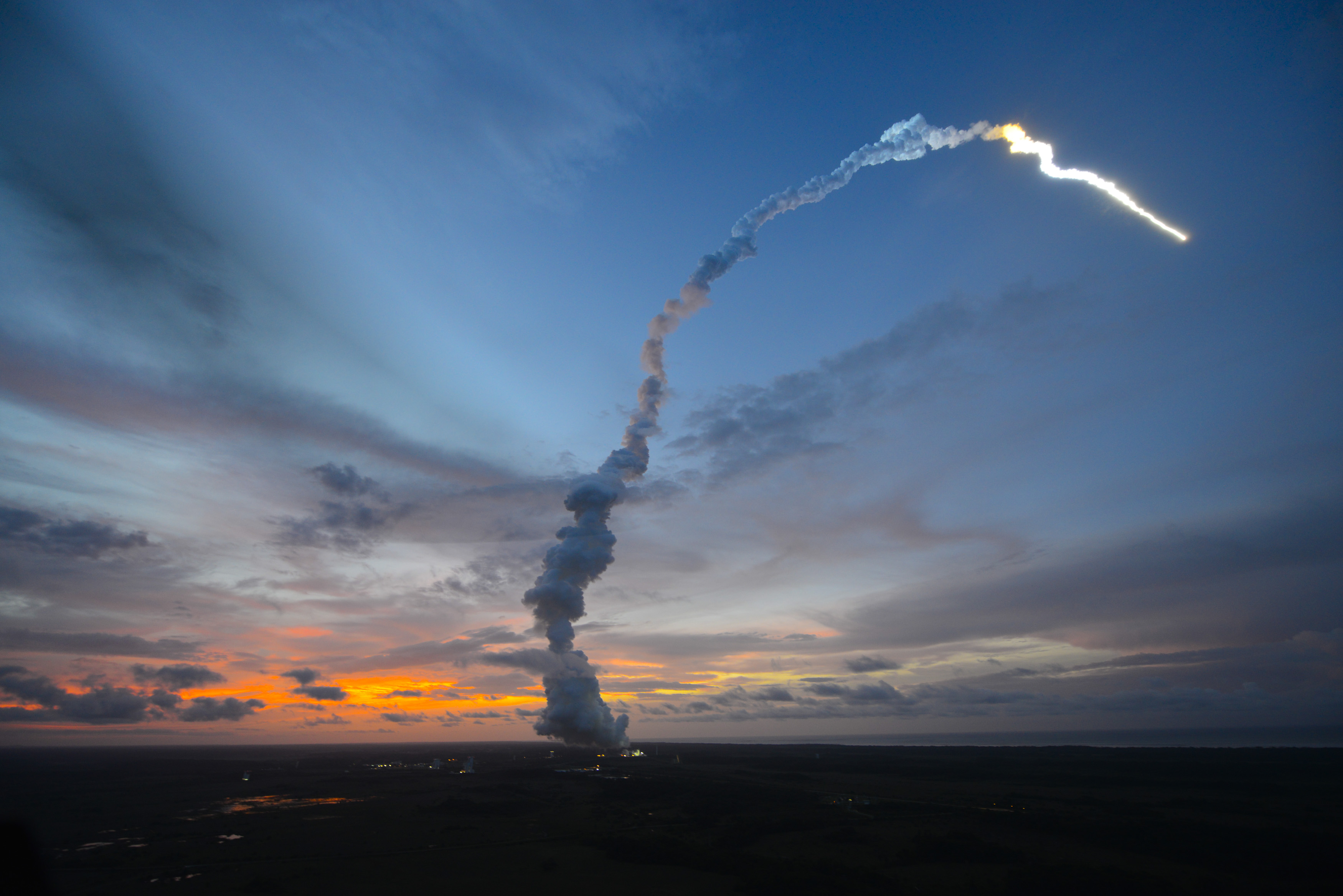
Lanzamiento del ATV Albert Einstein, en el Centro Espacial Guayanés de kourou en la Guayana Francesa.
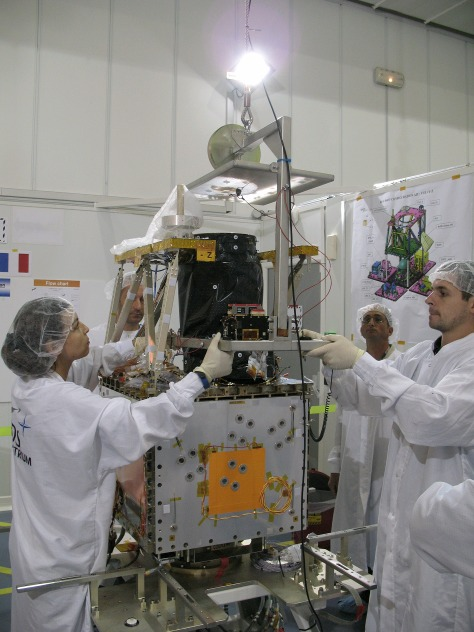
FASat-Charlie, satélite chileno.
Embraer C-390 Millennium, la mayor aeronave desarrollada y fabricada en el continente.Embraer C-390 Millennium, la mayor aeronave desarrollada y fabricada en el continente.
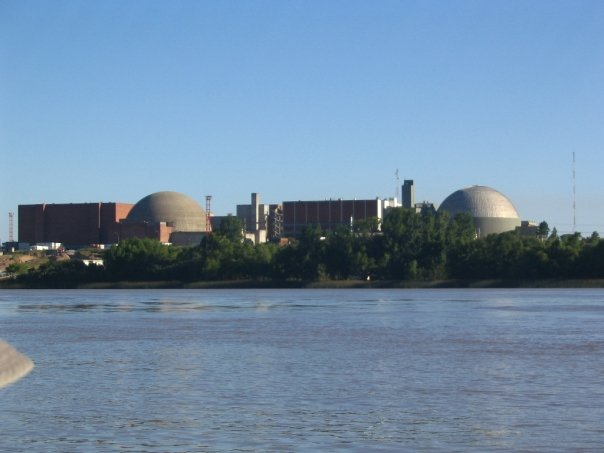
Atucha I, en Argentina, fue la primera central nuclear construida en América Latina.

Sudamérica ha ganado cuatro Premios Nobel en áreas científicas; los argentinos César Milstein, Luis Federico Leloir y Bernardo Houssay (el primer latinoamericano en ser galardonado con un Premio Nobel), y el venezolano-estadounidense Baruj Benacerraf. Además se han producido destacados investigadores como el físico Santiago Antúnez de Mayolo, que predijo la existencia de partículas atómicas 80 años antes de su descubrimiento; el bioquímico Pablo Valenzuela, quien dirigió los esfuerzos para descubrir el virus de la hepatitis C y la creación de la primera vacuna para la hepatitis B; Anthony Atala, creador del primer órgano humano creado en un laboratorio; Ricardo Baeza-Yates, destacado creador de algoritmos computacionales; Andreas Pavel, inventor del walkman; Pedro Paulet, creador del primer cohete funcional de la historia, antes que los fabricados en Alemania y Estados Unidos; Alberto Santos Dumont, ingeniero autodidacta y aviador, considerado por algunos como el primer piloto de avión de la historia; César Lattes, codescubridor del mesón π (mesón pi o pion), junto con el Premio Nobel de Física Cecil Frank Powell, líder de la investigación; Ladislao Biro, inventor del bolígrafo, o el físico F. J. Duarte, pionero mundial en investigación láser, entre otros.
Argentina es uno de los país más avanzados en programas espaciales y satélitales por ser capaz de producir un satélite propio.
Cuenta con un programa de satélites, centrales nucleares y su propia compañía pública de energía nuclear, el INVAP, una prestigiosa empresa argentina de alta tecnología dedicada al diseño, integración, y construcción de plantas, equipamientos y dispositivos en áreas de alta complejidad como energía nuclear, tecnología espacial, tecnología industrial y equipamiento médico y científico. Es la única empresa en Latinoamérica reconocida por la NASA como apta para realizar sistemas satélitales completos, desde su diseño y construcción hasta su operación. La misma provee a varios países de reactores nucleares.
El Instituto Balseiro, ubicado en Bariloche es una de las mejores instituciones científicas en el mundo.
Asimismo, la historia de la puesta en órbita de satélites en Sudamérica es iniciada con los lanzamientos del brasileño BrasilSat en 1985 y el argentino Lusat 1 en 1990. A partir de entonces, varios países sudamericanos han seguido el ejemplo. Actualmente Argentina cuenta con 11 satélites, Brasil con 13, Chile y Venezuela con 2 y Colombia y Bolivia con 1.
En el 2002 la Argentina logró exitosamente la clonación del primer vacuno, convirtiéndola en el primer país latinoamericano y uno de los únicos nueve países del mundo en haber completado esta tarea. El 6 de abril de 2012 se logró la inédita clonación de Rosita ISA, el primer bovino nacido en el mundo al que se le incorporaron dos genes humanos, y que resultará en una leche con lactoferrina humana y lisozima (una proteína y una enzima) con propiedades antibacteriales y antivirales ideales para el sistema inmunológico de los bebés. Argentina también se ubica entre los cuatro únicos países a nivel mundial (junto a Estados Unidos, Italia y Canadá) en lograr la clonación de caballos de alto valor competitivo. En los años '60 y '70 la Argentina efectuó experiencias enviando a distintos animales en vuelos suborbitales a bordo de cohetes de elaboración propia, lo que transformó a este país en la cuarta nación en haber enviado animales al espacio, y una de las únicas seis en la actualidad en haberlo hecho, junto a los Estados Unidos, la Unión Soviética, Francia, Japón y China.
En 1995 la Unesco eligió a Argentina como la sede para instalar el Observatorio Pierre Auger en Malargüe, provincia de Mendoza, el cual comenzó a funcionar en 2005. Se trata de un proyecto conjunto de más de 20 países en el que colaboran unos 250 científicos de más de 30 instituciones, con la finalidad de detectar partículas subatómicas que provienen del espacio exterior denominadas rayos cósmicos. Brasil y Argentina construirán conjuntamente el radiotelescopio LLAMA con una antena de 12 metros que se instalará a una altitud de 4825 metros en la provincia de Salta, en los Andes argentinos. El posicionamiento del LLAMA, a 150 kilómetros del ALMA, le permitirá operar también como una antena más para el observatorio europeo ubicado en Chile.
En el campo de la energía atómica, solo Argentina y Brasil han estado al borde de la fabricación de armas nucleares. De concretarse el prototipo de una bomba nuclear de tipo implosión de plutonio en los años 70 por parte de Argentina, se habría desatado una carrera armamentista con Brasil, países que históricamente se han disputado el liderazgo de la región. Finalmente, en 1991 los parlamentos de Argentina y Brasil ratificaron un acuerdo de inspección bilateral que creó la Agencia Brasileño-Argentina de Contabilidad y Control de Materiales Nucleares (ABACC) para supervisar que la energía nuclear de ambas naciones se produzca para fines pacíficos. Posteriormente, la Argentina ratificó el Tratado de No Proliferación Nuclear en 1995 y Brasil en 1998.
Por otro lado, Argentina y Brasil son las únicas naciones sudamericanas dotadas de centrales nucleares para enfrentar la gran demanda energética de sus industrias: las argentinas Atucha I (la primera construida en toda América Latina), Atucha II y Embalse y las brasileñas Angra I y Angra II.
En el área nuclear Brasil también tiene otros reactores para producción de radiofármacos y investigación, además de dominar el ciclo completo de enriquecimiento de uranio, que suministra el combustible nuclear a su central nuclear y también ya ha exportado para Argentina, para uso en sus reactores nucleares. El país está construyendo su primero submarino nuclear, el SN10 Álvaro Alberto, un desarrollo de los submarinos Clase Riachuelo en carrera de producción.
Brasil también realiza experimentos en el área de fusión nuclear, contando con tres tokamaks (reactores experimentales para el estudio del plasma de fusión) y el INPE (Instituto Nacional de Investigaciones Espaciales) opera el ETE (Experimento esférico Tokamak) diseñado y construido en el país.
Las actividades espaciales brasileñas están a cargo de la Agencia Espacial Brasileña (AEB), una serie de vehículos espaciales son producidos en Brasil desde los ya retirados Sonda sucedidos por las series VS de cohetes suborbitales capaces de vuelos en altitudes máximas de 950 km y carga útil de hasta media tonelada. Los cohetes brasileños tener decenas de vuelos desde el Centro de Lanzamiento de Alcântara (CLA) y también son exportados para uso por otras agencias espaciales como la DLR alemana. También proyectado y construido una serie de satélites de observación y otros fines científicos como los SCD, Amazônia-1 y CBERS y ha puesto en vuelo a su primero motor Scramjet del vehículo hipersónico 14-X lanzado desde el CLA.
El Laboratórios Nacional de Luz Sincrotón (LNLS) en la ciudad de Campinas cuenta con dos aceleradores de partículas, el UVX y el Sírius, este con un anillo magnético de 518 metros y 3 GeV de potencia, se trata de equipos únicos en toda América Latina y raros en todo el mundo. El LNLS es una instalación con tecnología avanzada en Brasil abierta para ser utilizada por investigadores de cualquier universidad o empresa del país y del mundo.
El país es el único en Latinoamérica a tener supercomputadoras en el Top500, ranking mundial de las computadoras más potentes, el más potente es el Pegaso inaugurado en 2022 por la empresa Petrobras que tiene una capacidad de procesamiento de 21 PetaFlops, 678 Terabytes de RAM y una red de 400 Gbps, el equipamiento casi duplica la capacidad de las supercomputadoras actuales Dragon (14 Petaflops) y Atlas (8,9 Petaflops) combinadas.
El Brasil tiene tradición en la ingeniería civil con importantes obras como la Represa de Itaipú, Brasília, el puente Río-Niterói y la Rodovia dos Imigrantes, carretera que conecta la meseta de São Paulo con su costa. En el área de biotecnología e ingeniería agronómica, cuenta con empresas de referencia en suelos tropicales como Embrapa, que permitió la expansión de la agricultura en suelos relativamente infértiles del interior del país, permitiendo que el país se convierta en uno de los mayores exportadores de alimentos en el mundo.
La ciencia de Brasil en el período 2011 a 2016, publicó más de 250.000 artículos en la base de datos de Web of Science en todas las áreas del conocimiento, con uno de los mayores crecimiento de producción científica entre todas las naciones y alcanzó el 11.º puesto entre los productores de conocimiento del mundo, aportando el 2,12 % de los artículos de 183 países.
El Perú cuenta con el Centro Nuclear de Huarangal, la utilidad más importante que tiene el centro nuclear se encuentra en la planta de producción de radioisótopo que son utilizados para realizar gammagrafías, que facilitan hacer diagnósticos médicos, así como una mayor precisión en el estudio de los tejidos del cuerpo humano.
Además, el centro nuclear cuenta con laboratorios para el perfilaje de pozos petroleros, interconexión de acuíferos, estudio de fugas de embalses, en la detección de fallas en la soldadura. En la agricultura, para optimizar el uso de fertilizantes, entre otras aplicaciones.
Tecnópolis es la megamuestra argentina de ciencia, tecnología, industria y arte más grande de América Latina. Las actividades abarcan desde encuentro con el Proyecto Tronador y el Pulqui I (primer avión a reacción diseñado en América Latina y sexto en el mundo), simulaciones del Big Bang, del Gran Colisionador de Hadrones y del ambiente gélido de la Antártida, recorrido por la historia de la tecnología comunicacional, y temas variados como materiales ultrarresistentes, los microchips y la nanotecnología.
En la Guayana Francesa opera desde 1968 el Puerto espacial de Kourou (Centre Spatial Guyanais o CSG). Es un lugar de lanzamiento propiedad de Francia que es utilizado por el francés Centre National d'Etudes Spatiales (CNES) y la Agencia Espacial Europea (ESA). Desde aquí son lanzadas las misiones Ariane y se está trabajando para la base realice también lanzamientos de cohetes Soyuz como parte de un acuerdo entre Rusia y la ESA.
En el desierto de Atacama, en el Norte Grande de Chile, existe más de una docena de observatorios —como Paranal (VLT), el complejo astronómico más avanzado y poderoso del planeta, Atacama Large Millimeter Array (ALMA), hasta la fecha el mayor proyecto astronómico del mundo, y La Silla, pertenecientes al European Southern Observatory (ESO); Las Campanas, de la Carnegie Institution of Washington en asociación con la Universidad de Harvard y el MIT, y Cerro Tololo y Gemini Sur, pertenecientes al consorcio AURA/NOAO (siglas en inglés de Association of Universities for Research in Astronomy/National Optical Astronomy Observatories), entre otros—. Chile posee el 40 % de la observación astronómica del mundo; el Telescopio Europeo Extremadamente Grande (E-ELT) y la ampliación del Atacama Large Millimeter Array, lo que hará que el país tenga aproximadamente el 60 % del total mundial.
En la ciudad de Lima se encuentra el Radio Observatorio de Jicamarca (ROJ) es una estación ecuatorial de la cadena de radio observatorios de dispersión incoherente (ISR, por sus siglas en inglés Incoherent Scatter Radar) del Hemisferio Oeste que se extiende desde Lima, Perú hasta Søndre Strømfjord, Groenlandia. El ROJ es la primera facilidad científica en el mundo para el estudio de la ionosfera ecuatorial. El Observatorio se ubica a media hora de viaje en automóvil hacia el este de Lima. Su ángulo de inclinación magnética es aproximadamente 1.º, pero varía ligeramente con la altitud y la estación del año.
El radar puede determinar la dirección del campo magnético terrestre (B) con gran precisión y puede ser apuntado perpendicularmente a B en las altitudes a lo largo de la ionosfera. El estudio de la ionosfera ecuatorial ha logrado un gran desarrollo debido, en gran parte, a las contribuciones realizadas por el ROJ en radio-ciencia.
En Venezuela, el Observatorio Astronómico Nacional de Llano del Hato está ubicado en los predios de la población de Apartaderos del estado Mérida a 3600 m s. n. m. convirtiéndolo en uno de los observatorios enclavados a mayor altura del mundo, es administrado por el Centro de Investigaciones de Astronomía CIDA; desde este observatorio se han descubierto y registrado numerosos asteroides. Además este país cuenta con la Agencia Bolivariana para Actividades Espaciales ABAE, ente encargado de políticas y desarrollos en materia aeroespacial, cuyas actividades incluyen el control del Satélite VENESAT-1 Simón Bolívar, Satélite Miranda (VRSS-1) y Satélite Sucre (VRSS-2). El Instituto Venezolano de Investigaciones Científicas IVIC, es otro importante centro de desarrollo tecnológico del cual depende la Empresa "Quimbiotec", donde funciona una Planta Productora de Derivados Sanguíneos, única de su tipo en el país que produce y comercializa derivados de sangre de alta calidad, así como medicamentos recombinantes, sueros antiofídicos y antiescorpiónicos. Entre sus productos químicos y biológicos figuran la albúmina humana, inmunoglobulina endovenosa, inmunoglobulina anti-D y factor VIII humano.
Sudamérica se ha ido integrando rápidamente a las tendencias mundiales en Tecnologías de la Información y acceso a Internet en distintas áreas. Brasil lidera la producción de software en la región, mientras Argentina es el principal exportador de software.

## Demografía

### Capitales y áreas metropolitanas más pobladas por país
| N.º | Capital       | País                       | Población | N.º | Área metropolitana | País                       | Población  |
| --- | ------------- | -------------------------- | --------- | --- | ------------------ | -------------------------- | ---------- |
| 1   | Lima          | Perú                       | 9 674 755 | 1   | São Paulo          | Brasil                     | 21 937 987 |
| 2   | Bogotá        | Colombia                   | 7 363 782 | 2   | Buenos Aires       | Argentina                  | 15 042 367 |
| 3   | Santiago      | Chile                      | 6 257 516 | 3   | Lima               | Perú                       | 10 161 038 |
| 4   | Buenos Aires  | Argentina                  | 3 063 728 | 4   | Bogotá             | Colombia                   | 11 793 193 |
| 5   | Brasilia      | Brasil                     | 2 977 216 | 5   | Santiago           | Chile                      | 7 123 189  |
| 6   | Caracas       | Venezuela                  | 1 943 901 | 6   | Caracas            | Venezuela                  | 5 629 754  |
| 7   | Quito         | Ecuador                    | 1 619 432 | 7   | Guayaquil          | Ecuador                    | 3 154 445  |
| 8   | Montevideo    | Uruguay                    | 1 319 108 | 8   | Asunción           | Paraguay                   | 2 969 059  |
| 9   | Sucre         | Bolivia                    | 789 541   | 9   | La Paz             | Bolivia                    | 2 281 251  |
| 10  | Asunción      | Paraguay                   | 521 559   | 10  | Montevideo         | Uruguay                    | 2 223 865  |
| 11  | Puerto España | Trinidad y Tobago          | 375 412   | 11  | Puerto España      | Trinidad y Tobago          | 600 000    |
| 12  | Paramaribo    | Surinam                    | 223 757   | 12  | Paramaribo         | Surinam                    | 400 000    |
| 13  | Georgetown    | Guyana                     | 200 500   | 13  | Georgetown         | Guyana                     | 354 964    |
| 13  | Cayena        | Francia (Guayana Francesa) | 57 229    | 13  | Cayena             | Francia (Guayana Francesa) | 100 323    |

### Áreas metropolitanas en general por población
- Esta es una lista de las áreas metropolitanas más pobladas de América del Sur, según diversas fuentes.

| N.º | Área metropolitana  | País      | Superficie (km2) | Población (2019-Citypopulation) | Población (2017 UN World Urbanization Prospects) | Población (oficial) |
| --- | ------------------- | --------- | ---------------- | ------------------------------- | ------------------------------------------------ | ------------------- |
| 1   | São Paulo           | Brasil    | 2 .943           | 33 652 991                      | 33 652 991                                       | 22 672 582          |
| 2   | Buenos Aires        | Argentina | 7998             | 15 180 953                      | 15 042 367                                       | 15 875 587          |
| 3   | Río de Janeiro      | Brasil    | 12 645           | 12 960 768                      | 12 526 719                                       | 10 838 752          |
| 4   | Lima                | Perú      | 2900             | 12 140 535                      | 10 161 038                                       | 9 283 771           |
| 5   | Bogotá              | Colombia  | 2820             | 9 876 069                       | 9 793 193                                        | 10 555 058          |
| 6   | Santiago            | Chile     | 13 770           | 7 115 937                       | 7 123 189                                        | 6 428 590           |
| 7   | Belo Horizonte      | Brasil    | 9800             | 5 828 923                       | 5 836 032                                        | 4 035 194           |
| 8   | Brasília            | Brasil    | 9435             | 4 201 737                       | 4 532 648                                        | 3 553 856           |
| 9   | Medellín            | Colombia  | 1250             | 3 866 200                       | 4 505 797                                        | 3 775 000           |
| 10  | Porto Alegre        | Brasil    | 9800             | 4 275 926                       | 4 378 628                                        | 4 035 194           |
| 11  | Recife              | Brasil    | 2768             | 4 097 667                       | 4 097 667                                        | 3 805 901           |
| 12  | Caracas             | Venezuela | 17 879           | 2 958 936                       | 3 127 612                                        | 2 923 959           |
| 13  | Recife              | Brasil    | 2768             | 4 097 667                       | 4 097 667                                        | 3 805 901           |
| 14  | Fortaleza           | Brasil    | 5872             | 4 053 156                       | 4 053 156                                        | 3 517 275           |
| 15  | Cali                | Colombia  | 2985             | 4 036 857                       | 4 019 857                                        | 3 207 328           |
| 16  | Salvador            | Brasil    | 4057             | 3 918 856                       | 3 918 856                                        | 3 767 902           |
| 17  | Guayaquil           | Ecuador   | 7139             | 3 514 445                       | 3 514 445                                        | 3 657 090           |
| 18  | Curitiba            | Brasil    | 7418             | 3 503 768                       | 3 503 768                                        | 3 260 292           |
| 19  | Campinas            | Brasil    | 3647             | 3 178 879                       | 3 324 443                                        | 2 732 473           |
| 20  | Maracaibo           | Venezuela | 17 657           | 2 278 448                       | 2 274 448                                        | 3 175 113           |
| 21  | Quito               | Ecuador   | 9494             | 2 965 538                       | 2 965 538                                        | 2 350 764           |
| 22  | Asunción            | Paraguay  | 1014             | 2 259 719                       | 2 924 858                                        | 2 500 000           |
| 23  | Manaos              | Brasil    | 11 401           | 2 614 102                       | 2 641 239                                        | 2 006 870           |
| 24  | São José dos Campos | Brasil    | 11 401           | 2 528 345                       | 2 528 345                                        |                     |
| 25  | Goiânia             | Brasil    | 6454             | 2 437 765                       | 2 518 775                                        | 2 196 617           |
| 26  | Belém               | Brasil    | 1819             | 2 491 051                       | 2 078 405                                        |                     |
| 27  | Barranquilla        | Colombia  | 532              | 2 396 695                       | 2 396 695                                        | 1 846 676           |
| 28  | Santa Cruz          | Bolivia   | 11 773           | 2 281 251                       | 2 281 251                                        | 1 864 165           |
| 29  | Montevideo          | Uruguay   | 2839             | 2 223 865                       | 2 223 865                                        | 1 908 250           |
| 30  | Sorocaba            | Brasil    | 1819             |                                 | 2 120 095                                        | 2 078 405           |
| 31  | La Paz              | Bolivia   | 4821             | 2 039 000                       | 2 039 000                                        | 1 800 000           |
| 32  | Vitória             | Brasil    | 2331             |                                 | 1 953 573                                        | 1 664 328           |
| 33  | Barquisimeto        | Venezuela | 6577             | 1 502 490                       | 1 500 456                                        | 1 733 404           |
| 34  | Córdoba             | Argentina | 20.906           | 2 061 452                       | 1 884 320                                        | 1 781 737           |
| 35  | Santos              | Brasil    | 2422             |                                 | 1 848 654                                        | 1 651 906           |
| 36  | São Luís            | Brasil    | 1410             |                                 | 1 621 122                                        | 1 249 141           |
| 37  | Natal               | Brasil    | 2719             |                                 | 1 587 056                                        | 1 294 899           |
| 38  | Bucaramanga         | Colombia  |                  |                                 | 1 576 312                                        | 1 088 419           |
| 39  | Gran Rosario        | Argentina | 3757             |                                 | 1 417 735                                        | 1 118 905           |
| 40  | Valencia            | Venezuela | 17.657           | 1 052 143                       | 1 036 143                                        | 1 175 113           |
| 41  | Joinville           | Brasil    | 1410             |                                 | 1 405 421                                        | 1 249 141           |
| 43  | Cochabamba          | Bolivia   | 2611             |                                 | 1 336 778                                        | 1 713 383           |
| 44  | Maceió              | Brasil    | 1934             |                                 | 1 334 643                                        | 1 043 931           |
| 45  | João Pessoa         | Brasil    | 11 376           |                                 | 1 248 614                                        | 1 266 463           |
| 46  | Teresina            | Brasil    | 11 376           |                                 | 1 198 238                                        | 1 266 463           |
| 46  | Florianópolis       | Brasil    | 11 376           |                                 | 1 189 532                                        | 1 189 947           |
| 47  | Cartagena de Indias | Colombia  | 2402             |                                 | 1 162 887                                        | 833.461             |
| 48  | Cúcuta              | Colombia  | 2402             |                                 | 1 087 482                                        | 1 082 632           |
| 49  | Ciudad Guayana      | Venezuela |                  | 1 025 129                       |                                                  |                     |
| 50  | Gran Mendoza        | Argentina | 20 906           |                                 | 1 038 742                                        | 1 781 737           |
| 51  | Arequipa            | Perú      | 2300             |                                 | 1 013 471                                        | 1 392 636           |

### Conformación étnica

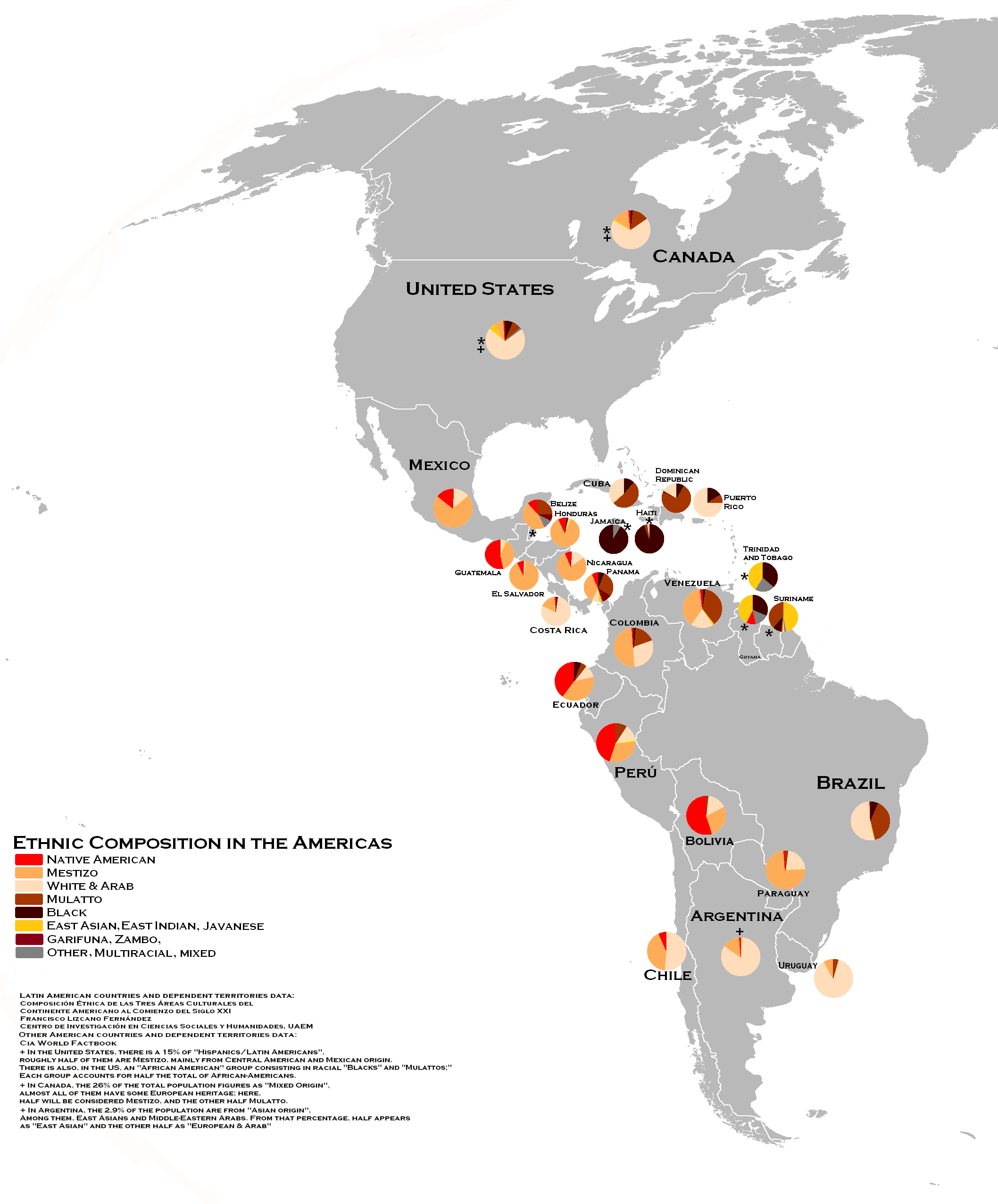
Composición Étnica. Es importante señalar que en el trabajo del Dr. Lizcano (en el cual se basa este gráfico) no es basado en la genética. Además, la clasificación mestiza se basa más en la cultura en la cual los individuos de cada país viven que en los rasgos biológicos, en estos países buena parte de las personas consideradas biológicamente blancas son mestizas en el aspecto cultural, por lo tanto son clasificadas como mestizas.

La región es una de las más diversas del mundo. Esto es el resultado de la colonización española y portuguesa en una zona poblada por numerosos pueblos indígenas, por la traída forzosa de esclavos negros de África, por la inmigración masiva de europeos y asiáticos desde el siglo XIX y por la mezcla entre estos distintos grupos, originando numerosas variantes.
Si bien no existe claridad, ni consenso sobre los volúmenes de población indígena tras la llegada de los colonizadores europeos, se estima que su número debiera ascender al menos a los 20 millones de personas, de los cuales unos 10 millones se encuentran en la Sudamérica andina, y unos 10 en la Sudamérica extra andina; aunque hay investigadores que calculan el número en varios cientos de millones. Entre los siglos XVI y XIX, por su parte la región recibió la llegada de varios millones de esclavos procedentes de África, de los cuales al menos 3 millones habrían llegado a Brasil, y un millón y medio en las distintas colonias españolas en América.
A partir de la segunda mitad del siglo XIX y la primera mitad del siglo XX la región experimentó una masiva inmigración europea, concentrándose preferentemente en Argentina, Brasil, Uruguay, Chile, Colombia, Venezuela y Perú. Esta población provenía de España, Italia, Alemania y Portugal, entre otros países. También se recibió una considerable inmigración proveniente de Palestina, Armenia, Siria, etc.; así como de Japón, China y Corea.
Países como Uruguay, Argentina y Chile poseen un alto componente europeo en sus poblaciones, con porcentajes entre el 60 % y 80 % del total. 
En 2005, el genetista argentino Daniel Corach realizó un estudio genético en Argentina diferenciando ambas vías. El resultado fue que por la vía materna (ADN mitocondrial) la presencia de ancestralidad indígena se encuentra en la mayoría de los casos (53,7 %), mientras que por la vía paterna (cromosoma Y), casi todos los casos (94,1 %) revelan ancestralidad europea.
Otro estudio realizado por investigadores de varias nacionalidades, y publicada también en PloS One Genetics, en 2015, dio por resultado que la composición argentina estaba constituida por un 67,3 % de aporte europeo, un 27,7 % de aporte amerindio, un 3,6 % de aporte africano, y un 1,4 % de aporte asiático. El estudio grafica también cómo el 90 % de la población argentina posee una composición genética notoriamente diferente a la de los europeos nativos, evidenciándose por tanto un perfil propiamente latinoamericano de mestizaje o mixtura en el grueso poblacional argentino.
En Chile, el grado de componente europeo es muy importante alcanzando un 47 % de su población. En Venezuela cerca del 49-50 % del total, en Brasil el 47.7 % y en Colombia son el 45-50 % del total de su población.
EL país donde el porcentaje de amerindios es el mayor componente de la población es Bolivia. Asimismo, existen significativas comunidades indígenas en Ecuador y Perú. En Chile los amerindios puros son casi inexistentes, ya que la mayoría de ellos tiene algún grado de mezcla europea a través del mestizaje. En Argentina la población corresponde a un número bajo superando el 6 % de la población total del país. En el caso de Brasil y Paraguay si se consideran minorías casi inexistentes. En Uruguay no es posible encontrar descendientes amerindios puros, sin embargo, existen descendientes mestizos concentrados especialmente en el noroeste de ese país. En tal medida se podría calificar a Argentina, Chile y Uruguay como de predominancia caucásica [cita requerida]; Bolivia, predominancia amerindia [cita requerida]; Venezuela, Perú, Brasil y Colombia como países mixtos (blancos-mestizos) [cita requerida]; mientras, Paraguay y Ecuador de una mayoría mestiza [cita requerida]; Guyana y Surinam pueden ser calificados como países asiáticos y afrodescendientes [cita requerida].
Un estudio genético autosómico de 2015, el cual incluyó 25 otros estudios, con 38 poblaciones de Brasil, la composición de Brasil es la siguiente: el aporte europeo es 62 %, el africano 21 % y el indígena 17 %. La contribución europea es más alta en el Sur (77 %), la africana más fuerte en el Nordeste (21 %) y la indígena en el Norte (32 %).

## Idiomas

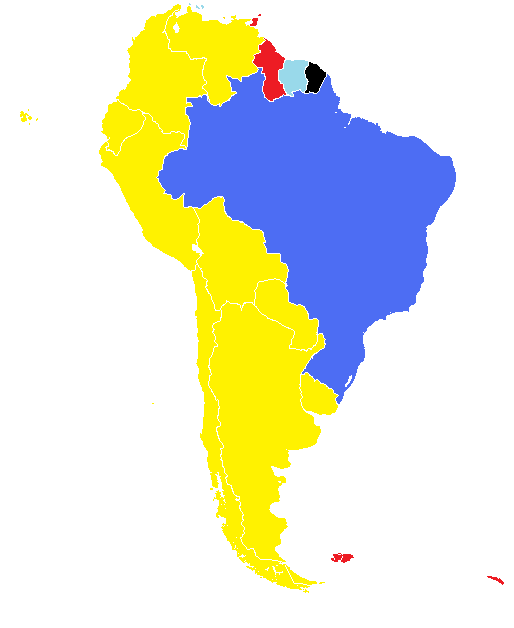
Lenguas en Sudamérica: El español (en amarillo); el portugués (en azul); el inglés (en rojo); el neerlandés (en celeste); y el francés (en negro).
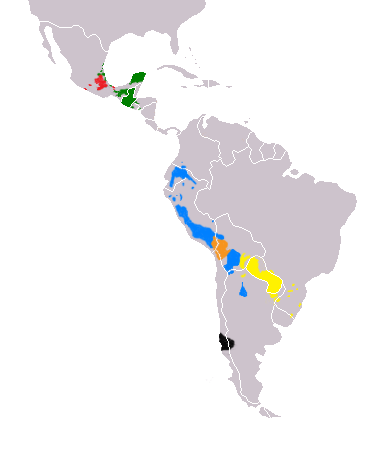
Áreas de distribución de las lenguas indígenas americanas más habladas en Suramérica a principios del siglo XXI: quechua en azul; guaraní en amarillo; aimara en naranja; mapuche en negro.
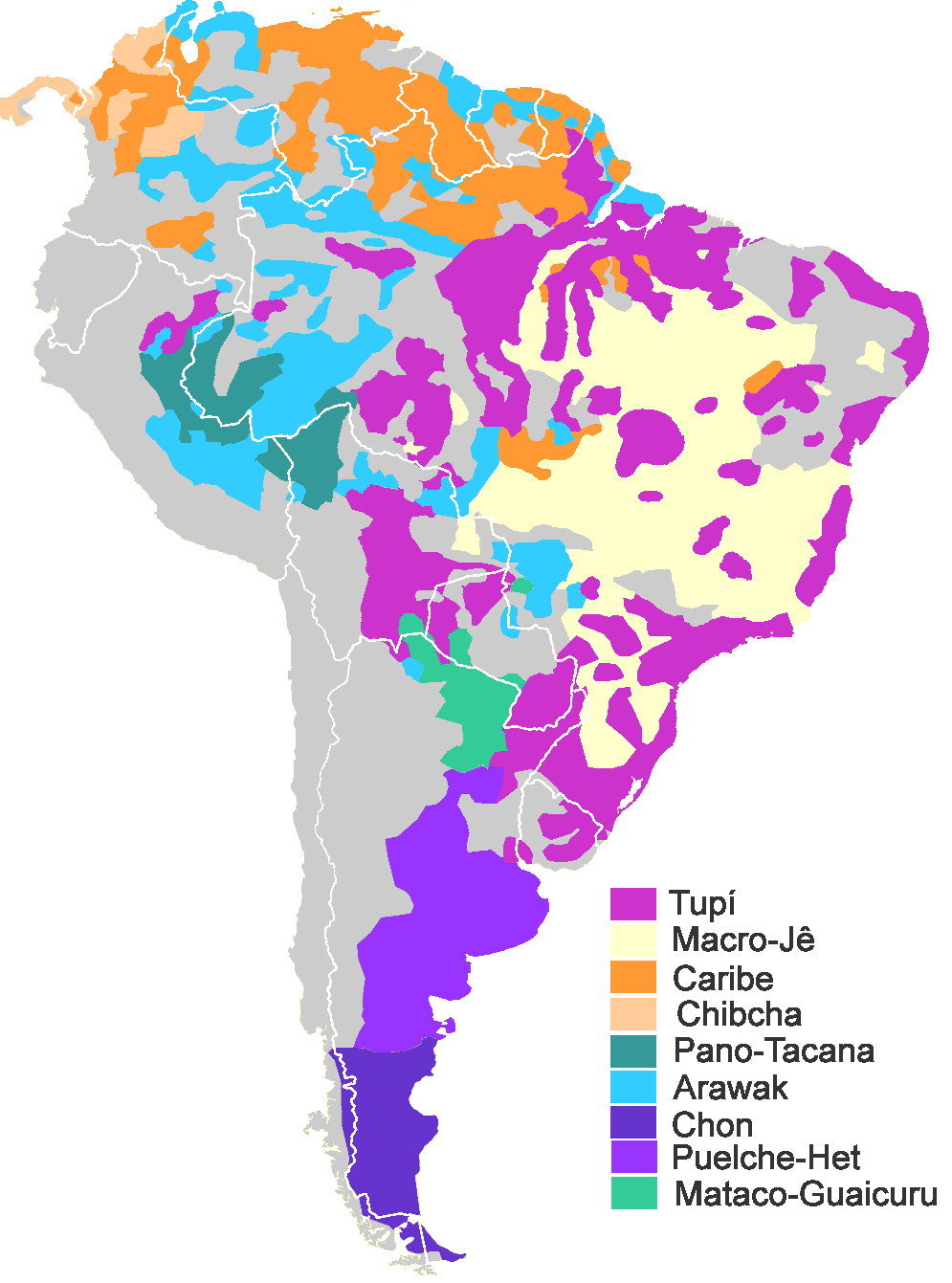
Las principales familias de América del Sur (exceptuando el quechua, aimara, mapudungun y guaraní).

### Lenguas europeas
El portugués y el español son los idiomas principales de América del Sur, siendo que al 2021 el español es la lengua más hablada del subcontinente y se habla principalmente los 9 países, donde es el idioma oficial. El portugués es oficial en Brasil a excepción de las Guyanas, en Surinam y algunos países insulares del mar del Caribe Sudamericano.
En Guyana, en las islas Malvinas (en litigio entre Argentina y Reino Unido quien las administra) y en Trinidad y Tobago se habla el inglés. En Surinam, Aruba, Curazao y Bonaire se habla el neerlandés. En el Departamento de Ultramar de Guayana Francesa, se habla el francés.
|  | Idioma     | Hablantes   | Se habla en                                                              | Extensión     |
|  | ---------- | ----------- | ------------------------------------------------------------------------ | ------------- |
|  | Español    | 215 908 318 | Argentina Bolivia Chile Colombia Ecuador Paraguay Perú Uruguay Venezuela | 8 845 020 km² |
|  | Portugués  | 203 080 756 | Brasil                                                                   | 8 515 767 km  |
|  | Inglés     | 2 198 539   | Guyana Islas Malvinas Trinidad y Tobago                                  | 232 271 km²   |
|  | Neerlandés | 928 619     | Surinam Aruba Curazao Bonaire                                            | 164 443 km²   |
|  | Francés    | 304 929     | Guayana Francesa                                                         | 83 534 km²    |

### Lenguas nativas
En la actualidad todavía se hablan más de 300 lenguas indígenas pertenecientes a multitud de familias (casi la mitad de ellas se hablan en Brasil), y se ha registrado la extinción de unas 180 más desde la llegada de los europeos. Se han reconocido más de 33 familias de tamaño grande o medio, y existe un número elevado de lenguas aisladas e incluso lenguas insuficientemente documentadas que no han podido ser clasificadas adecuadamente. Desde el punto de vista tipológico las lenguas andinas difieren notablemente de las lenguas amazónicas aunque existe una zona de transición entre estos grupos.
Las lenguas quechuas son la familia de lenguas con un mayor número de hablantes, con más de 12 millones de personas. Tradicionalmente se habla del "quechua" o "quichua" como de un solo idioma, aunque desde el punto de vista lingüístico existen variedades difícilmente inteligibles entre sí. Según la Constitución Política de Bolivia, el quechua es uno de los 37 idiomas oficiales de Bolivia. En el Perú, el quechua, que se habla en algunas variedades, está declarado como lengua oficial. Se habla además, una considerable minoría en Ecuador, en Santiago del Estero (Argentina), Tucumán, Salta y Jujuy, así como en el norte de Chile.
El guaraní es la segunda lengua indígena más hablada con más de 7 millones de personas, principalmente en Paraguay, donde es uno de los idiomas oficiales, y en la provincia de Corrientes en Argentina, donde es cooficial. El aimara es también cooficial en Bolivia, mientras que en el Perú solo donde prevalece, asimismo el aimara constituye la primera lengua de casi un tercio de la población de Bolivia y es el principal idioma amerindio del sur peruano, el norte chileno y es hablado también en el norte de Argentina por la comunidad aimara.
|                                                                                   | Idioma                      | Parlantes | Se habla en                                   | Extensión            |
| --------------------------------------------------------------------------------- | --------------------------- | --------- | --------------------------------------------- | -------------------- |
|                                                                                   | Quechua                     | 10 000    | Perú Ecuador Bolivia Argentina Chile Colombia | Quechua I Quechua II |
| Bandera de la Provincia de Corrientes · Bandera del estado de Mato Grosso del Sur | Guaraní                     | 8 000     | Paraguay Bolivia Argentina Brasil             | 500 000 km²          |
|                                                                                   | Aimara                      | 2 000     | Bolivia Perú Chile Argentina                  | Andes centrales      |
|                                                                                   | Sranan tongo                | 500 000   | Surinam                                       | Guayanas             |
|                                                                                   | Criollo de Guayana Francesa | 259 000   | Guayana Francesa                              | Guayanas             |

### Lenguas significativas no oficiales
- El mapudungun es la lengua nativa de los mapuches, hablada por unas 200 mil personas en el centro-sur de Chile y en la Patagonia Argentina.
- El wayúu es una lengua indígena hablada por algo más de 300 mil personas en los países de Colombia y Venezuela. En Colombia esta lengua es oficial en los territorios indígenas wayúu desde la Constitución Política de 1991; asimismo es cooficial en Venezuela desde 1999, como recoge la constitución venezolana.
- Diversos idiomas, como el alemán (el sur de Brasil, Paraguay, Argentina, el sur de Chile y la selva central del Perú) el italiano (Argentina, Brasil, Colombia, Uruguay, Venezuela), y el japonés (Brasil, Perú y Colombia) son aún hablados por los inmigrantes que llegaron a los países a fines del siglo XIX y a lo largo del siglo XX.
- El galés se habla en la provincia argentina de Chubut.
- El croata es hablado por parte de la comunidad de descendientes de inmigrantes que habita en las regiones chilenas de Antofagasta y Magallanes.
- El inglés en islas y costas del Caribe colombiano.
- El árabe tiene una fuerte presencia en el norte de Colombia.

## Religión

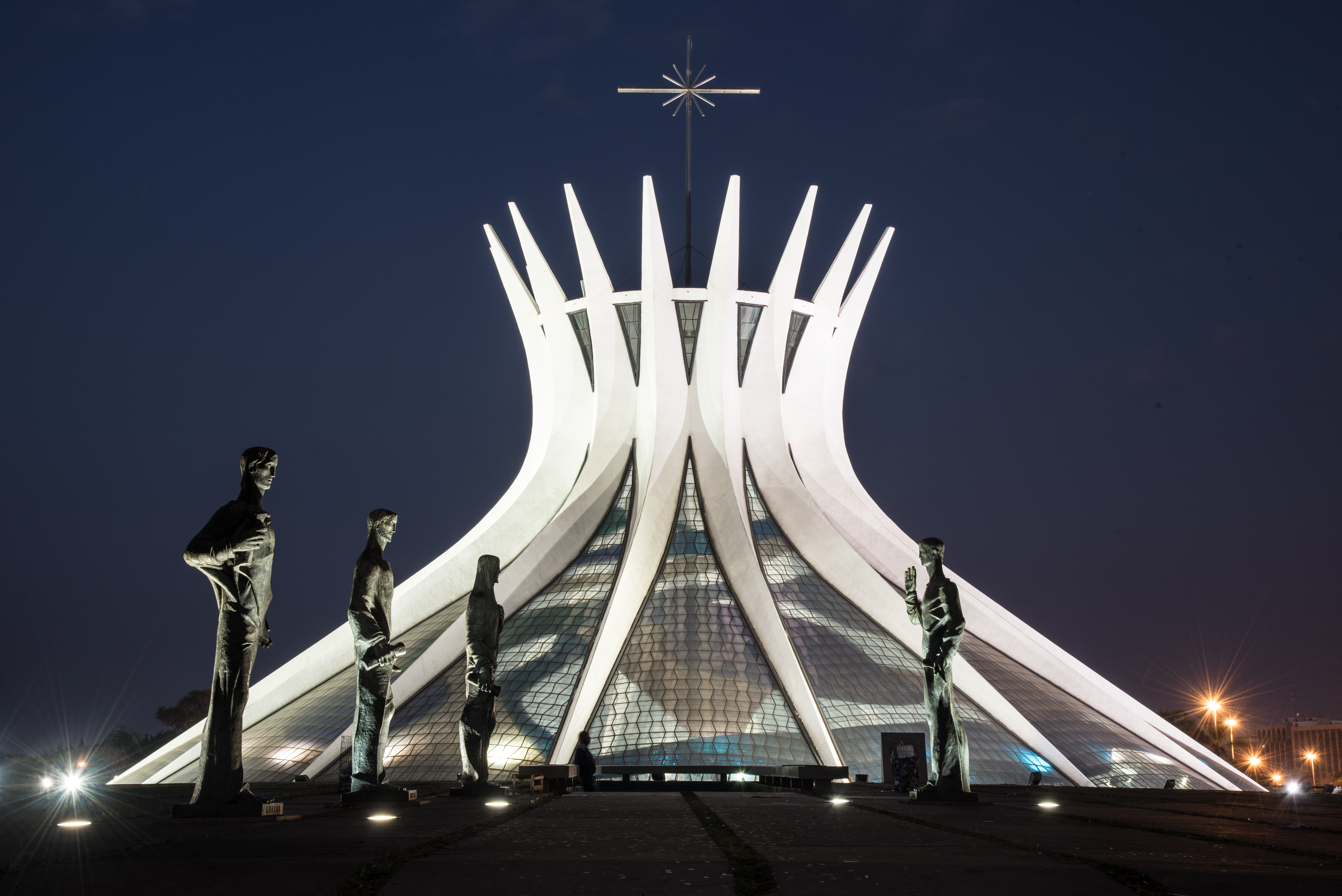
Catedral Metropolitana de Nuestra Señora Aparecida, Brasil.
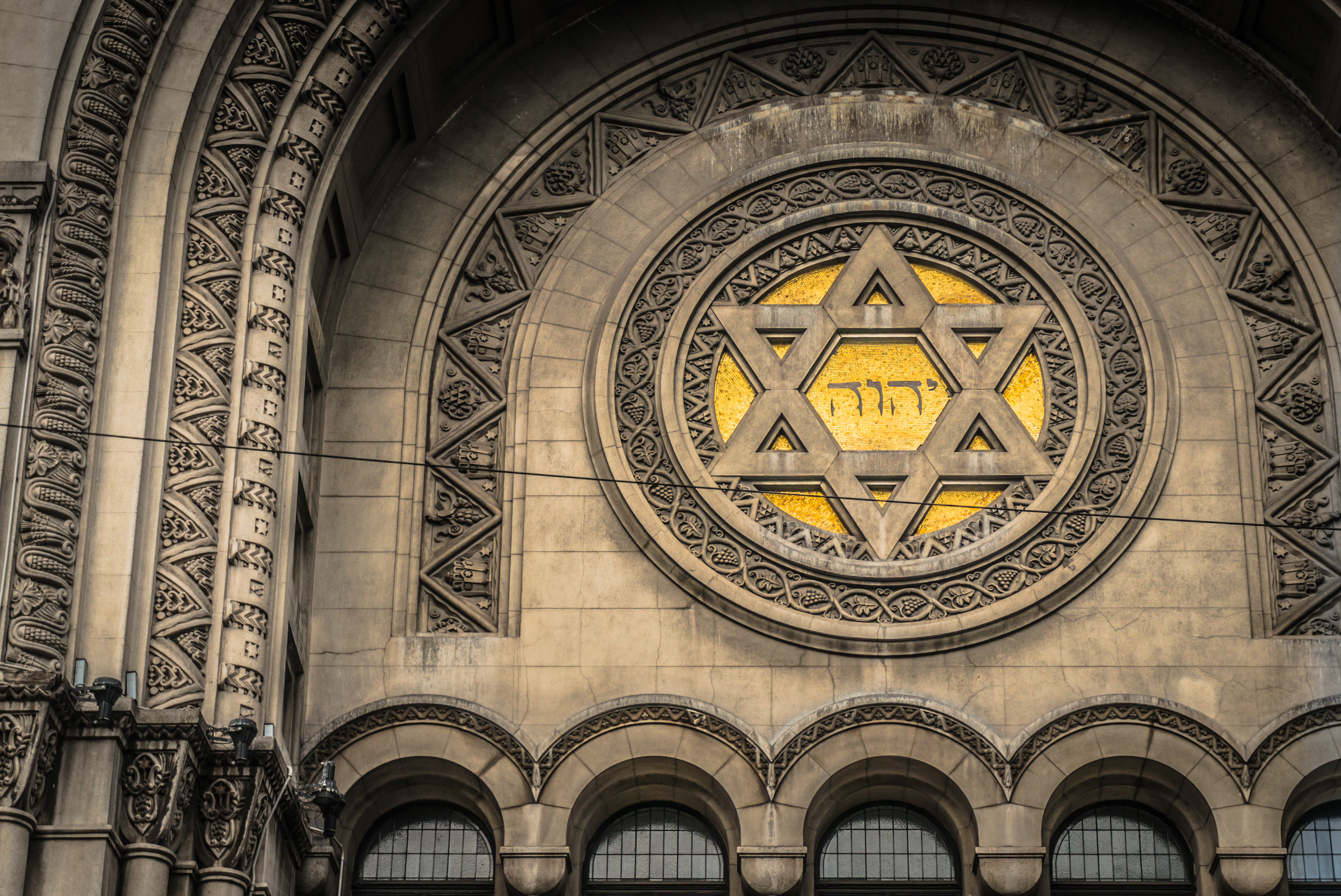
Sinagoga de la Congregación Israelita Argentina.
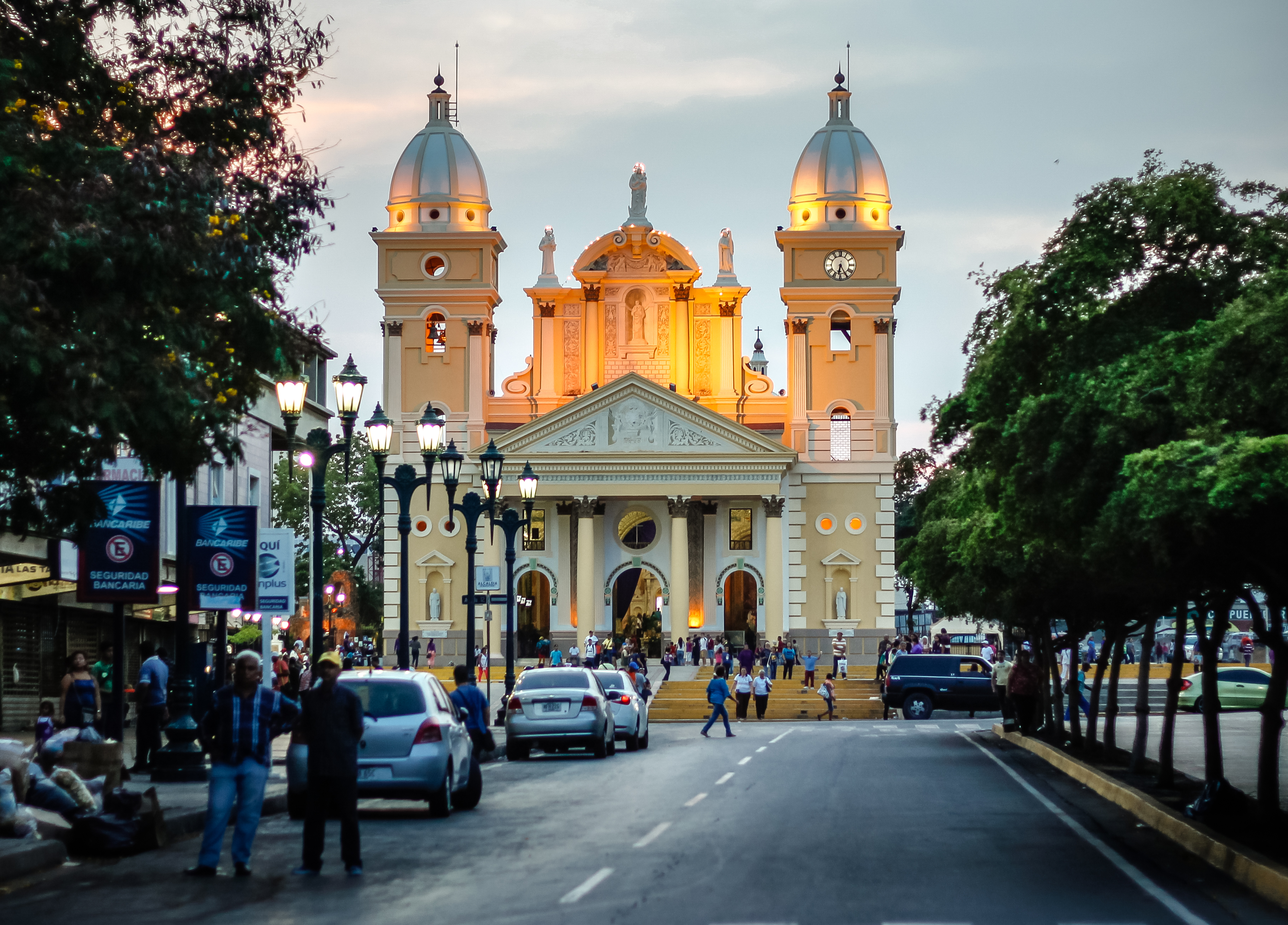
Basílica de Nuestra Señora de Chiquinquirá, Venezuela.
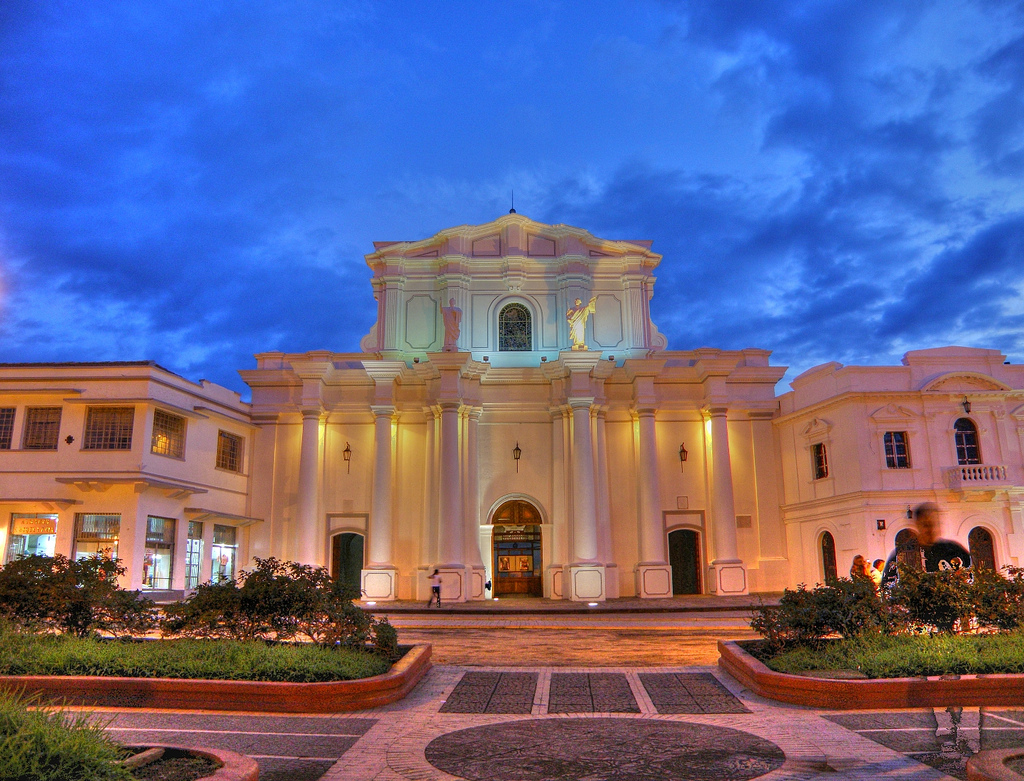
Catedral basílica de Nuestra Señora de la Asunción de Popayán, Colombia.
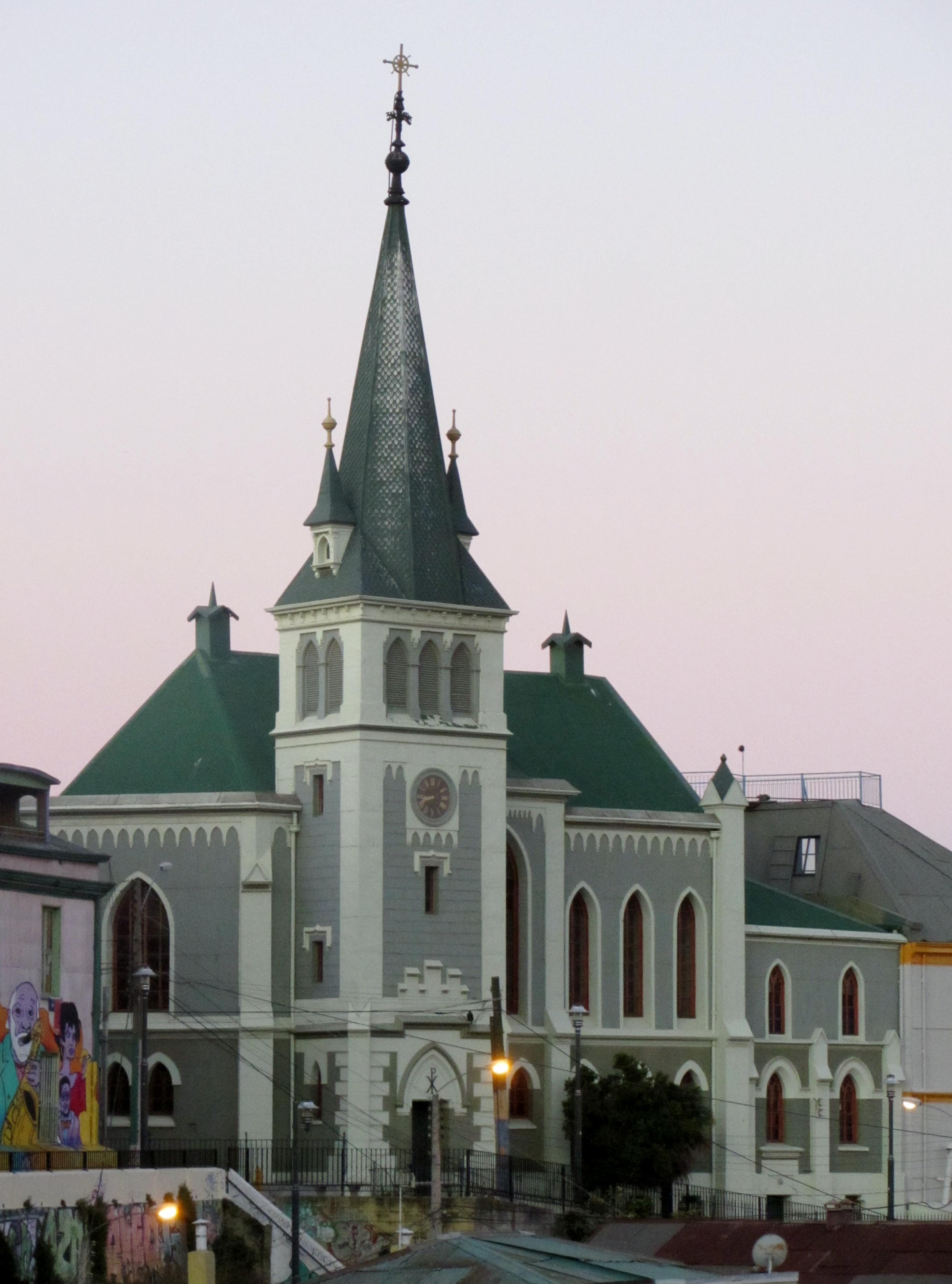
Iglesia Luterana de Valparaíso, Chile.
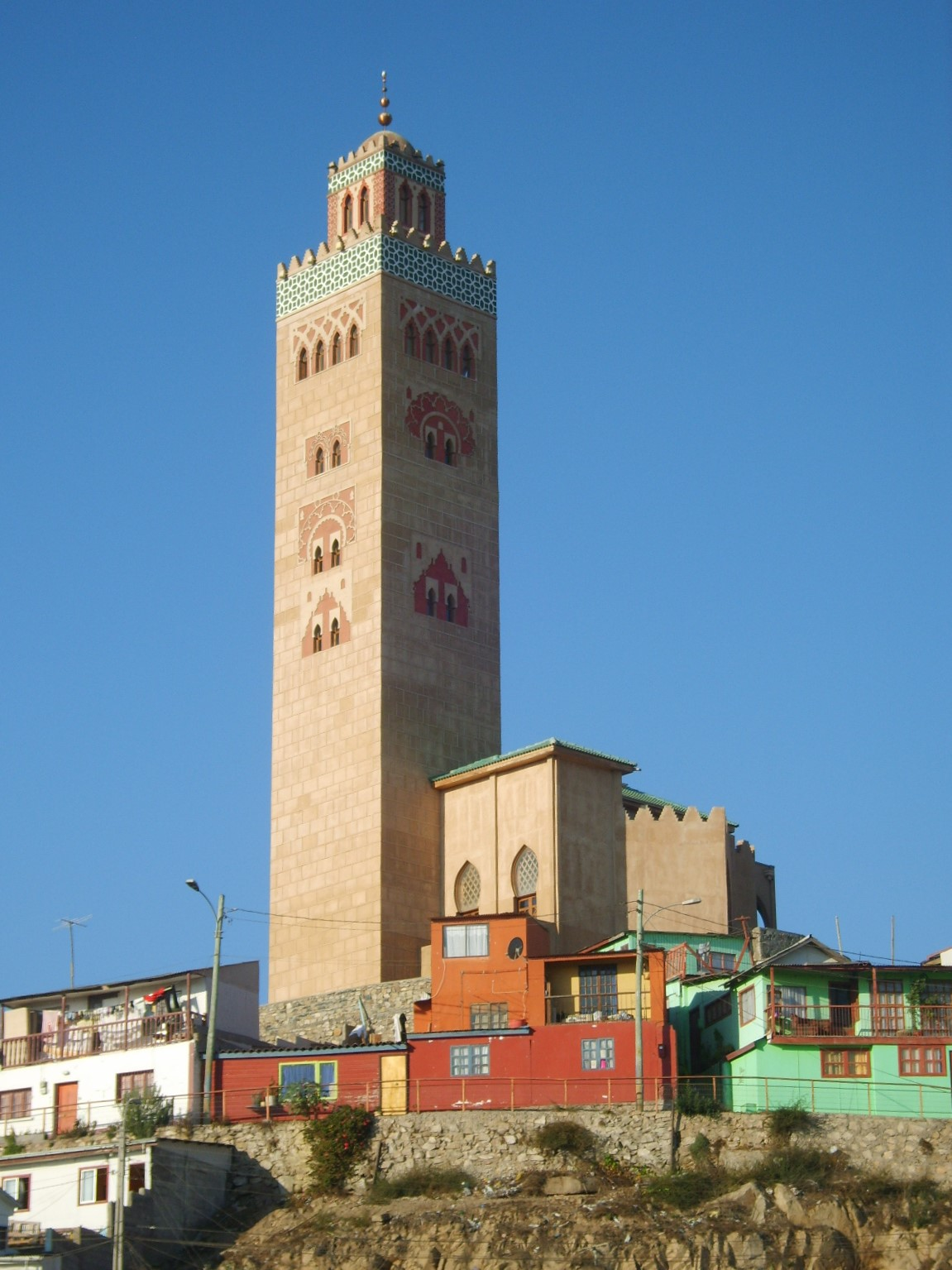
Mezquita Mohammed VI para el Diálogo de las Civilizaciones, Chile.

| \| Países \| Cristianos \| Católicos \| Protestantes \| No Afiliados (agnósticos, ateos, creyentes sin afiliación religiosa) \| \| --------------------- \| ---------- \| --------- \| ------------ \| -------------------------------------------------------------------- \| \| Argentina \| 88 % \| 77 % \| 11 % \| 11 % \| \| Aruba \| 94 % \| 81 % \| 13 % \| 6 % \| \| Bolivia \| 96 % \| 74 % \| 22 % \| 4 % \| \| Bonaire \| 91 % \| 77 % \| 14 % \| 7 % \| \| Brasil \| 87 % \| 65 % \| 22 % \| 8 % \| \| Chile \| 70 %[313] \| 57 % \| 13 % \| 25 %[313] \| \| Colombia \| 92 % \| 80 % \| 12 % \| 7 % \| \| Curazao \| 91 % \| 73 % \| 18 % \| 6 % \| \| Ecuador \| 94 % \| 82 % \| 12 % \| 6 % \| \| Guyana \| 65 % \| 13 % \| 52 % \| 2 % \| \| Guayana Francesa \| 85 % \| 77 % \| 8 % \| 3 % \| \| Islas Malvinas \| 67 % \| 21 % \| 46 % \| 32 % \| \| Paraguay \| 95 % \| 85 % \| 10 % \| 2 % \| \| Perú \| 94 % \| 81 % \| 13 % \| 3 % \| \| Surinam \| 51 % \| 29 % \| 22 % \| 5 % \| \| Trinidad y Tobago \| 60 % \| 21,5 % \| 29,3 % \| 11.1 % \| \| Uruguay \| 58 % \| 47 % \| 11 % \| 41 % \| \| Venezuela \| 88 % \| 71 % \| 17 % \| 8 % \| \| Total América del Sur \| 82 % \| 61 % \| 21 % \| 13 % \| |            |           |              |                                                                      |
| Países | Cristianos | Católicos | Protestantes | No Afiliados (agnósticos, ateos, creyentes sin afiliación religiosa) |
| Argentina | 88 %       | 77 %      | 11 %         | 11 %                                                                 |
| Aruba | 94 %       | 81 %      | 13 %         | 6 %                                                                  |
| Bolivia | 96 %       | 74 %      | 22 %         | 4 %                                                                  |
| Bonaire | 91 %       | 77 %      | 14 %         | 7 %                                                                  |
| Brasil | 87 %       | 65 %      | 22 %         | 8 %                                                                  |
| Chile | 70 %       | 57 %      | 13 %         | 25 %                                                                 |
| Colombia | 92 %       | 80 %      | 12 %         | 7 %                                                                  |
| Curazao | 91 %       | 73 %      | 18 %         | 6 %                                                                  |
| Ecuador | 94 %       | 82 %      | 12 %         | 6 %                                                                  |
| Guyana | 65 %       | 13 %      | 52 %         | 2 %                                                                  |
| Guayana Francesa | 85 %       | 77 %      | 8 %          | 3 %                                                                  |
| Islas Malvinas | 67 %       | 21 %      | 46 %         | 32 %                                                                 |
| Paraguay | 95 %       | 85 %      | 10 %         | 2 %                                                                  |
| Perú | 94 %       | 81 %      | 13 %         | 3 %                                                                  |
| Surinam | 51 %       | 29 %      | 22 %         | 5 %                                                                  |
| Trinidad y Tobago | 60 %       | 21,5 %    | 29,3 %       | 11.1 %                                                               |
| Uruguay | 58 %       | 47 %      | 11 %         | 41 %                                                                 |
| Venezuela | 88 %       | 71 %      | 17 %         | 8 %                                                                  |
| Total América del Sur | 82 %       | 61 %      | 21 %         | 13 %                                                                 |

El cristianismo (catolicismo, seguido del protestantismo) es la religión predominante, aunque el número de fieles tiene tendencia a decrecer por causa del crecimiento del agnosticismo, el ateísmo [cita requerida]. También existen diversas religiones entre los nativos indígenas. Brasil es el país con mayor número de católicos en el mundo, aunque su número disminuye rápidamente.
También hay numerosas comunidades judías en Argentina, Brasil y Uruguay. Las religiones afroamericanas tienen presencia en países con fuerte población negra como Colombia, Venezuela y Brasil, en Uruguay hay una minoría de practicantes de la religión umbandista.

## Cultura
La cultura suramericana es un conjunto diverso de tradiciones, costumbres y expresiones artísticas que refleja la historia y la diversidad étnica de la región. Está marcada por un pasado colonial y la influencia de civilizaciones precolombinas, lo que ha dado lugar a un mestizaje entre grupos indígenas, europeos y africanos. En Suramérica, el español y el portugués son los idiomas predominantes, aunque también se hablan más de 300 lenguas indígenas, como el quechua, el guaraní y el aimara.
La herencia precolombina es un componente significativo de la cultura suramericana, con vestigios de civilizaciones como los incas y los mayas que se manifiestan en la gastronomía, las tradiciones y las lenguas. La religión tiene un papel importante en esta cultura; el catolicismo es la fe predominante, pero ha sido influenciado por creencias indígenas a través de procesos de sincretismo. La música y la danza son expresiones culturales relevantes, con géneros variados que incluyen la samba, el tango, la cumbia y el joropo, cada uno representando características distintivas de su región.
El fenómeno migratorio ha contribuido a la diversidad cultural en Suramérica, ya que los sudamericanos que se establecen en otras partes del mundo llevan consigo sus tradiciones y costumbres. Este intercambio cultural no solo enriquece a las comunidades receptoras, sino que también permite a los emigrantes regresar a sus países de origen con nuevas influencias. La cultura suramericana continúa evolucionando, fusionando elementos tradicionales con contemporáneos y reflejando su pluralidad.

### Literatura

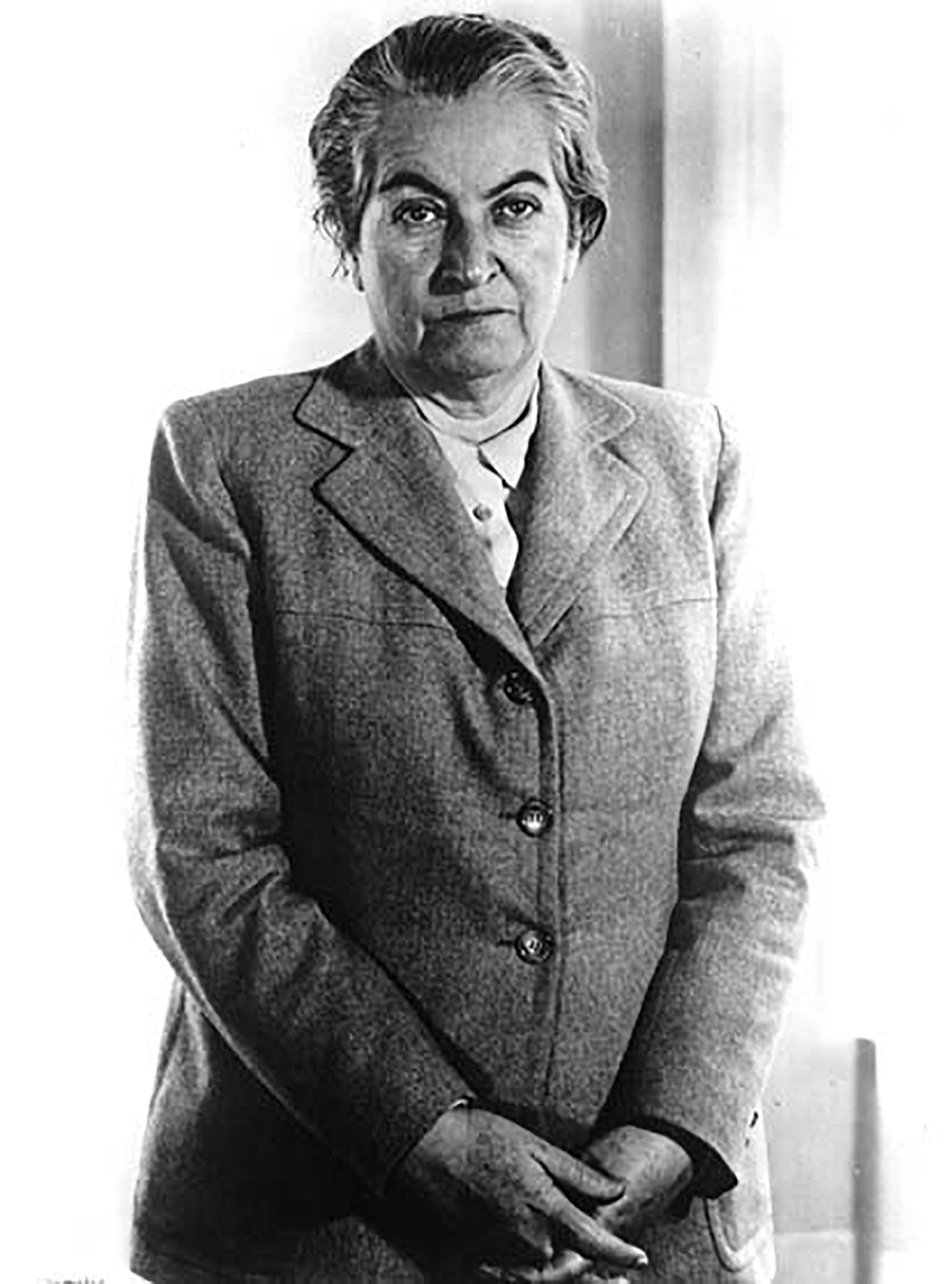
Gabriela Mistral (Chile), primera latinoamericana en obtener el Premio Nobel de Literatura, en 1945.
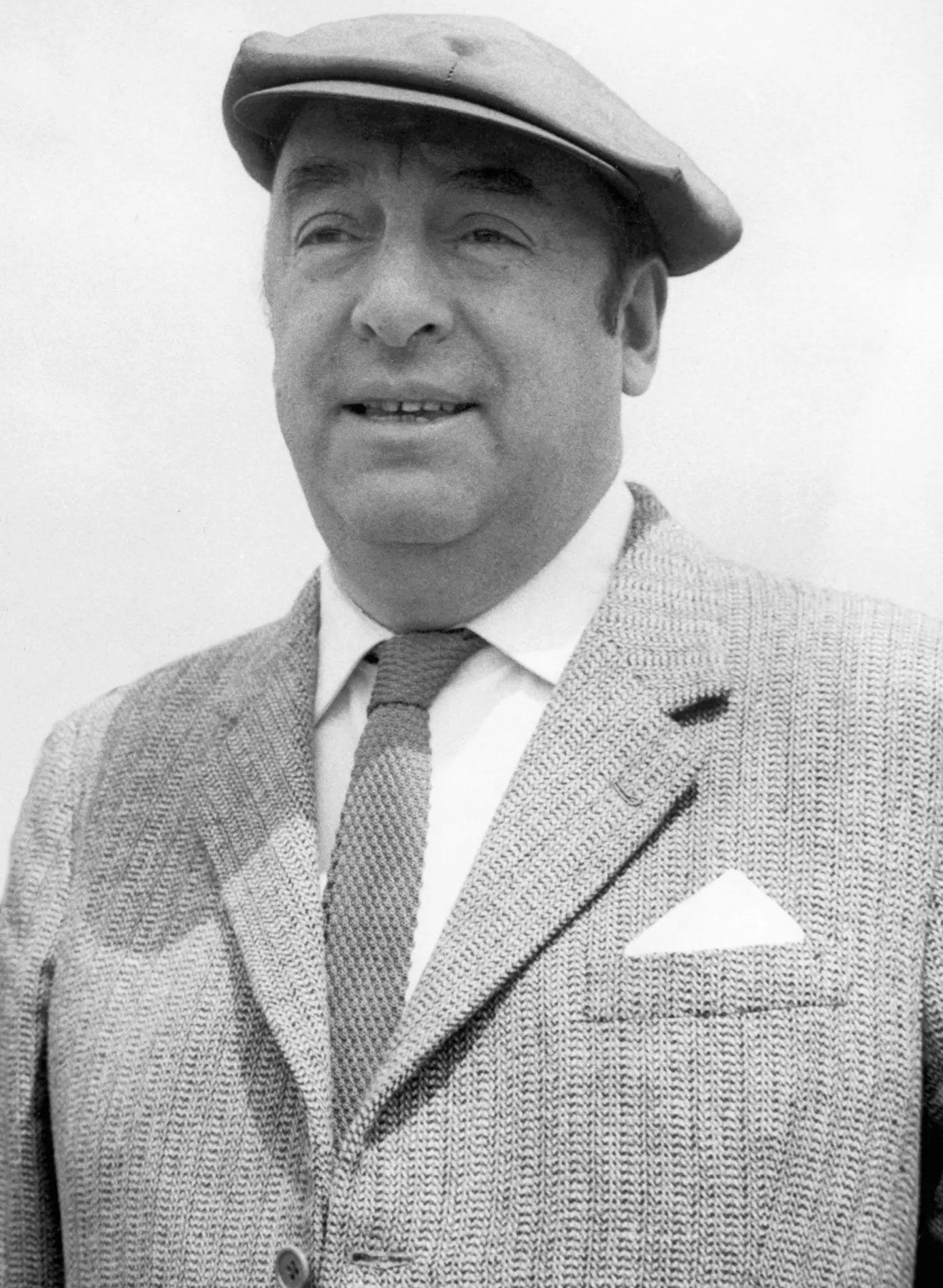
Pablo Neruda (Chile), Premio Nobel de Literatura en 1971.
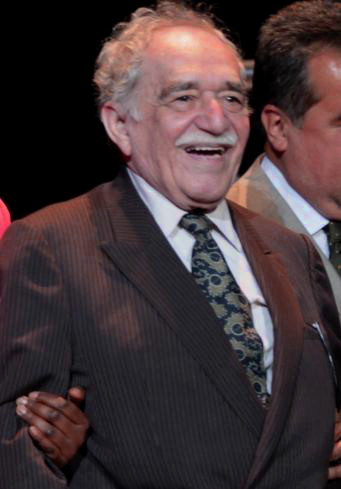
Gabriel García Márquez (Colombia), Premio Nobel de Literatura en 1982.
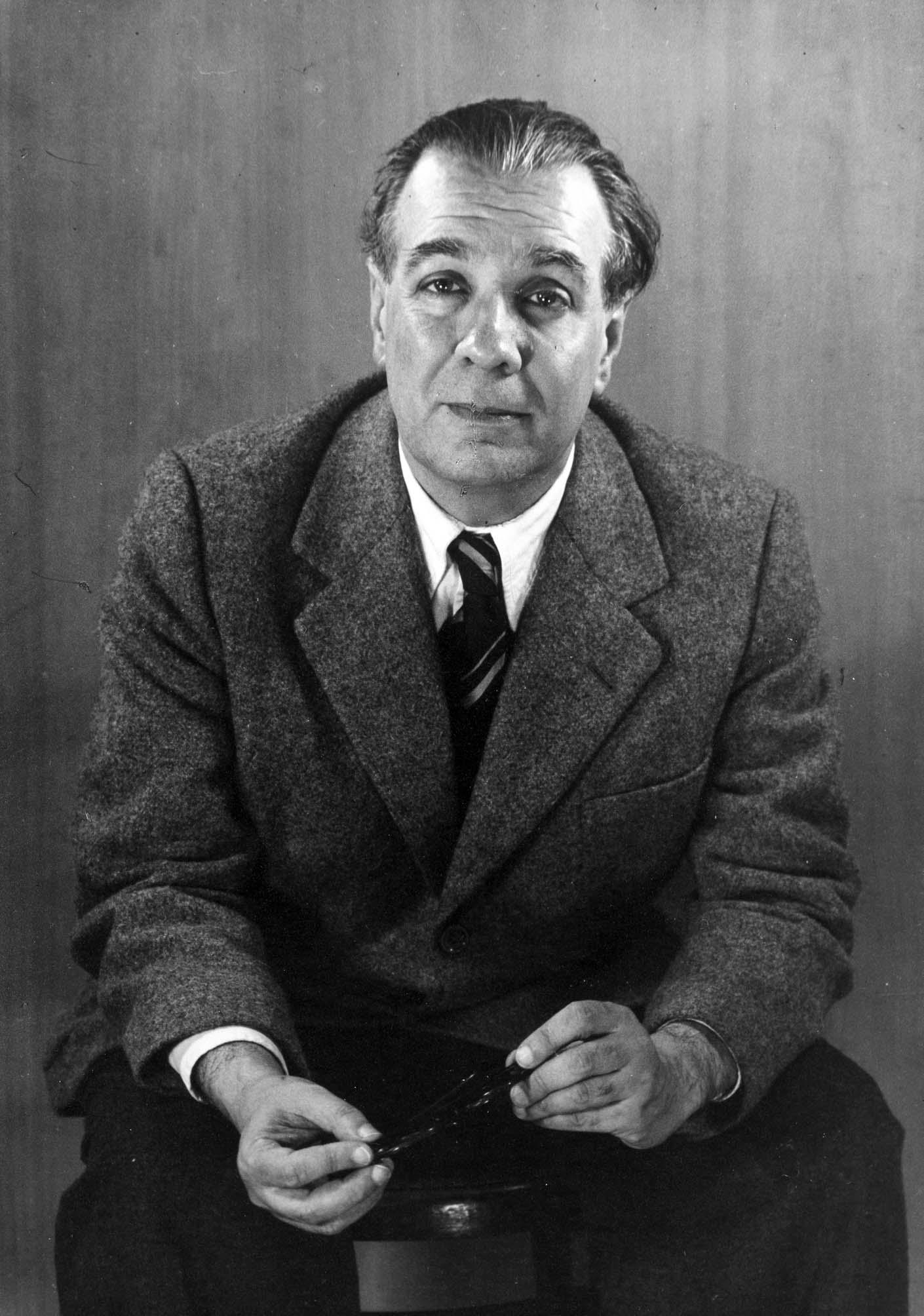
Jorge Luis Borges (Argentina), uno de los mayores exponentes de la literatura latinoamericana.
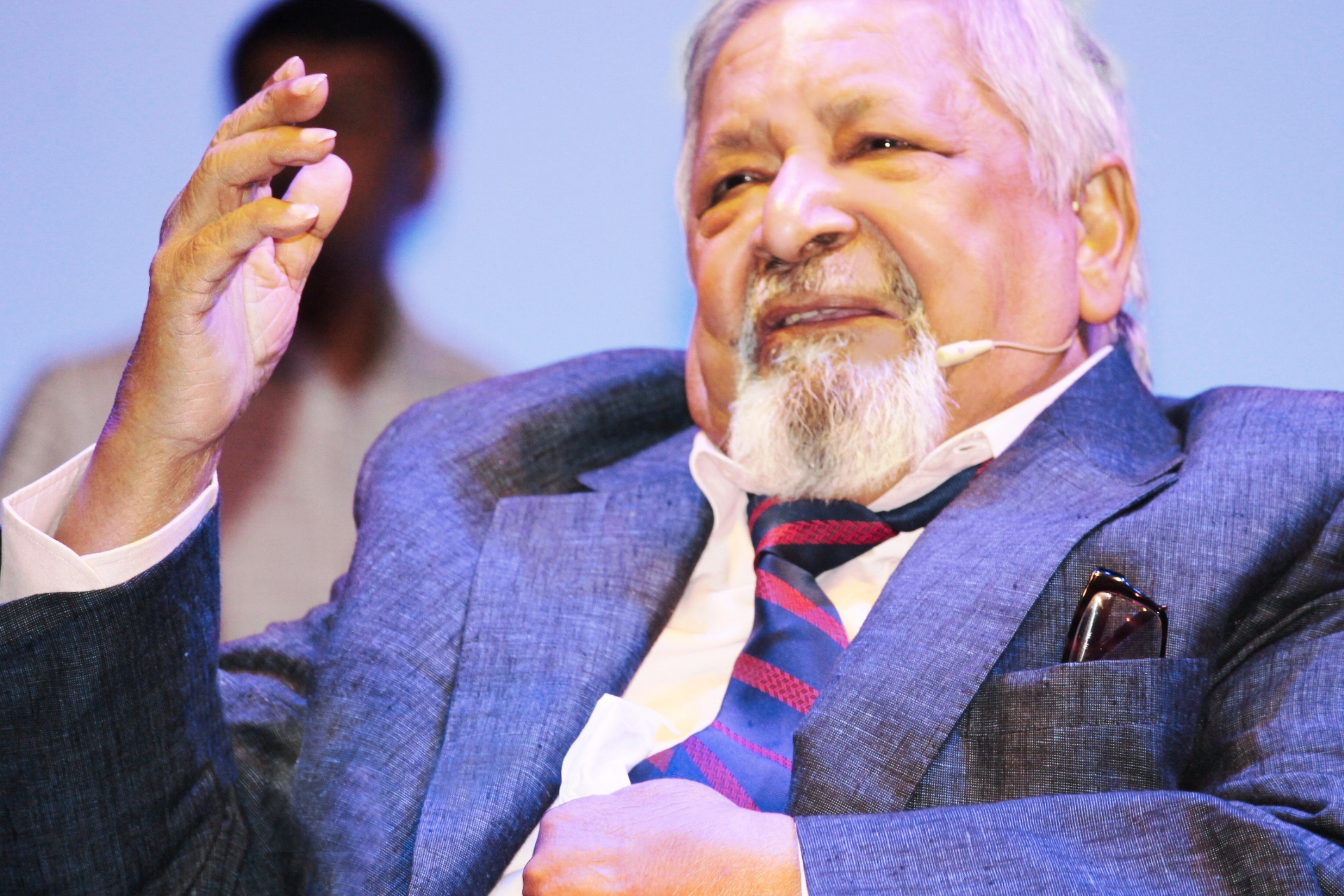
V. S. Naipaul (Trinidad y Tobago), Premio Nobel de Literatura, en 2001.
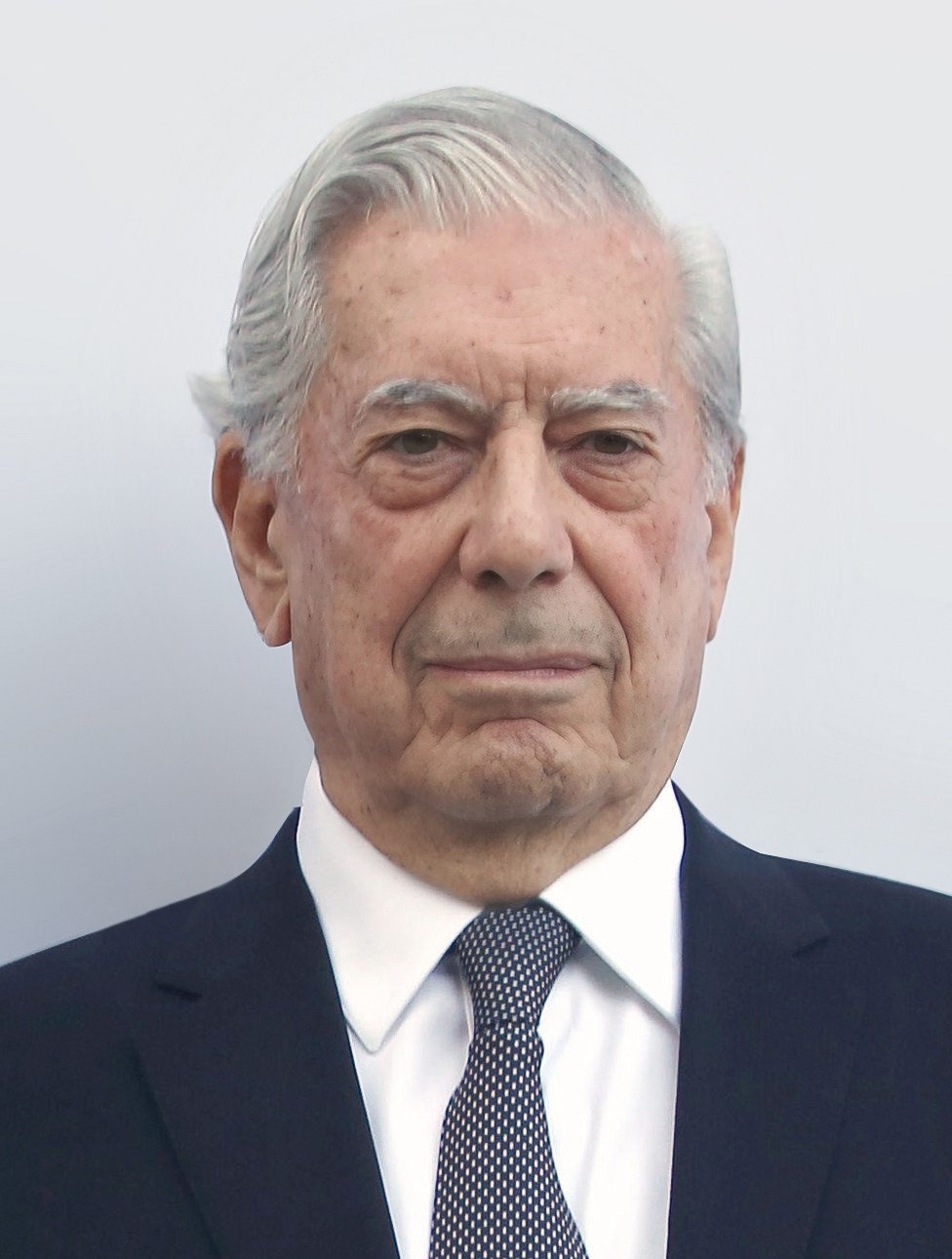
Mario Vargas Llosa (Perú), Premio Nobel de Literatura en 2010.

La cultura sudamericana está presente de diversas maneras a nivel mundial. Así, por ejemplo, las artesanías andinas disfrutan de considerable demanda en diferentes mercados como el europeo.[cita requerida]
En la primera mitad del siglo XX el tango, estilo musical y danza de origen rioplatense (argentino-uruguayo), tuvo gran éxito en Europa y Colombia. Esta música era interpretada en castellano lo que no fue un obstáculo para su difusión en el exterior. En América de Sur se han desarrollado estilos musicales no exclusivos del subcontinente, como la salsa, que tiene epicentros como Barranquilla, Cali y Cartagena (Colombia) y Caracas (Venezuela). También algunas expresiones culturales de Brasil tienen fuerte presencia a nivel mundial como la capoeira, la bossa nova y la samba.
La literatura tiene importancia significativa en Sudamérica y prueba de ello son los cuatro escritores que han sido laureados con el Premio Nobel de Literatura: Los chilenos Gabriela Mistral y Pablo Neruda, el colombiano Gabriel García Márquez y el peruano Mario Vargas Llosa. Respecto de un galardón específico del idioma castellano, los argentinos Jorge Luis Borges, Ernesto Sabato, Adolfo Bioy Casares y Juan Gelman; los chilenos Gonzalo Rojas, Jorge Edwards y Nicanor Parra; el paraguayo Augusto Roa Bastos, y el uruguayo Juan Carlos Onetti fueron premiados con el Premio Cervantes. Otros escritores y figuras de la literatura continental en español son los venezolanos Rómulo Gallegos, Teresa de la Parra y Arturo Uslar Pietri; los argentinos Julio Cortázar, Alfonsina Storni, Victoria Ocampo y Roberto Arlt; los chilenos Vicente Huidobro, Manuel Rojas, Isabel Allende, José Donoso y Roberto Bolaño; el paraguayo Augusto Roa Bastos; los peruanos César Vallejo, Ciro Alegría y Julio Ramón Ribeyro; los uruguayos Felisberto Hernández, Juan Carlos Onetti, Mario Benedetti y Eduardo Galeano.
El máximo galardón de la lengua portuguesa, el Premio Camões ha sido concedido desde su creación en 1988 a los siguientes autores brasileños: João Cabral de Melo Neto, Rachel de Queiroz, Jorge Amado, António Cândido, Autran Dourado, Rubem Fonseca, Lygia Fagundes Telles, João Ubaldo Ribeiro, Ferreira Gullar y Dalton Trevisan. Pero fuera de estos exponentes recientes, Brasil ha aportado otros autores literarios de repercusión continental y mundial como Machado de Assis, Euclides da Cunha, Guimaraes Rosa Vinicius de Moraes, Clarice Lispector y Paulo Coelho.
Por otra parte, el surgimiento y desarrollo de diversos estilos o corrientes literarias se relacionan con América del Sur. Así por ejemplo, aunque de autor nicaragüense, Rubén Darío, el primer libro del modernismo hispánico, Azul..., se publicó en Valparaíso en 1888 marcando senda para numerosos autores del subcontinente. Mientras el origen y universalización del llamado realismo mágico también se asocia con autores sudamericanos, como María Luisa Bombal, Arturo Uslar Pietri y Gabriel García Márquez. Otros casos son numerosos, como la más personal, aunque también iniciadora de una escuela, "antipoesía" de Nicanor Parra o el "creacionismo" de Vicente Huidobro. Por su parte, en Brasil han surgido corrientes y escuelas literarias de carácter nacional, como el modernismo brasileño, diverso del hispánico, que también tiene exponentes en la plástica.
Jorge Luis Borges fue uno de los autores más importantes e influyentes de la literatura del siglo XX, a nivel sudamericano y global. Inventó prácticamente un nuevo género de literatura. Recibió el primer Prix International de la historia en 1961, y el Premio Jerusalén en 1971. Ciego a los 55 años, fue muy polémico, con posturas políticas que le impidieron ganar el Premio Nobel de Literatura al que fue candidato durante casi treinta años. El escritor y ensayista J. M. Coetzee dijo de él: «Él, más que cualquier otro, renovó el lenguaje de ficción y así abrió el camino para toda una generación de destacados novelistas hispanoamericanos».

### Artes plásticas

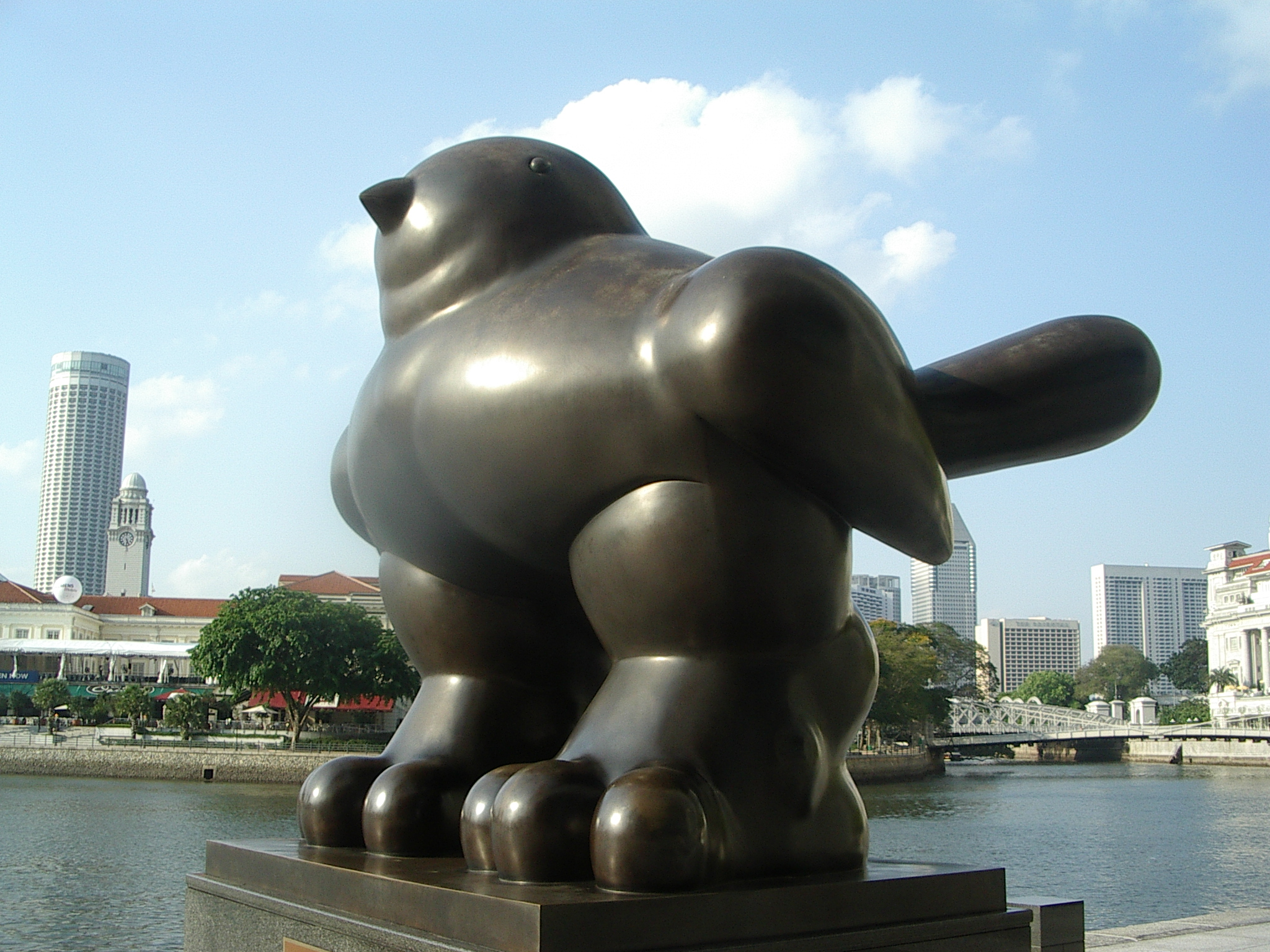
Pájaro grande, obra del artista colombiano Fernando Botero, expuesta en Singapur.

El artista plástico ecuatoriano Oswaldo Guayasamín representó con su estilo en la pintura y la escultura el sentir de los pueblos de América Latina resaltando las injusticias sociales en diversas partes del mundo. El venezolano Armando Reverón, cuya obra empieza a ser reconocida internacionalmente, es uno de los artistas más importantes del siglo XX en América del Sur; es precursor del Arte Povera y del Happening. El colombiano Fernando Botero (1932) es uno de los mayores exponentes de la pintura y la escultura que continúa activo y que ha sido capaz de desarrollar un estilo reconocible y propio. Por su parte, el venezolano Carlos Cruz-Diez ha contribuido notablemente al arte contemporáneo, con presencia de obras en todo el mundo.
Actualmente diversos artistas suramericanos emergentes son reconocidos por la crítica de arte internacional: Guillermo Lorca, pintor chileno, Teddy Cobeña escultor ecuatoriano (premio internacional de escultura en Francia) o el artista argentino Adrián Villar Rojas, premio de arte del museo de Zúrich, entre muchos otros.

## Deporte
El grado de desarrollo de las infraestructuras deportivas varía radicalmente entre un país y otro y entre las propias regiones de un mismo país. La inversión estatal también es dispar, siendo frecuente que las áreas menos desarrolladas económicamente tengan un menor acceso a dichas infraestructuras que las más desarrolladas. Además, el modelo de deporte aplicado en América del Sur desde finales del siglo XIX entendido como la comparación de rendimientos corporales para designar campeones u obtener recompensas, ha fracasado ya que aún no se ha logrado la incorporación de la mayor parte de la población a la práctica del deporte de manera regular. América del Sur cuenta con infraestructuras deportivas de gran envergadura, tanto por su aforo, condiciones de infraestructura, servicios, como por su localía, entre los cuales se destacan:
- El Hipódromo de San Isidro, dedicado a las carreras de caballos, cuenta con una capacidad para 100 000 personas, siendo el más grande de Sudamérica, ubicado en el Partido de San Isidro, en la provincia de Buenos Aires, Argentina.
- El estadio Monumental del Perú, popularmente conocido como Monumental de la "U" o Monumental de Ate, es el estadio principal del Club Universitario de Deportes. Cuenta con una capacidad o aforo total para 85 000 espectadores: 65 000 asistentes en sus cuatro tribunas y 20 000 personas adicionales en los cuatro edificios de palcos-suites que lo rodean, lo cual lo convierte en el estadio de fútbol más grande de Sudamérica, después de la remodelación hecha al estadio Maracaná que disminuyó su aforo a 78 639.[332][333]
- El estadio Monumental de Caracas es el estadio de béisbol más grande de Sudamérica y el segundo de América Latina, después del Latino de La Habana, Cuba y tiene una capacidad aproximada de 40 000 espectadores.
- El estadio Centenario fue sede de la primera Copa Mundial de Fútbol, es el estadio con mayor capacidad de Uruguay con unos 65 235 asientos de capacidad, lo cual lo convierte en uno de los 15 más grandes de América. El 18 de julio de 1983 fue declarado por la FIFA como Monumento Histórico del Fútbol Mundial, siendo la única construcción de esta índole en todo el mundo, se ubica en el Barrio Parque Batlle de Montevideo, Uruguay.
- El estadio Hernando Siles es el estadio más grande de Bolivia con capacidad para 42 000 espectadores, se ubica en La Paz a unos 3650 m s. n. m. (metros sobre el nivel del mar) lo cual lo convierte en el estadio de alta categoría a mayor altitud en el mundo, a pesar de ser el segundo estadio más alto del mundo detrás del estadio Víctor Agustín Ugarte de Potosí, el cual tiene capacidad de 32 000 espectadores y se ubica a unos 3900 m s. n. m.
- El autódromo José Carlos Pace se encuentra ubicado en el barrio de Interlagos de São Paulo, Brasil, es el más grande de Sudamérica con capacidad para 60 000 espectadores.
- El Goiânia Arena es la infraestructura dedicada al voleibol más grande de Sudamérica con capacidad para 15 000 espectadores, se ubica en Goiânia, capital del estado de Goiás en Brasil.
- El Coliseo Cubierto Julio Monsalvo y el Coliseo Amauta, ambos gimnasios construidos para albergar competiciones de baloncesto, localizados en Valledupar, Colombia, y en Lima, Perú, respectivamente, son los más grandes de Sudamérica con 20 000 personas de capacidad cada uno.

### Fútbol

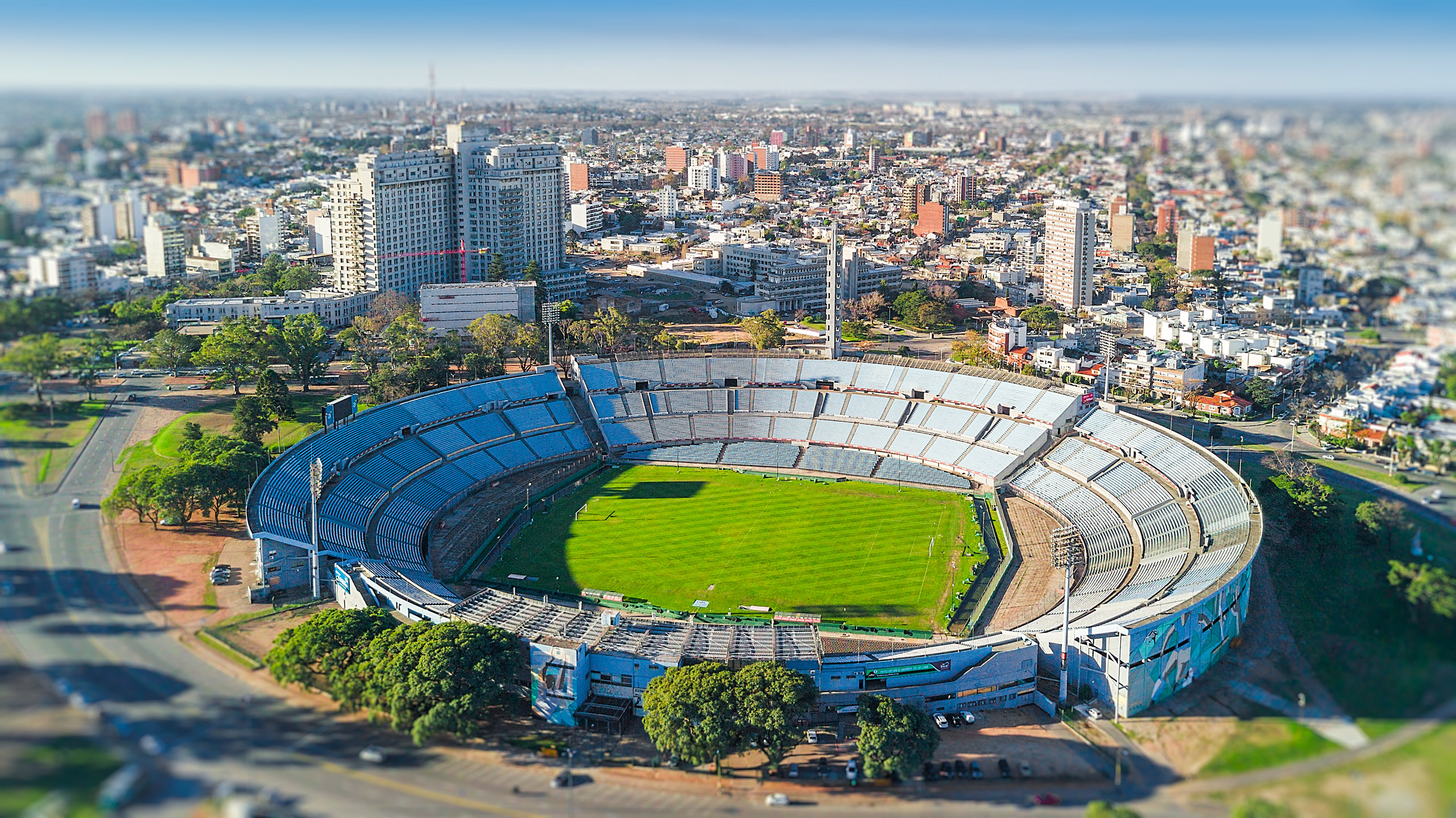
Estadio Centenario (Uruguay), donde se celebró la primera Copa Mundial de Fútbol.
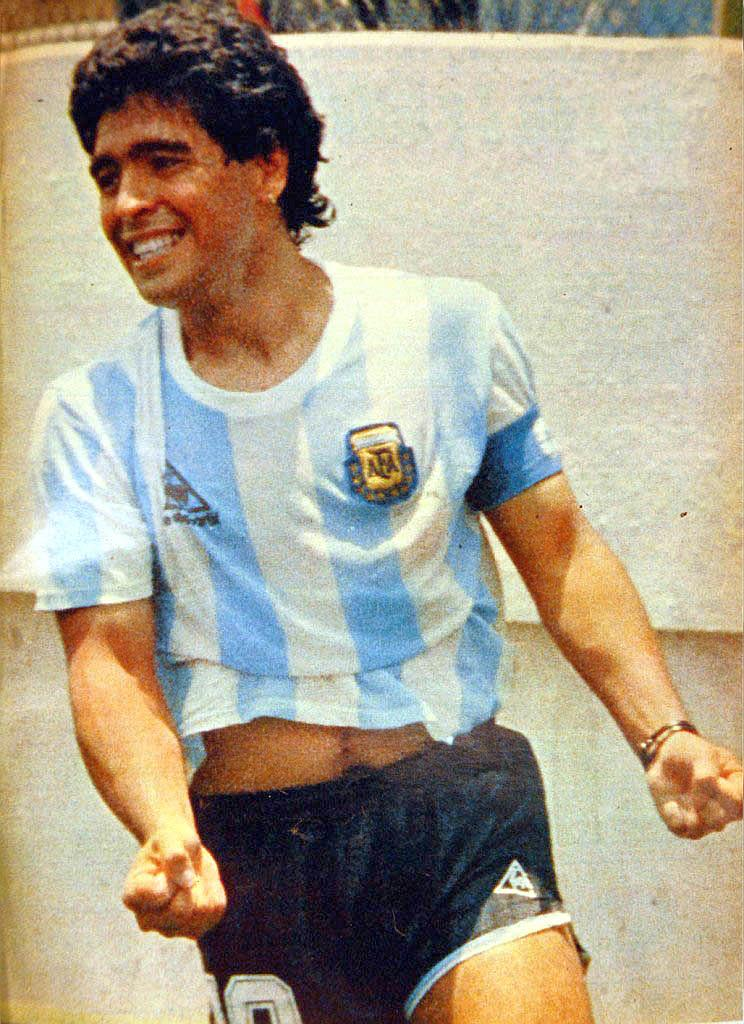
Maradona (Argentina), Futbolista del siglo XX según la FIFA.
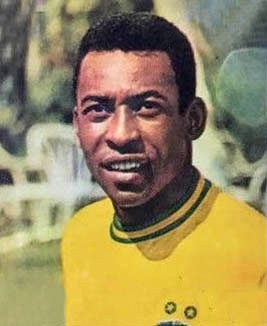
Pelé (Brasil), Futbolista del siglo XX según la FIFA.
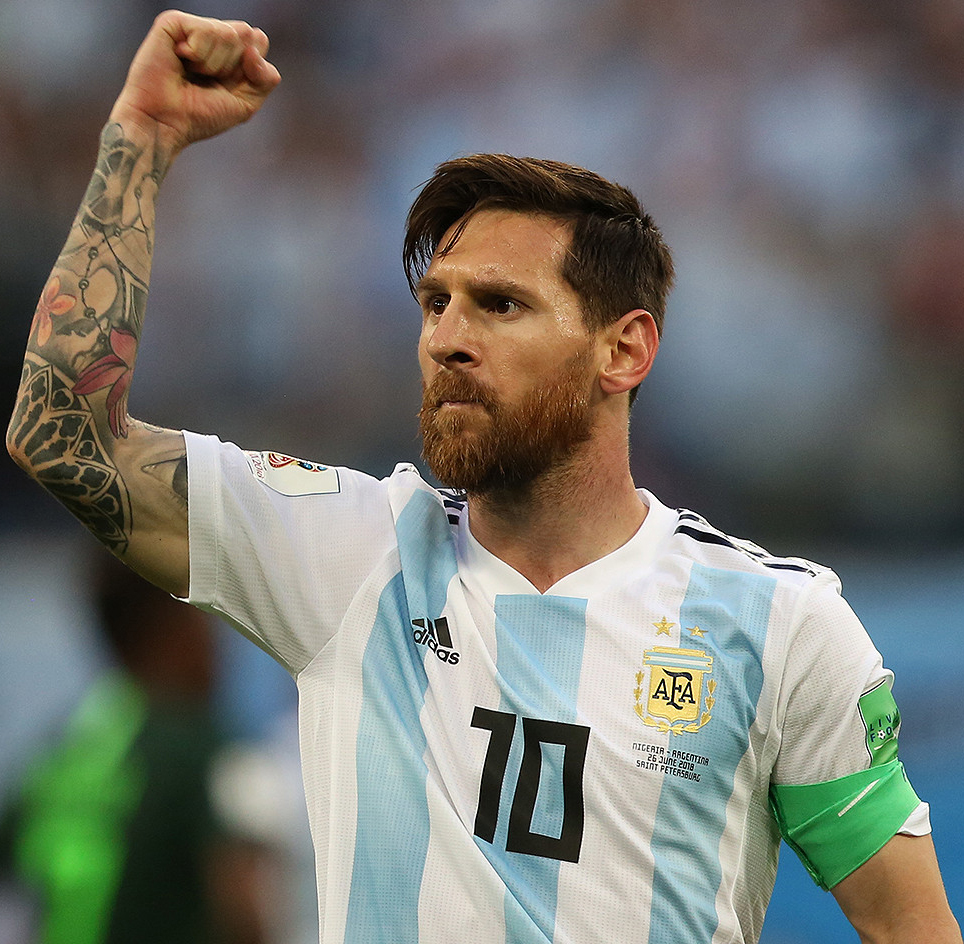
Lionel Messi (Argentina), elegido ocho veces mejor jugador del mundo.
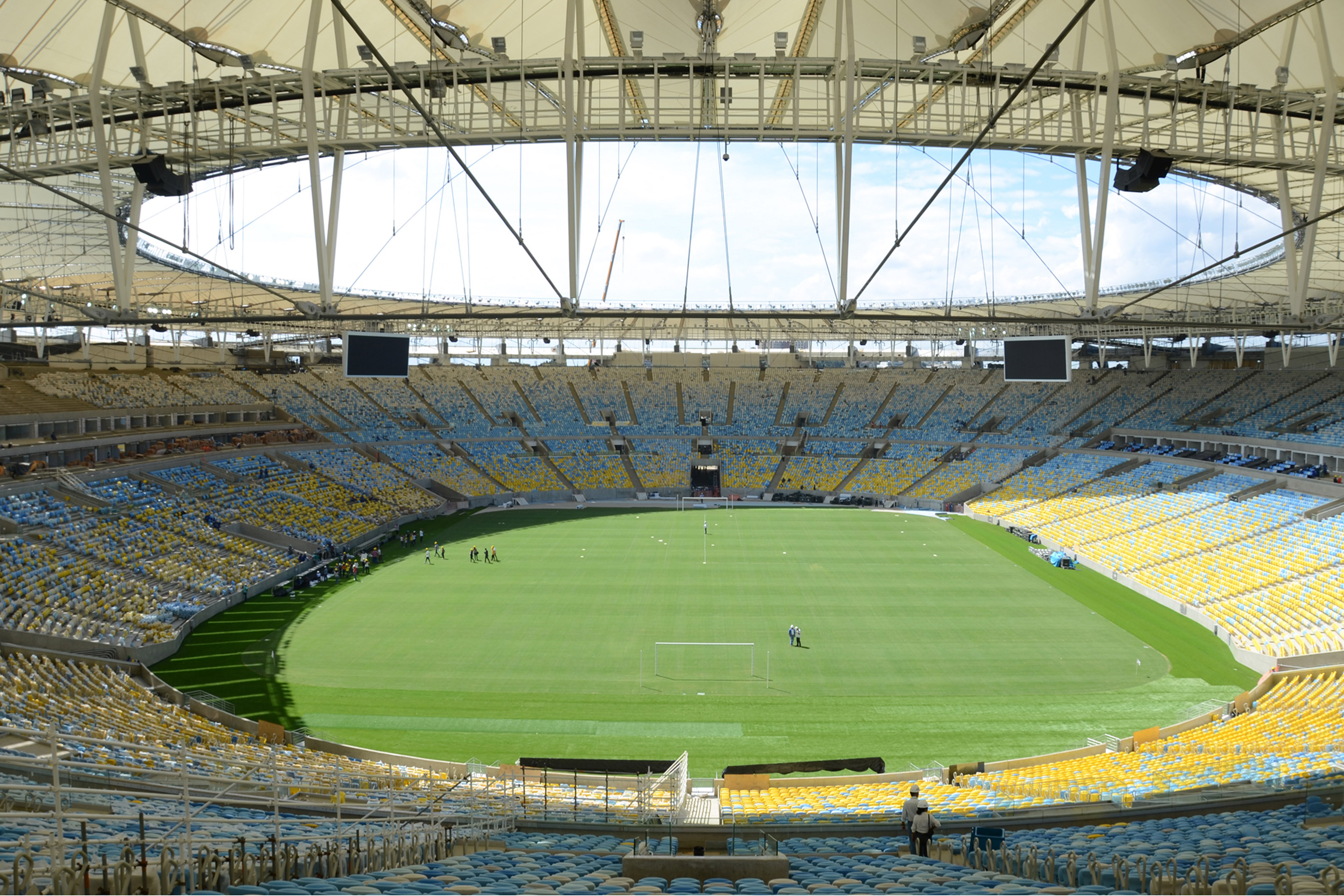
Estadio Maracaná (Brasil), lugar donde se celebraron las finales de los mundiales de 1950 y 2014.

En América del Sur se practica una considerable cantidad de disciplinas deportivas, sin embargo, el deporte más popular es el fútbol. La primera edición de la Copa Mundial de Fútbol, la competición internacional más importante del planeta, se celebró en Uruguay en 1930, luego recibiendo los torneos de Brasil en 1950, Chile en 1962, Argentina en 1978 y Brasil 2014. Los países de la región han obtenido el título en 10 de las 22 ediciones disputadas hasta 2022: Brasil (5), Argentina (3) y Uruguay (2), siendo Sudamérica el subcontinente que más copas ha ganado. Además, Argentina ha sido subcampeón en tres ocasiones y Brasil ha alcanzado el puesto de subcampeón en dos ocasiones. El encuentro entre Argentina y Brasil es considerado el Superclásico de las Américas, el más importante en el continente y uno de los más famosos a nivel global. El argentino Diego Armando Maradona y el brasileño Pelé han sido considerados en repetidas ocasiones como los mejores jugadores de la historia.
En un ámbito menor, el fútbol es representado en Sudamérica por la Confederación Sudamericana de Fútbol cuyo torneo más importante a nivel selecciones es la Copa América en donde participan las 10 Selecciones nacionales afiliadas a la Conmebol; Argentina posee 16, Uruguay 15 y Brasil 9 de estos títulos respectivamente. A nivel de clubes, el torneo más importante es la Copa Libertadores de América (liderada por el club argentino Independiente con siete títulos), siendo esta considerada el 2.º Torneo Continental de Clubes más importante del mundo y el 3.er Torneo de Clubes más importante del Mundo, solo detrás de la Copa Mundial de Clubes de la FIFA y la Champions League de la UEFA. Se celebra paralelamente otro torneo de clubes en la región denominado Copa Sudamericana la cual también posee gran auge a nivel mundial.

### Juegos Olímpicos y Juegos Panamericanos

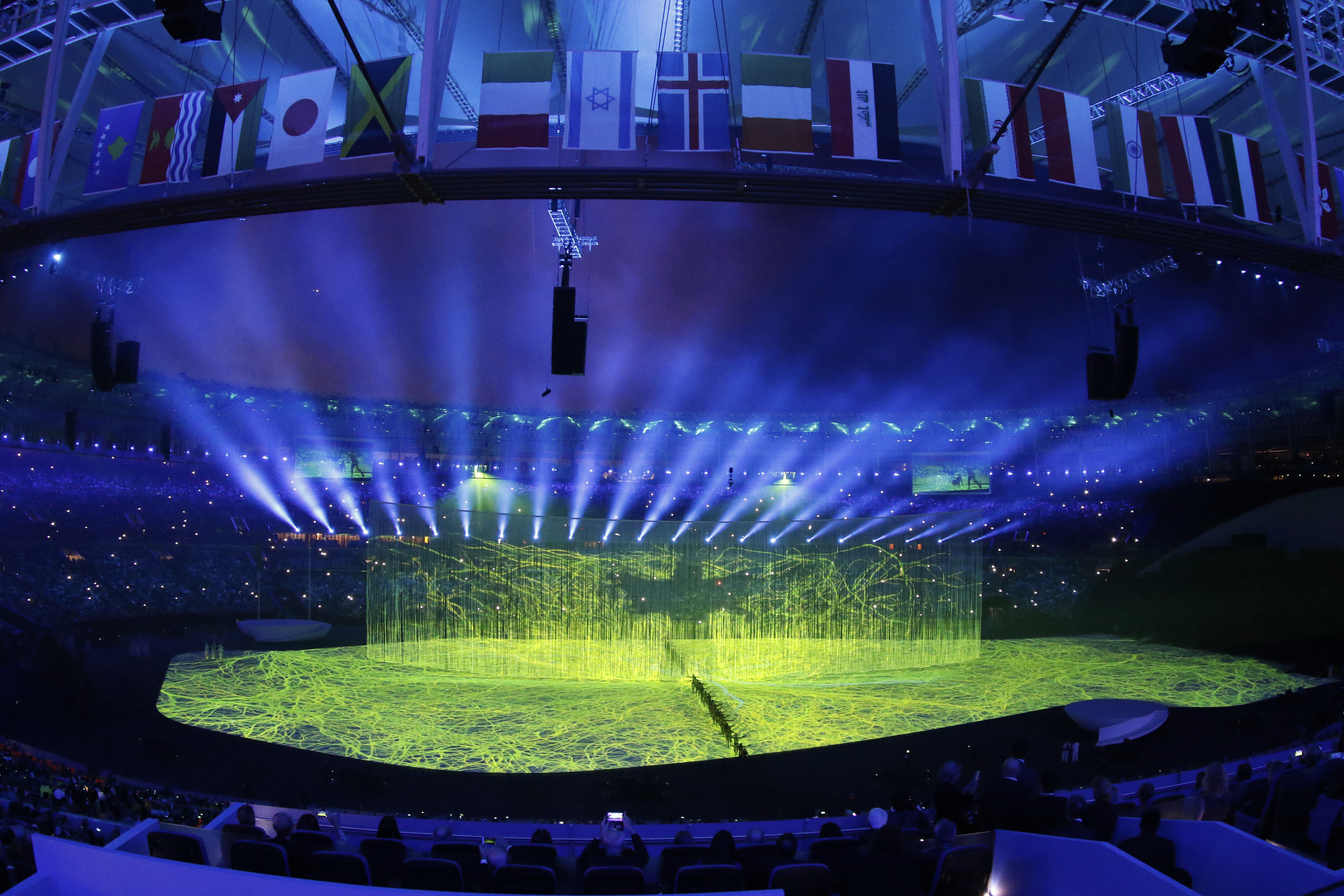
Ceremonia de apertura de los Juegos Olímpicos de Río de Janeiro 2016
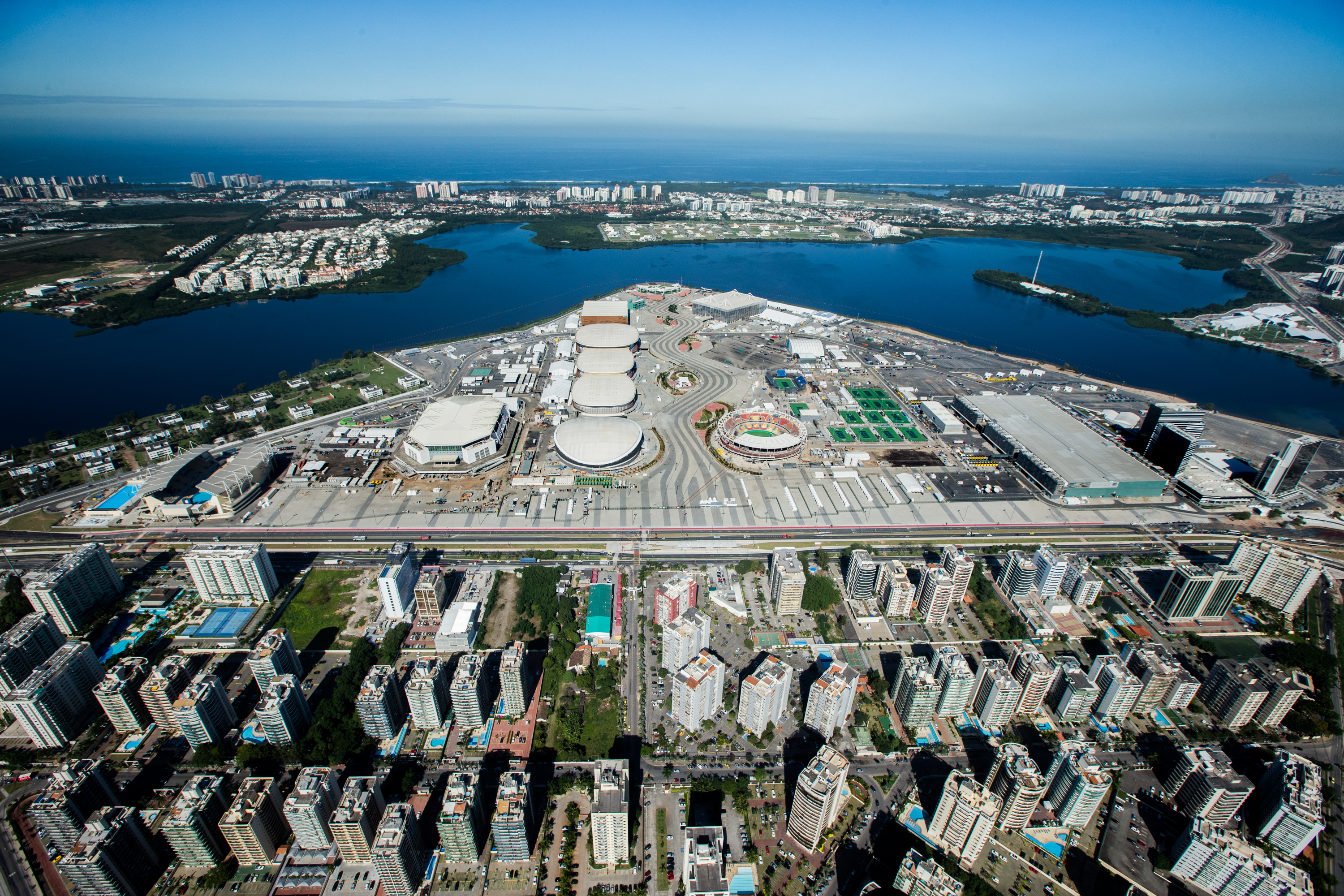
Parque Olímpico de Río de Janeiro
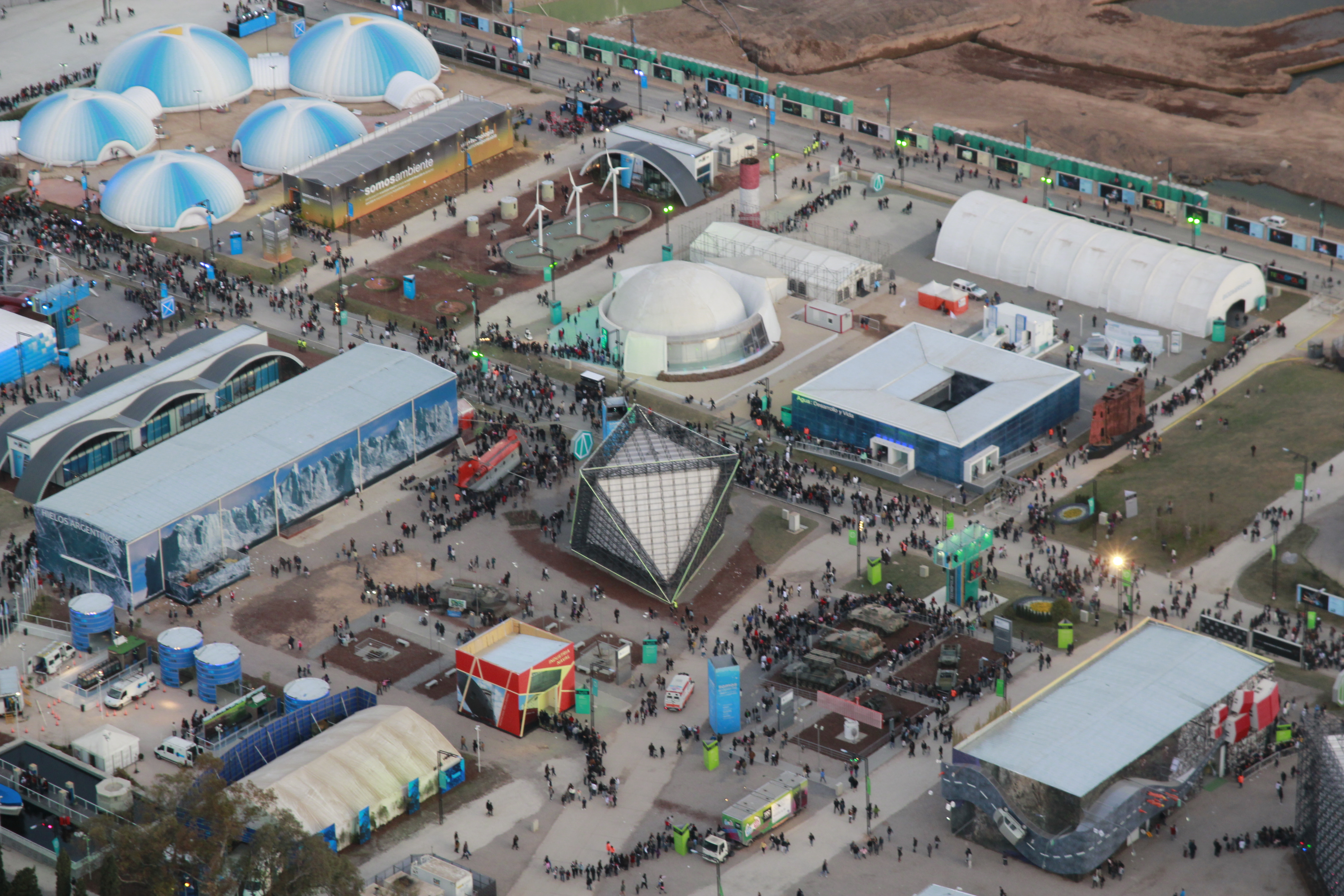
Tecnópolis, sede de competiciones en los Juegos Olímpicos de la Juventud de Buenos Aires
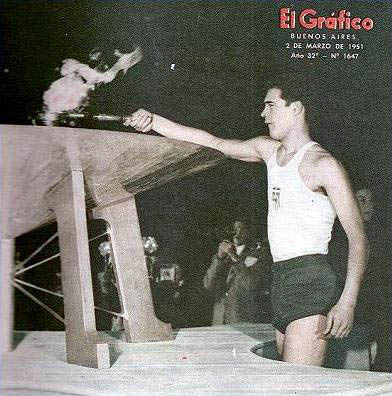
El primer pebetero panamericano, encendido por el atleta griego Aristidis Roubanis, Buenos Aires-1951
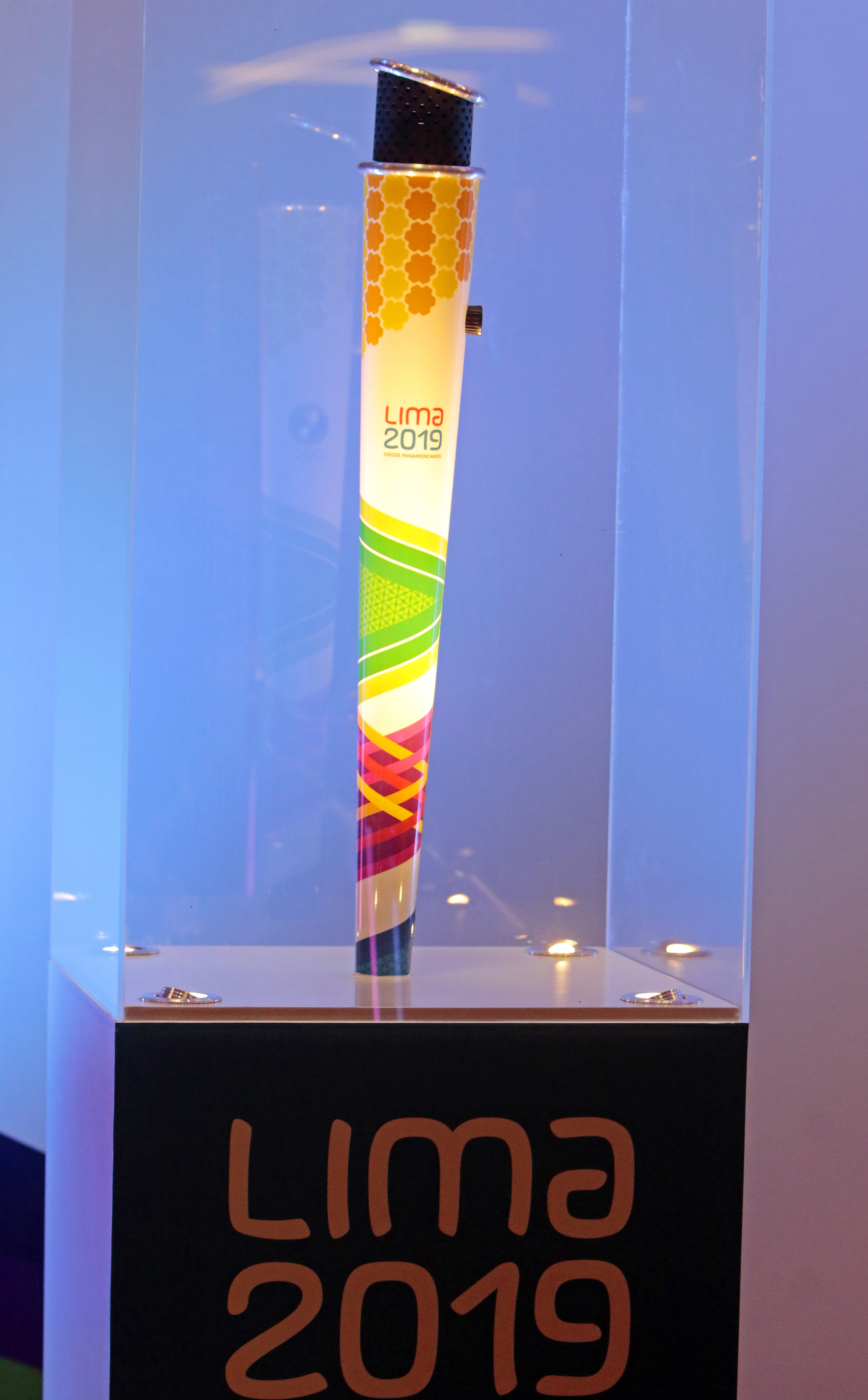
Antorcha de los Juegos Panamericanos de Lima-2019

La Organización Deportiva Suramericana (ODESUR) es la asociación de los comités olímpicos nacionales de los países suramericanos y tiene como misión promocionar los fines y principios del movimiento olímpico. Pese a la gran tradición deportiva, además del prestigio deportivo que varios países de la región tienen a nivel mundial el Comité Olímpico Internacional hasta el momento eligió apenas a Río de Janeiro como sede de los Juegos Olímpicos de 2016 y a Buenos Aires como sede de los Juegos Olímpicos de la Juventud de 2018. Los países con mayor número de medallas en olimpíadas están listados en el cuadro de abajo.
| #  | País      | Oro | Plata | Bronce | Total |
| -- | --------- | --- | ----- | ------ | ----- |
| 1  | Brasil    | 40  | 49    | 81     | 170   |
| 2  | Argentina | 22  | 27    | 31     | 80    |
| 3  | Colombia  | 5   | 16    | 17     | 38    |
| 4  | Ecuador   | 4   | 4     | 2      | 10    |
| 5  | Chile     | 3   | 8     | 4      | 15    |
| 6  | Venezuela | 3   | 7     | 9      | 19    |
| 7  | Uruguay   | 2   | 2     | 6      | 10    |
| 8  | Perú      | 1   | 3     | 1      | 5     |
| 9  | Surinam   | 1   | 0     | 1      | 2     |
| 10 | Paraguay  | 0   | 1     | 0      | 1     |
| 11 | Guyana    | 0   | 0     | 1      | 1     |

El país que más ha participado en los Juegos Olímpicos de verano es Argentina, presente en 26 olimpíadas y entre los demás solo Chile, Uruguay, Brasil, Colombia,Venezuela y Perú han participado de 20 o más ediciones. Los deportes que más han legado medallas a Brasil en los Juegos Olímpicos son yudo, vela, atletismo, natación y voleibol mientras Argentina se ha destacado en boxeo, vela y atletismo y Colombia en halterofilia, ciclismo y boxeo.
Los Juegos Panamericanos son el evento deportivo internacional de América celebrado cada cuatro años en el año anterior a los Juegos Olímpicos de verano. Los países de Sudamérica han sido sede de 8 competiciones continentales: Buenos Aires 1951, São Paulo 1963, Cali 1971, Caracas 1983, Mar del Plata 1995, Río de Janeiro 2007, Lima 2019 y Santiago de Chile 2023, y será sede de la próxima  edición: Lima 2027. Los números de medallas de los países Sudamericanos en los Juegos Panamericanos están listados abajo.[cita requerida]
| Puesto Continental | País              |     |     |     | Total |
| ------------------ | ----------------- | --- | --- | --- | ----- |
| 4                  | Brasil            | 383 | 402 | 588 | 1373  |
| 5                  | Argentina         | 327 | 365 | 468 | 1160  |
| 7                  | Colombia          | 135 | 171 | 260 | 566   |
| 8                  | Venezuela         | 102 | 219 | 297 | 618   |
| 9                  | Chile             | 57  | 110 | 169 | 336   |
| 11                 | Ecuador           | 38  | 37  | 76  | 151   |
| 15                 | Perú              | 19  | 40  | 89  | 148   |
| 16                 | Uruguay           | 12  | 29  | 50  | 91    |
| 17                 | Trinidad y Tobago | 12  | 29  | 32  | 73    |
| 23                 | Surinam           | 3   | 2   | 5   | 10    |
| 24                 | Guyana            | 2   | 4   | 12  | 18    |
| 26                 | Paraguay          | 1   | 5   | 9   | 15    |
| 28                 | Bolivia           | 1   | 4   | 8   | 13    |

Los Juegos Suramericanos -celebrados cada cuatro años- son la competición más importante a nivel subcontinental. Esta institución también comenzó a organizar los Juegos Suramericanos de Playa a partir de 2009.

### Deportes con animales

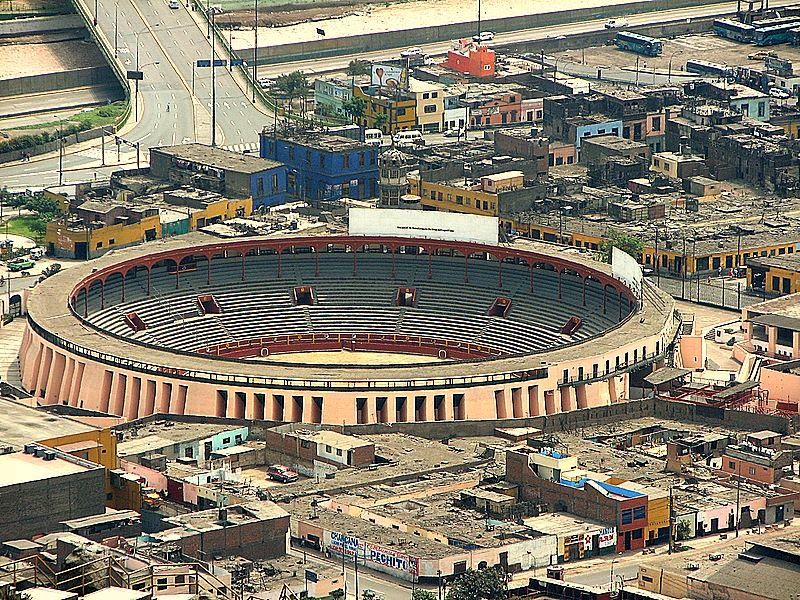
Plaza de toros de Acho (Perú), la más antigua de América.
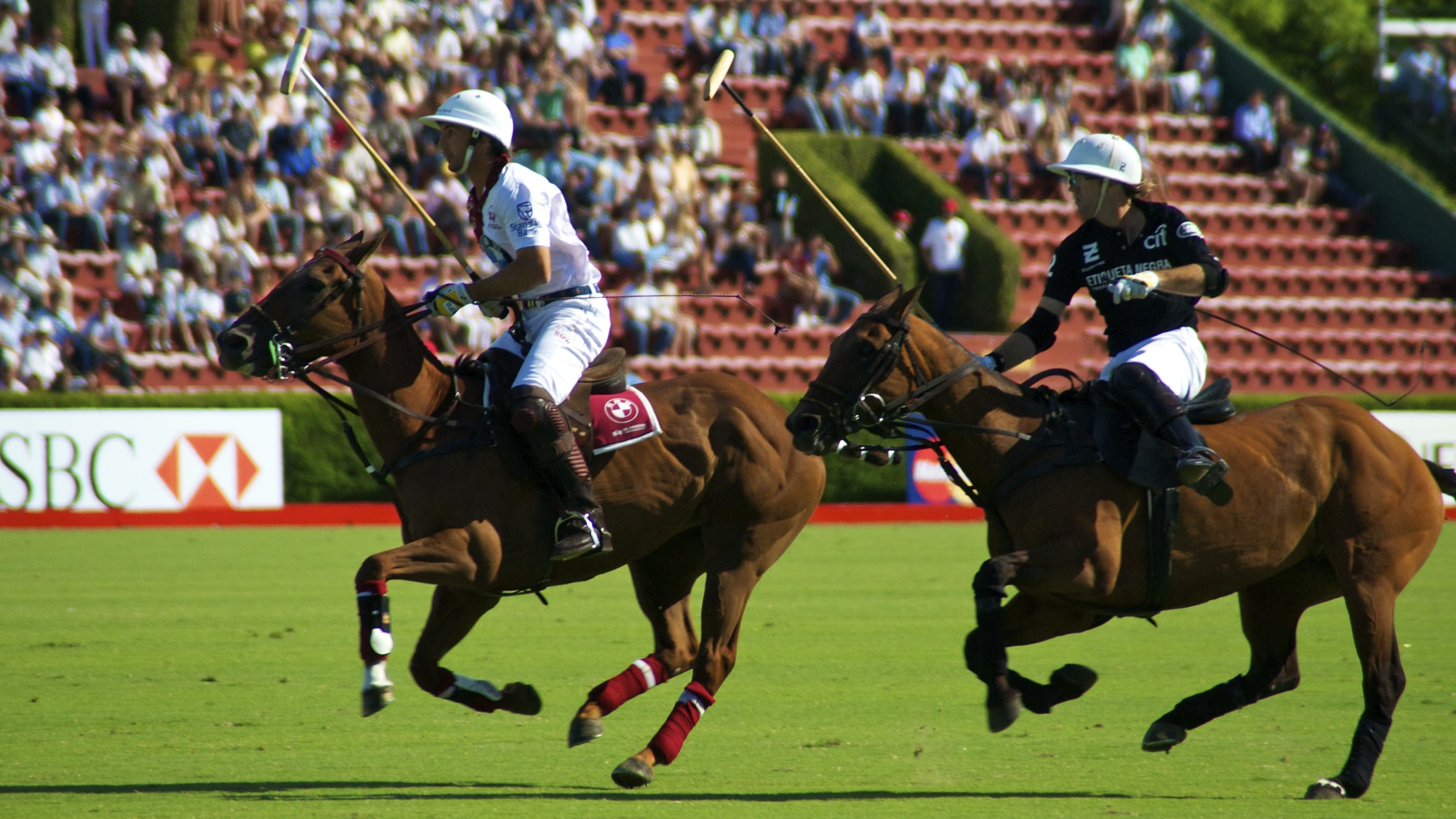
Campeonato Argentino Abierto de Polo, principal liga de clubes de polo a nivel mundial.
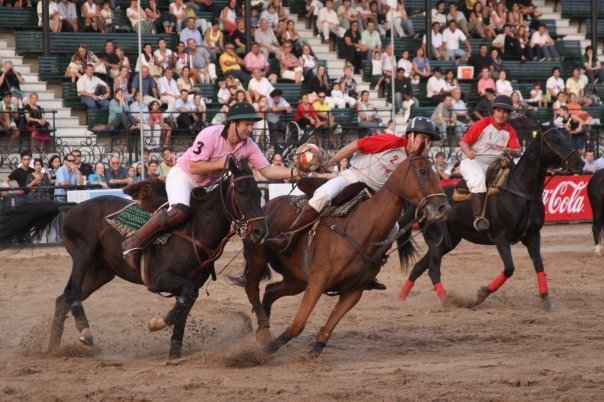
Pato, deporte nacional de Argentina.
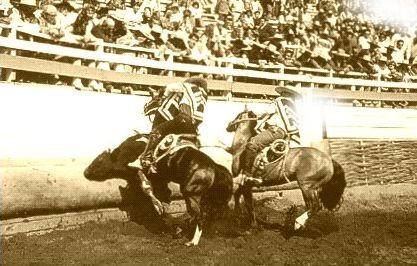
Rodeo, desde 1962 reconocido como deporte nacional de Chile.
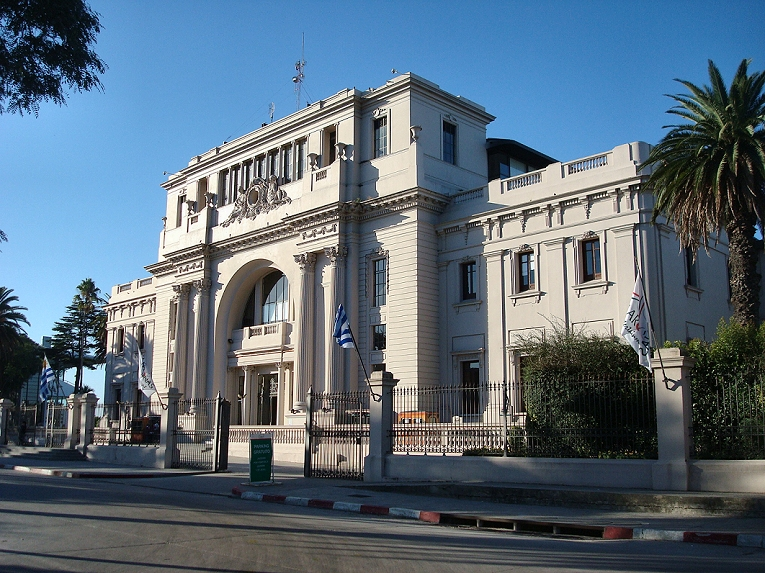
Hipódromo de Maroñas (Uruguay), recinto especializado en hípica y otros deportes ecuestres.

El subcontinente sudamericano es escenario de diversos festejos taurinos, heredados de los colonos españoles. En países como Colombia, Venezuela, Ecuador y Perú hay políticas permisivas en cuanto a las corridas de toros, siendo muchas de sus ciudades importantes iconos dentro del Calendario Taurino Internacional, por lo cual son lugares infaltables para los amantes de las corridas de toros, que por motivos climáticos no pueden festejar durante el invierno europeo y acuden a las ciudades suramericanas a participar de ellos.
En otros países se encuentran restringidas las corridas de toros, Chile fue el primer país de América del Sur en prohibirlas en 1822, aunque siguieron realizándose hasta fines del siglo XIX. En 1890 se prohibieron en Uruguay, aunque en 1935 fueron parcialmente revertidas en Colonia, hasta abandonarse finalmente en 1937. Argentina fue el primer país sudamericano en prohibir de manera definitiva las corridas de toros, en 1899. En Brasil fueron prohibidas por Getúlio Vargas en 1934, junto a las riñas de gallos.

### Otros deportes

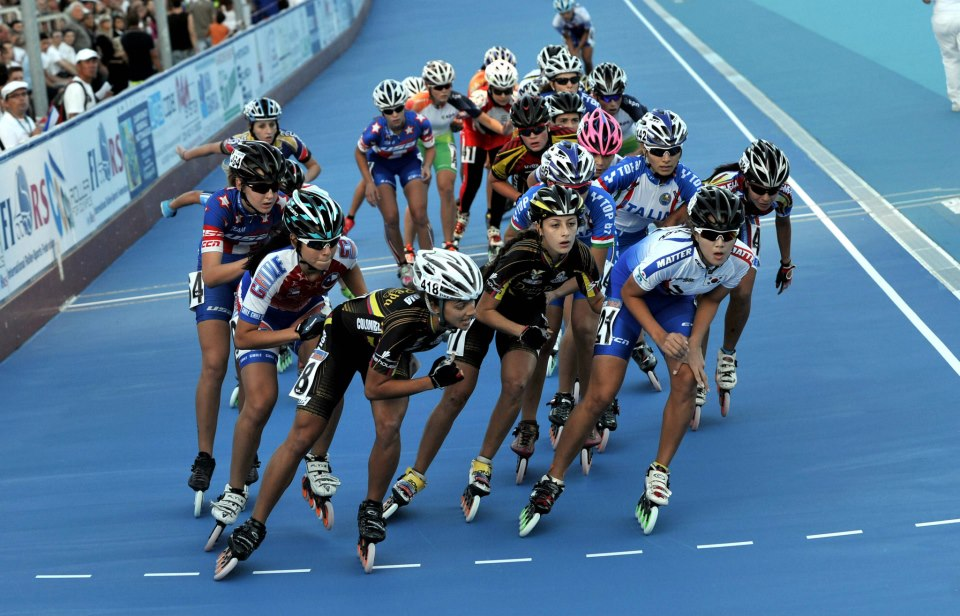
Colombia es el máximo ganador histórico en mundiales de patinaje de velocidad sobre patines en línea.
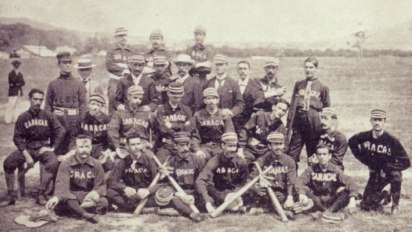
Béisbol, importante deporte en el Caribe sudamericano, en la imagen practicado por venezolanos en 1895.
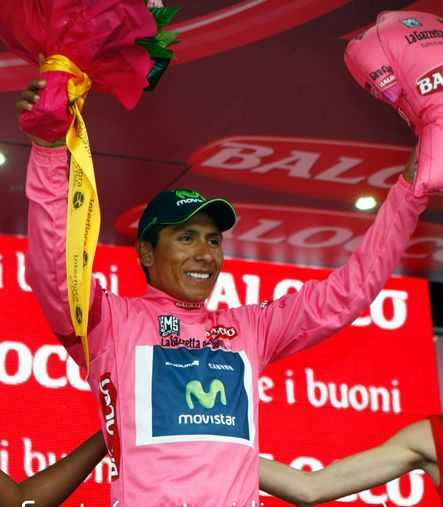
Colombia y Ecuador poseen ganadores de las Grandes Vueltas de ciclismo de ruta.
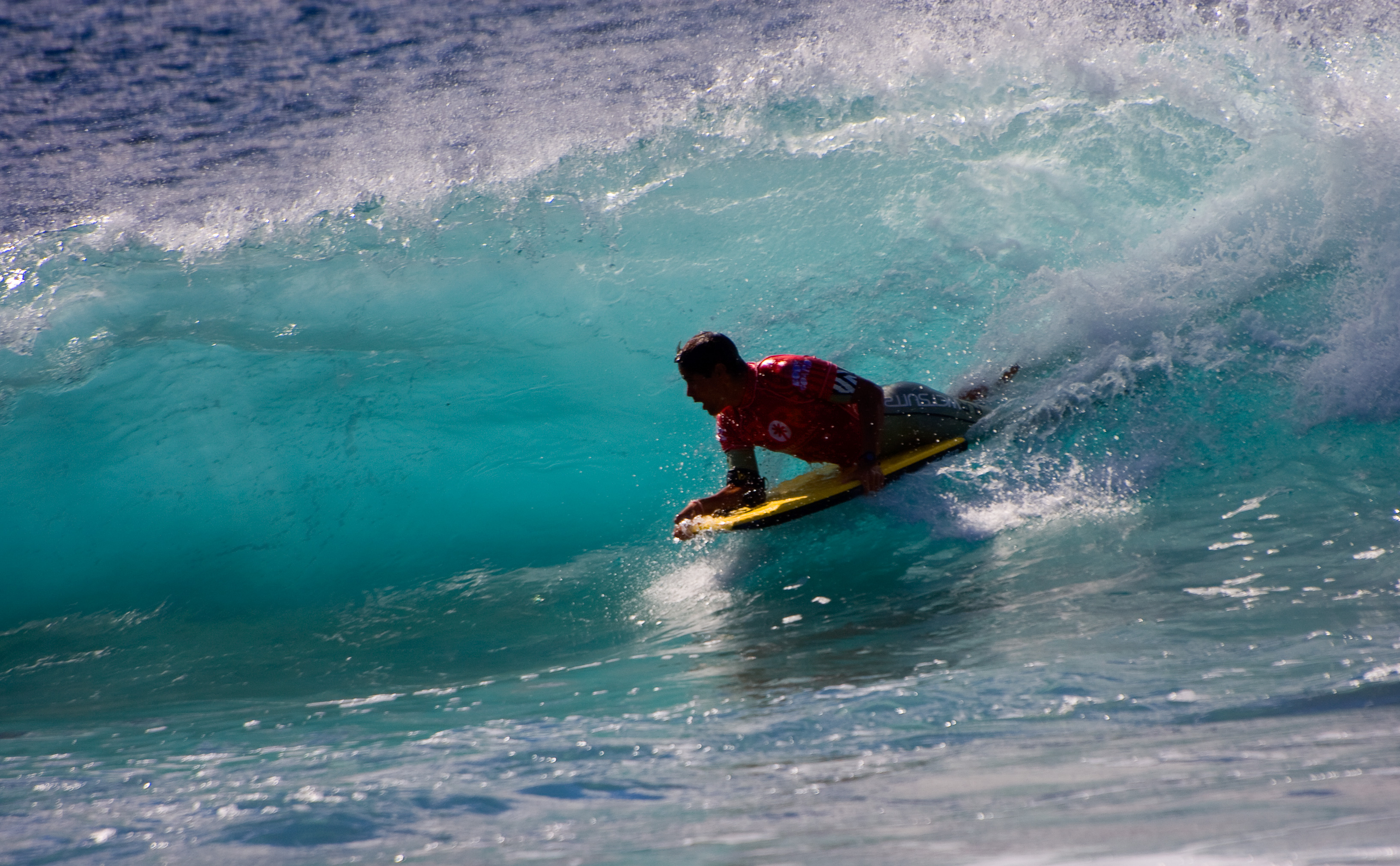
Brasil, Chile, Perú y Venezuela destacan en deportes acuáticos y de playa.
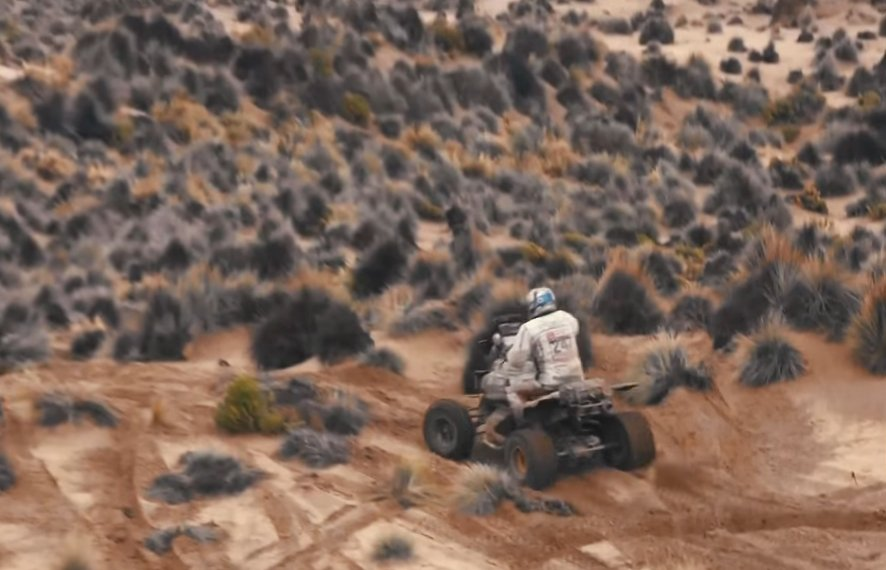
Rally Dakar a su paso por Sudamérica, con la obtención de títulos por parte de argentinos y chilenos.
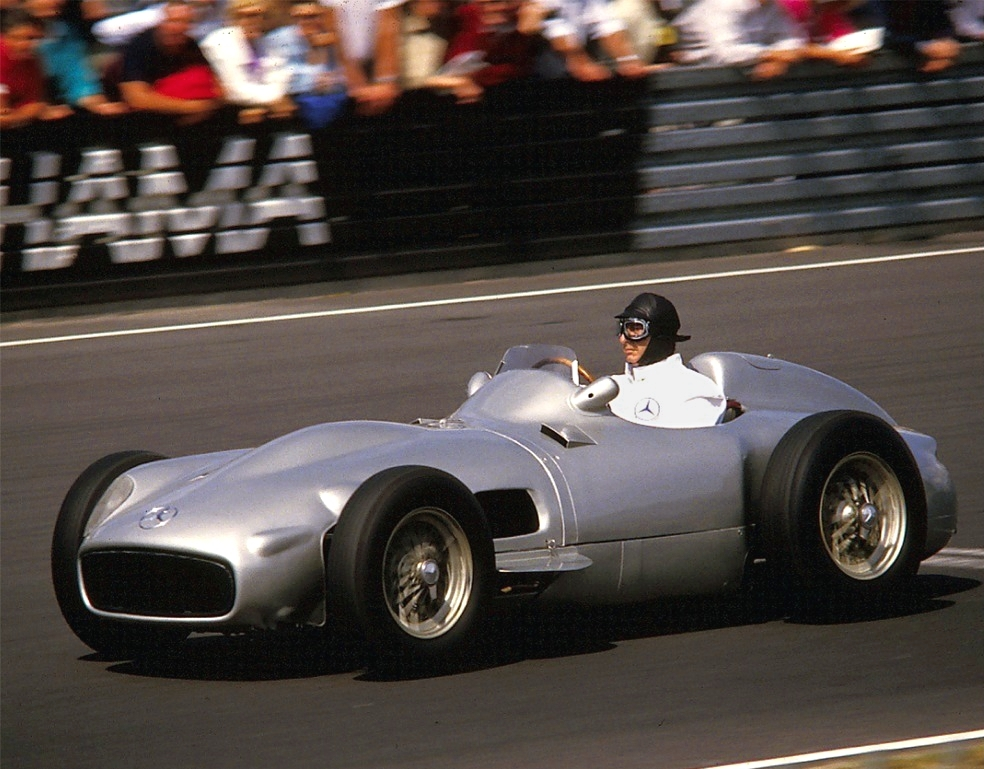
El automovilismo ha cosechado éxito por parte de argentinos y brasileños.

Otros deportes como el baloncesto, la natación y el voleibol también son populares. Independientemente del nivel de popularidad, algunos países han definido una disciplina como deporte nacional por ley. Tal es el caso de Argentina (pato), Colombia (tejo), Chile (rodeo chileno y rayuela) y Venezuela (coleo).
En cuanto al béisbol, tiene una importancia nula en todo el subcontinente, excepto en Venezuela y la costa caribeña de Colombia, donde el deporte goza de gran popularidad. La mayoría de las naciones suramericanas forman parte de la Confederación Panamericana de Béisbol, pero no todas son de carácter profesional. En Venezuela, el deporte profesional más popular entre la población es el béisbol. Hay cientos de jugadores profesionales venezolanos jugando en ligas de Estados Unidos. El béisbol se ha practicado en este país desde principios del siglo XX La era moderna del béisbol y el pico de su popularidad llegó en 1941 cuando Venezuela vence a Cuba y se proclama campeón mundial en la final de la Copa Mundial de Béisbol (mundial de béisbol amateur). La selección venezolana también ganó el torneo en 1944 y 1945 siendo la selección más ganadora después de Cuba y los Estados Unidos. En el Clásico Mundial de Béisbol (mundial de béisbol profesional) del 2009, la selección venezolana alcanzó el tercer lugar. Desde Colombia se han exportado jugadores a las Grandes Ligas como Edgar Rentería, Orlando Cabrera y Ernesto Frieri. En 1947 y 1965 la selección colombiana obtuvo la Copa Mundial de Béisbol.
En otros deportes, algunos países suramericanos se destacan a nivel mundial de manera individual. Por ejemplo, Argentina es una potencia en básquetbol, rugby, tenis, boxeo, polo, hockey sobre césped y hockey sobre patines; Brasil en automovilismo, fútbol playa, fútbol sala, skateboarding y artes marciales mixtas; Chile destaca en el polo, además de destacar en tenis entrando en el podio en las olimpíadas; Colombia en ciclismo y patinaje; Venezuela, una de las máximas potencias del mundo en béisbol, destacando históricamente en deportes como boxeo, halterofilia, ciclismo, kárate y taekwondo. La práctica del tenis se realiza principalmente en Argentina, Chile y Brasil, que han tenido campeones de torneos de Grand Slam. Gustavo Kuerten y Marcelo Ríos han sido los únicos tenistas latinoamericanos en alcanzar el puesto número 1 del ranking. En voleibol, Brasil y Perú son potencias mundiales habiendo ganado medallas olímpicas y campeonatos mundiales para sus naciones.

## Celebraciones

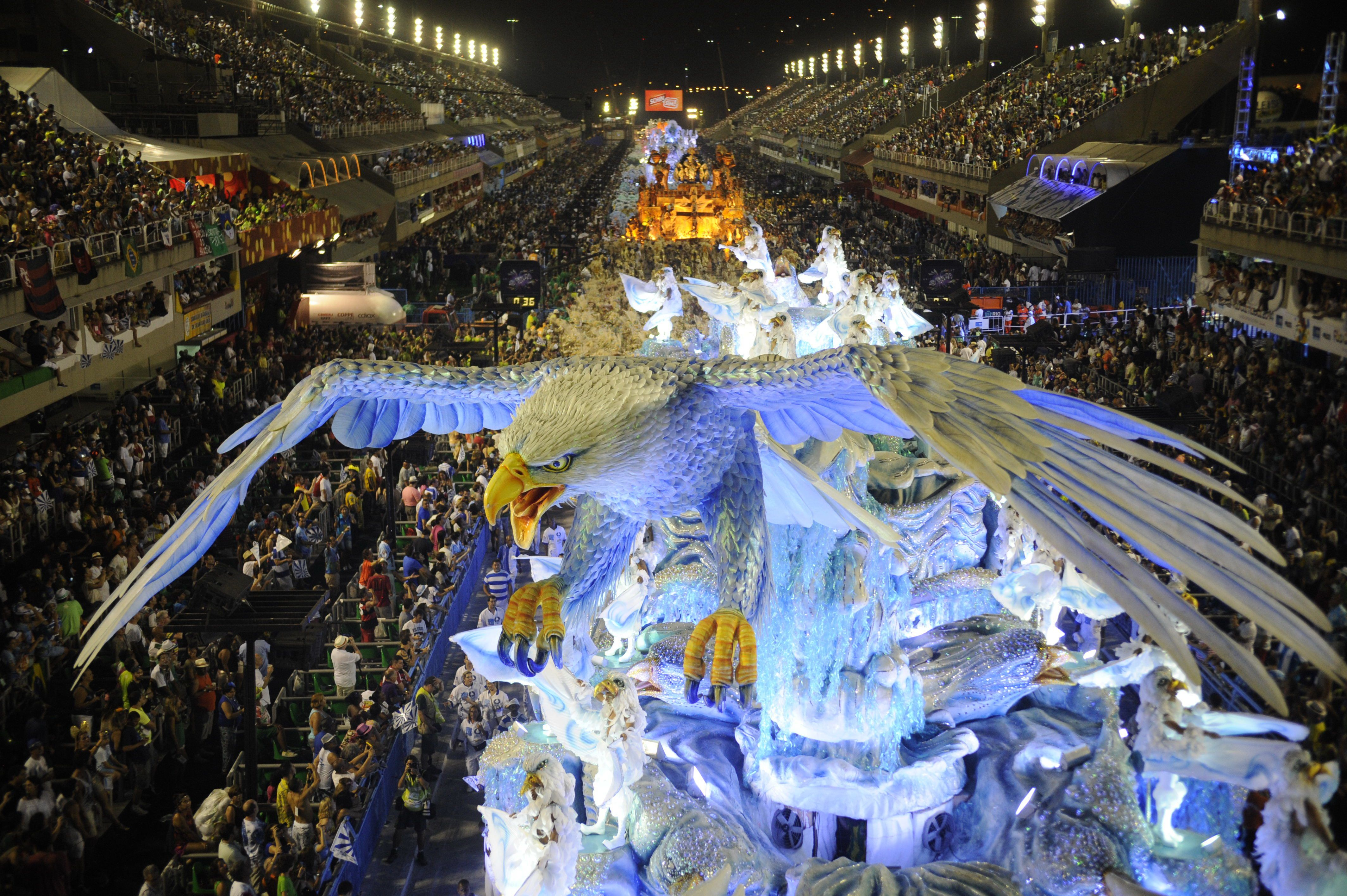
Carnaval de Río de Janeiro (Brasil).
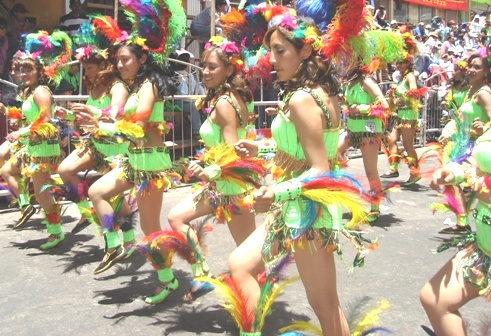
Carnaval de Oruro (Bolivia).
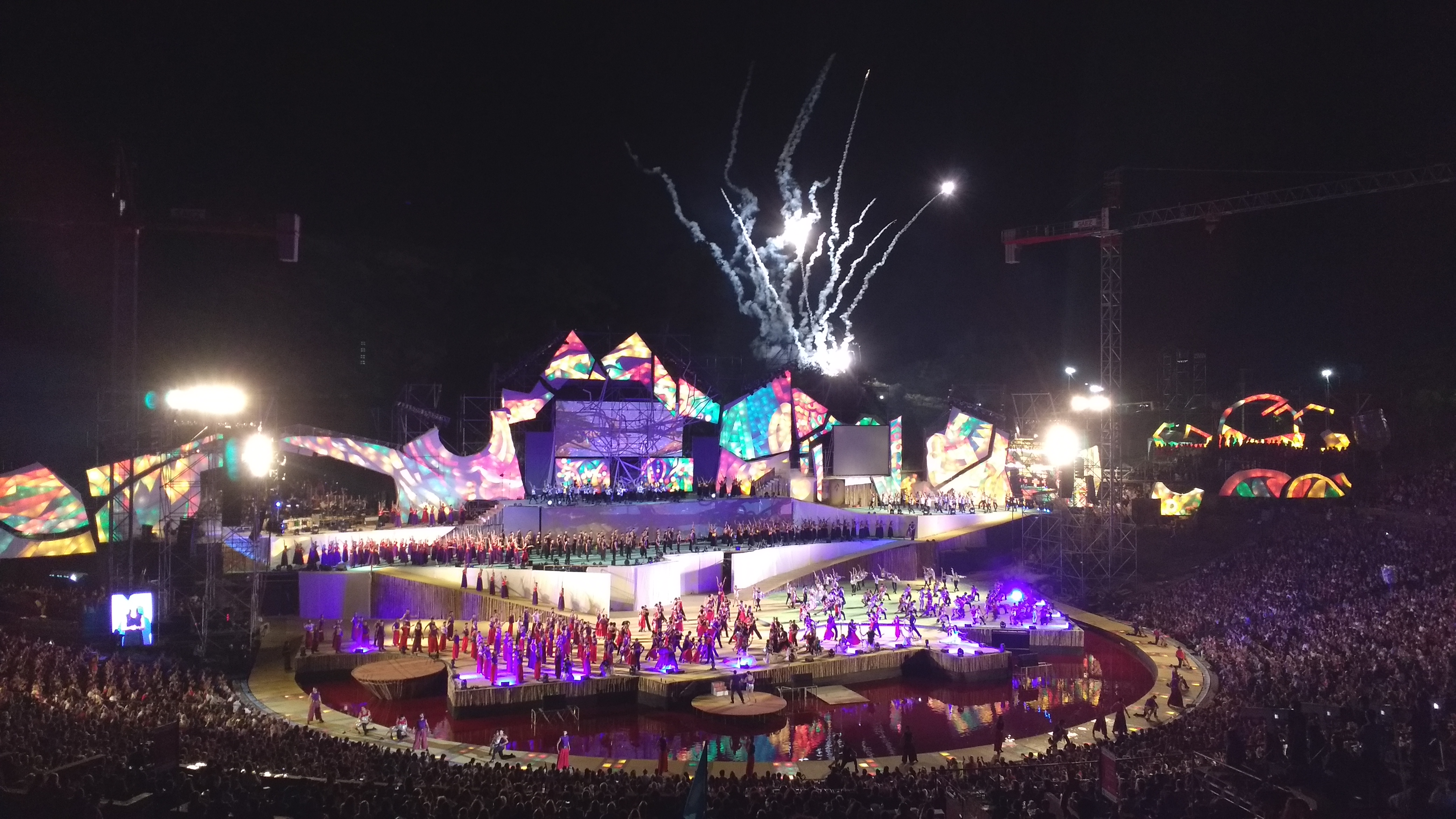
Fiesta Nacional de la Vendimia (Argentina).
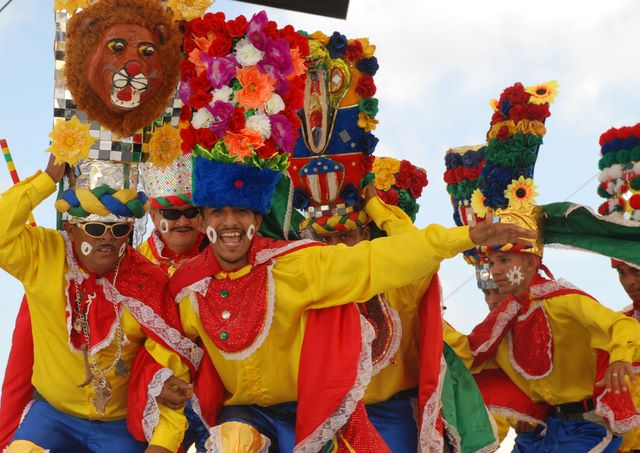
Carnaval de Barranquilla (Colombia).
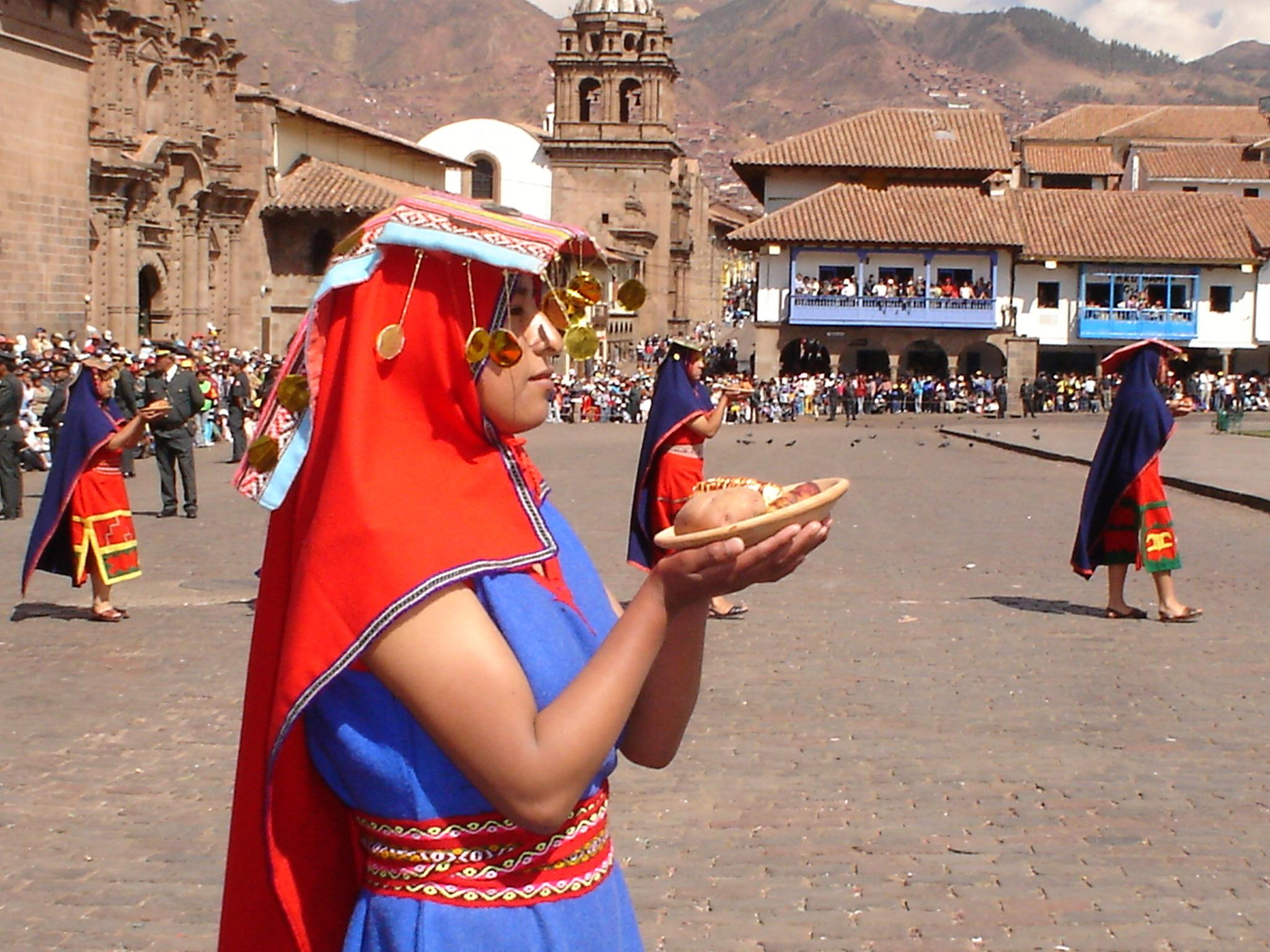
Inti Raymi (Perú).
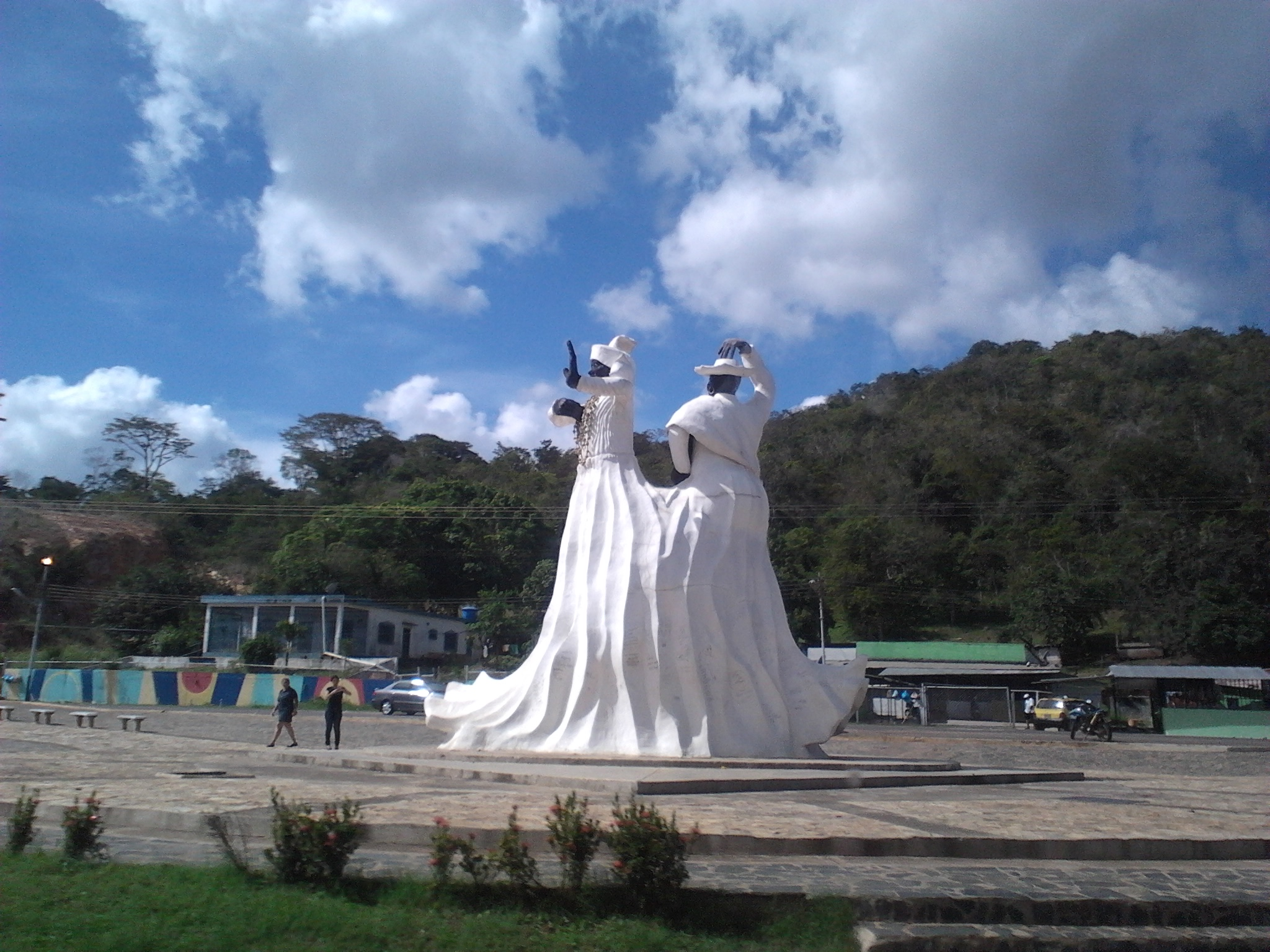
Carnaval de El Callao (Venezuela).

- El carnaval de Barranquilla en la ciudad de la costa del Caribe colombiano, es la fiesta cultural más importante del país e igualmente es considerado por la Unesco Obra Maestra del Patrimonio Oral e Intangible de la Humanidad.
- Carnaval de Negros y Blancos de Pasto es la fiesta más importante del suroccidente colombiano. Declarada Patrimonio Cultural Inmaterial de la Humanidad en 2009 por la Unesco.
- El Festival Folclórico y Reinado Nacional del Bambuco, es una de las fiestas más importantes del sur de Colombia, especialmente del departamento del Huila, cuya capital, Neiva, es la sede del festival.
- El carnaval de Riosucio es una celebración que se realiza cada dos años en Riosucio, Caldas, Colombia. Se lleva a cabo alrededor del 6 de enero.
- El carnaval de Río es una celebración popular anual que tiene lugar durante la Cuaresma, se caracteriza por la competencia entre las escuelas de samba en el afamado sambódromo. Muchos carnavales se realizan en Brasil, sin embargo el de Río de Janeiro es el más famoso y reconocido a nivel mundial.
- El carnaval de Oruro es una celebración popular realizada cada año en la ciudad boliviana de Oruro. El año 2001 la Unesco declaró al carnaval como Obra Maestra del Patrimonio Oral e Intangible de la Humanidad.
- La Fiesta de la Vendimia. Es la mayor celebración que se realiza en el mundo en honor al vino en la provincia de Mendoza, Argentina.
- Viña del Mar (Chile) es reconocida por el Festival Internacional de la Canción de Viña del Mar, el más grande de su tipo en Hispanoamérica.
- El carnaval de El Callao es el más famoso de Venezuela, por lo que ha sido reconocido, como evento de Interés Turístico Regional y declarado por el Instituto de Patrimonio Cultural de Venezuela como evento de Interés Turístico Nacional en marzo de 1998 y el 1 de diciembre de 2016 fue declarado Patrimonio Cultural Inmaterial de la Humanidad por la Unesco.